# 軍服 (ロシア・ソ連)

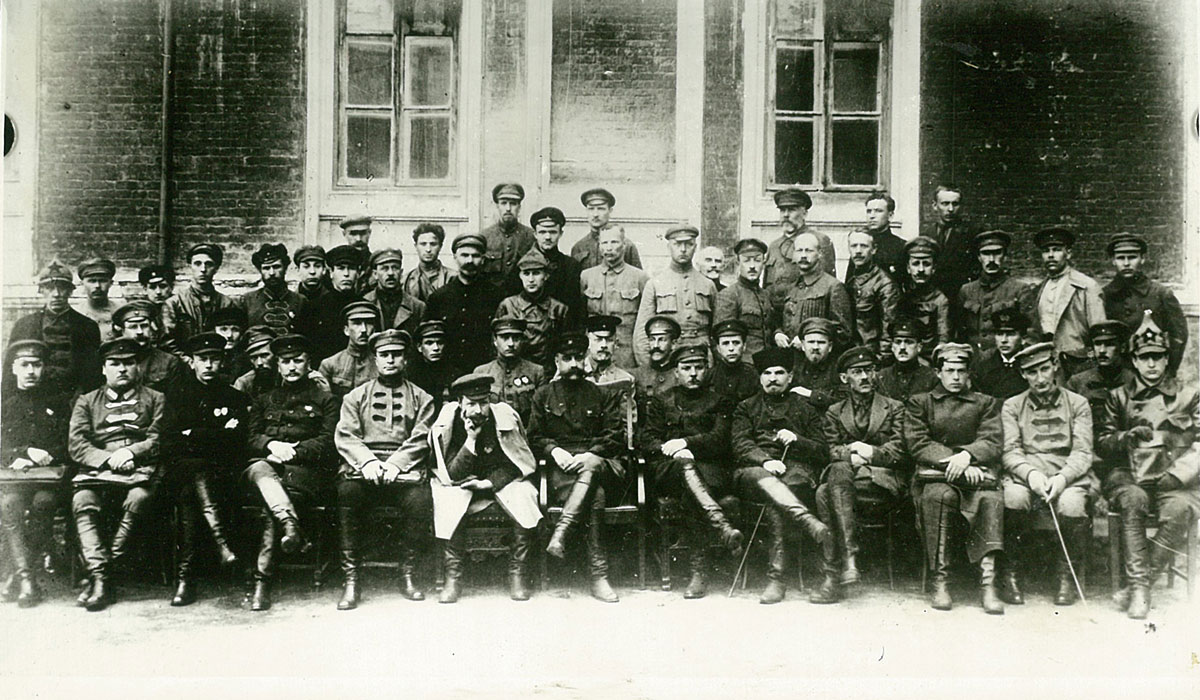
1919年制定の軍服（1922年）

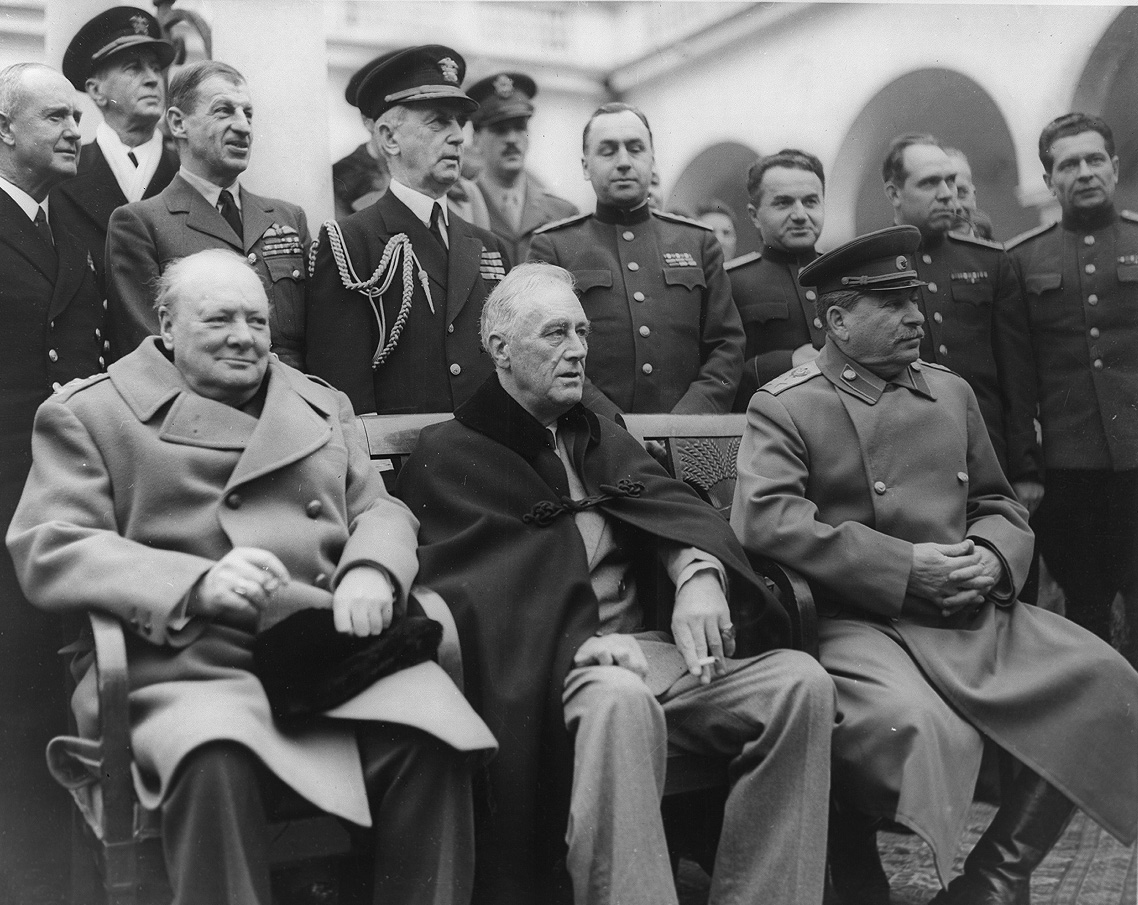
1943年大改定後（1945年ヤルタ会談）

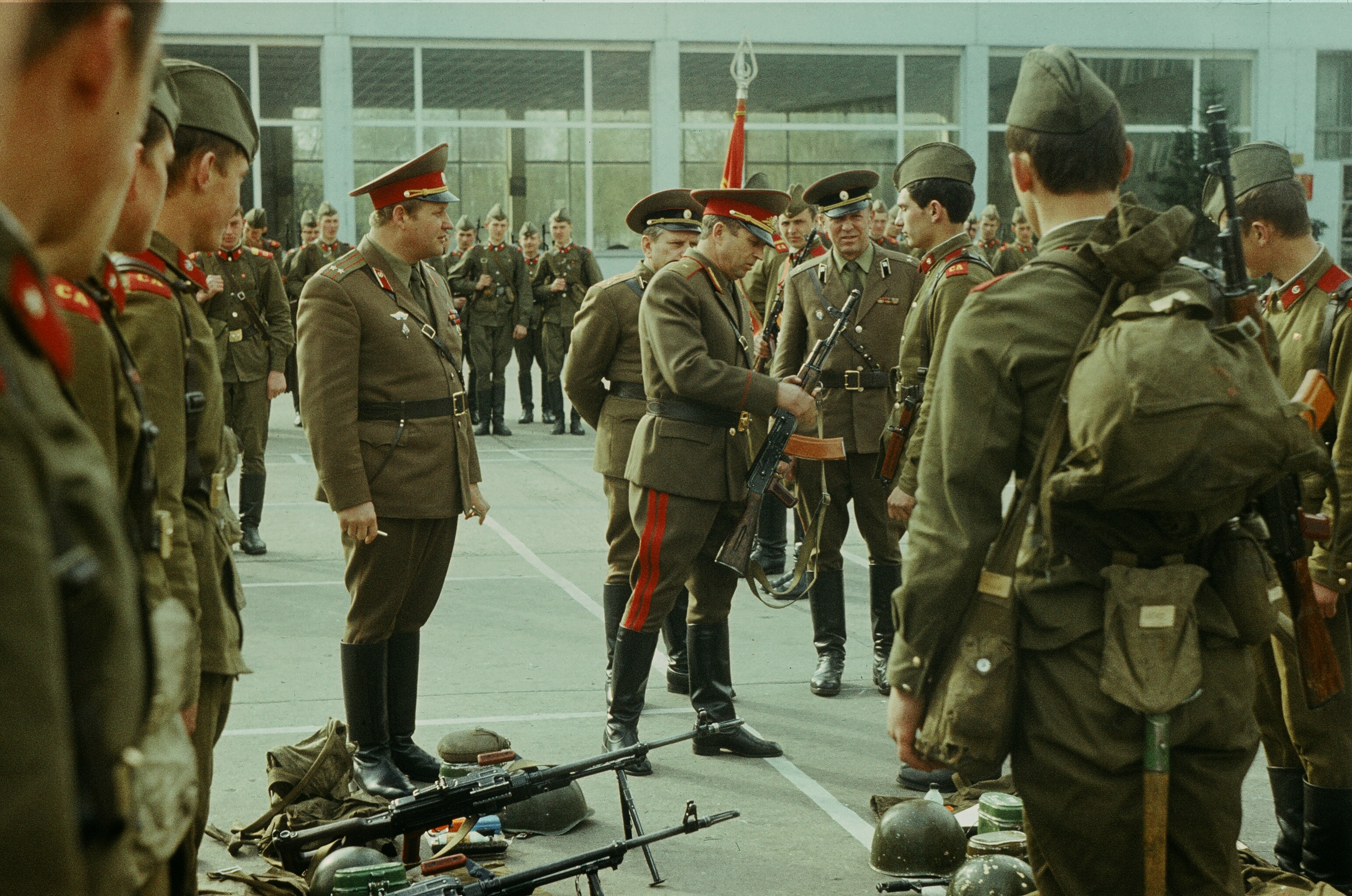
1969年大改定後の地上軍将官（中央）、将校（開襟）、兵士（折襟）各常勤服（1981年）

ロシア・ソ連の軍服（ロシア・ソれんのぐんぷく）はロシア帝国（19世紀以降）、ソビエト連邦・ロシア連邦における軍服の特徴と歴史を扱う。また、その他国への影響についても適宜言及する。

## 概観
19世紀から20世紀初頭にかけて、ロシア帝国はヨーロッパ・アジア両大陸に覇を唱える軍事大国であり、軍服もフランス第一帝政や、その支配を受けたプロイセンなど他のヨーロッパ諸国の影響を受けながら独自の発達を遂げた。ロシア革命の結果ソビエト連邦が成立し、さらに第二次世界大戦後の社会主義陣営の広がりと東西冷戦の中で、世界の二大軍事勢力の盟主となるに至ったソ連軍の軍服は、アメリカ軍のそれと並んで20世紀後半の世界各国の軍服に影響を与えることとなった。

## ロシア帝国の軍服
ピョートル1世の時代に大規模な軍制刷新が図られると、新たな制服の導入も行われる事となった。ハンガリー風にするかフランス風にするかで議論が分かれたが、より西欧的なフランス1661年制式風の軍服を導入した。1702年にはドイツ式となる。1796年にはナポレオンジャケットとなるが、1802年以降プロイセン風のフロックコートとなる。1881年以降、前合わせの広いボタンレスとなるがその後徐々にボタンが復活。色は近衛騎兵を除き一貫して「ツァーリ・グリーン」あるいは「海の波」と呼ばれる深緑色で統一された。また、コサックは主にカフカス諸民族の伝統的衣装であるチョハ（チェルケスカとも）を着用するが、一部では常備軍と同じ軍服を着用するところもある。
歩兵・擲弾兵・戦列歩兵共通で、鉢巻と襟には連隊色が、肩章には旅団色と師団番号が示される。連隊名に王侯の名前が付く部隊は肩章に冠とイニシャルが入る。
1907年以降、国際的潮流に合わせ全兵科共通でカーキ色シングルブレストの詰襟となる。将校は胸に2点ポケット、下士官兵はボタンなしだが、古参兵など好んで将校風の仕立てを好むものもいた。1914年10月31日、野戦肩章が制定される。

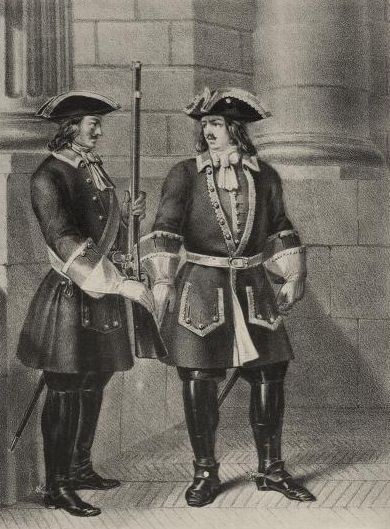
近衛兵兵卒と士官(1727-1730)
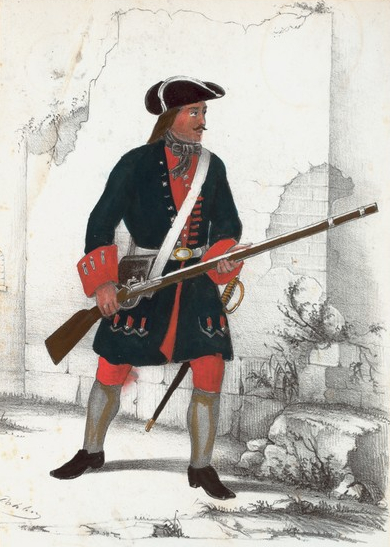
散弾銃を携行する兵士（1720年代）
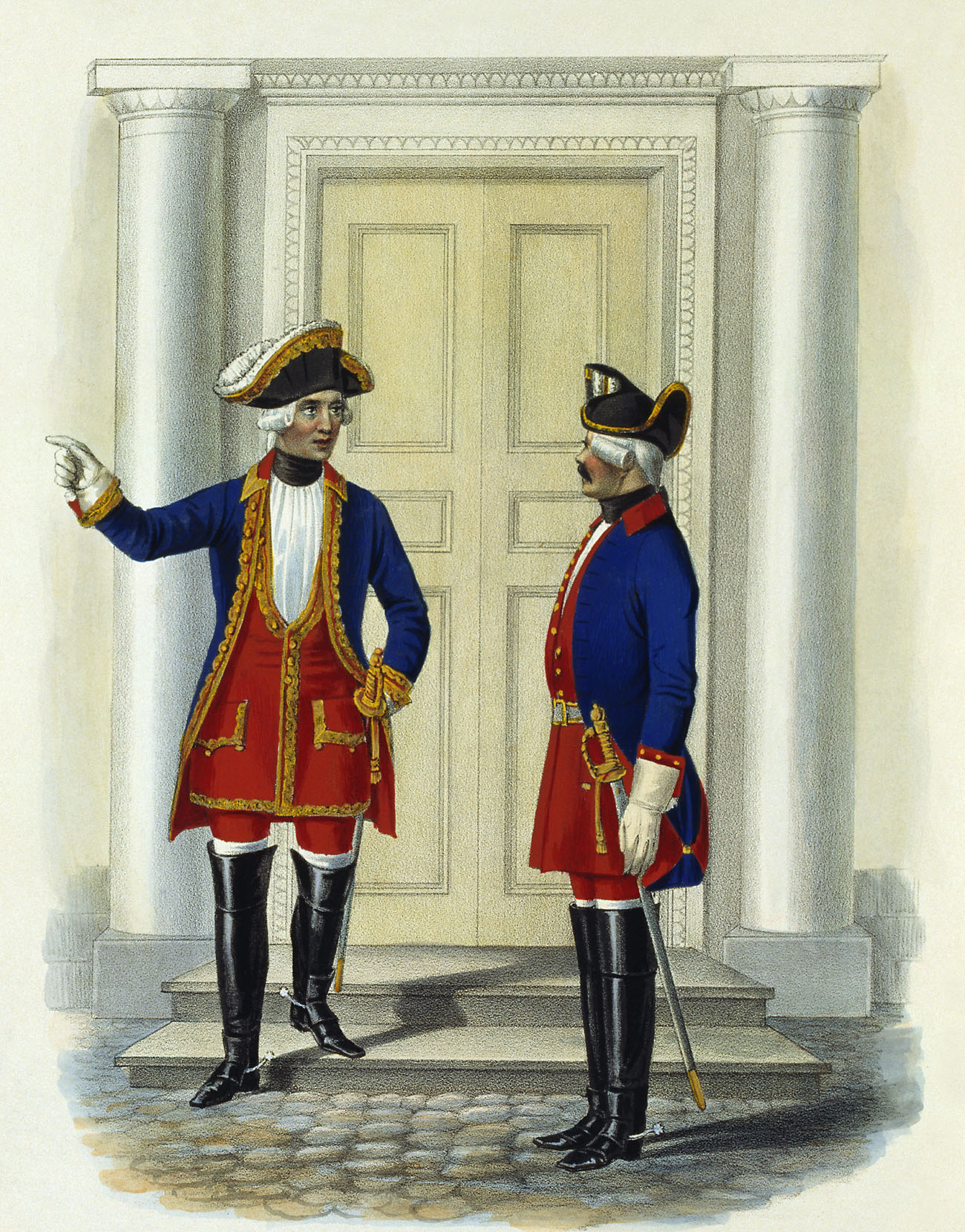
近衛胸甲騎兵連隊（ロシア語版）将兵（1731-1742）
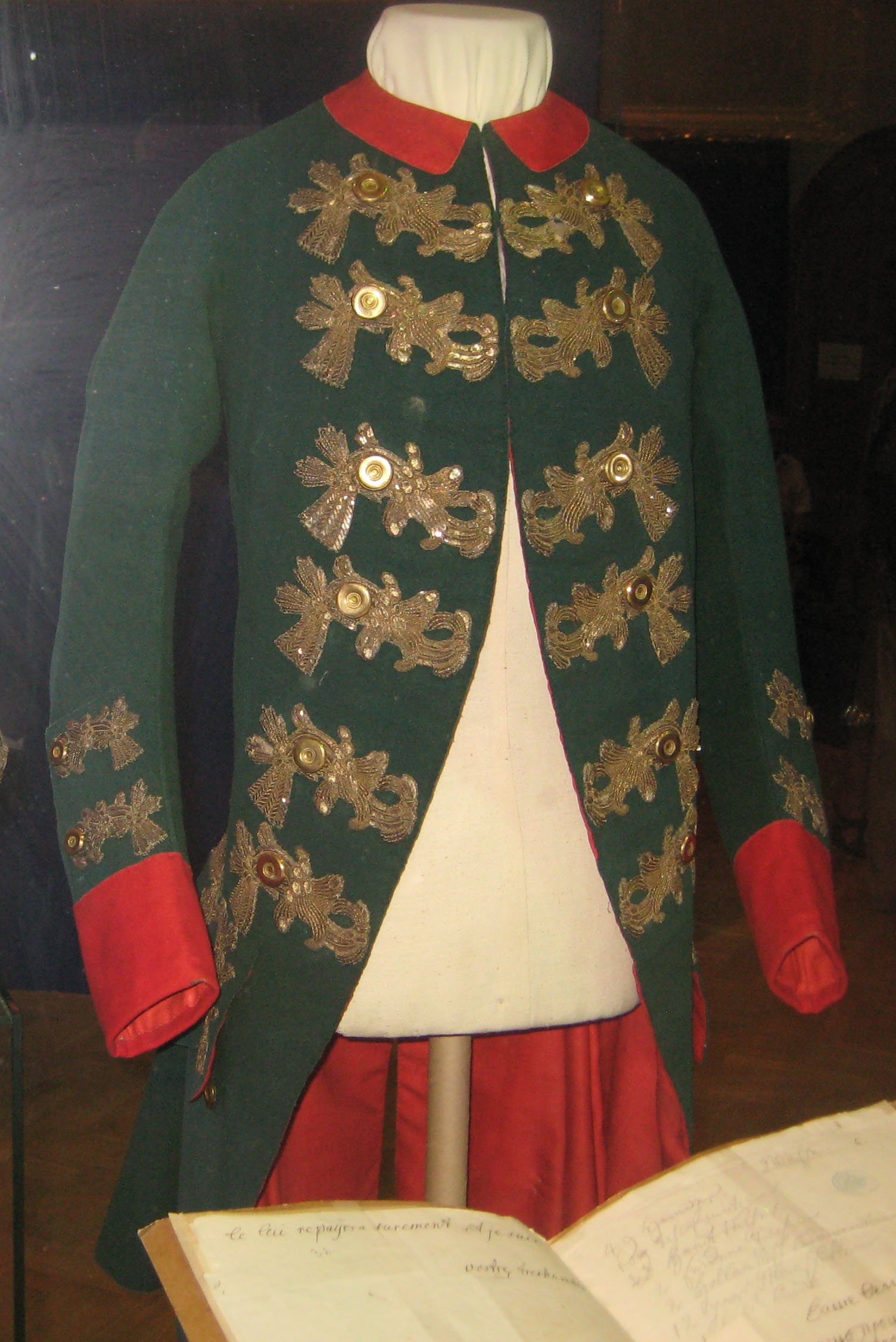
プレオブラジェンスキー近衛擲弾兵連隊（ロシア語版）将校制服。ドイツ風ボタンホールが入る。ピョートル3世の着用していたもの
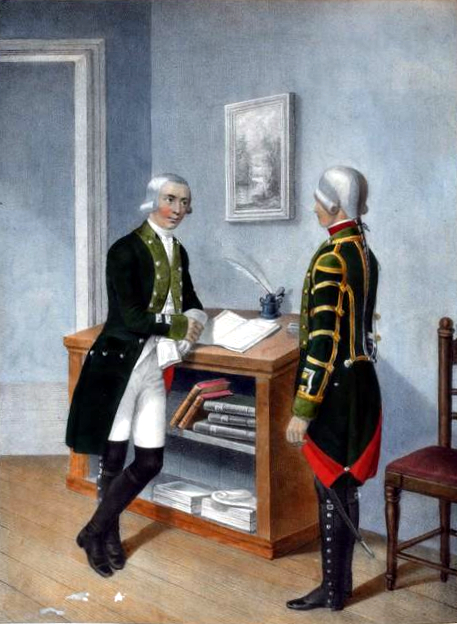
リャジスク第70歩兵連隊（ロシア語版）将校と軍楽兵
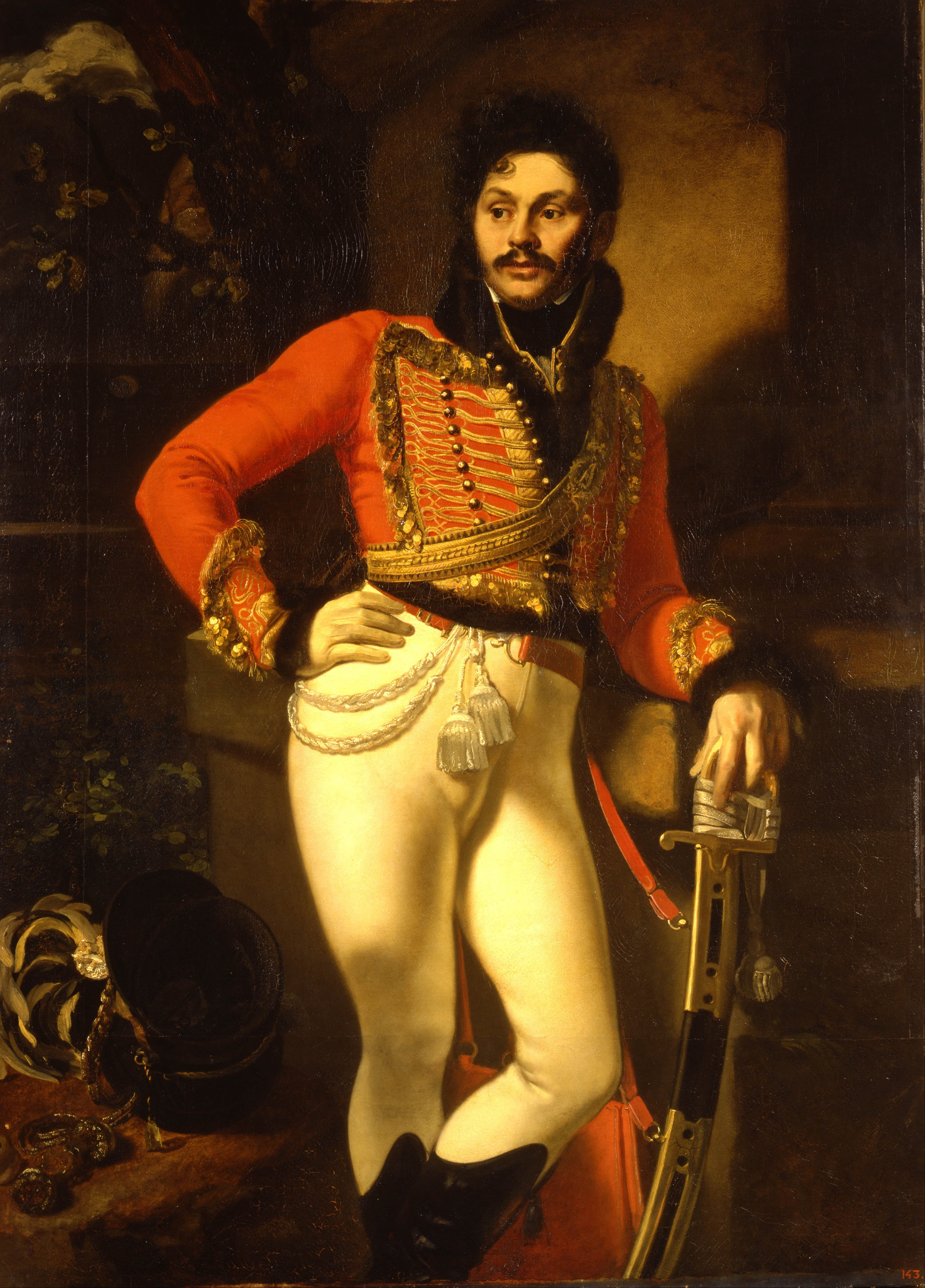
近衛驃騎兵連隊長（ロシア語版）たる大佐（エヴクラフ・ダビドフ（英語版）、1809年）
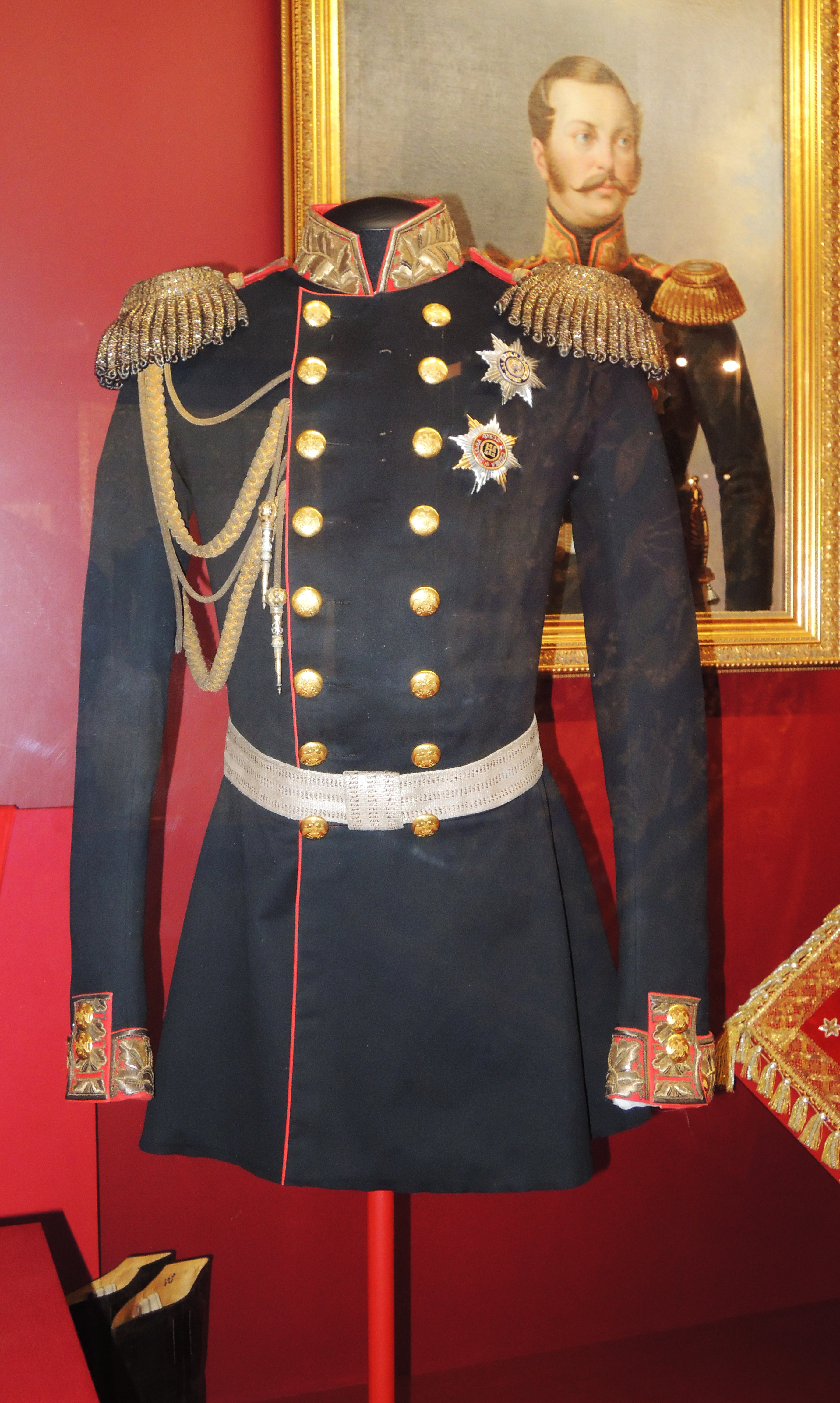
将官用礼装
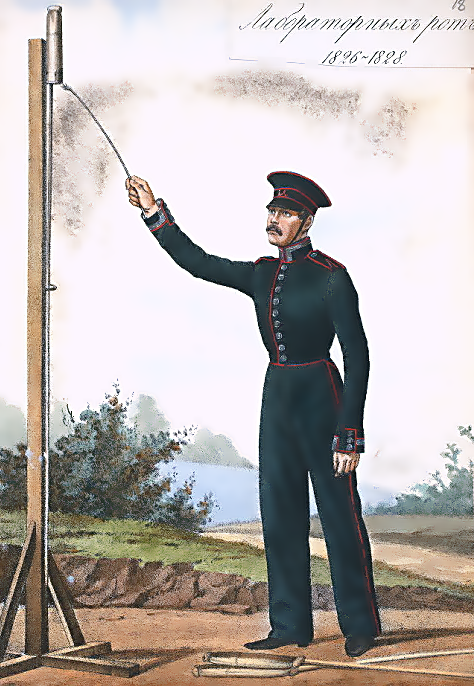
1820年代
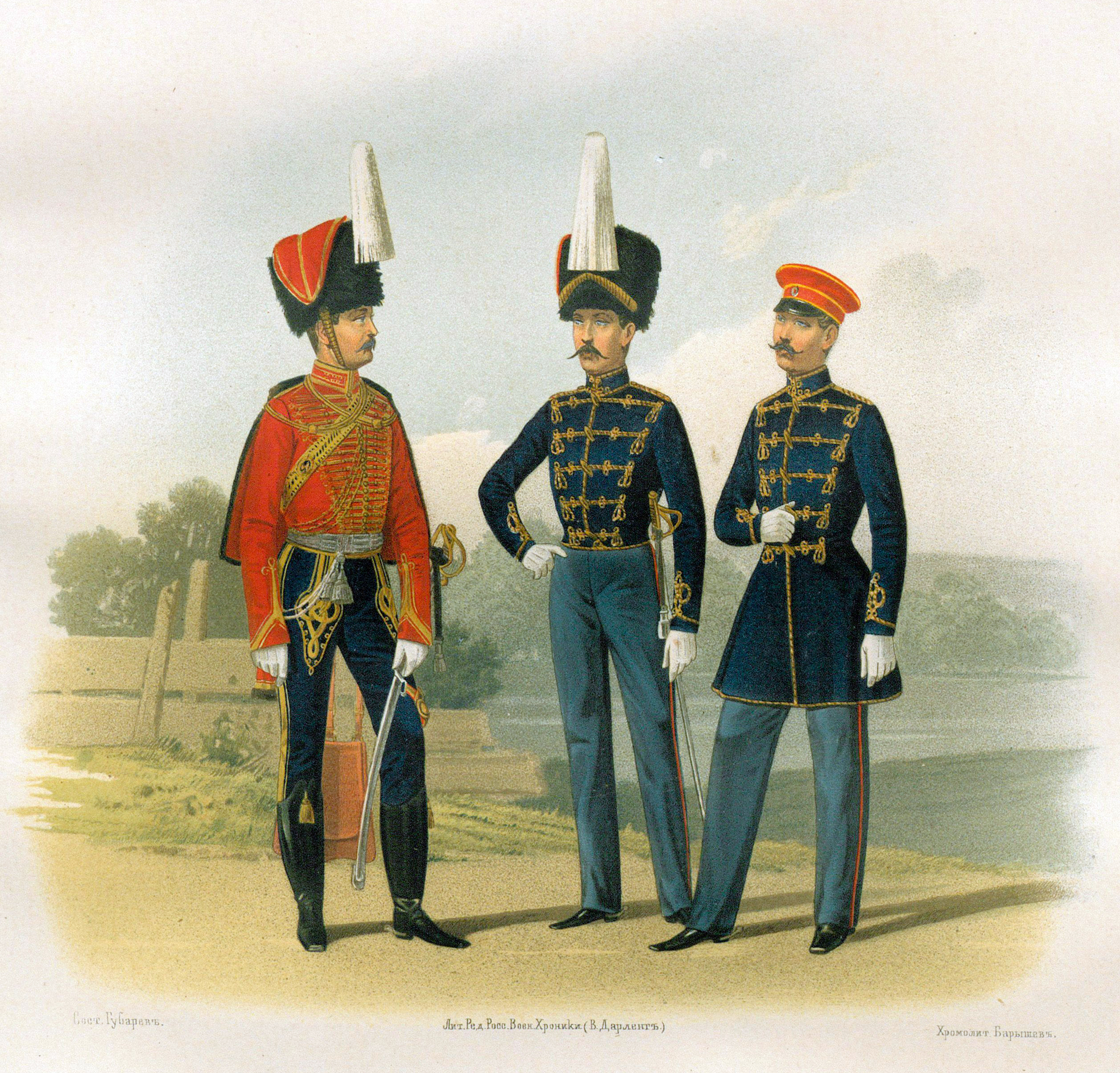
近衛驃騎兵連隊（1845年）
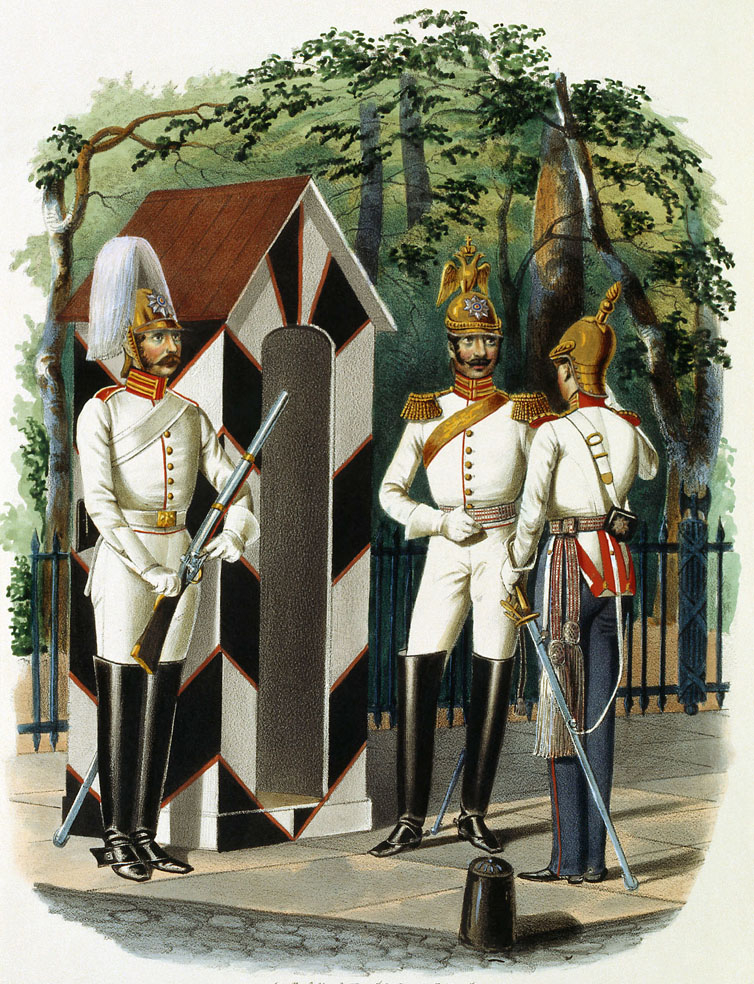
近衛胸甲騎兵連隊兵士（ロシア語版）（1848年）
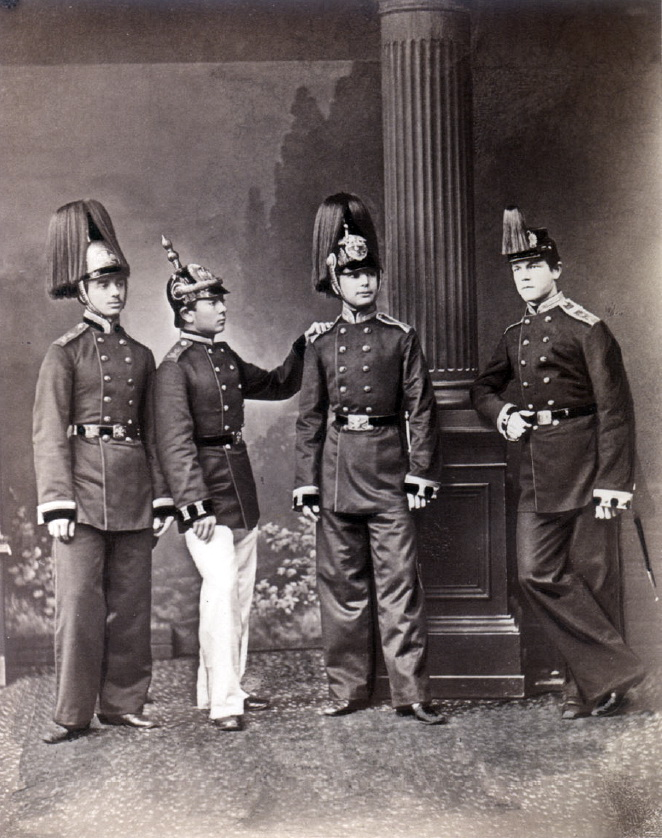
ミハイロフスキー砲兵学校（ロシア語版、英語版）生徒(1855年〜1857年もしくは1861年〜1864年)
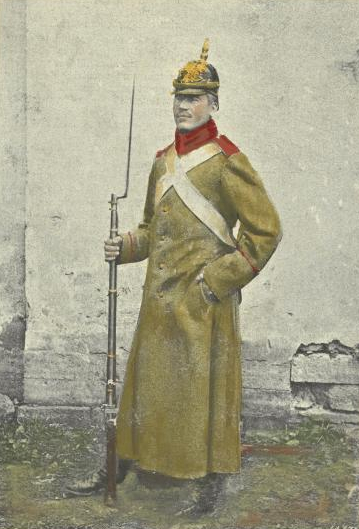
ピッケルハウベを被った兵士（1862年）
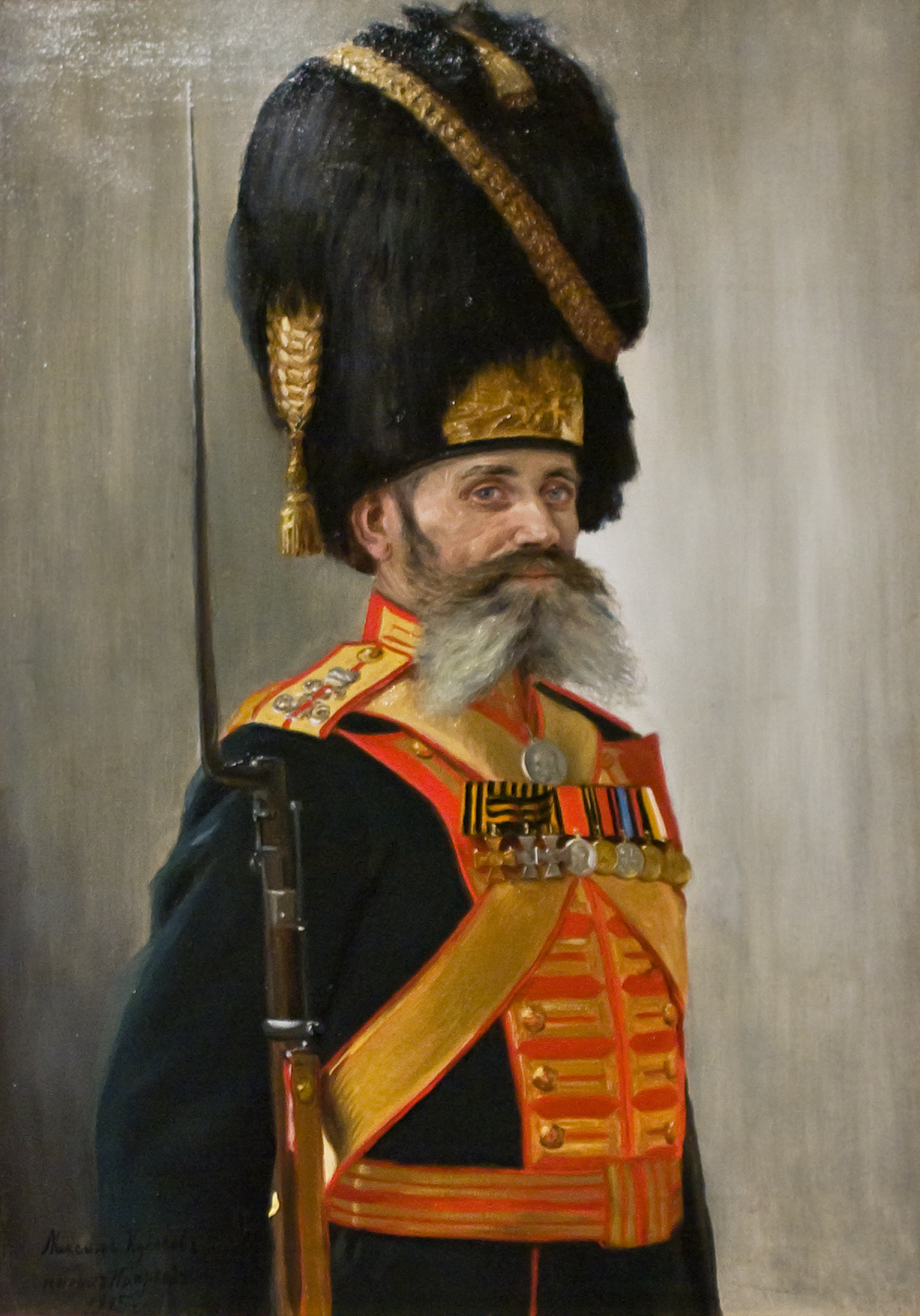
擲弾兵将校（19世紀中ごろ）
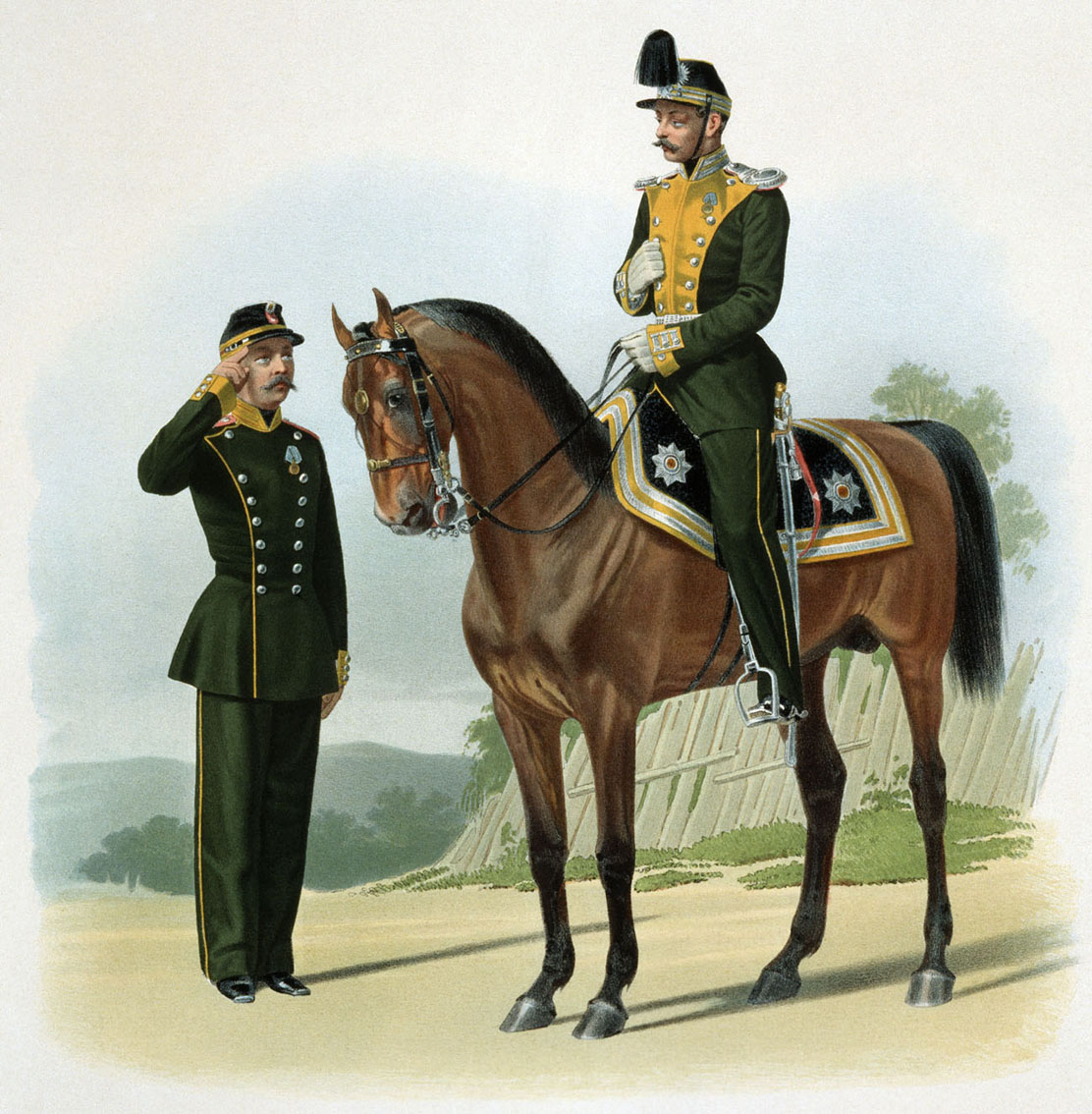
リトアニア近衛連隊（ロシア語版）の兵士（左）と先任幕僚たる礼装の将校（右）。ケピ帽を被っている（1862年）
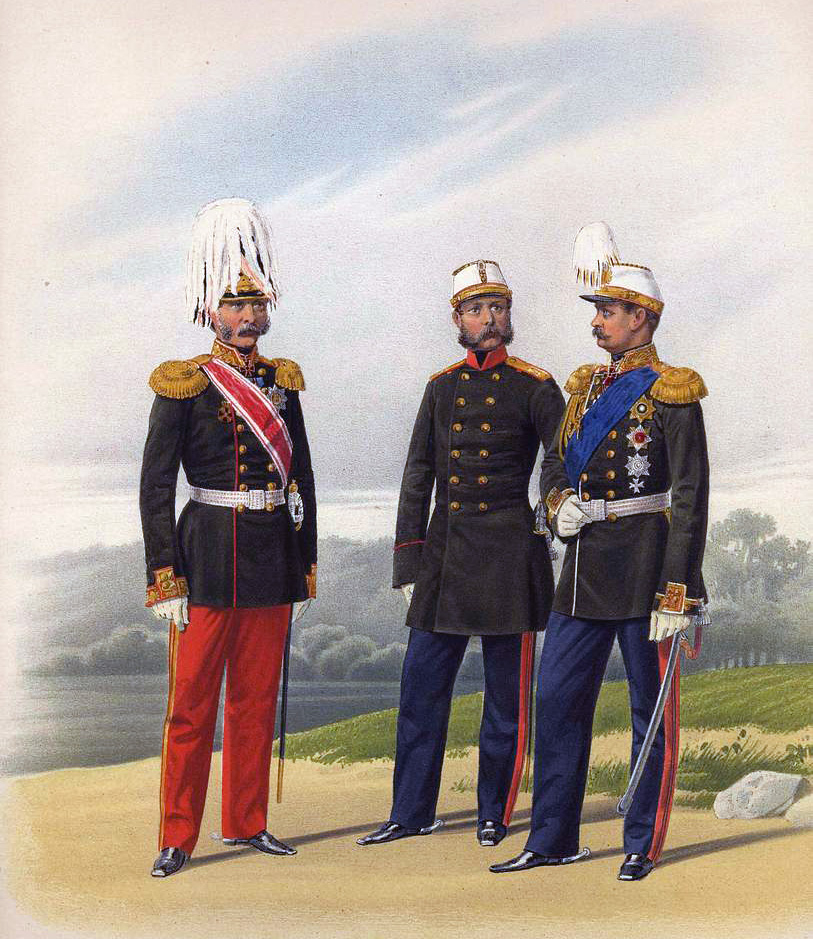
礼装の歩兵大将、副将（1862年3月）
槍騎兵（1869年）
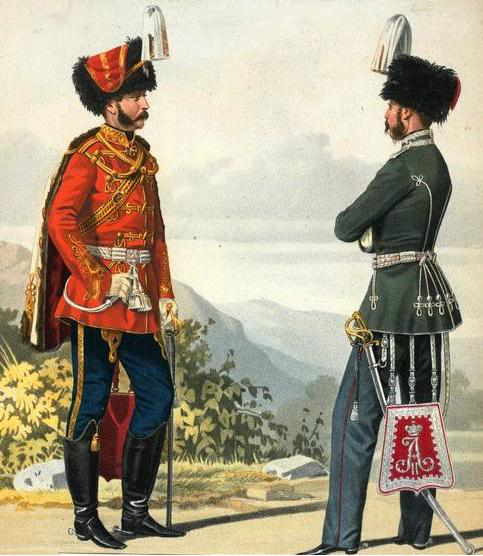
近衛驃騎兵連隊参謀とフロドナ近衛驃騎兵連隊（ロシア語版）将校
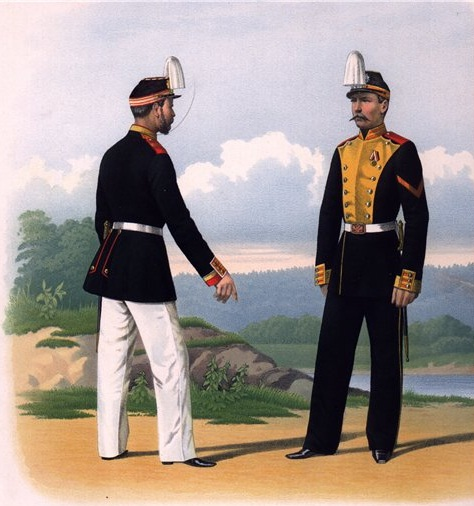
イズマイロフスキー連隊下士官（左）と同じくリトアニア近衛連隊所属たる二等兵（右）（1872年）
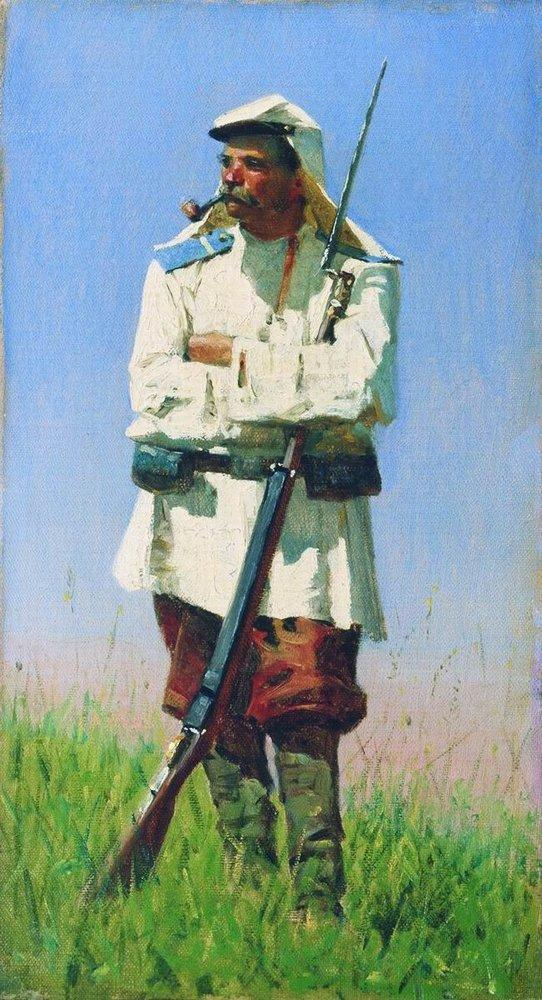
ヒヴァ攻撃における兵卒。現地の気候に対応すべくゆったりとした白い防暑衣を着用しており、ケピ帽に帽垂れをつけている（1870年代）
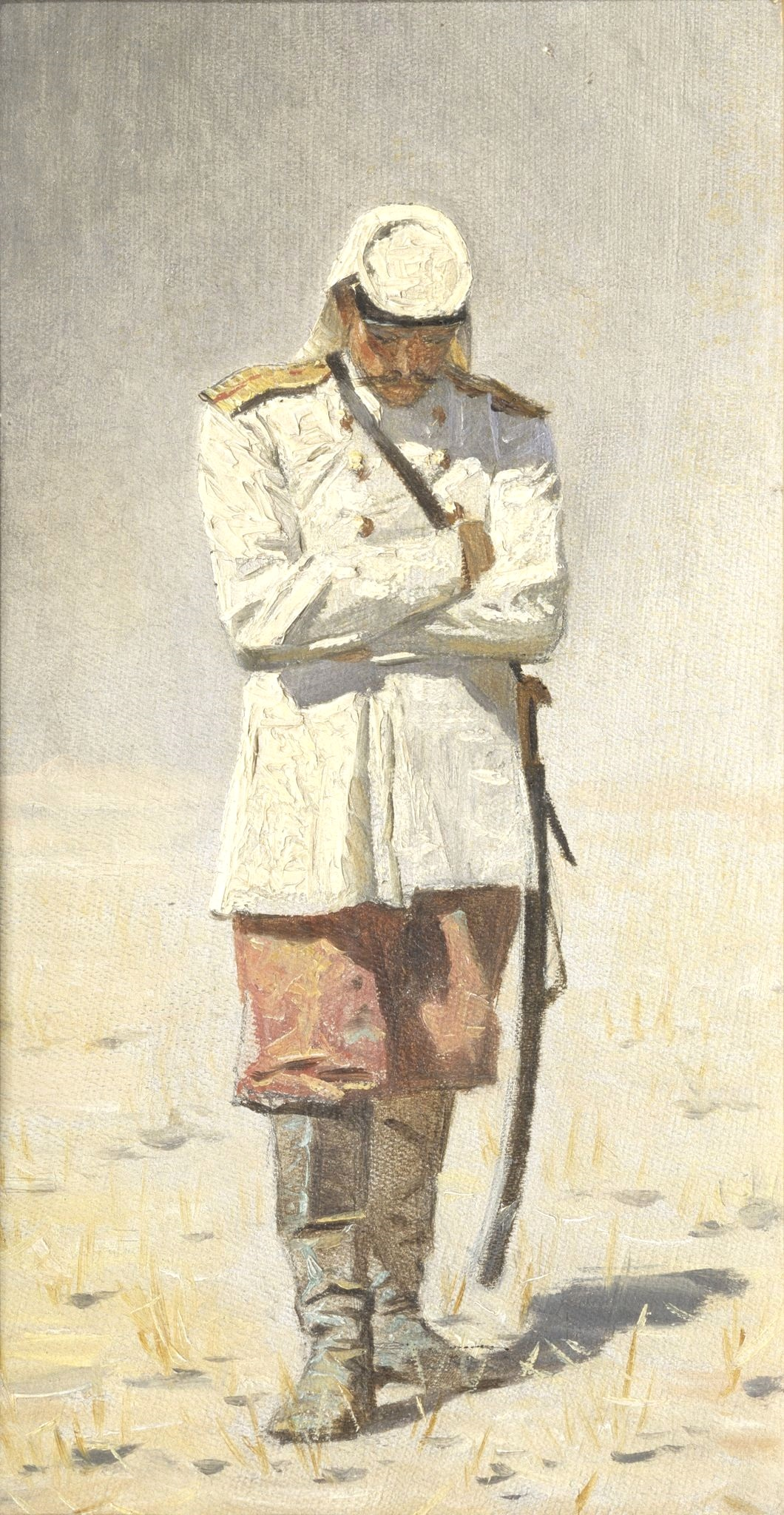
同じく白い防暑衣を着用した将校。上衣はダブルとなっており、折襟であるように見える（1870年代）
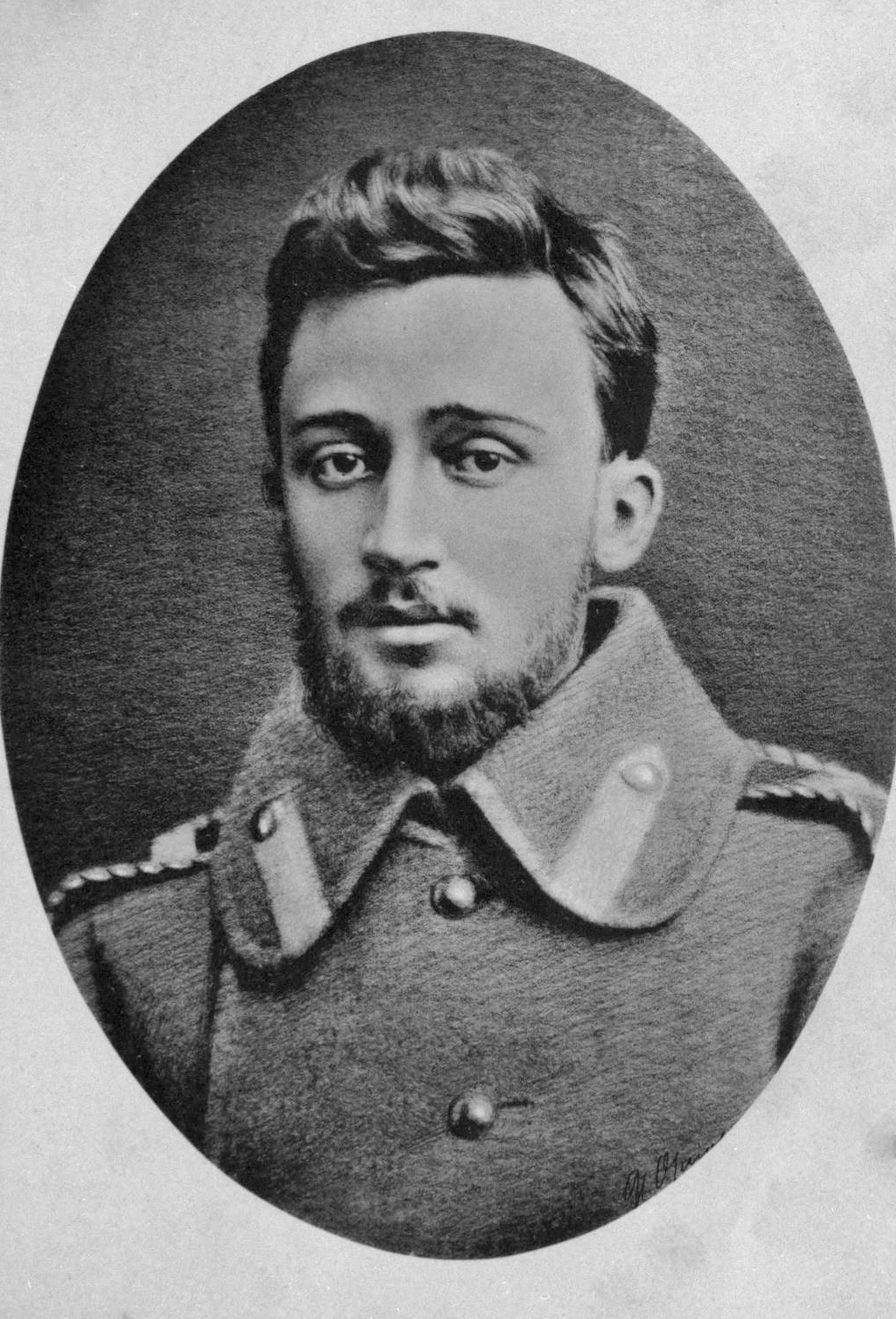
第138ボルホフスキー歩兵連隊（ロシア語版）所属のフセーヴォロド・ガルシン一年志願兵(1877年)
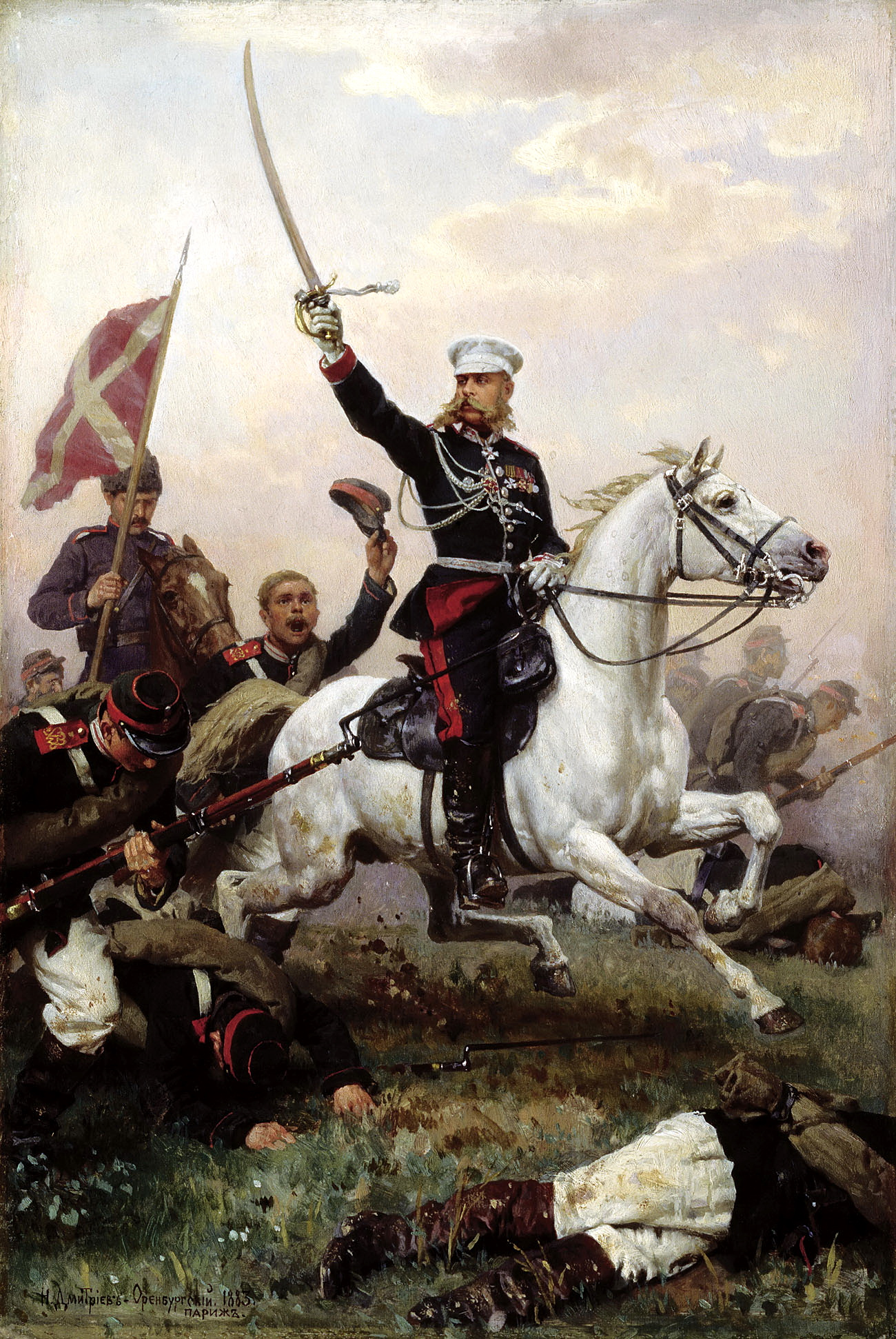
第三次露土戦争におけるロシア軍勢。ミハイル・スコベレフ(白馬の将校)は官帽、兵士はケピ帽を被っている。(1883年)
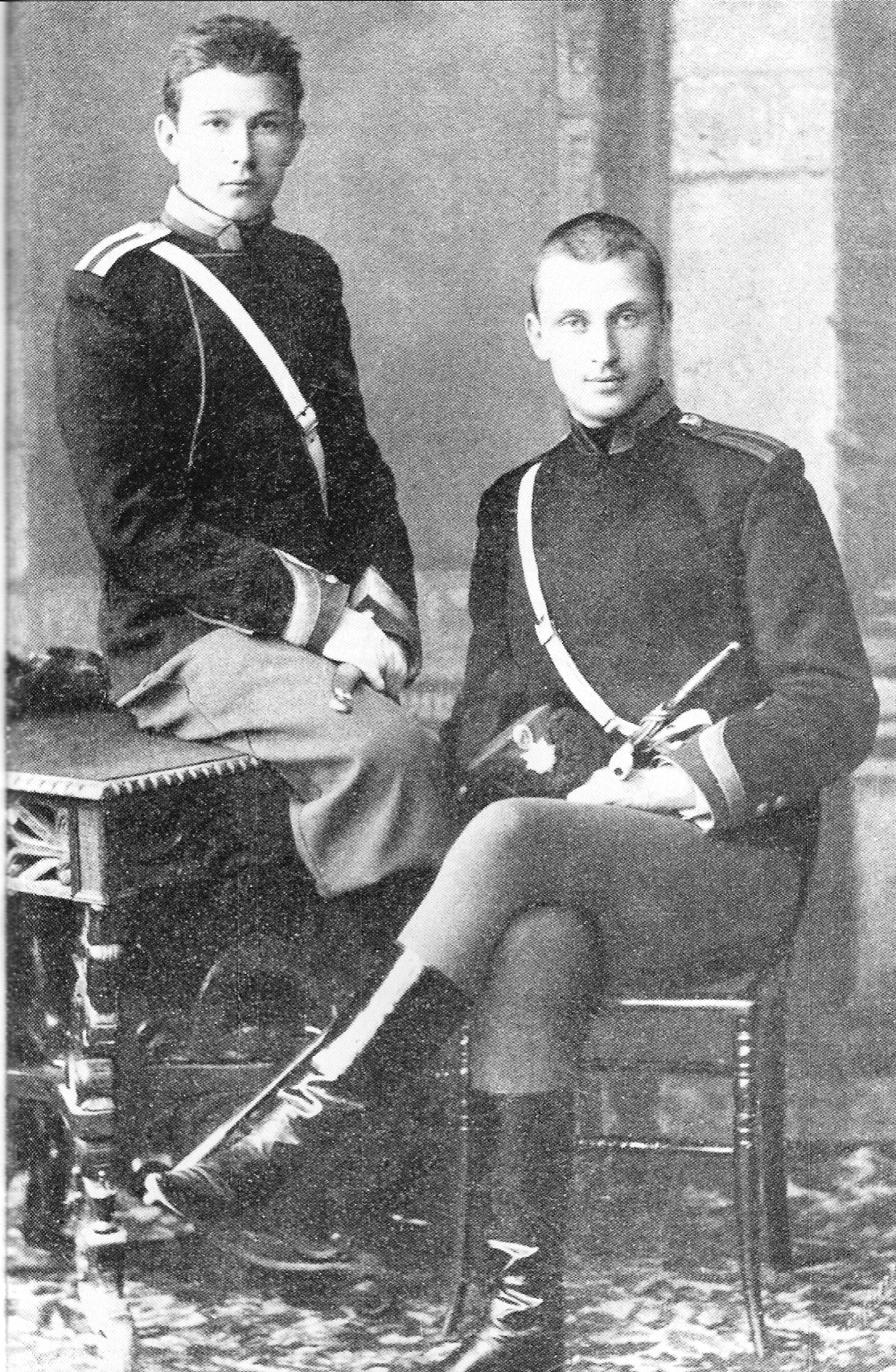
ニコラエフ騎兵学校生徒（右はカール・グスタフ・エミール・マンネルヘイム、左はアンタナス・リカルダス・ドルーヴェ（英語版）（1887年～89年ごろ）
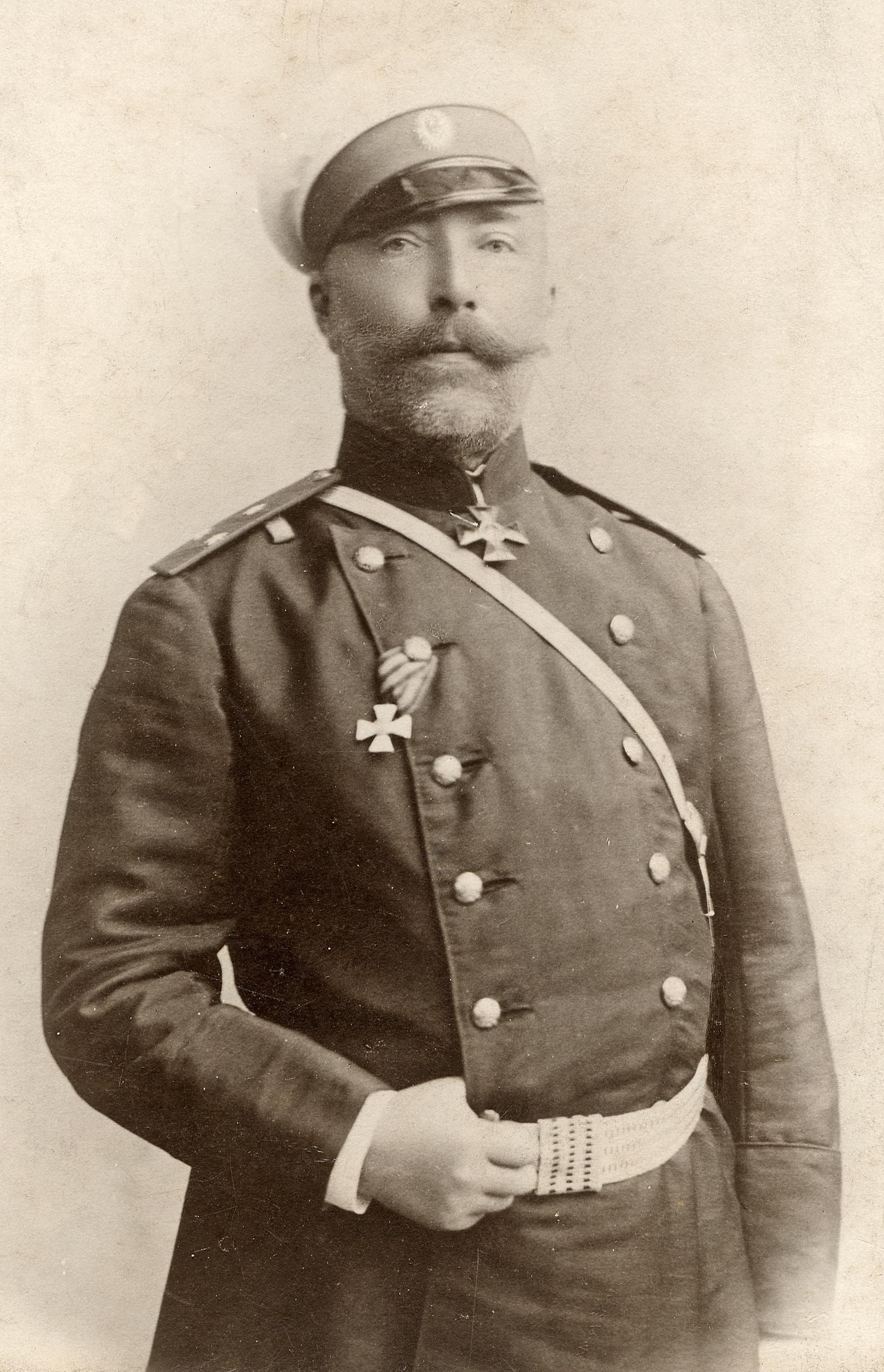
冬季常服。アナトーリイ・ステッセリ(1890年頃)
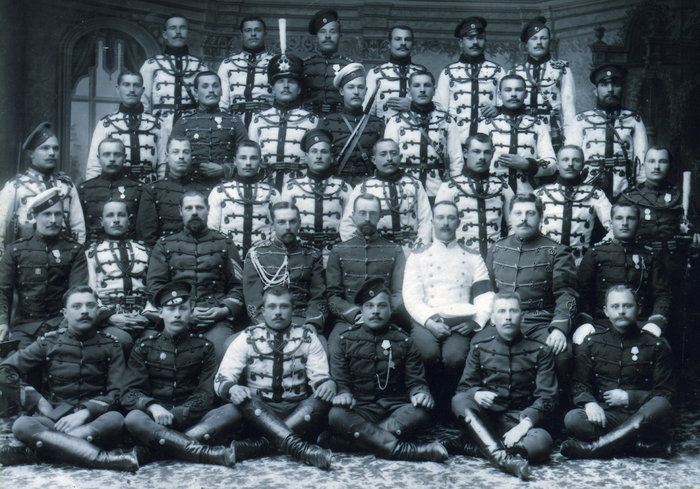
近衛驃騎兵連隊（1895年）
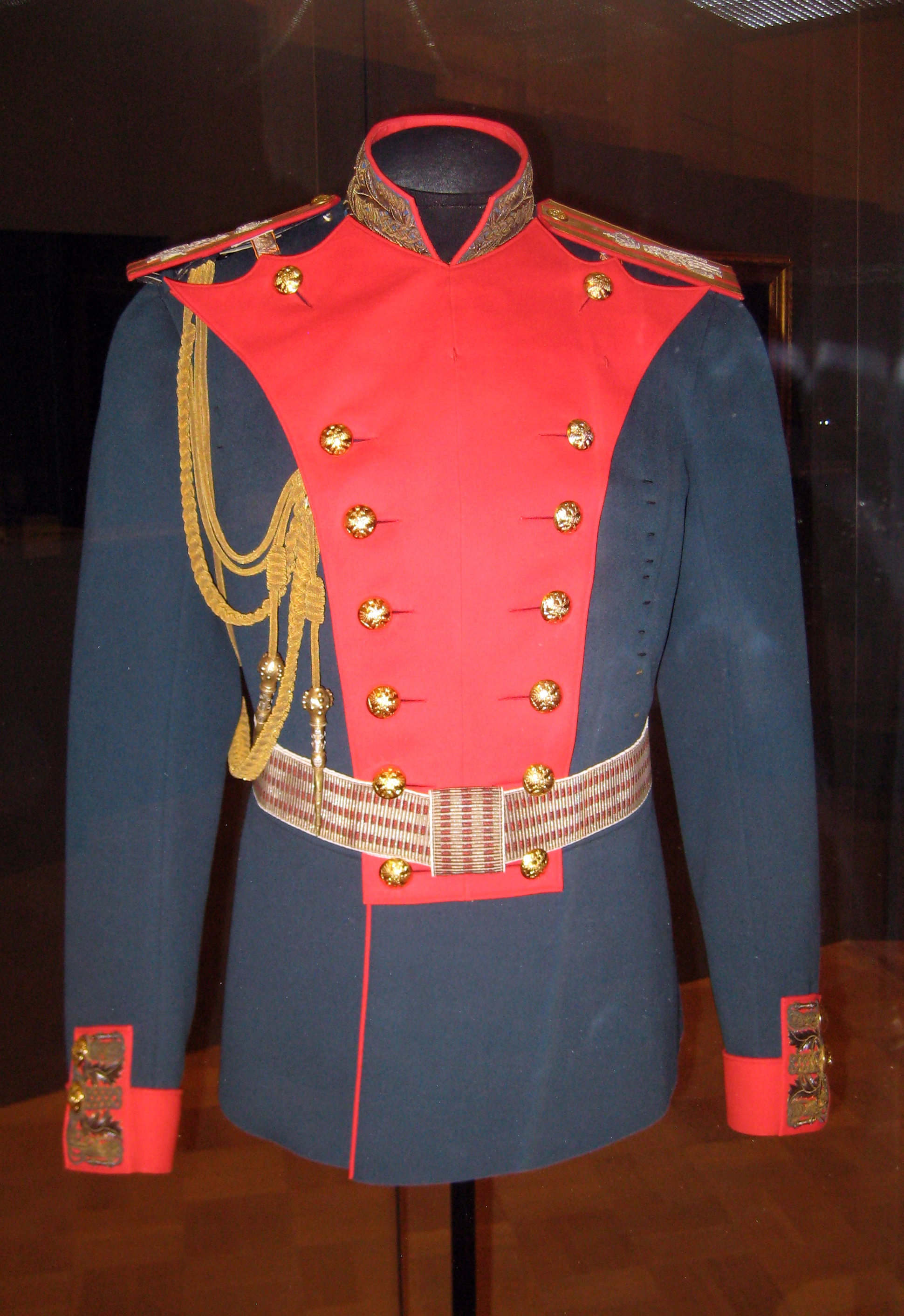
プレオブラジェンスキー連隊ウーランカ
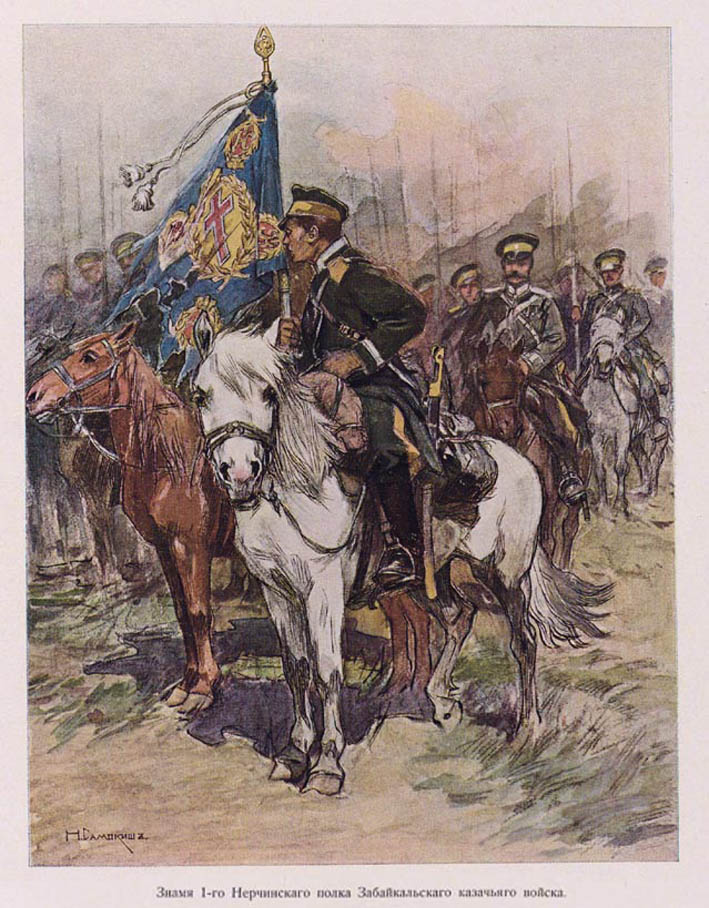
騎兵第1連隊
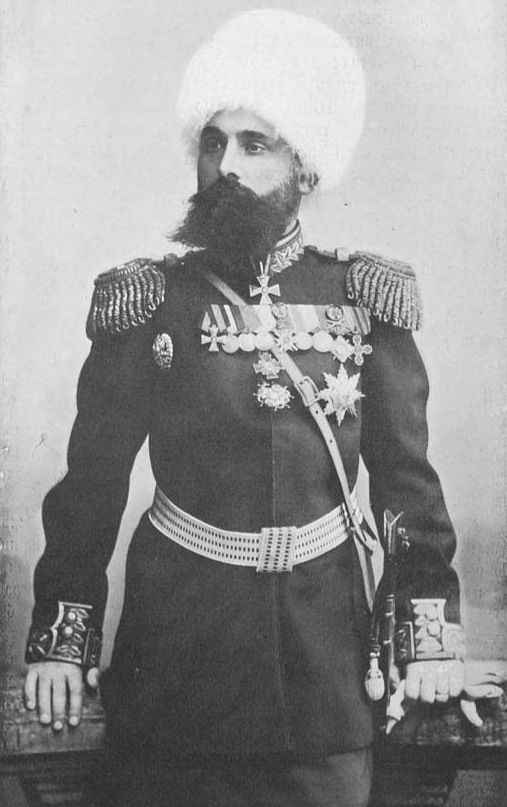
義和団事件で南満州分遣隊を指揮したディーン・サボティッチ（ロシア語版）中将(1900年)
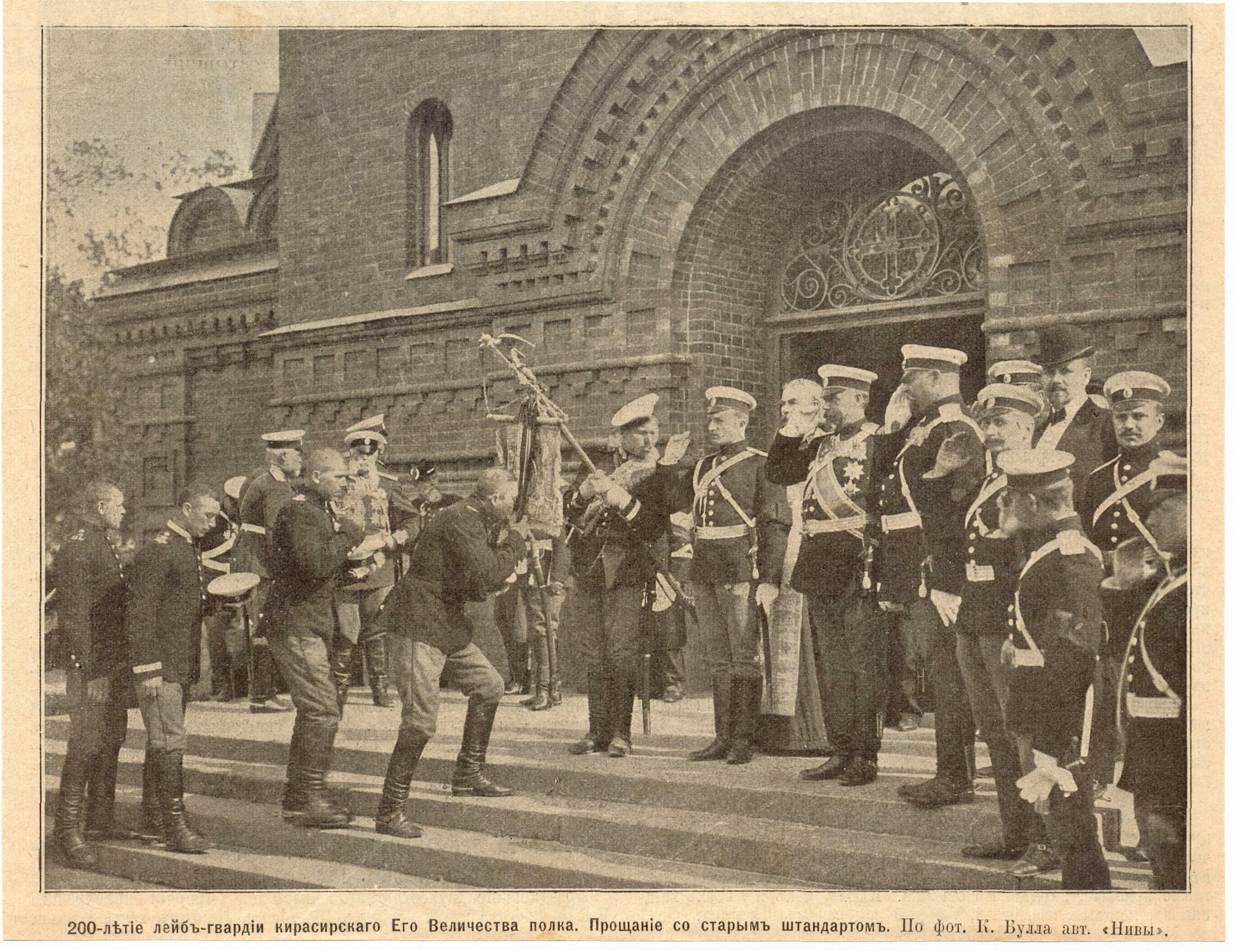
1902年
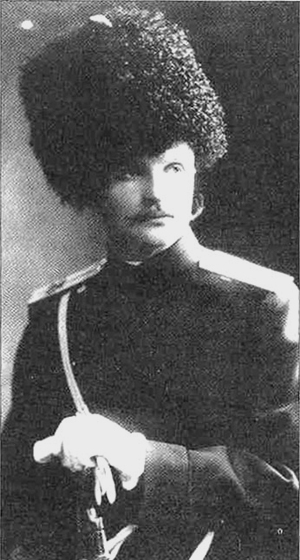
満州勤務時のパウロー・スコロパードシクィイ少尉(1904年〜1905年)
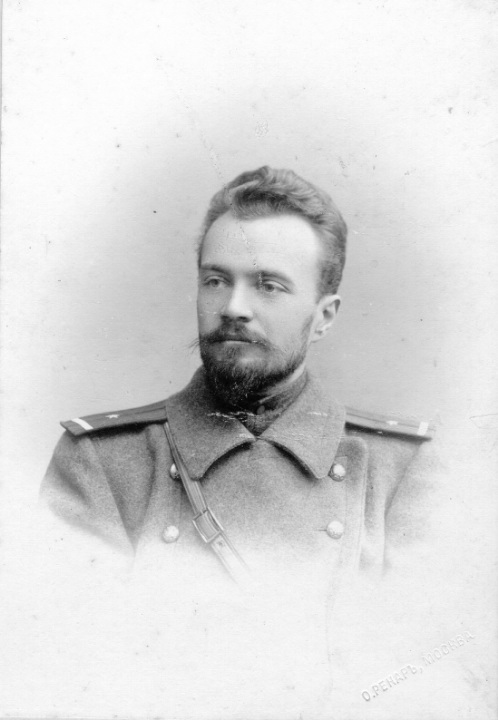
日露戦争従軍時のニコライ・ゾロタレフ（ロシア語版）予備役少尉(1904年)
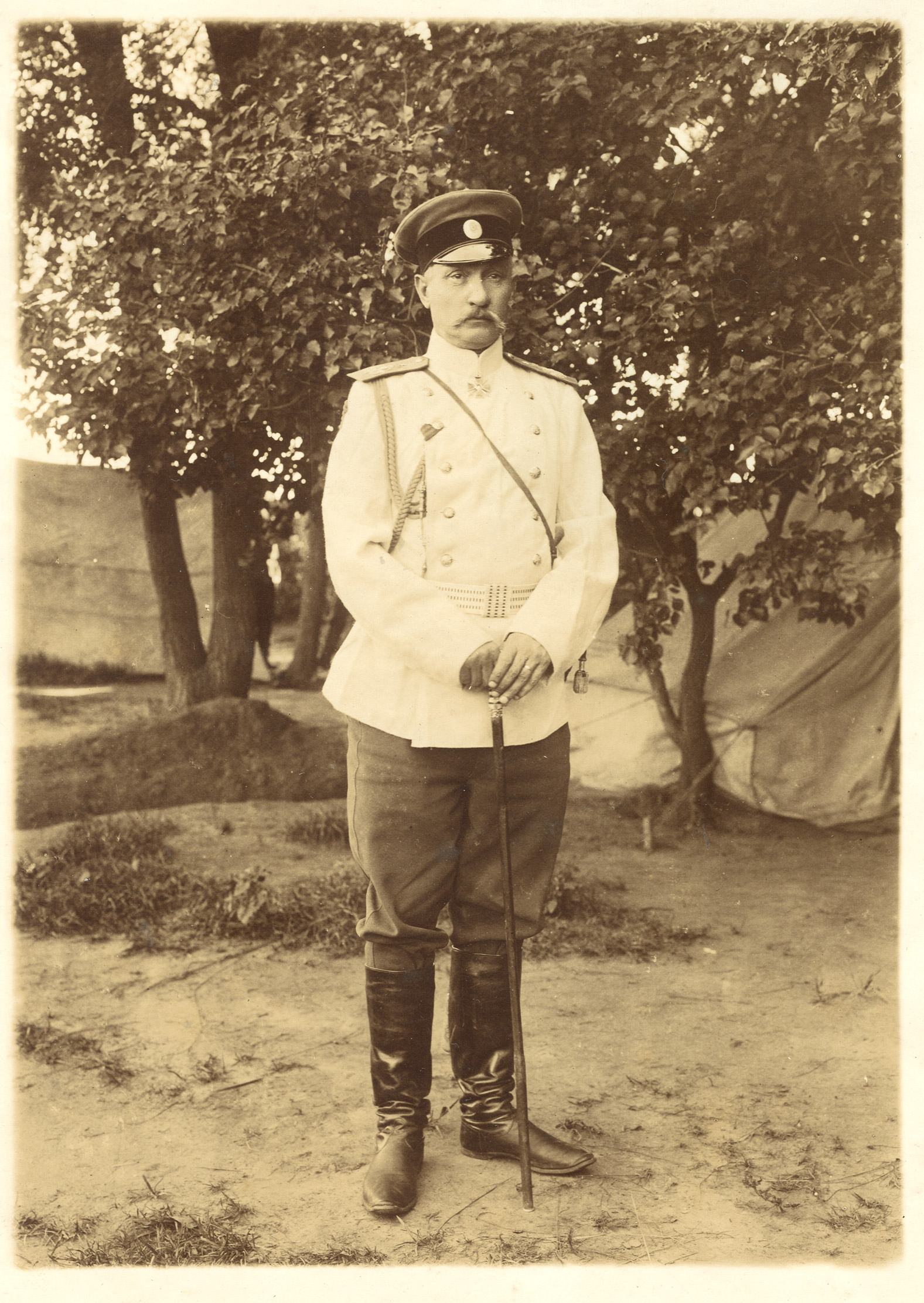
夏季常服。パーヴェル・ミシチェンコ(1905年〜1907年頃)
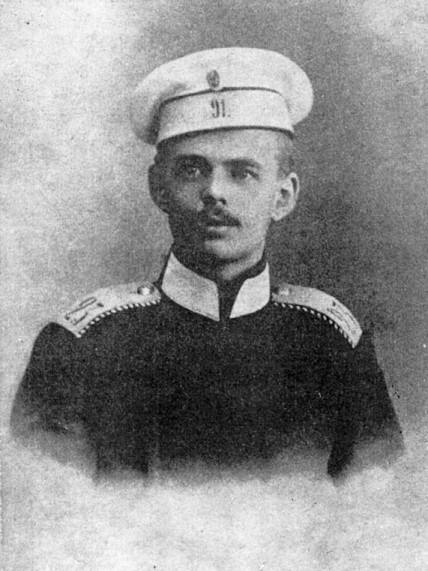
第91ドヴィンスキー歩兵連隊（ロシア語版）所属のロマン・ウンゲルン(1907年）
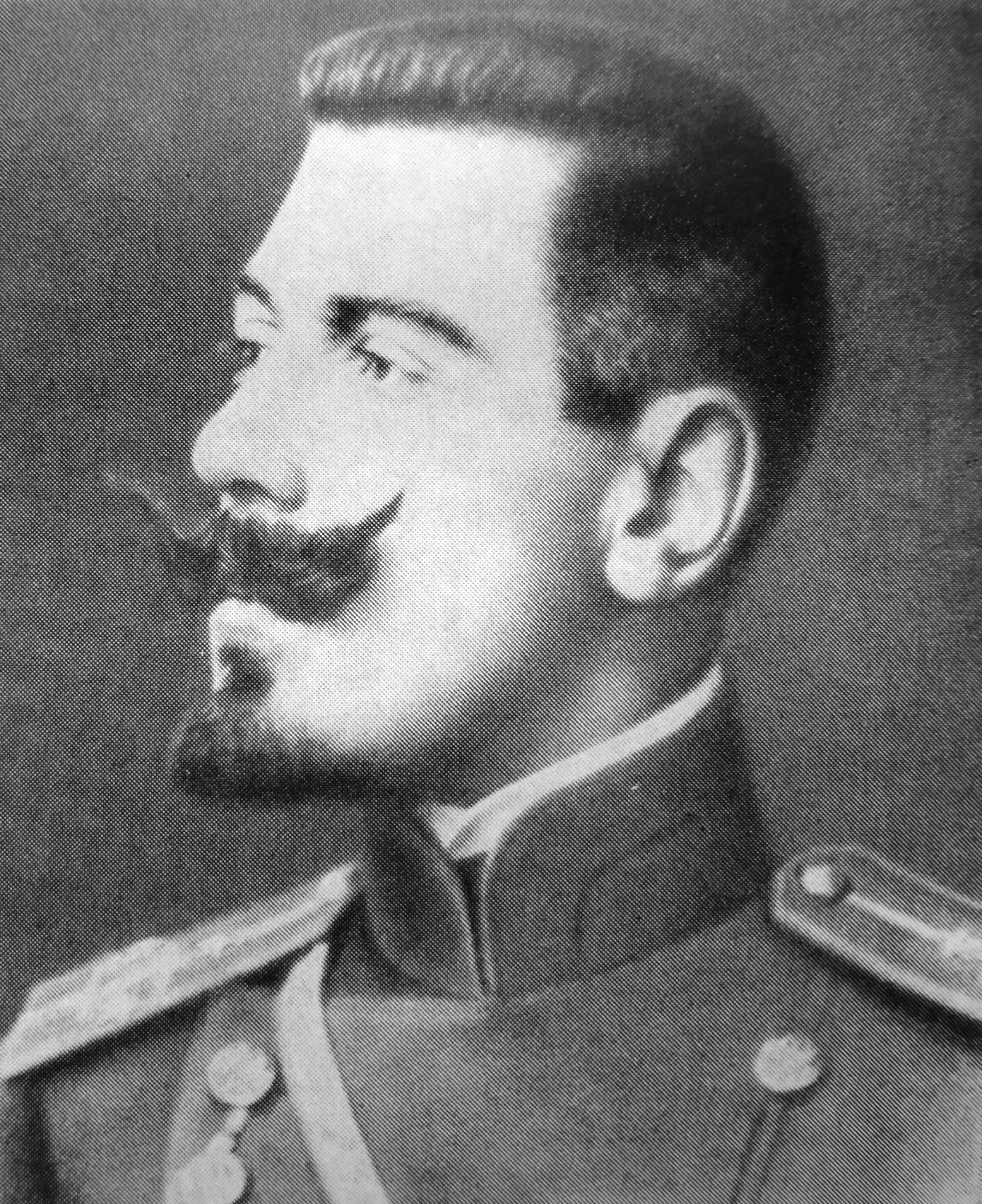
第1トルキスタンライフル大隊所属のボリス・シャポシニコフ参謀大尉(1907年)
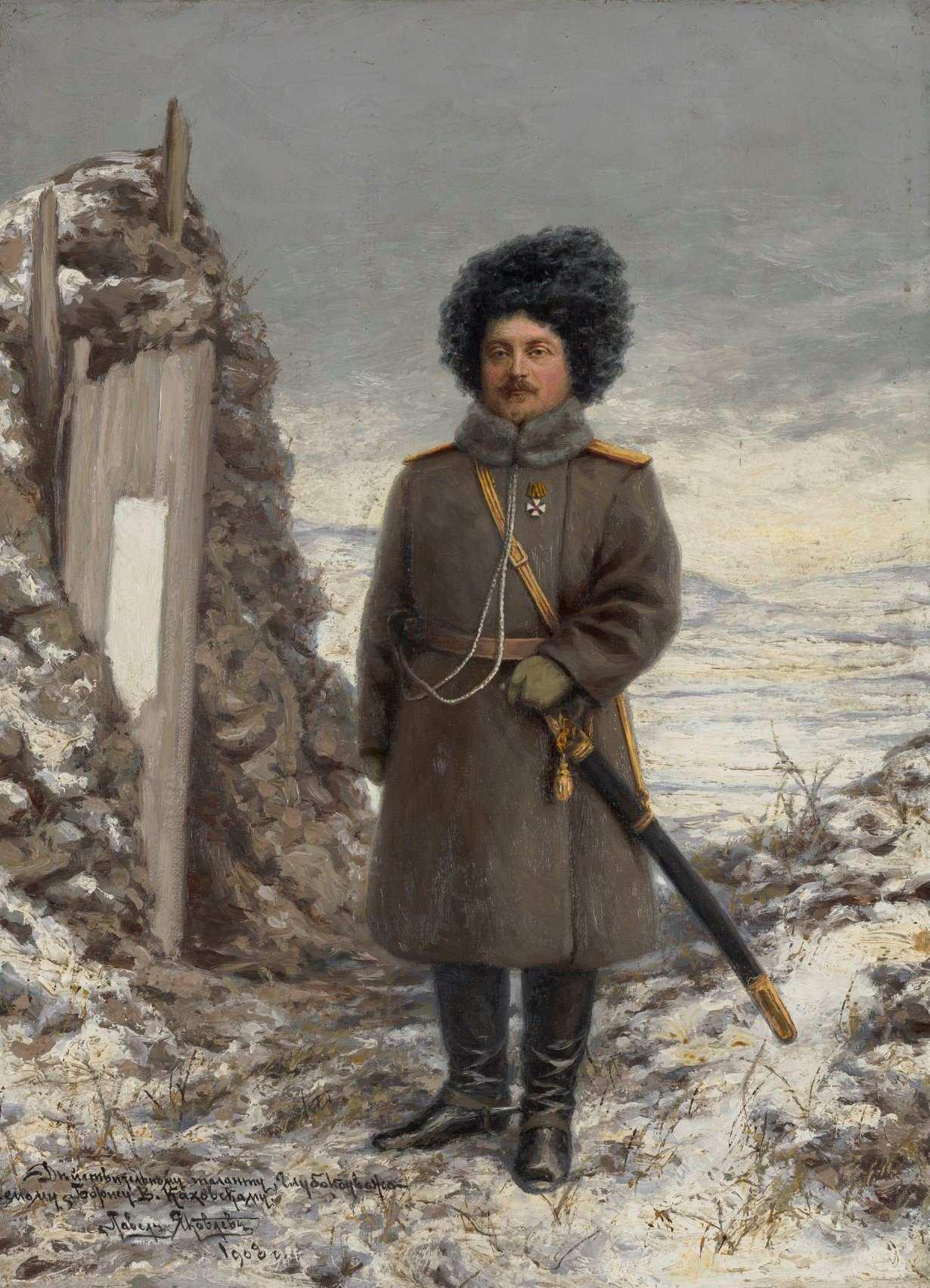
第33東シベリアライフル連隊所属のボリス・カホフスキー（ロシア語版）大尉(1908年)
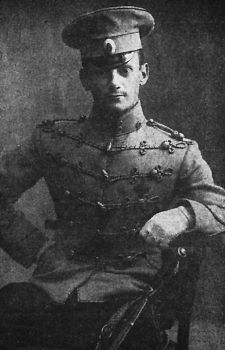
第10インゲルマンランド驃騎兵連隊（ロシア語版）所属のユーリー・スレズキン（ロシア語版）尉官(1910年代)
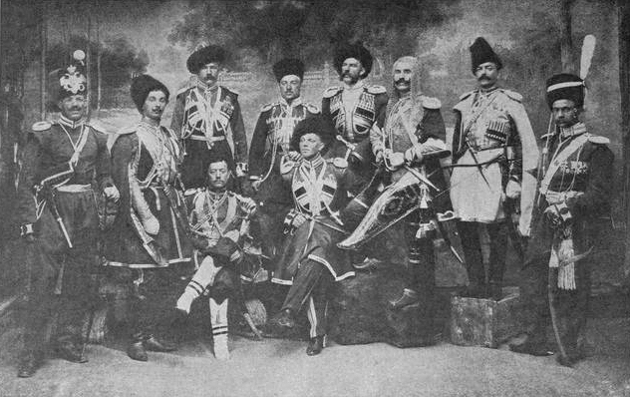
帝国近衛輸送隊（ロシア語版）のコサック（1911年）
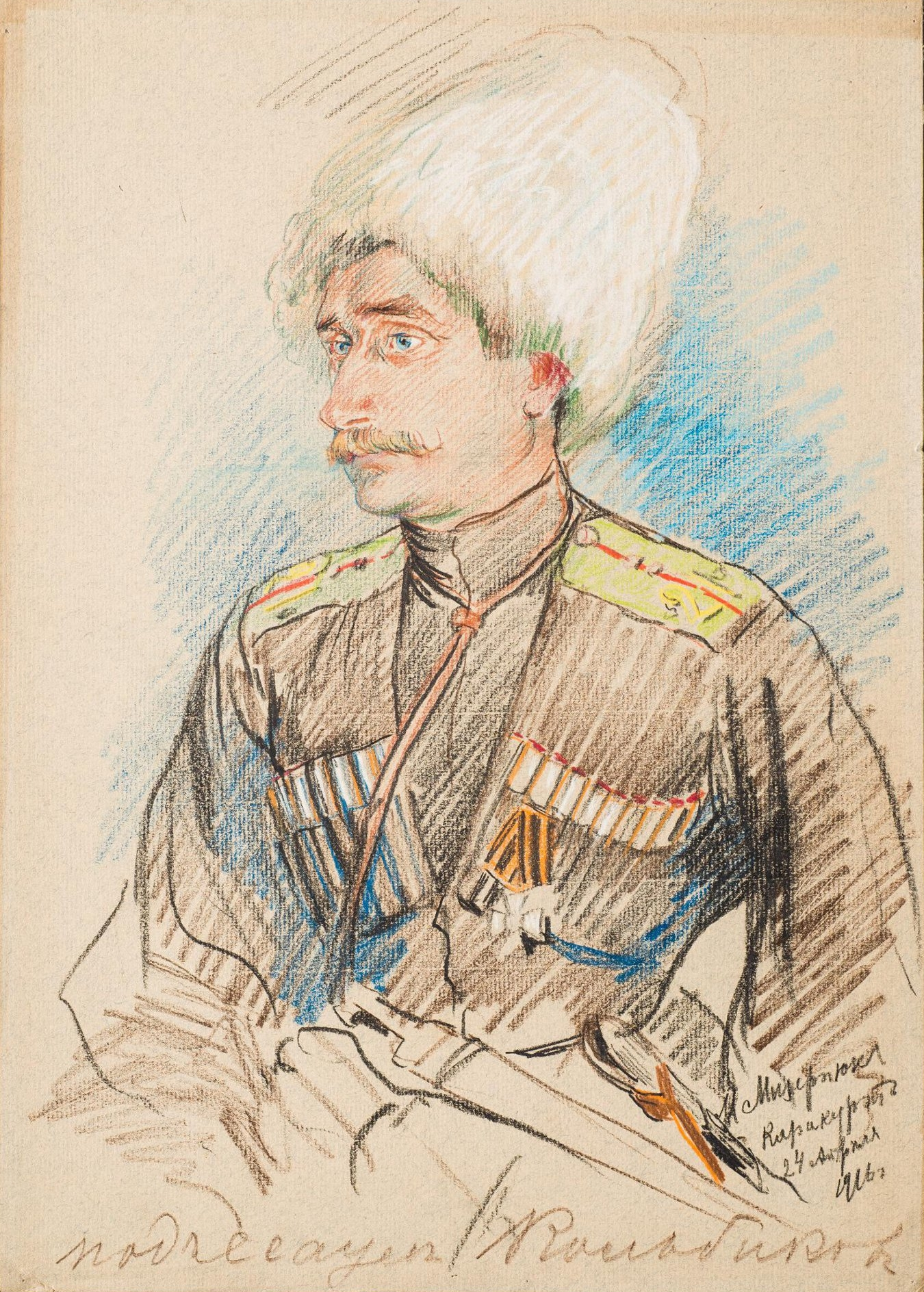
第5クバン・プラストゥン大隊所属のアレクサンドル・コルビコフ（ロシア語版）百人隊長(1912年)
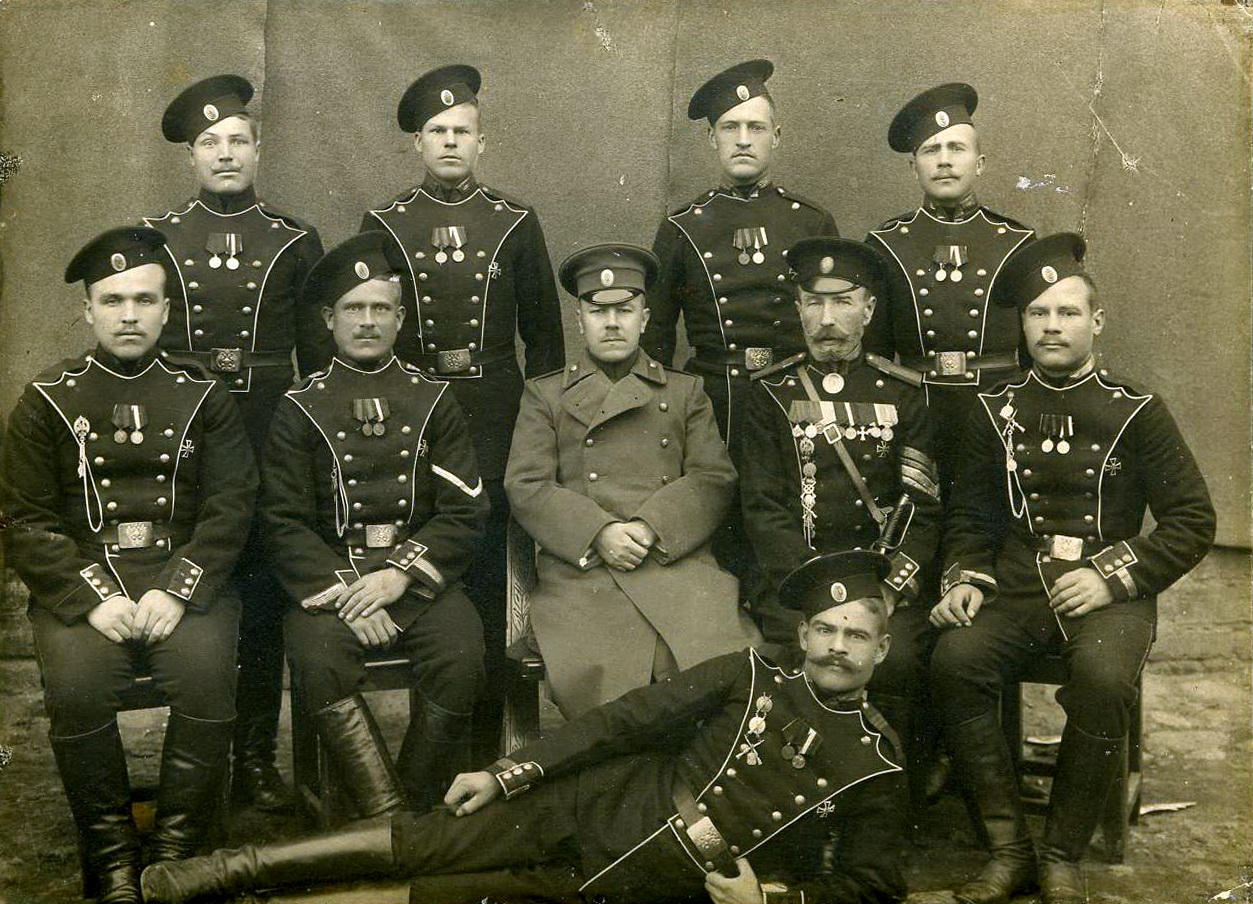
近衛猟兵連隊（ロシア語版）将兵（1913年）
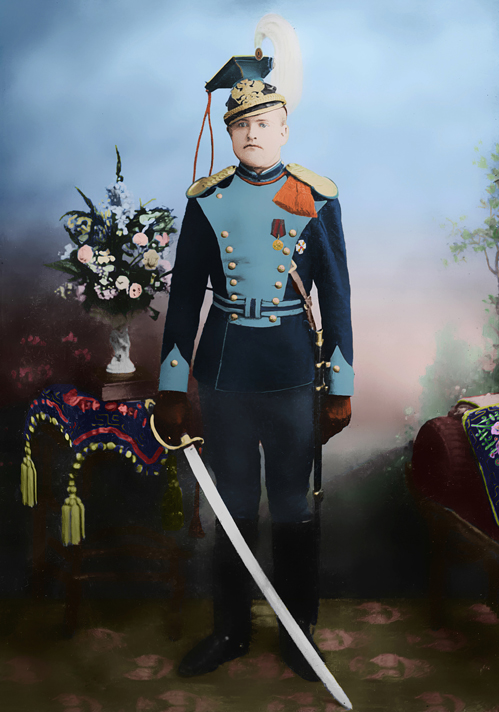
第10オデッサ槍騎兵連隊（ロシア語版）二等兵(1913年)
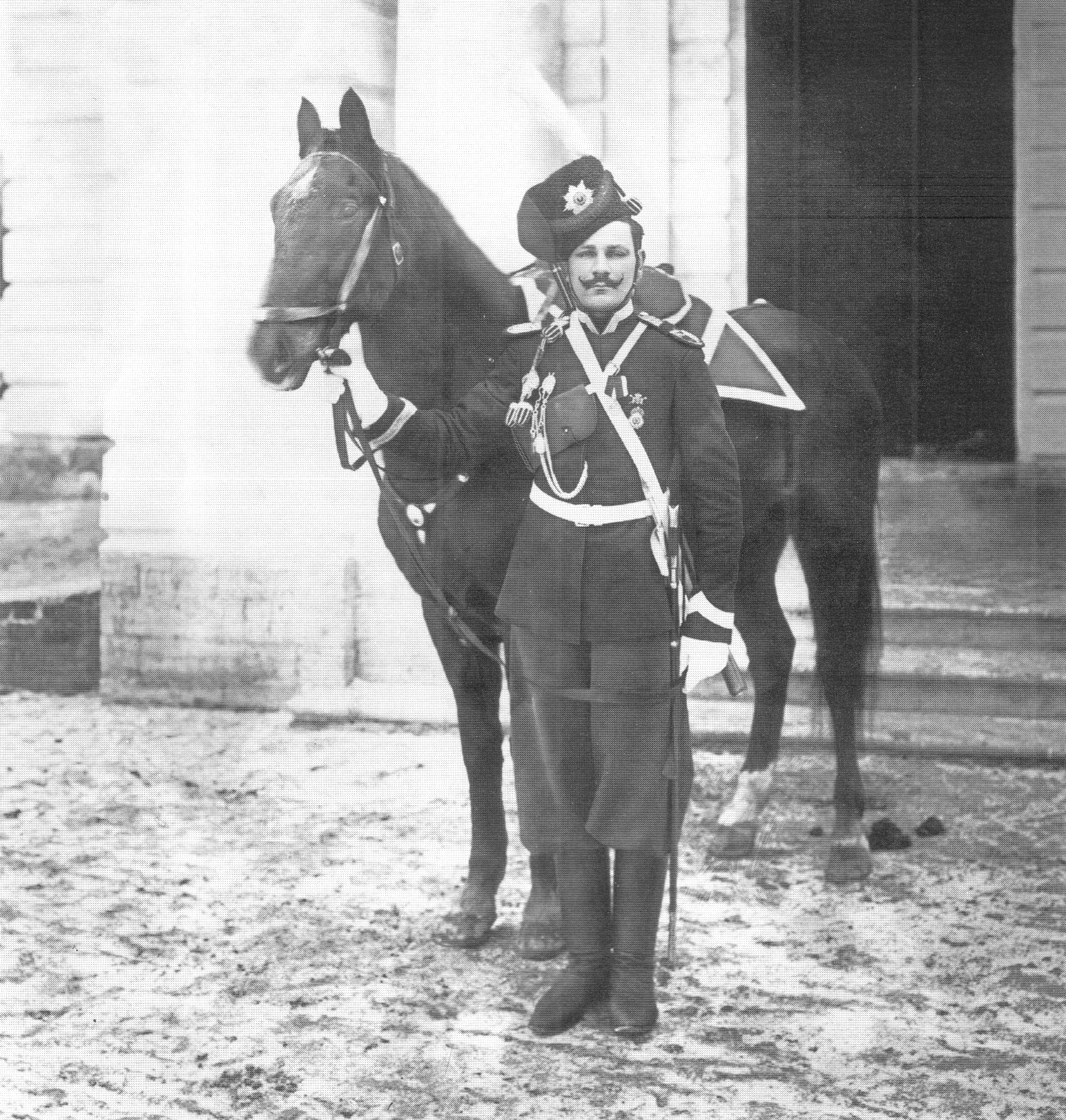
ライフガード総合コサック連隊（ロシア語版）所属の将校(1914年1月1日)
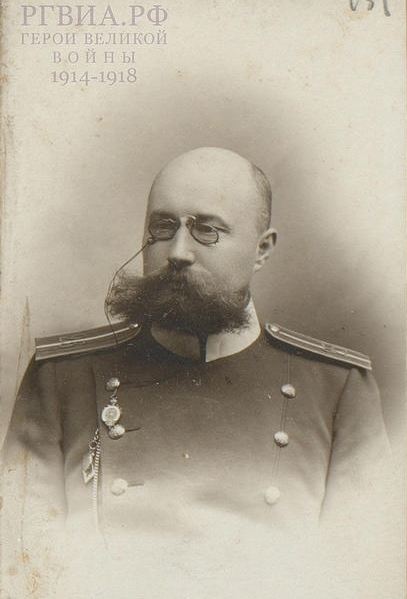
第99イワンゴロド歩兵連隊（ロシア語版）所属のウラジミール・ボロノフ（ロシア語版）大尉(1914年以前)
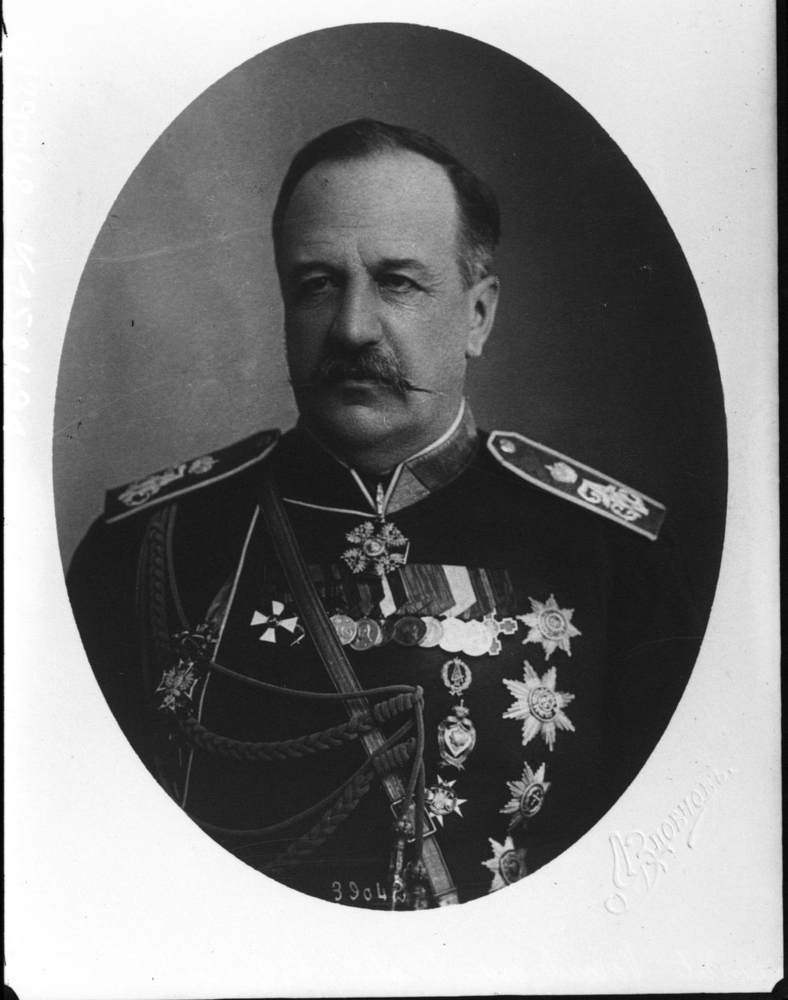
略礼装将官。肩章はアレクサンドル2世エンブレムで、近衛第1擲弾兵連隊名誉連隊長と思われる。イラリオン・ヴォロンツォフ＝ダシュコフ（英語版）(1914年)
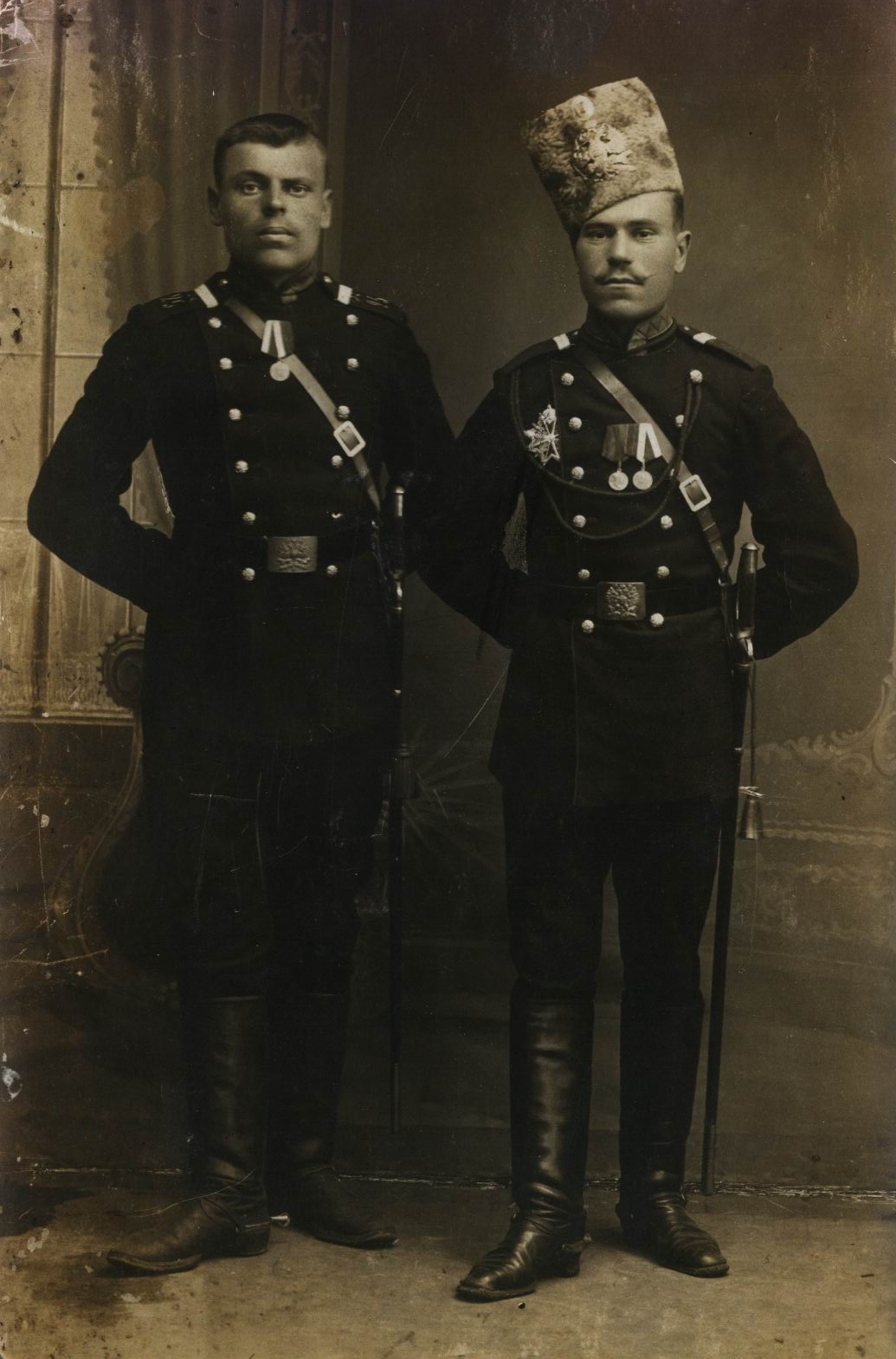
第25砲兵連隊曹長（1914年7月）
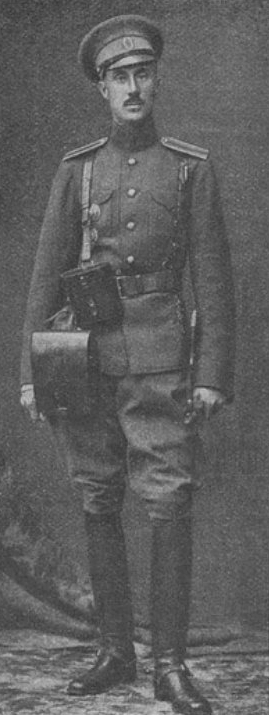
ライフガード騎兵連隊所属のピョートル・ヴラーンゲリ少尉(1914年)
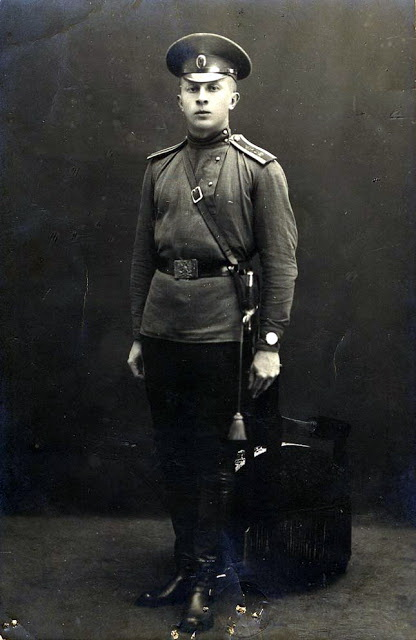
ミハイロフスキー砲兵学校の生徒(1914年〜1916年)
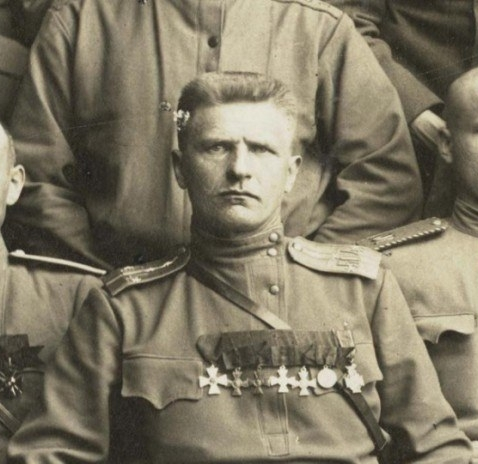
第23シベリアライフル連隊所属のアレクサンドル・アリャビエフ（ロシア語版）参謀大尉(1914年〜1917年頃)

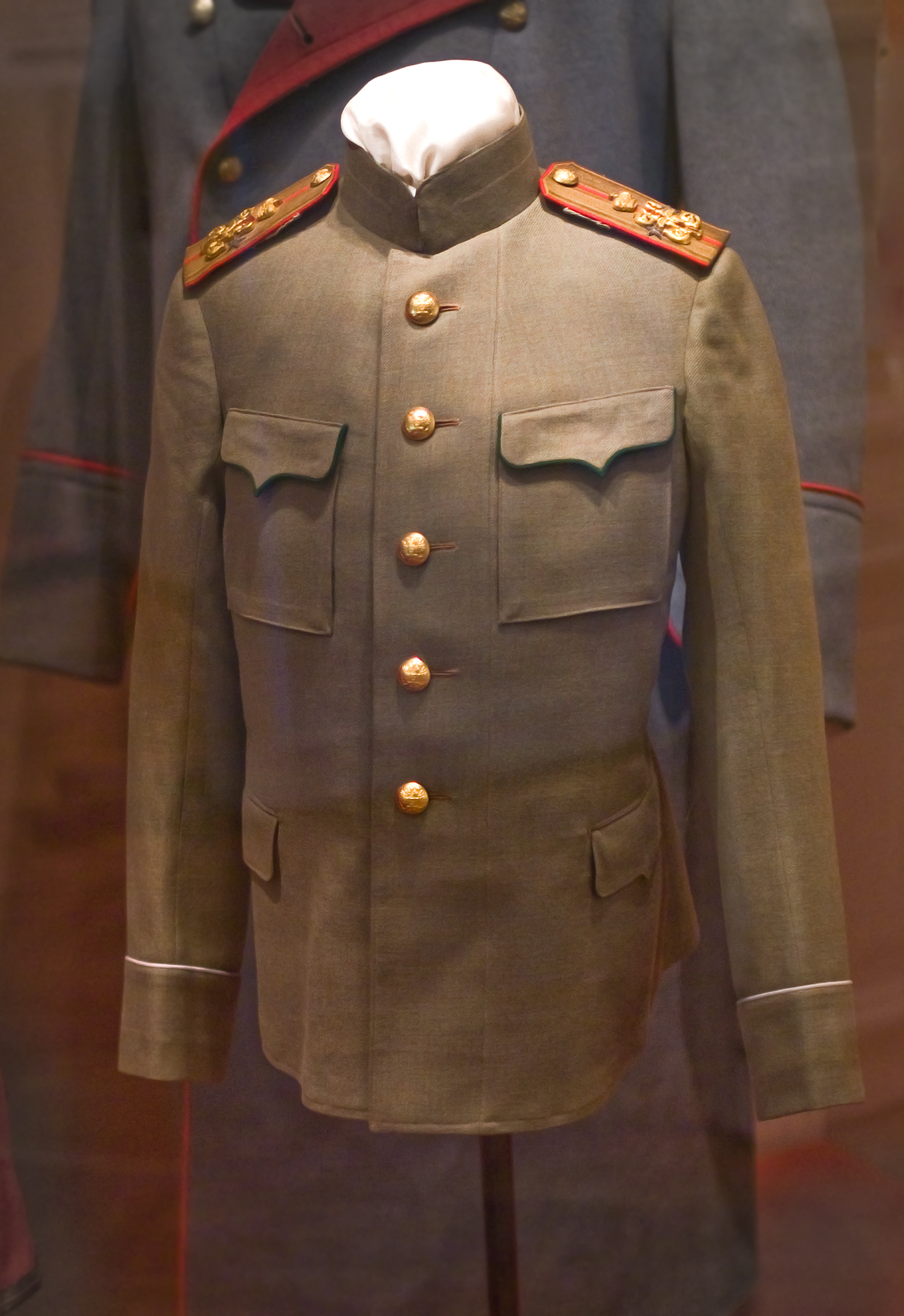
1907年制式キーチェリ
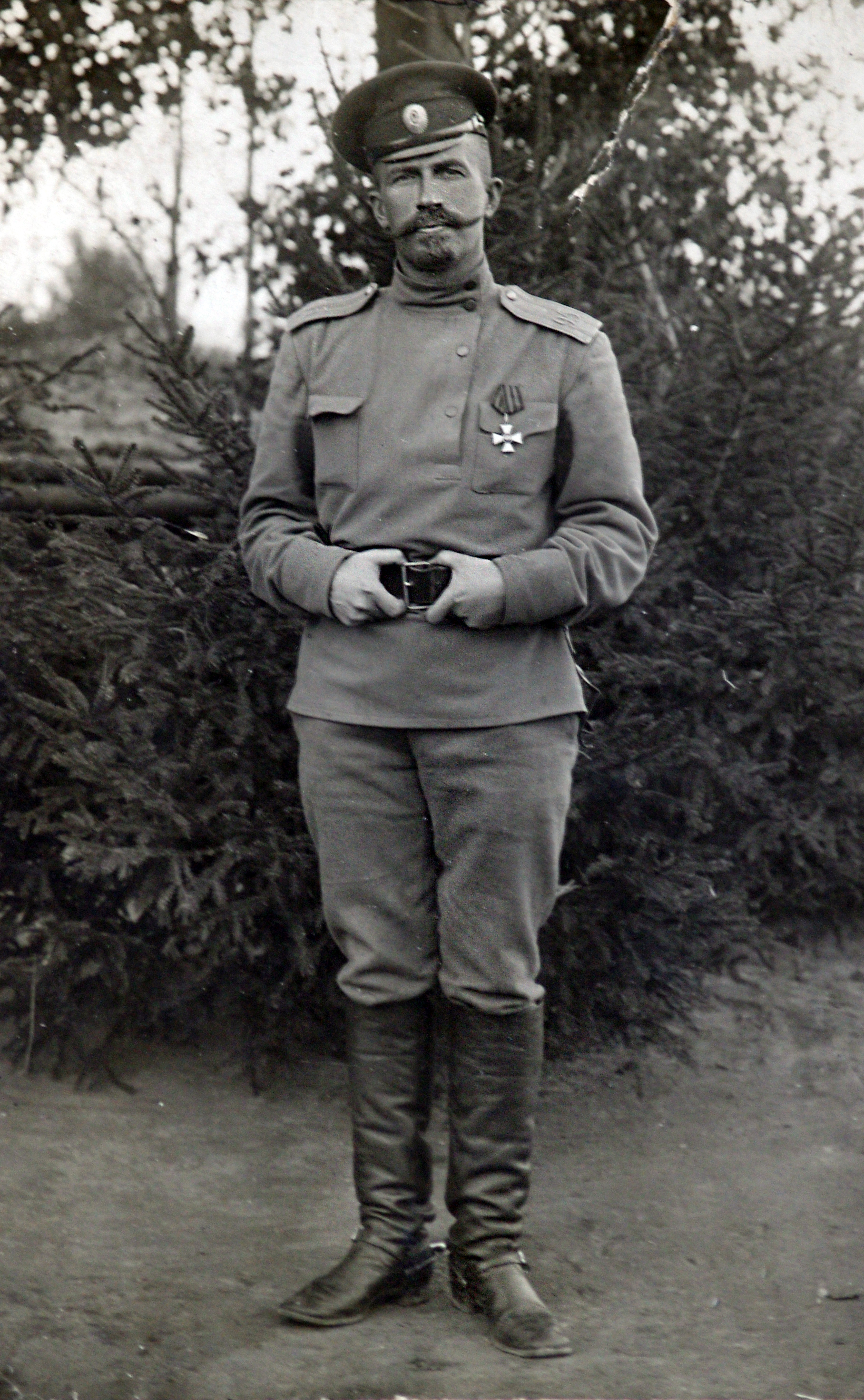
将校用ギムナスチョルカのヴァシーリー・ソロドゥキン（ロシア語版）大佐。前合わせが兵用風となっている（1914年）
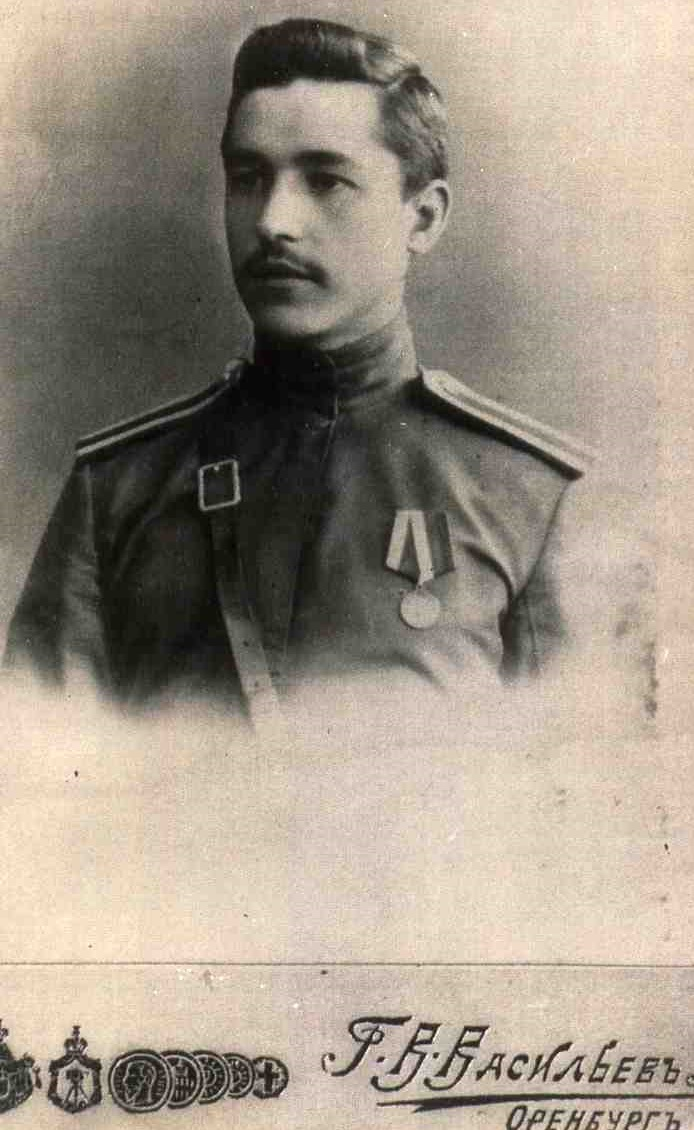
第14オレンブルクコサック連隊所属のアレクサンドル・クラフツォフ（英語版）士官候補生(1914年)
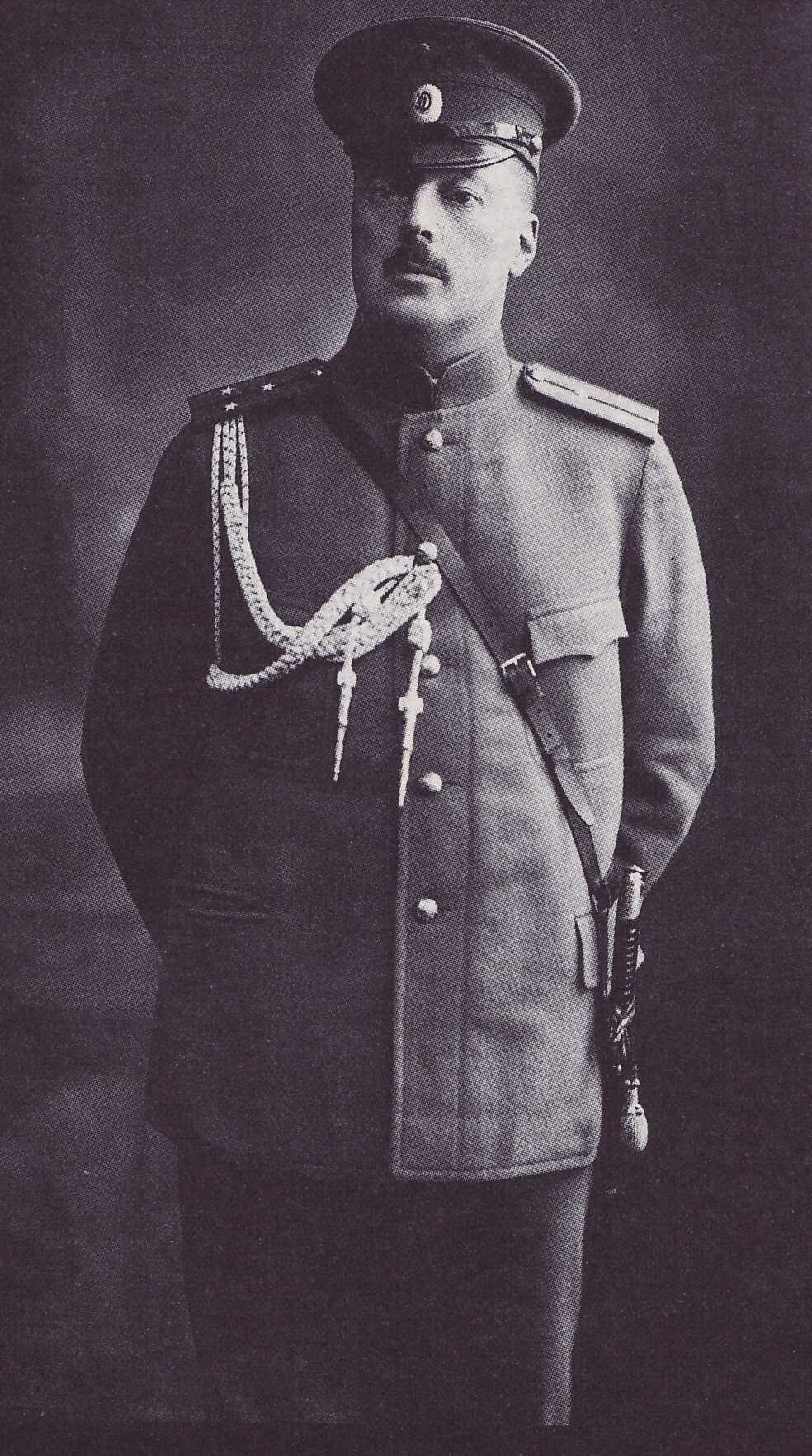
第318ノヴゴロド歩兵連隊所属のウラジミール・ナボコフ少尉(1914年)
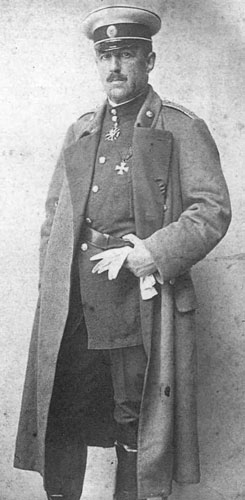
第3ドン・コサック師団所属のアレクサンドル・ドルゴルコフ（ロシア語版）少将(1914年)
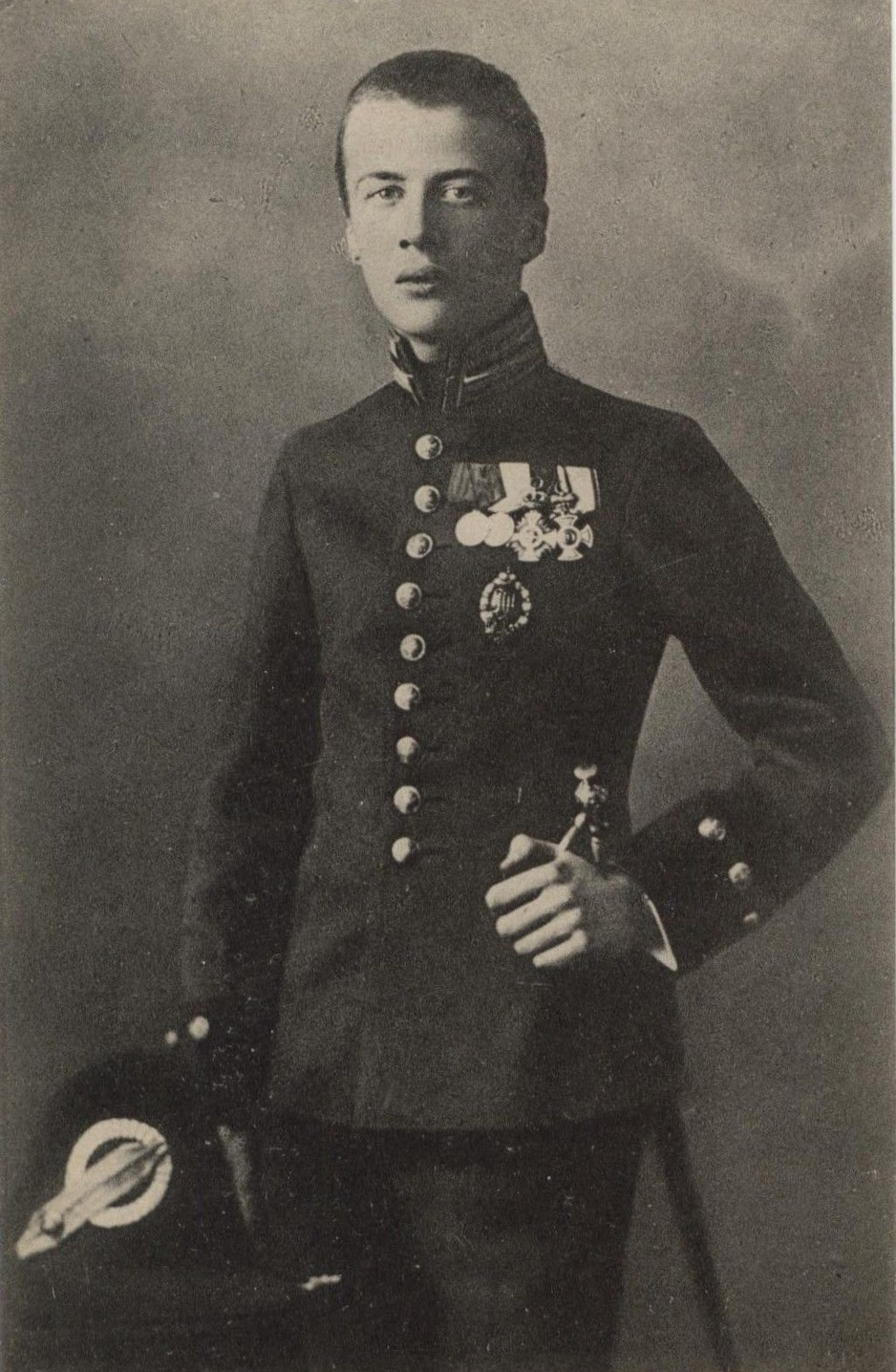
近衛軽騎兵連隊（ロシア語版）所属のオグレ・コンスタンチノヴィチ旗手(1914年)
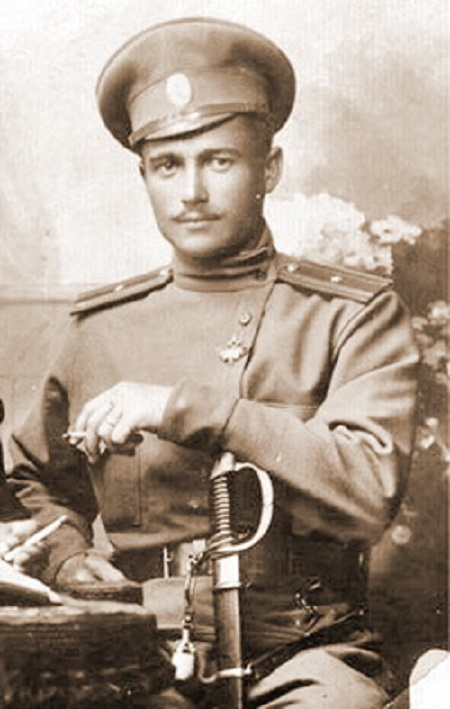
第226ゼムリャンスキー歩兵連隊（ロシア語版）所属のウラジミール・コトリンスキー（ロシア語版）少尉(1914年1月30日)
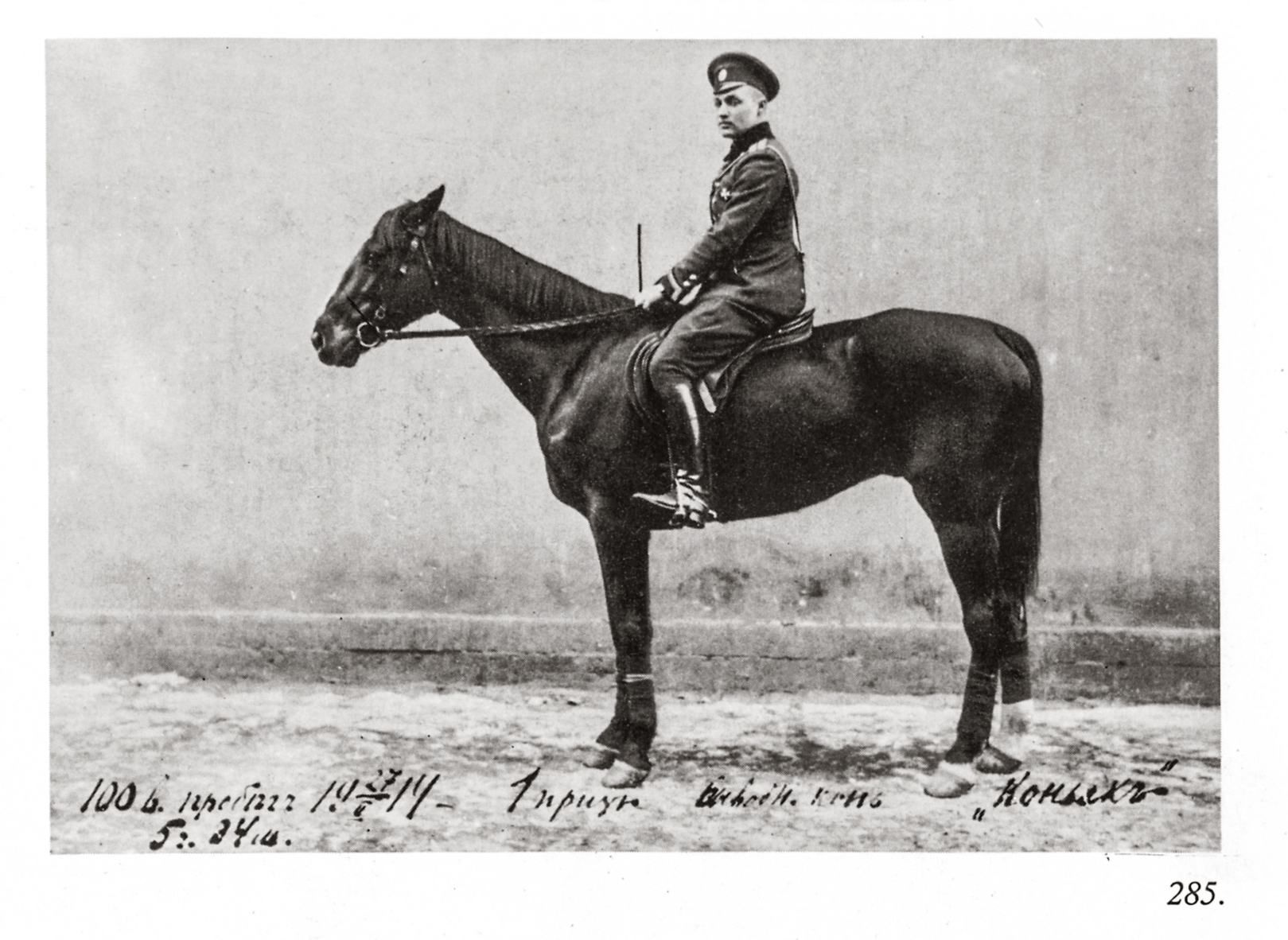
1914年2月の馬術大会優勝者ドミトリー・マラマ（ロシア語版）騎兵少尉
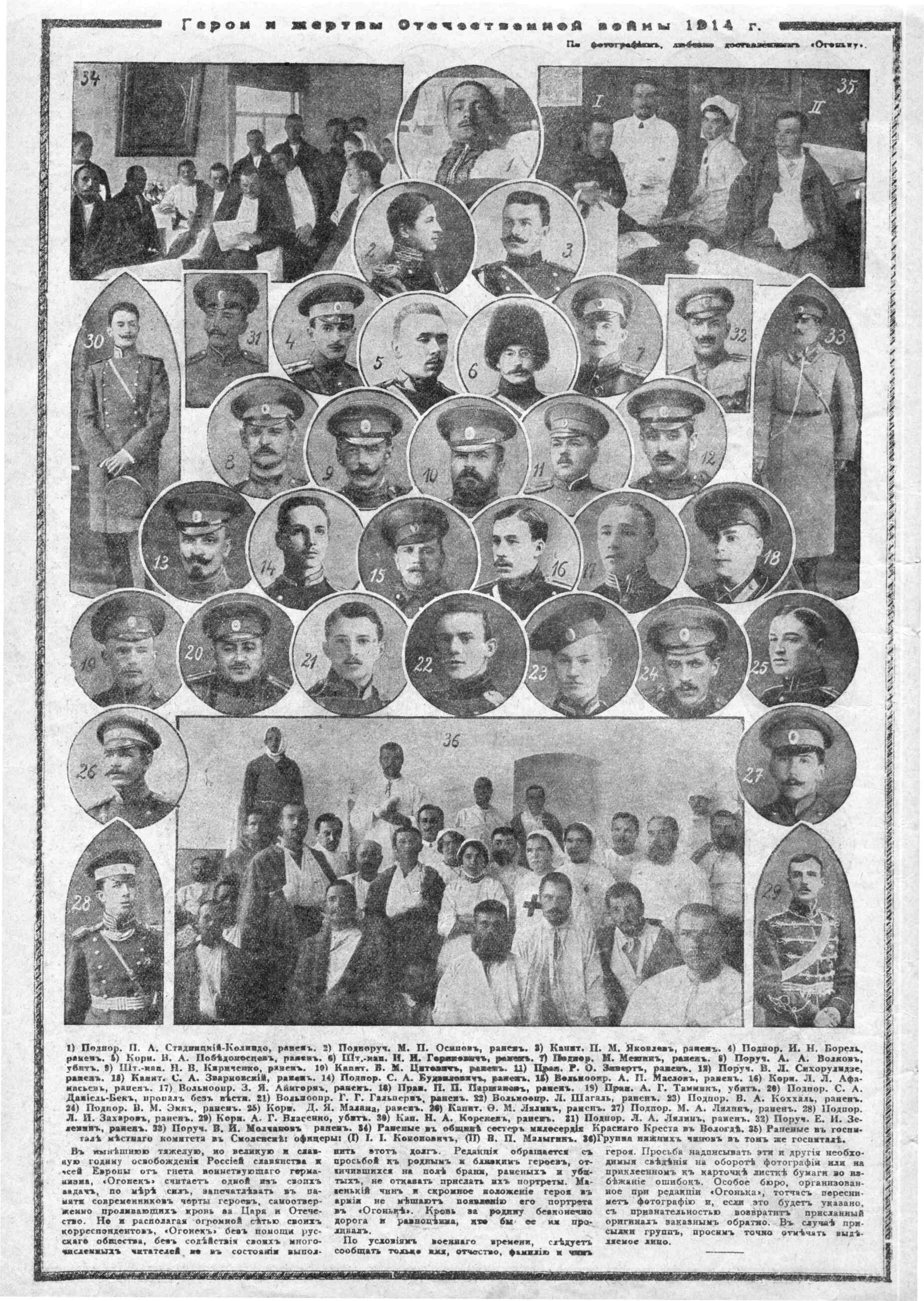
1914年時点の第一次世界大戦のロシア帝国陸軍の英雄の顔写真(オゴニョク誌)
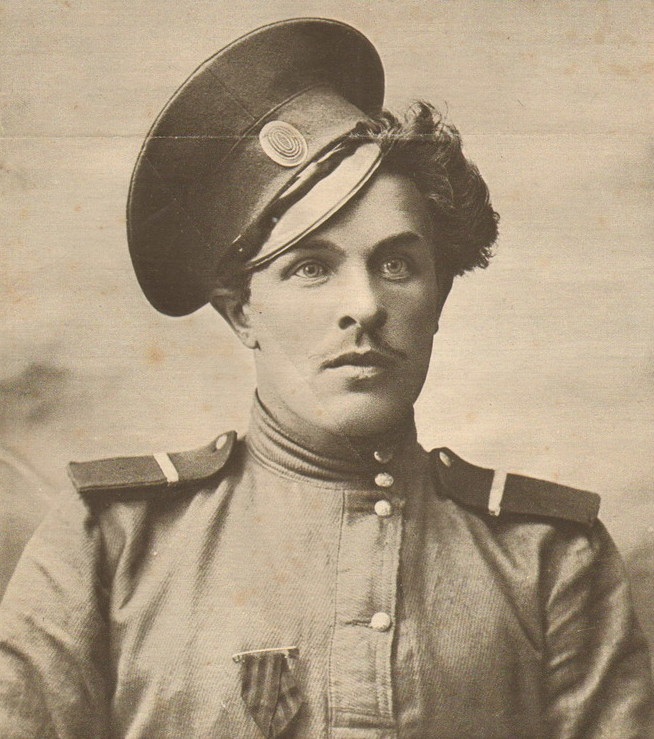
第3ドンコサック連隊（ロシア語版）所属のコズマ・クリュチコフ（ロシア語版）伍長(1914年)
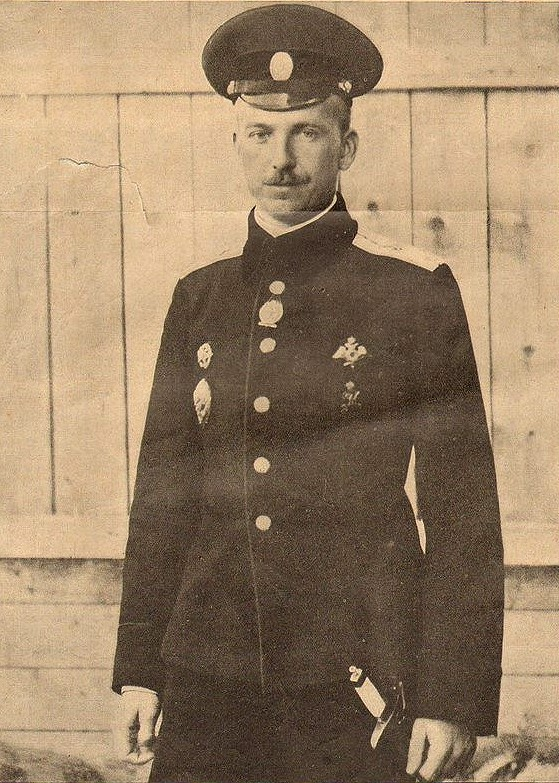
新しく制定された空軍制服を着たピョートル・ネステロフ参謀大尉(1914年5月25日)
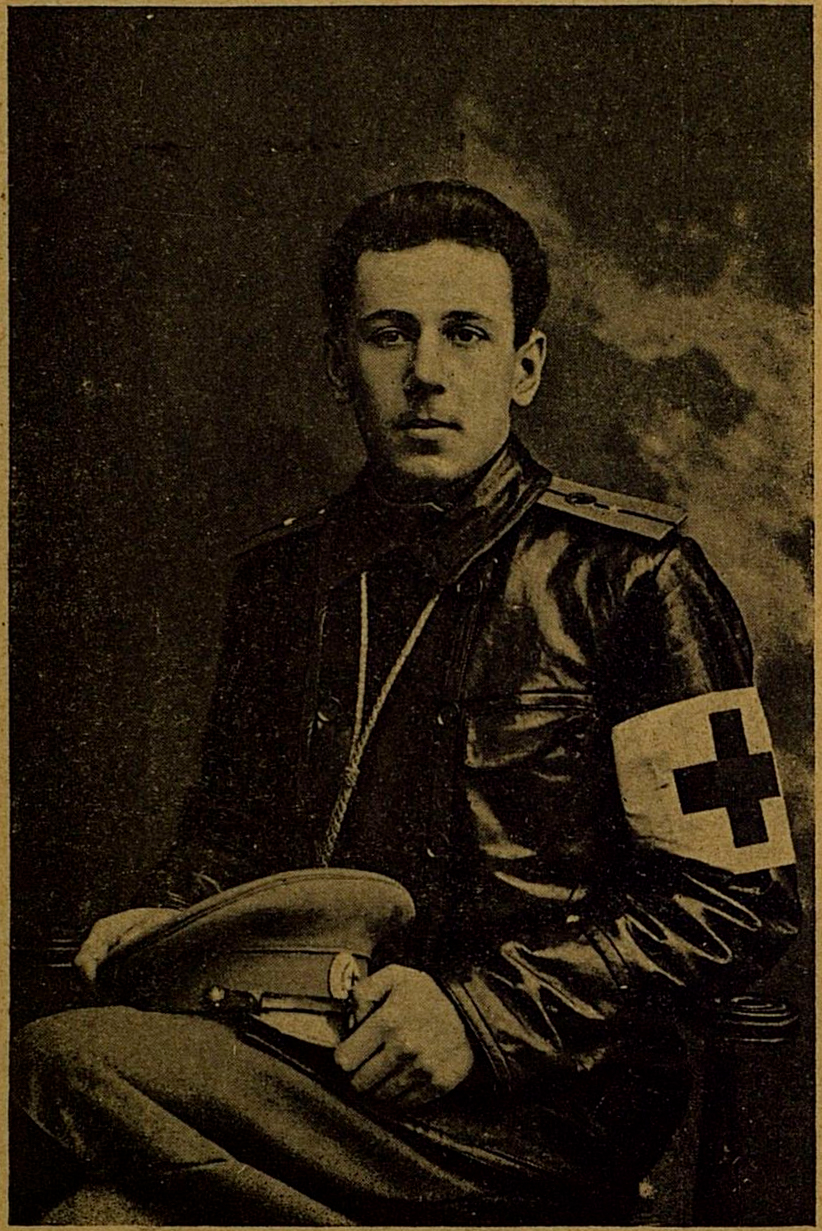
第266ポレチェンスキー歩兵連隊所属のセルゲイ・シュリヒター（ロシア語版）軍医(1914年)
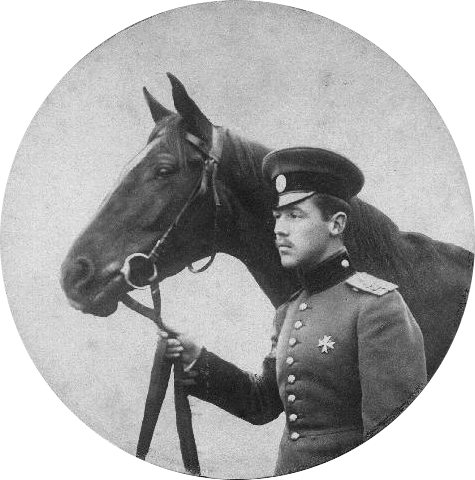
ライフガード騎兵連隊（ロシア語版）所属のゲオルギー・ゲルシェルマン（ロシア語版）中尉(1914年)
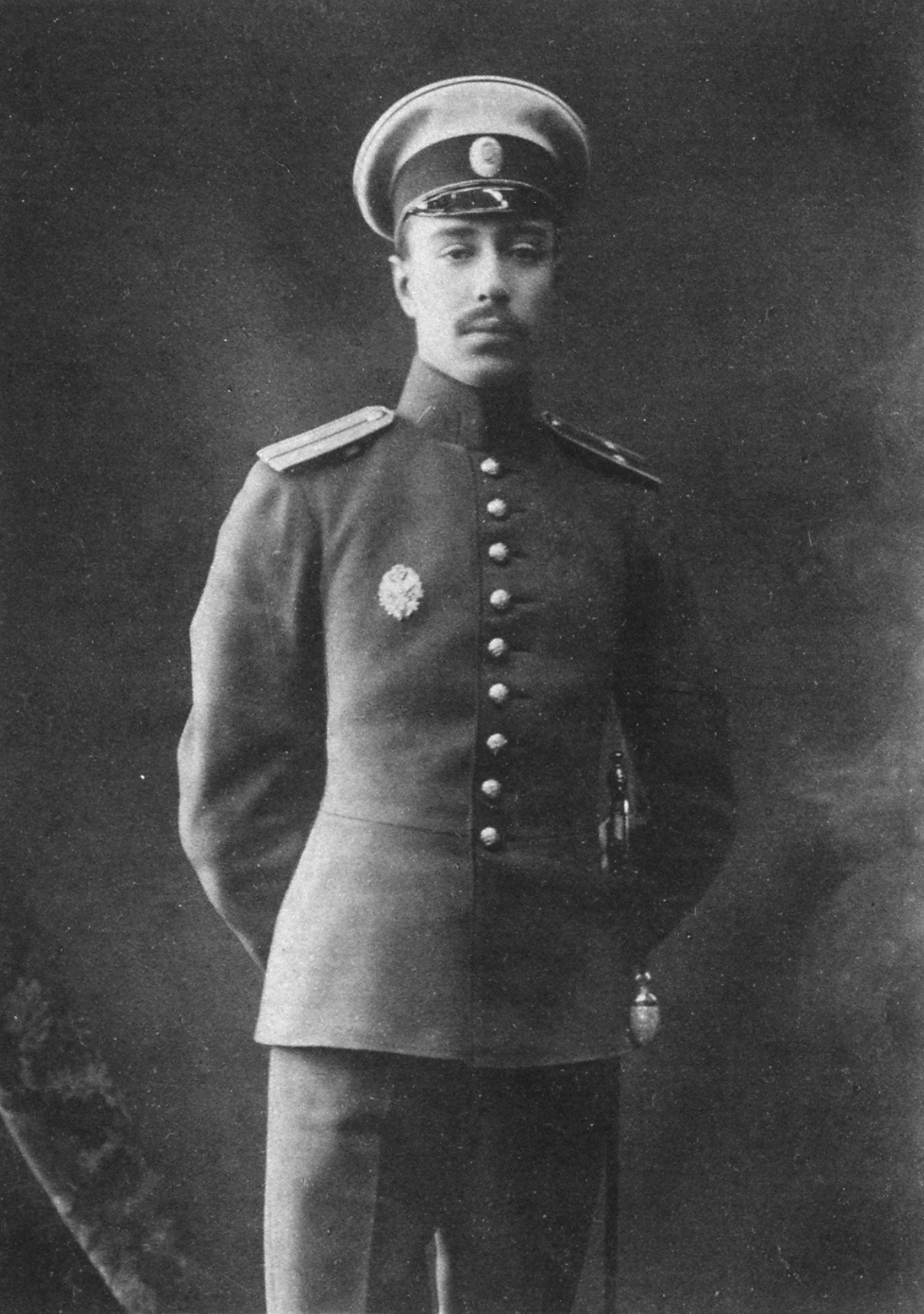
ライフガード騎兵連隊所属のミハイル・カトコフ(軍人)（ロシア語版）一年志願兵(1914年)
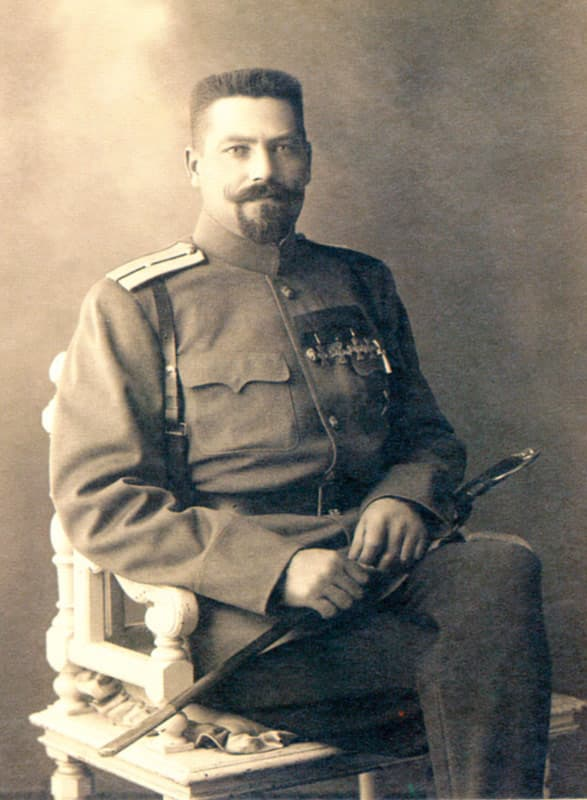
ケクスホルム親衛連隊所属のフリードリヒ・ランゲ少尉(1914年)
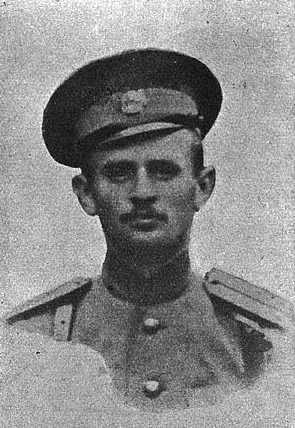
第4親衛歩兵連隊（ロシア語版）所属のニコライ・デリングスハウゼン（ロシア語版）大尉(1914年)
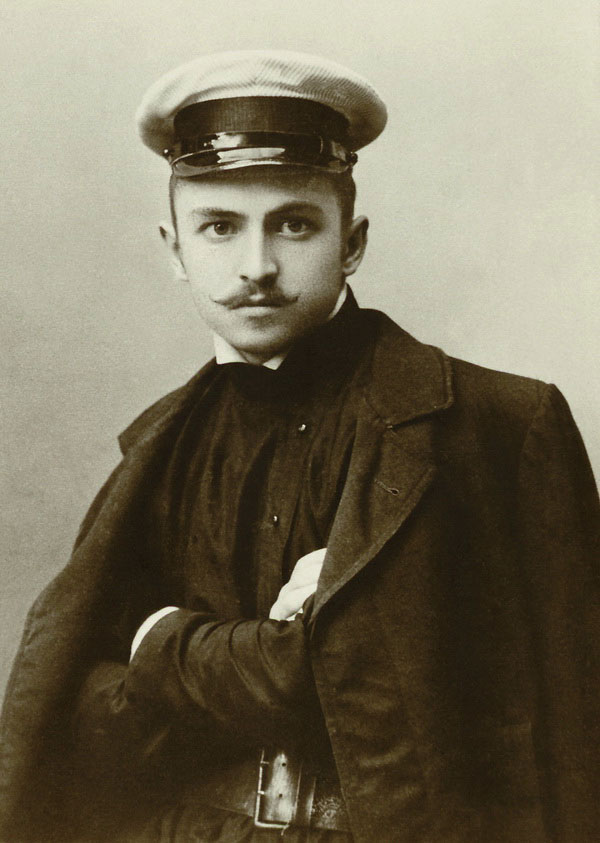
階級不明のニコライ・アンドレーエフ（英語版）(1914年頃)
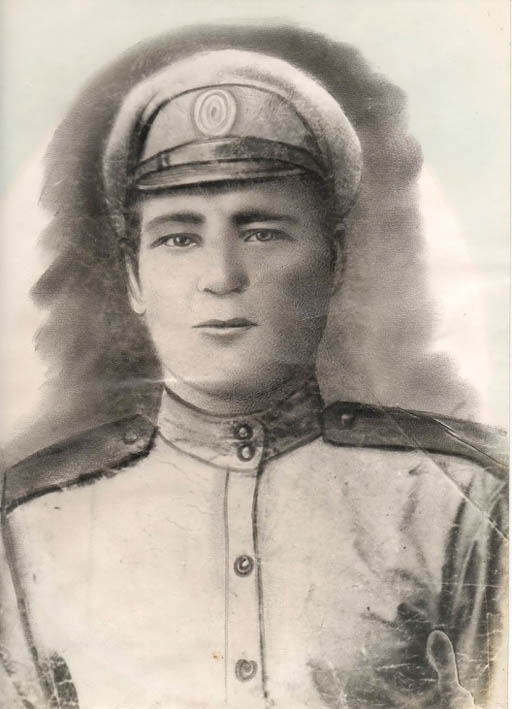
第117ヤロスラヴリ歩兵連隊（ロシア語版）所属のアレクサンドル・ムリン二等兵(1914年〜1915年頃)
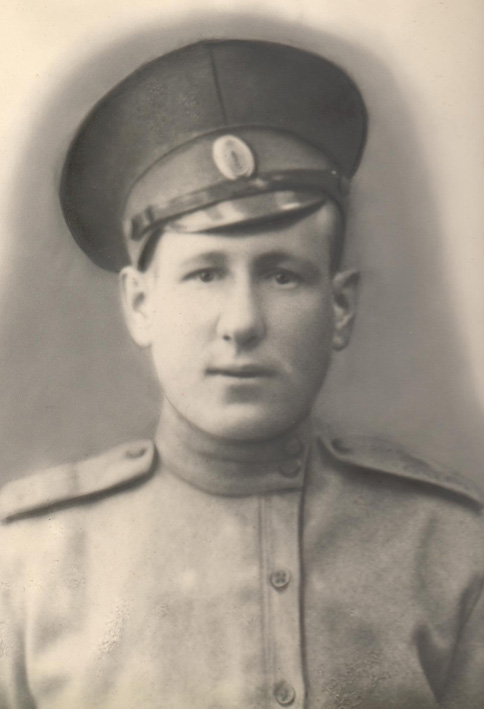
入隊直後のミハイル・シャマホフ二等兵(1914年〜1917年頃)
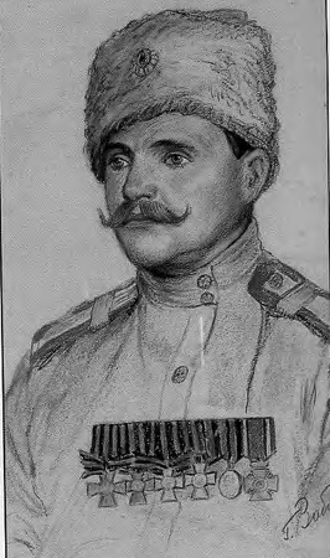
近衛驃騎兵連隊（英語版）所属のゲオルギー・シェスタコフ曹長(1914年〜1917年頃)
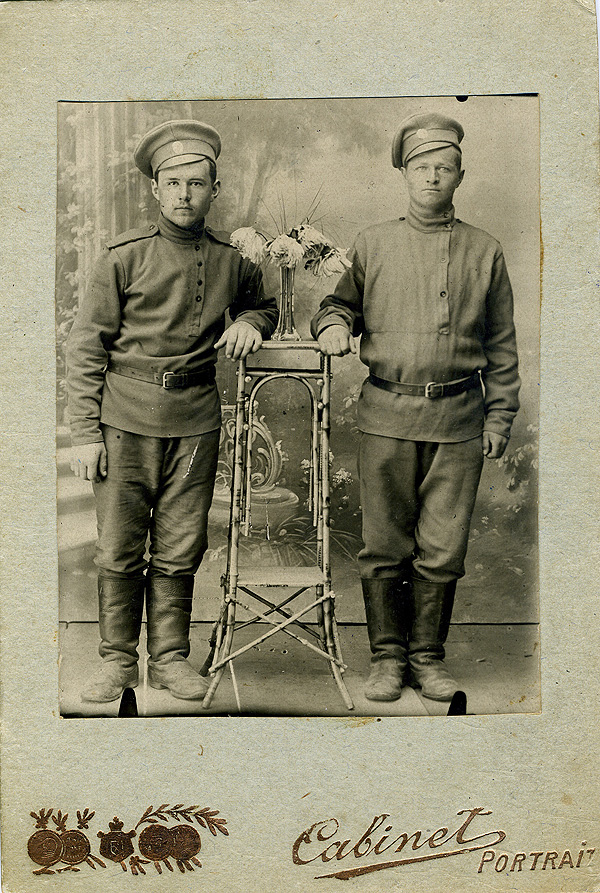
レフ・シャホフ一年志願兵とニコライ・ボロシン一年志願兵(1914年〜1917年頃)
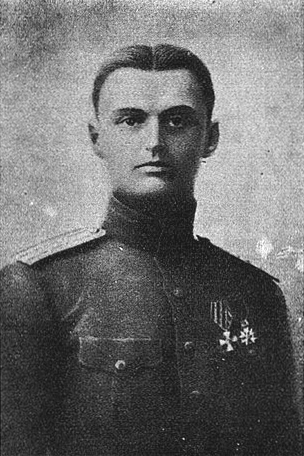
第21騎馬砲兵大隊所属のアレクサンドル・ウォン（ロシア語版）大佐(1914年〜1918年)
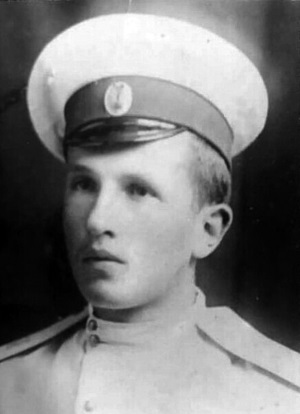
フョードル・ケールレルの息子、ボリス・ケールレル（ロシア語版）少尉(1915年)
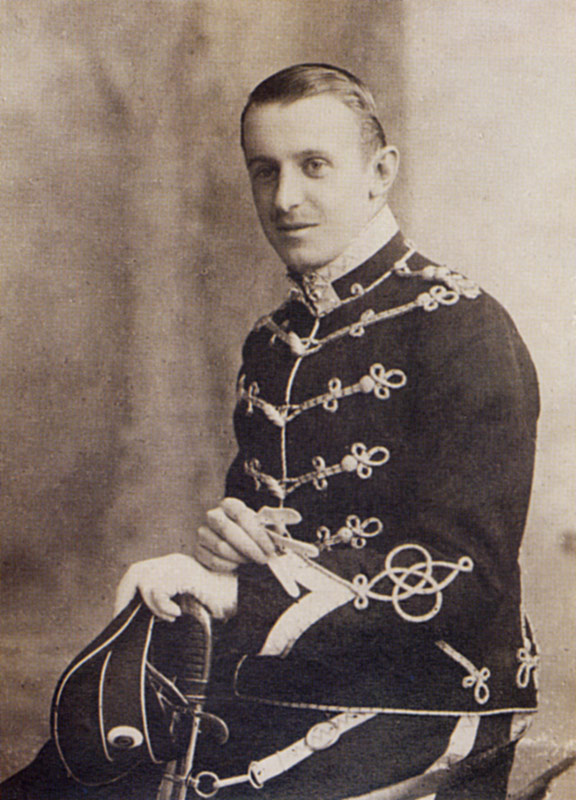
第5アレクサンドリア軽騎兵連隊（ロシア語版）所属のコスタンティン・バチュシコフ（ロシア語版）少尉(1915年頃)
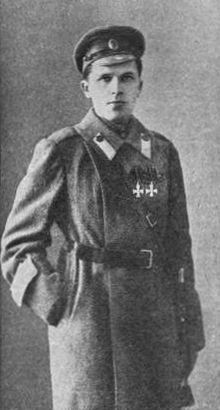
後に反ボルシェヴィキ運動を展開するイワン・カリニコフ（ロシア語版）参謀大尉(1915年)
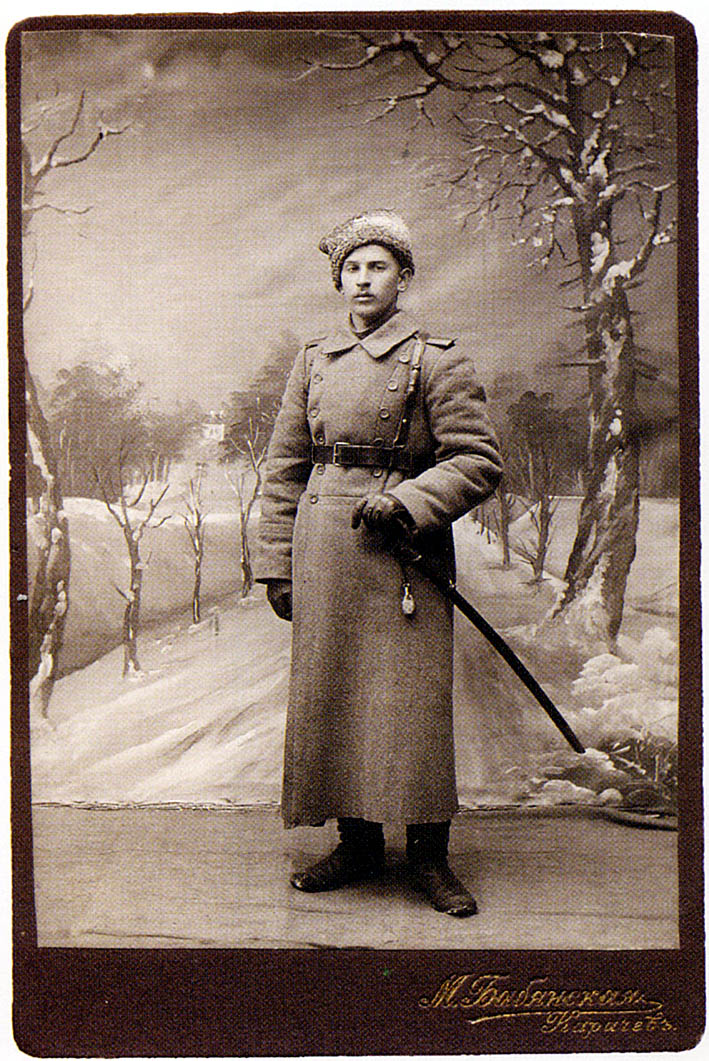
第5歩兵連隊所属のウラジーミル・ボスクレセンスキー（ロシア語版）中尉(1915年)
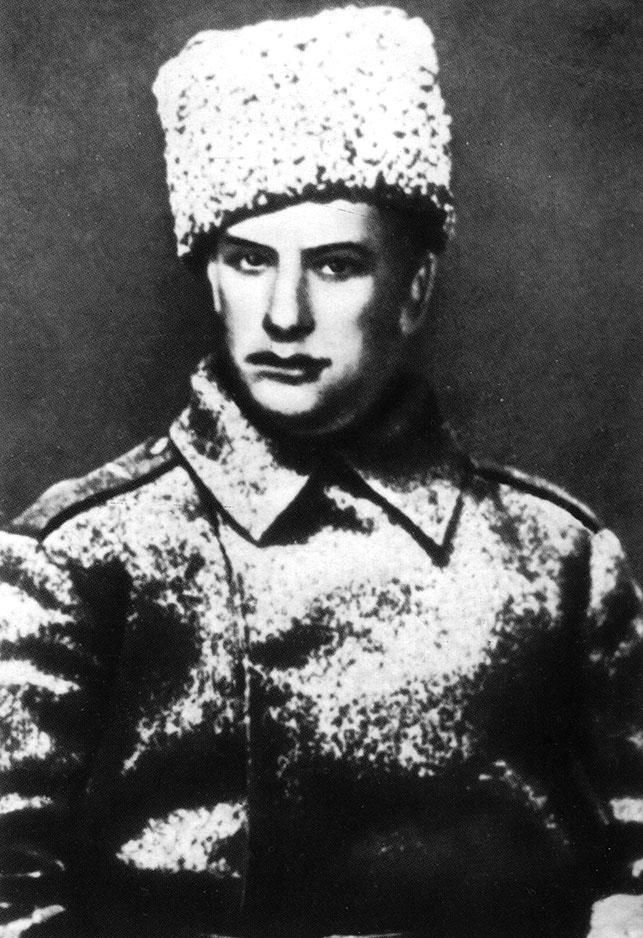
入隊直後のウラジーミル・マヤコフスキー二等兵(1915年)
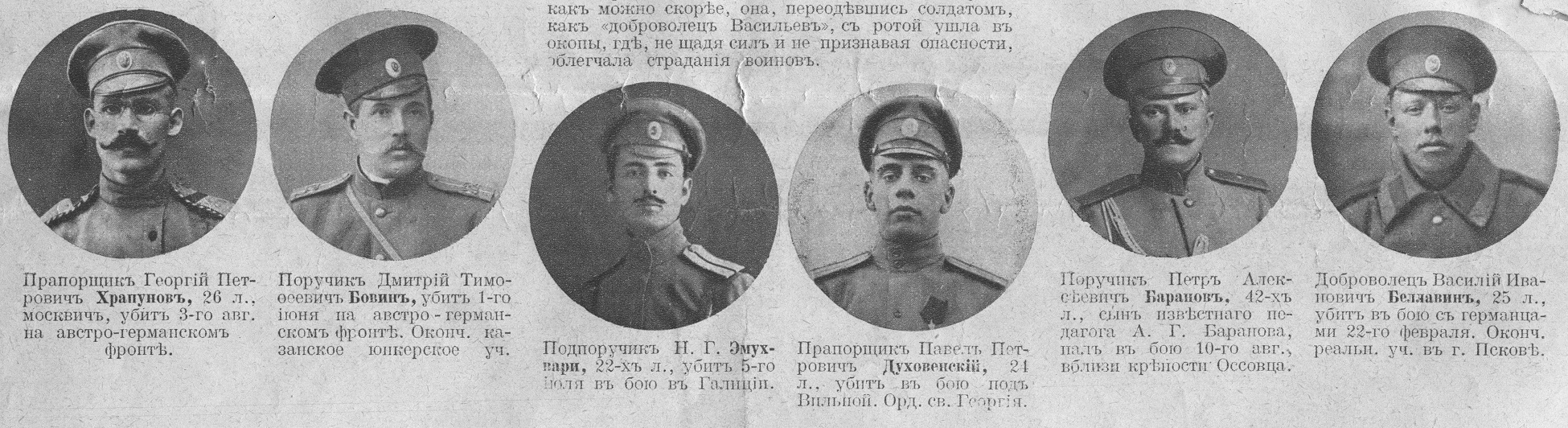
第一次世界大戦で戦死した英雄の戦死記事(左からゲオルギー・フラプノフ少尉、ドミトリー・ボビン中尉、ニコライ・エムクヴァリ中尉、パーヴェル・ドゥホヴェンスキー少尉、ピョートル・バラノフ普通中尉、ヴァシーリー・ベラヴィン一年志願兵)。(1915年9月20日)
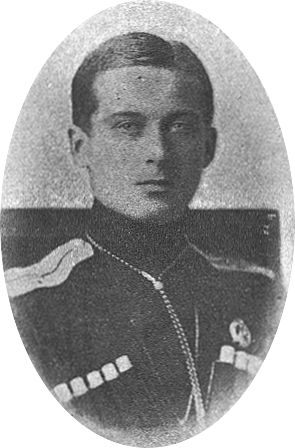
第2ラビンスクコサック連隊所属のレフ・コルベ（ロシア語版）旗手(1915年)
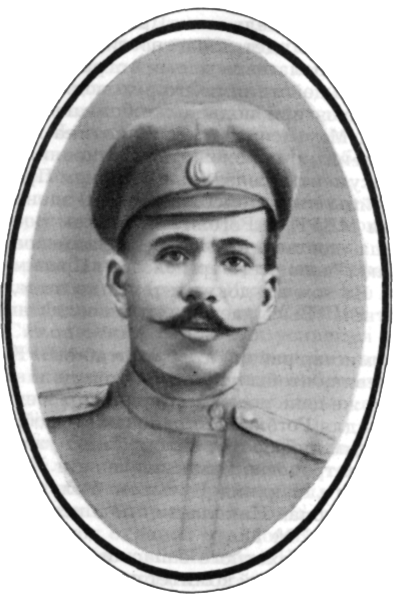
第303歩兵連隊所属のエフゲニー・サプノフ一等兵(1915年頃)
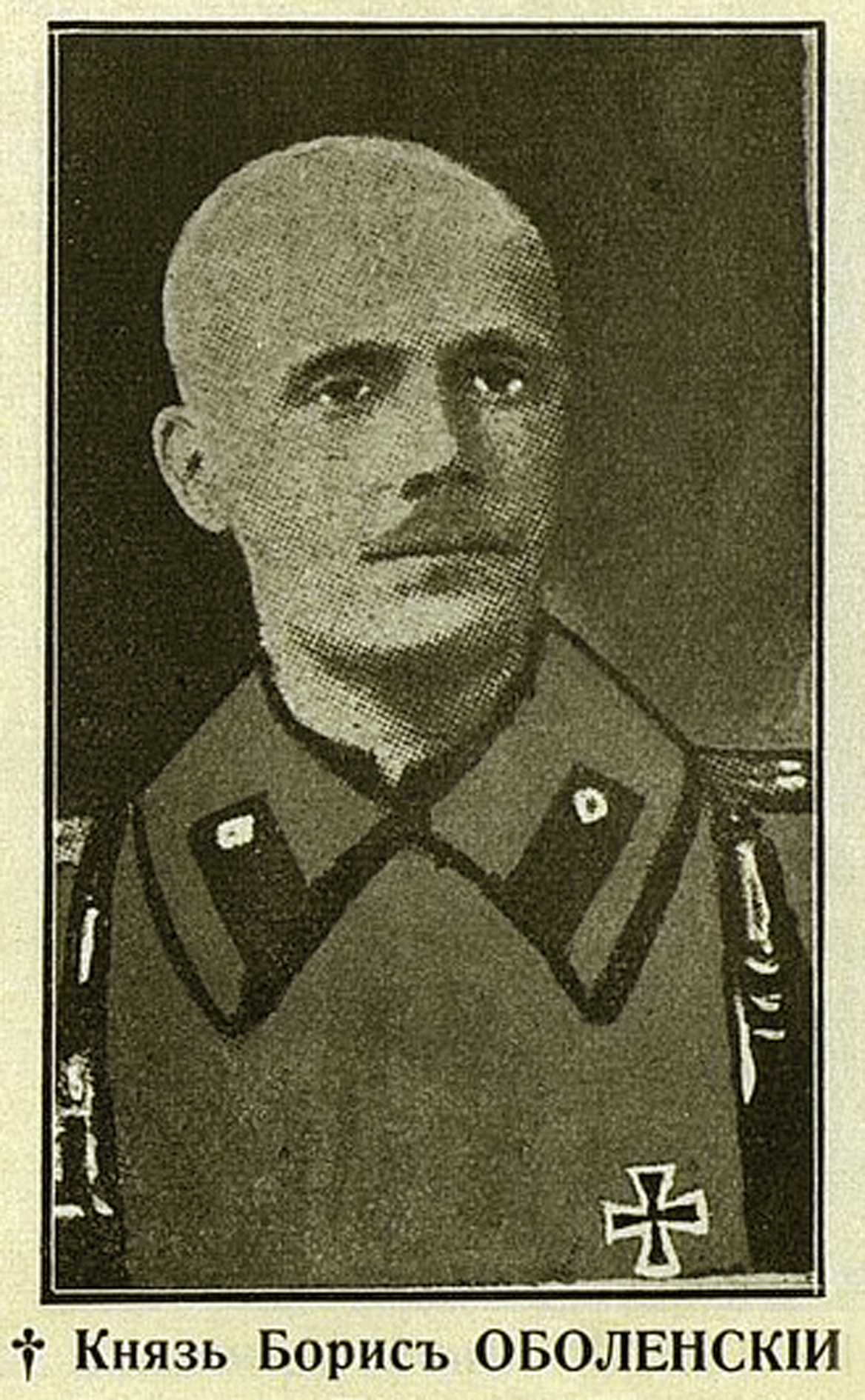
イェーガーライフガード連隊（ロシア語版）所属のボリス・オボレンスキー（ロシア語版）中尉(1915年)
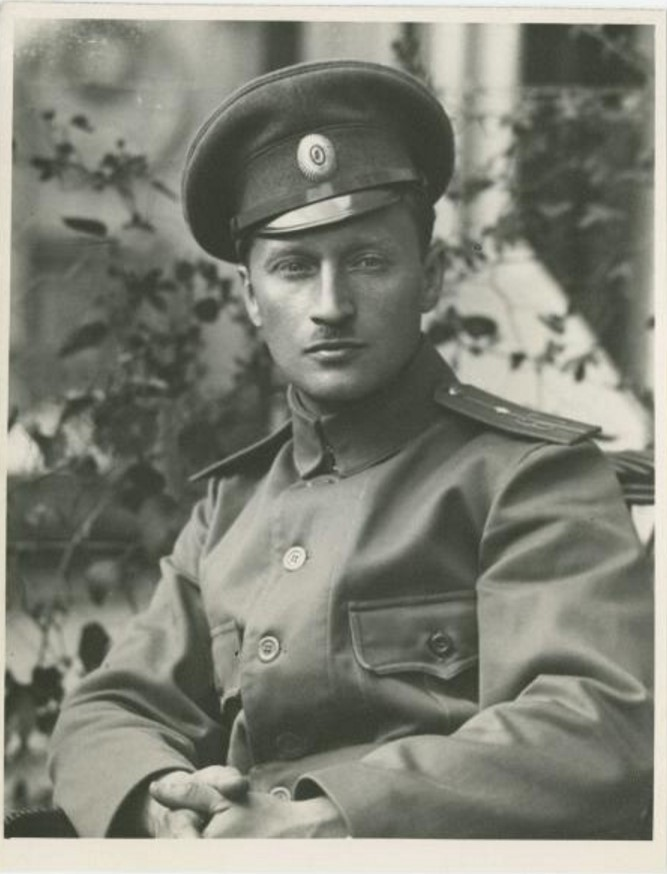
第6トルキスタンライフル連隊所属のアレクサンドル・グリンベルク（ロシア語版）少尉(1915年)
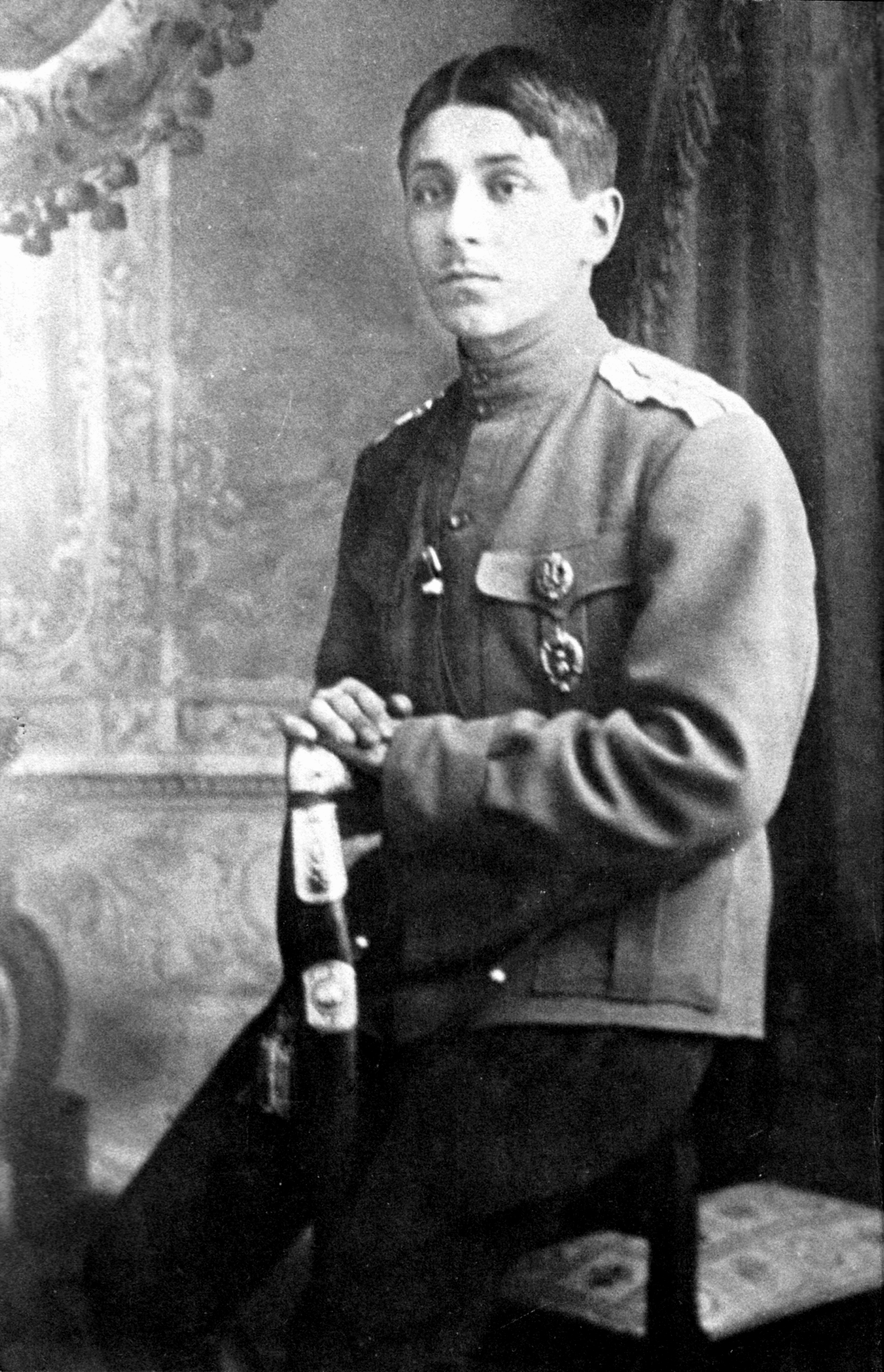
第16ミングレリアン擲弾兵連隊（ロシア語版）所属のミハイル・ゾーシチェンコ少尉(1915年)
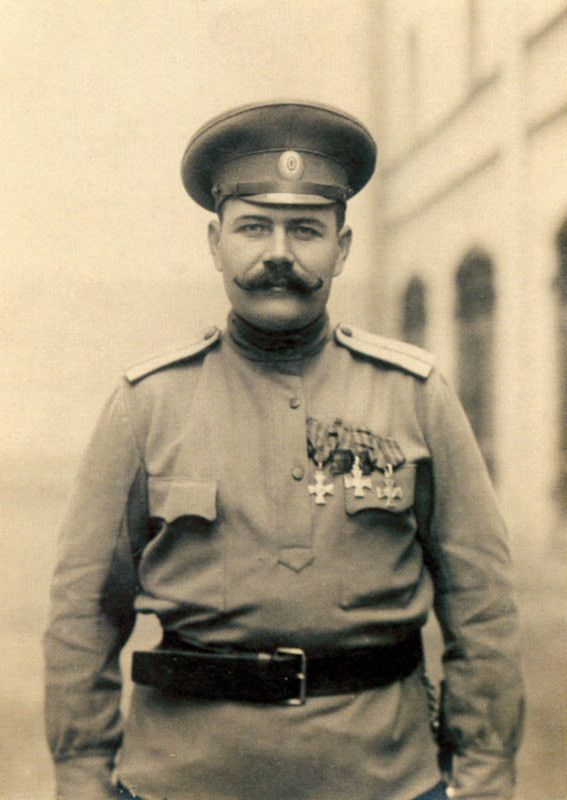
ケクスホルム親衛連隊（ロシア語版）所属のグレゴリー・クレピニン少尉(1915年)
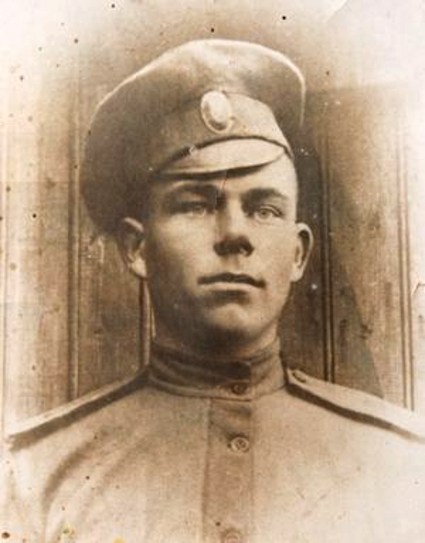
ロシア・フランス遠征軍（英語版）所属のアレクサンドル・フェドゥノフ二等兵(1915年〜1916年頃)
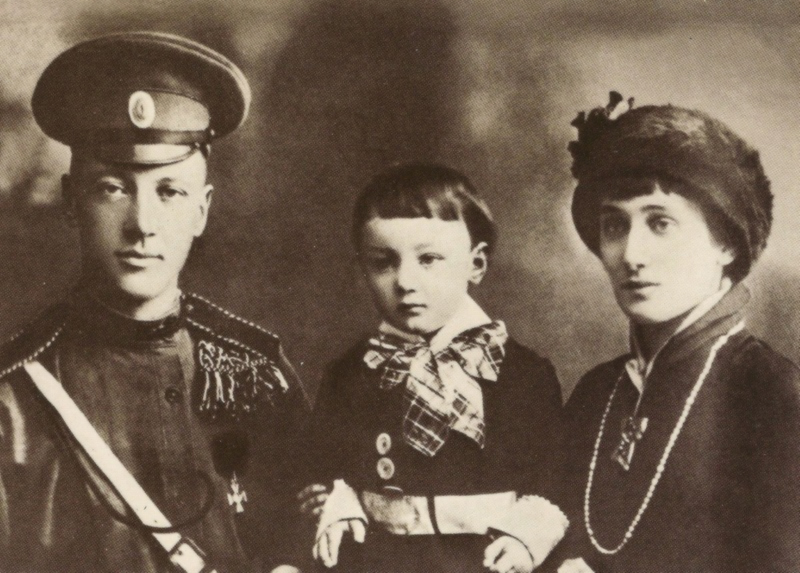
アレクサンドラ・フョードロヴナ皇后陛下ウランスキー護衛連隊（ロシア語版）所属時のニコライ・グミリョフとレフ・グミリョフとアンナ・アフマートヴァ(1915年〜1916年頃)
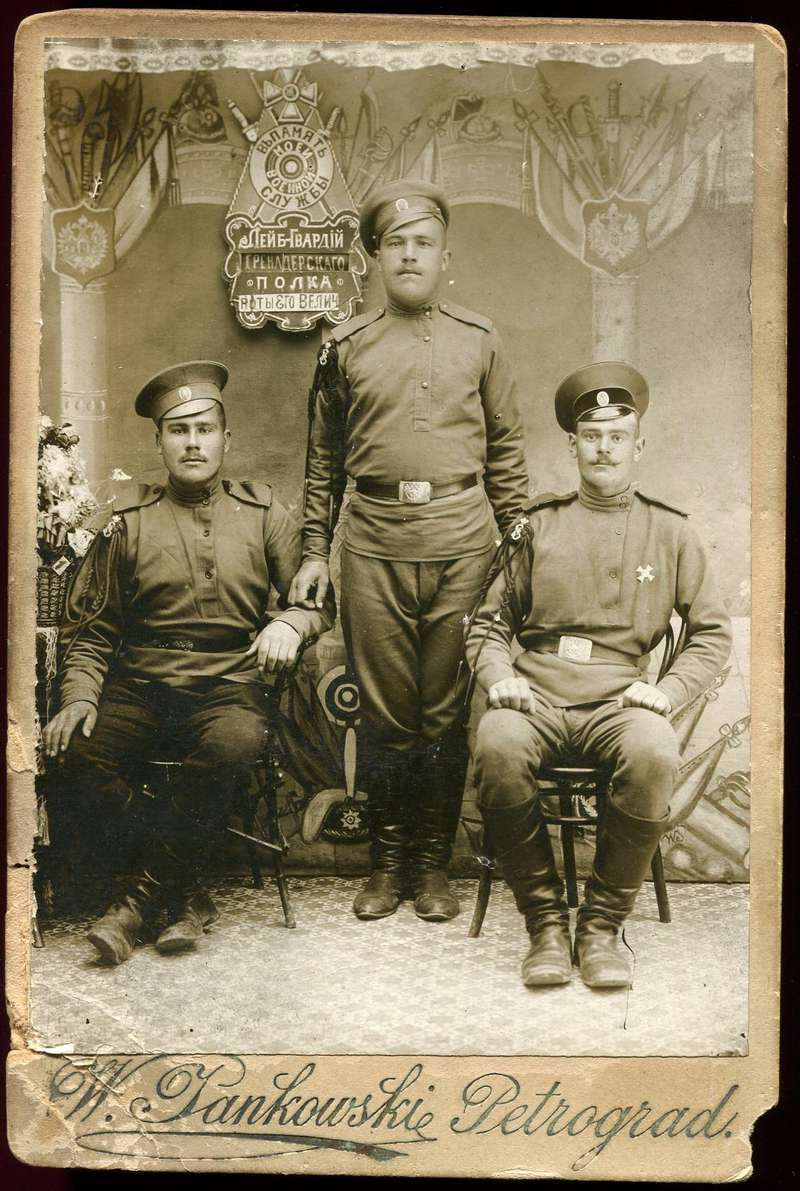
兵用ギムナスチョルカ着用の擲弾兵
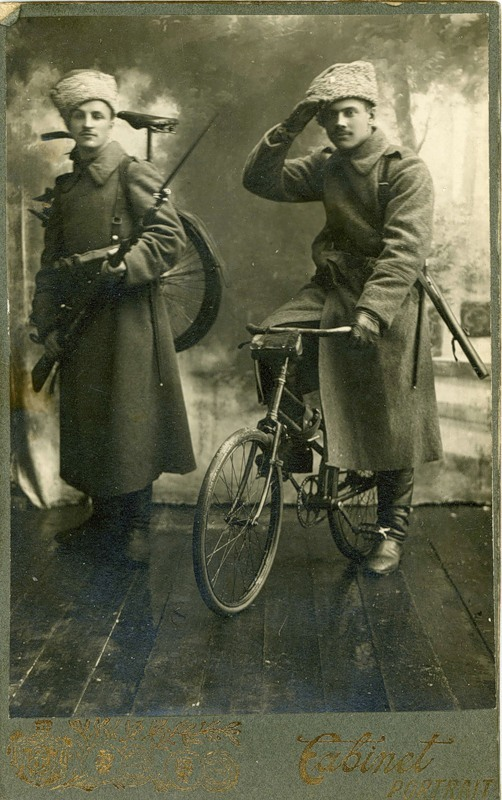
ロシア帝国陸軍の自転車部隊(1910年〜1916年頃)
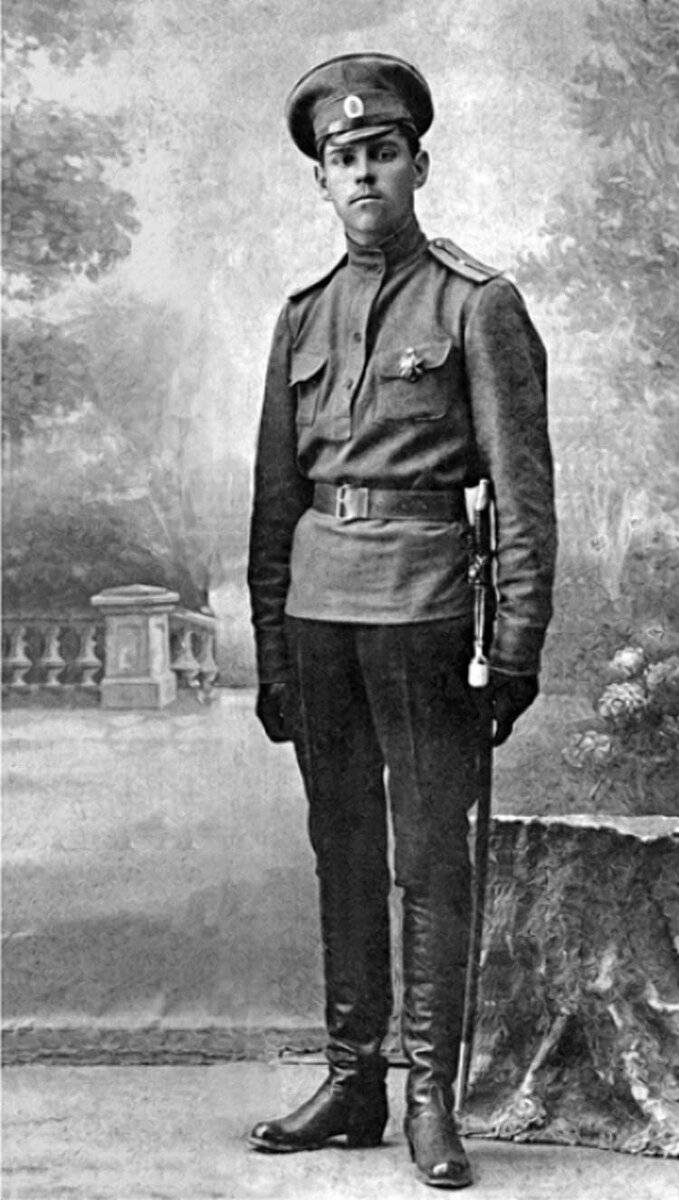
第409ノボホピョルスキー歩兵連隊（ロシア語版）所属のアレクサンドル・ヴァシレフスキー参謀大尉(1915年〜1917年)
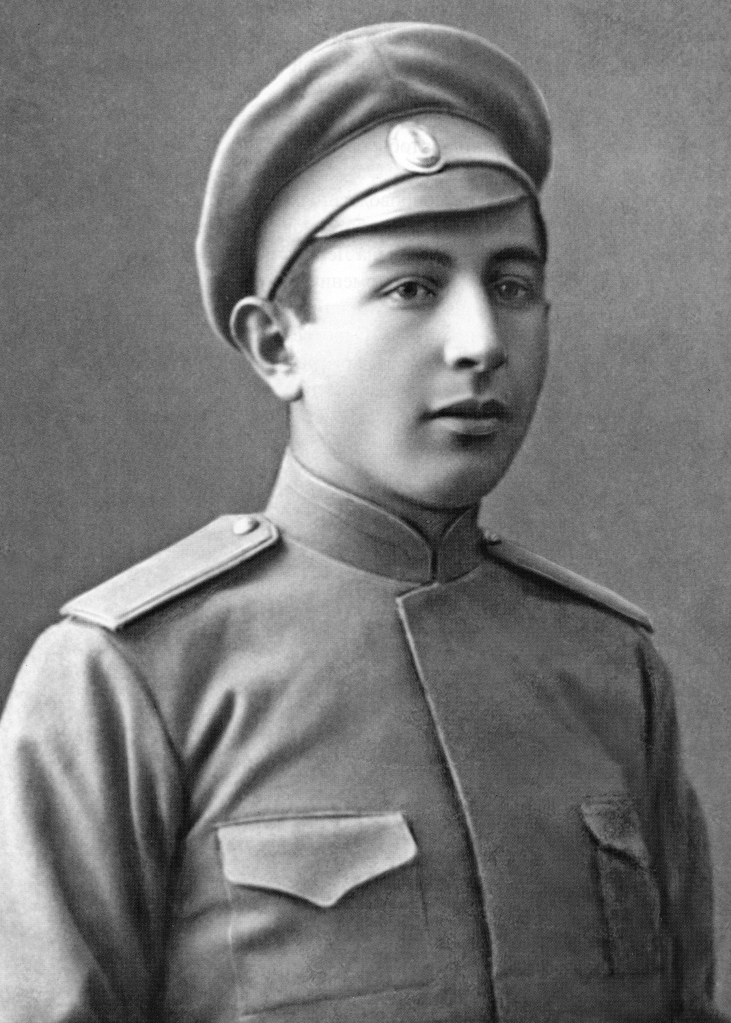
第2コーカサス国境歩兵連隊所属のイワン・バグラミャン少尉(1915年〜1917年)
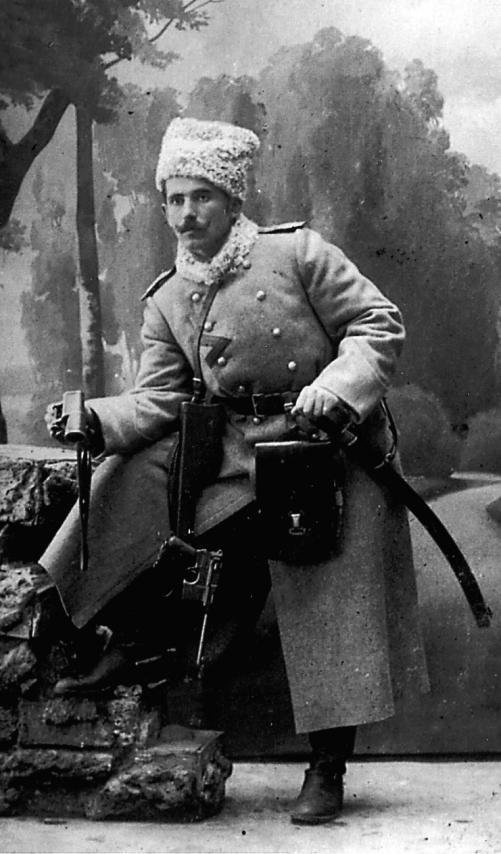
第2カーランド槍騎兵連隊（ロシア語版）所属時のスタニスラフ・ブラク＝バラホヴィッチ（英語版）大尉(1915年〜1916年)
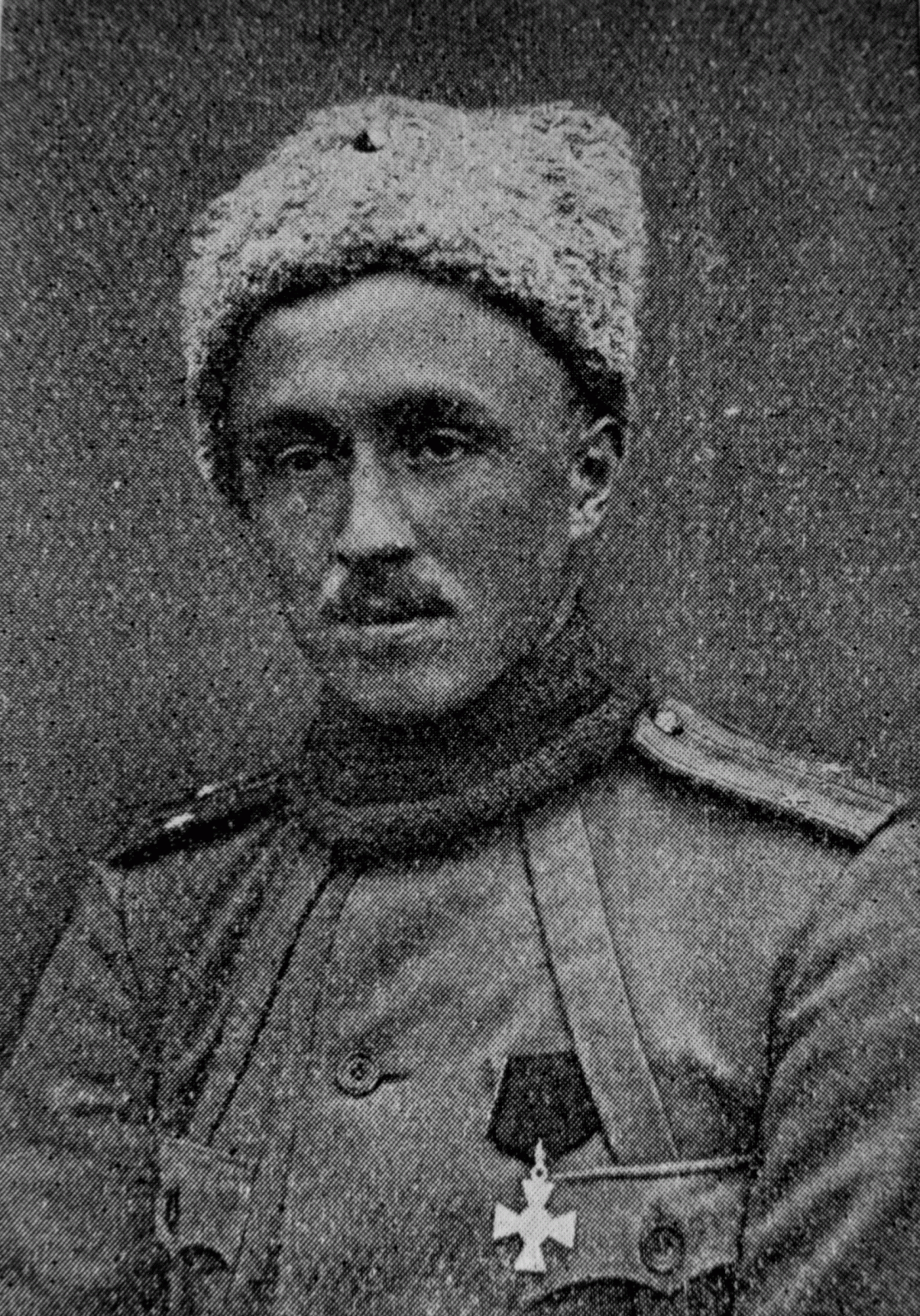
第1チェコスロバキア歩兵連隊所属のカレル・クトルヴァシュル（英語版）少尉(1915年〜1917年頃)
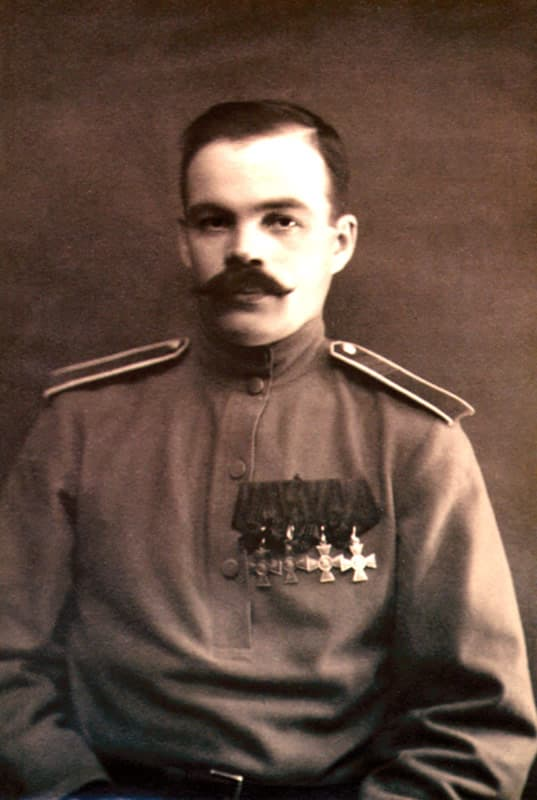
擲弾兵親衛連隊（ロシア語版）所属のヴァシーリー・マルシン上級下士官(1915年〜1917年頃)
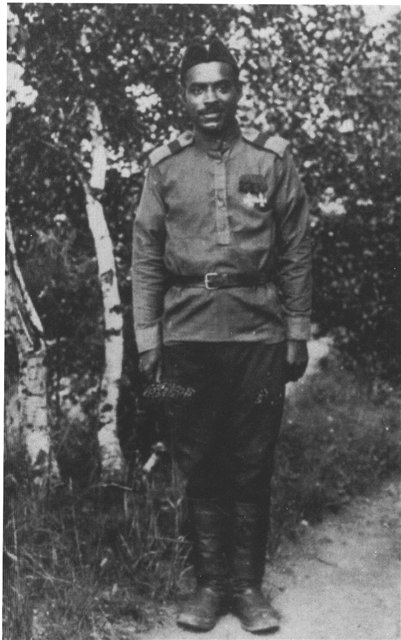
ピロートカを被る航空兵たる砲兵マルセル・プラット（ロシア語版）曹長(1916年)
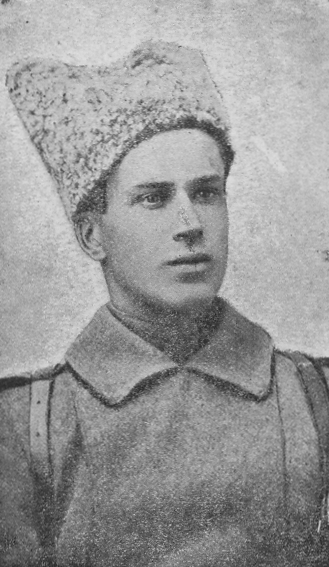
第100オストロフスキー歩兵連隊（ロシア語版）所属のウラジーミル・チェルニャエフ（ロシア語版）上級少尉(1916年)
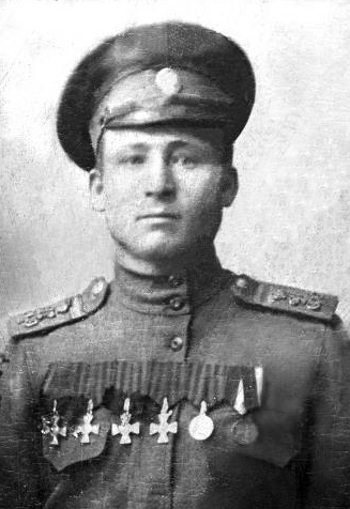
第1シベリア歩兵連隊所属のミハイル・ヴァトルヒン少尉(1916年頃)
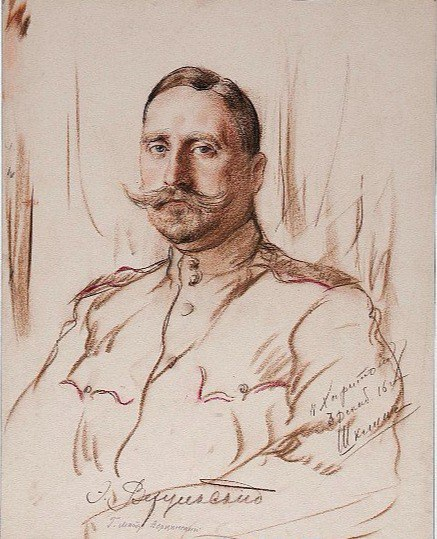
近衛ライフル師団（ロシア語版）所属のエドワルド・ヴェルツィンスキー（ロシア語版）少将(1916年)
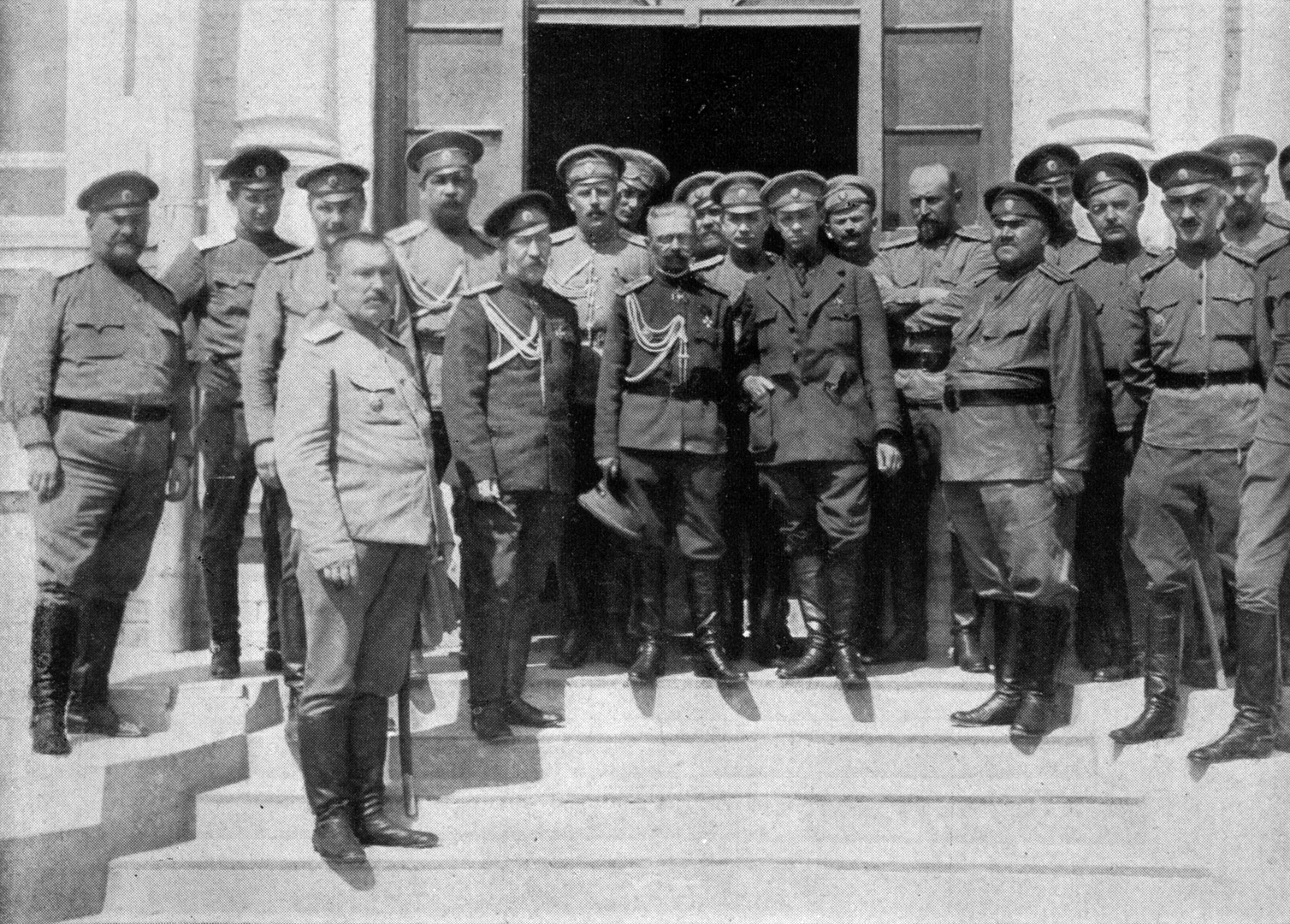
第一次世界大戦時の陸軍将校用ギムナスチョルカ、1916年
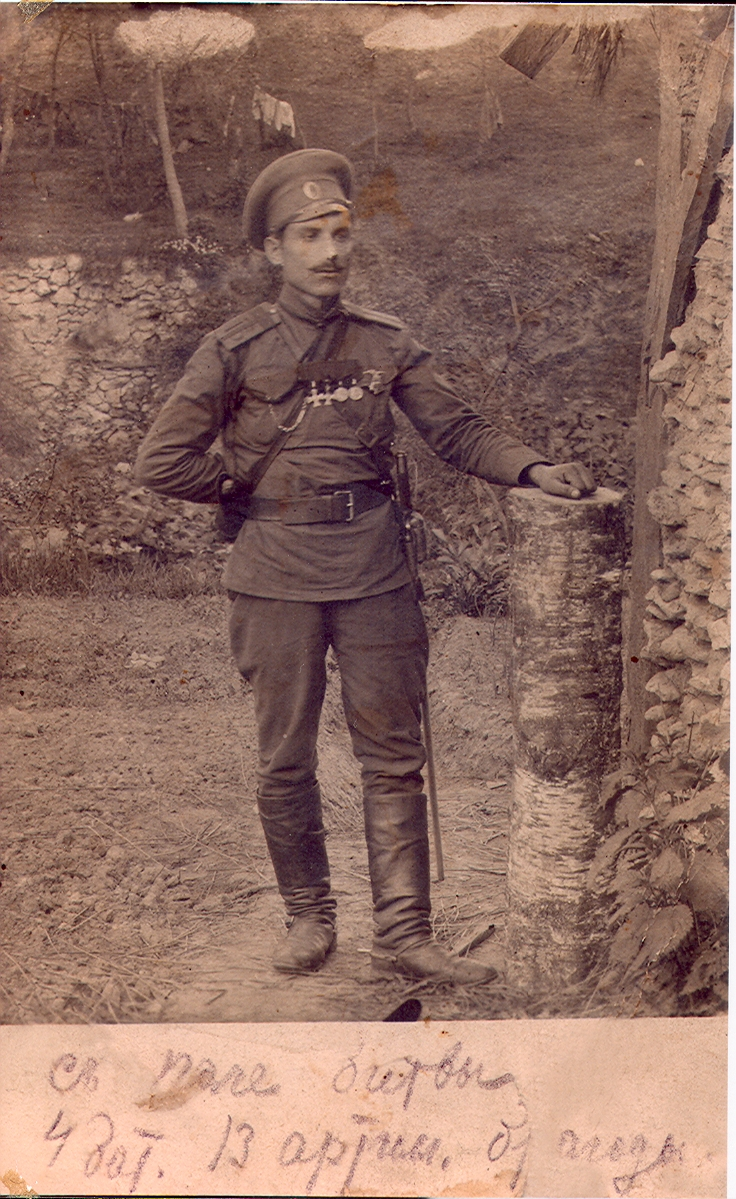
南西部戦線（英語版）従軍時のパンテレイモン・ベロチュブ（英語版）少尉(1916年6月)
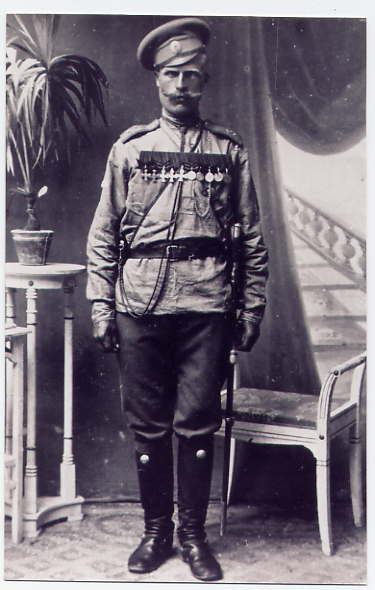
第9キーウ軽騎兵連隊（ロシア語版）所属のアレクセイ・ジディック（ロシア語版）少尉(1916年)
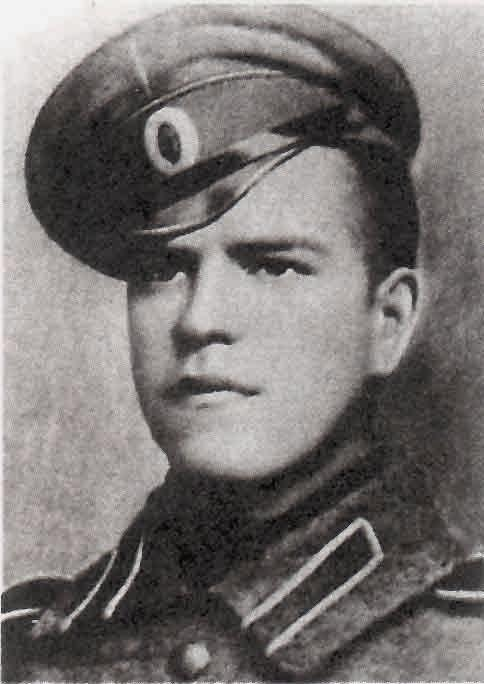
第10ノヴゴロド竜騎兵連隊（ロシア語版）所属のゲオルギー・ジューコフ下士官(1916年)
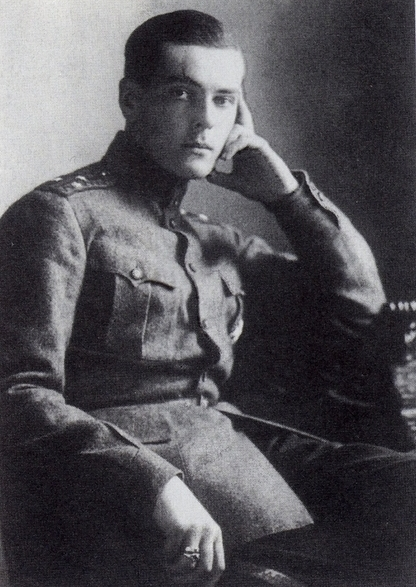
近衛騎兵隊所属のウラジーミル・パーリィ中尉(1916年)
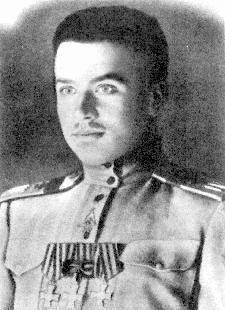
ロシア帝国空軍（英語版）のエースパイロット、ニコライ・ココリン（英語版）少尉(1916年)
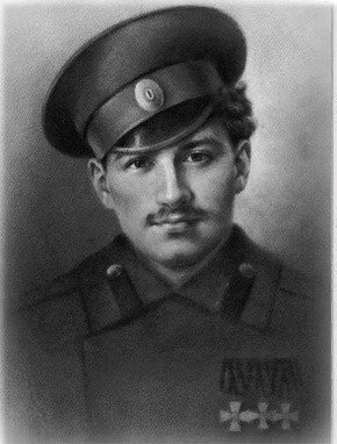
第12ドンスコイ・コサック連隊（ロシア語版）所属のカハランピー・エルマコフ（ロシア語版）軍曹(1916年)
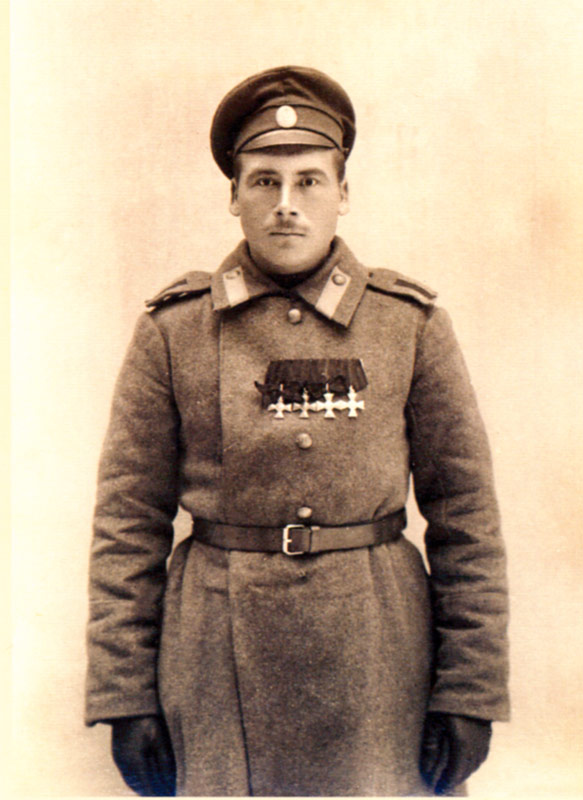
パブロフスキー警備連隊（英語版）所属のイゾット・ポテリャエフ上級下士官(1916年)
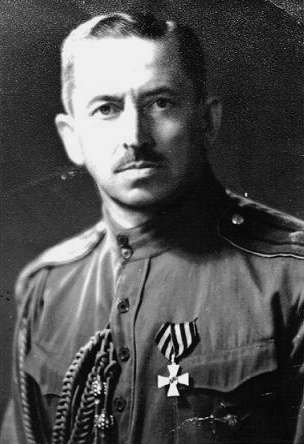
親衛擲弾兵連隊所属のゲオルギー・ヤルツォフ（ロシア語版）大尉(1916年)
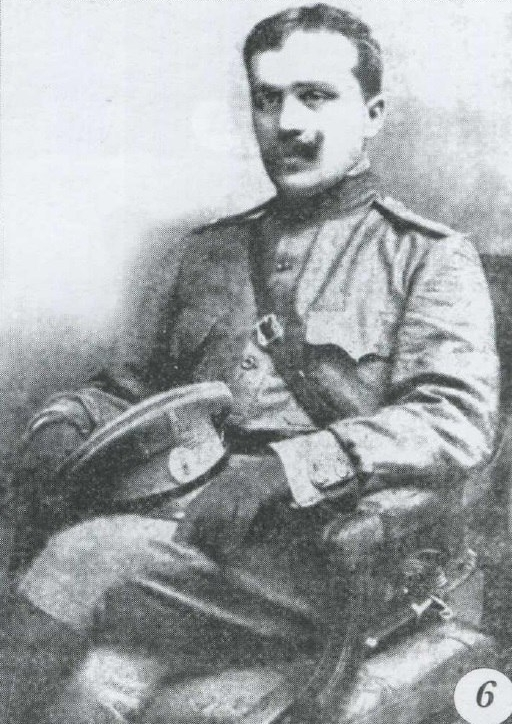
第166リヴネ歩兵連隊（ロシア語版）所属のウラジミール・インデーイキン（ロシア語版）中佐(1916年)
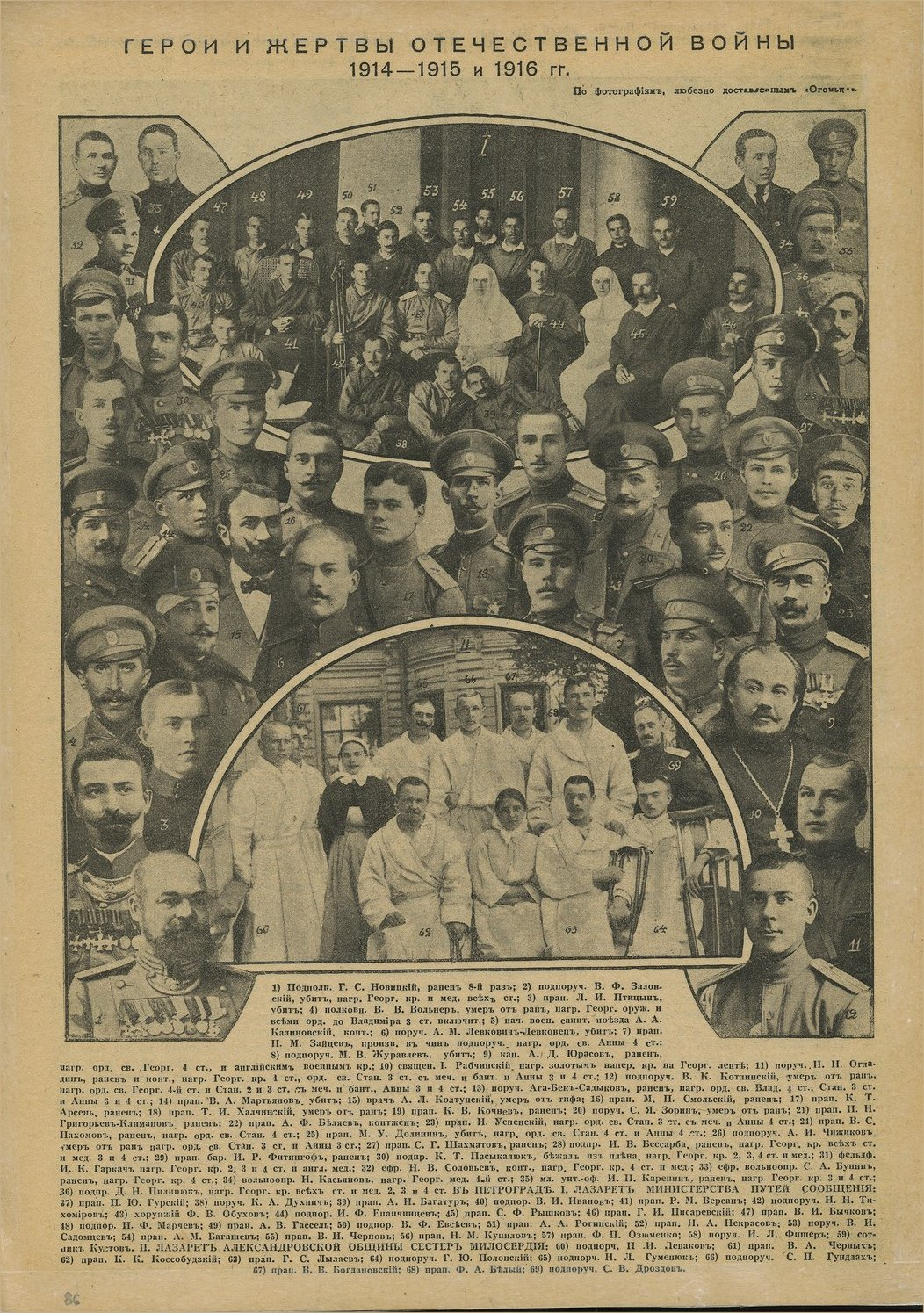
1916年時点の第一次世界大戦のロシア帝国陸軍の英雄の顔写真(オゴニョグ誌)
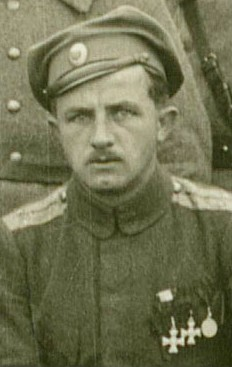
第3ライフル中隊 (チェコ軍団)所属のヴァーツラフ・シドリク（チェコ語版）少尉(1916年頃)
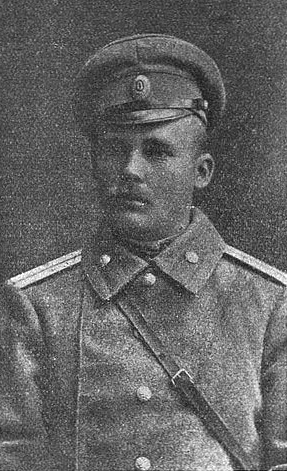
第3ライフル連隊（ロシア語版）所属のイワン・オレル（ロシア語版）参謀大尉(1916年〜1917年頃)
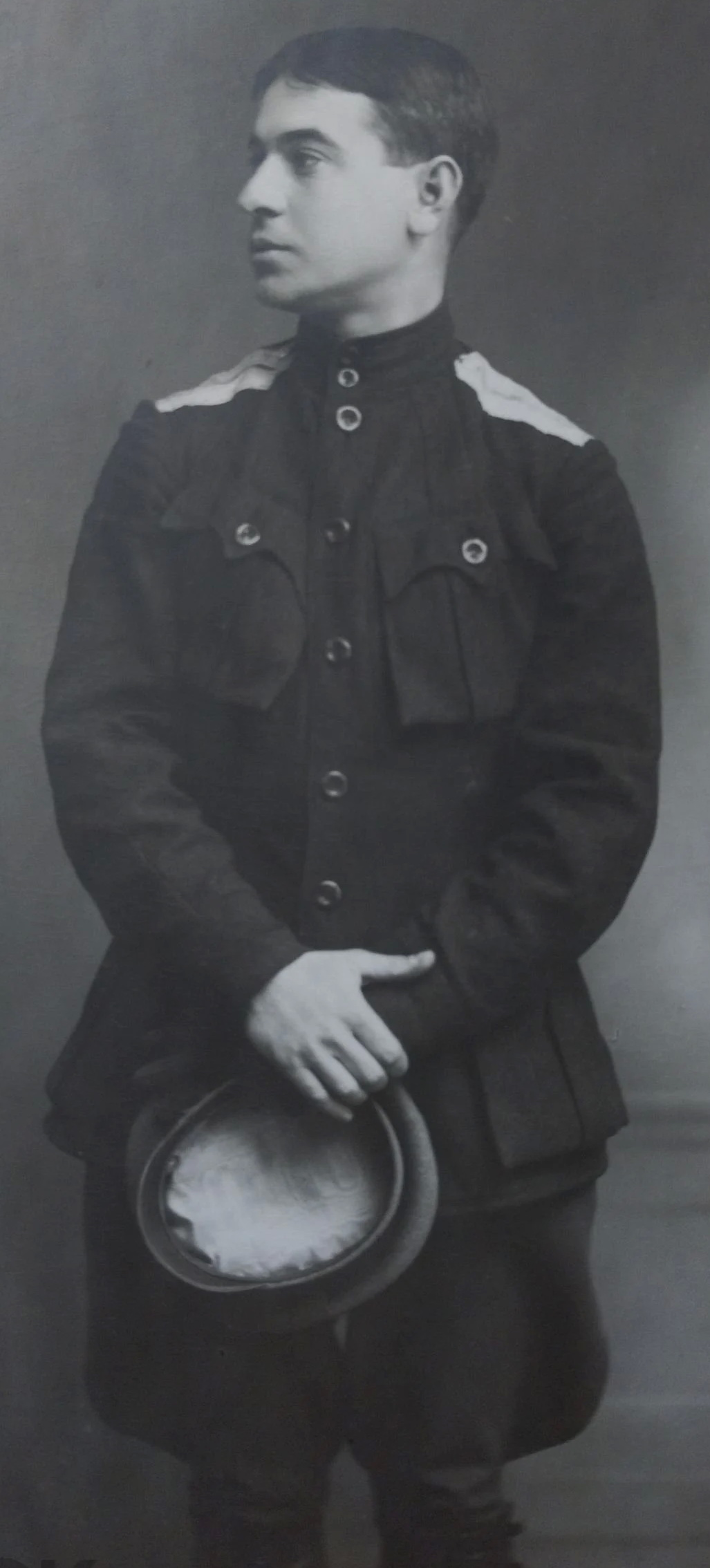
近衛猟兵連隊（英語版）所属のアレクセイ・アントーノフ少尉(1916年〜1917年頃)
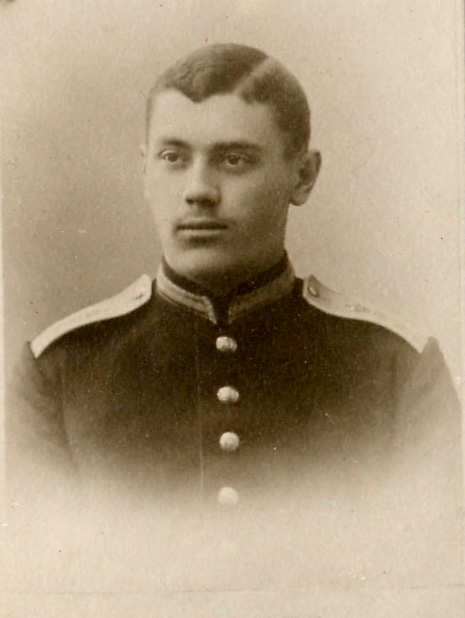
第16トヴェリ竜騎兵連隊（ロシア語版）所属のボリス・ゴルチャコフ（ロシア語版）大尉(1917年以前)
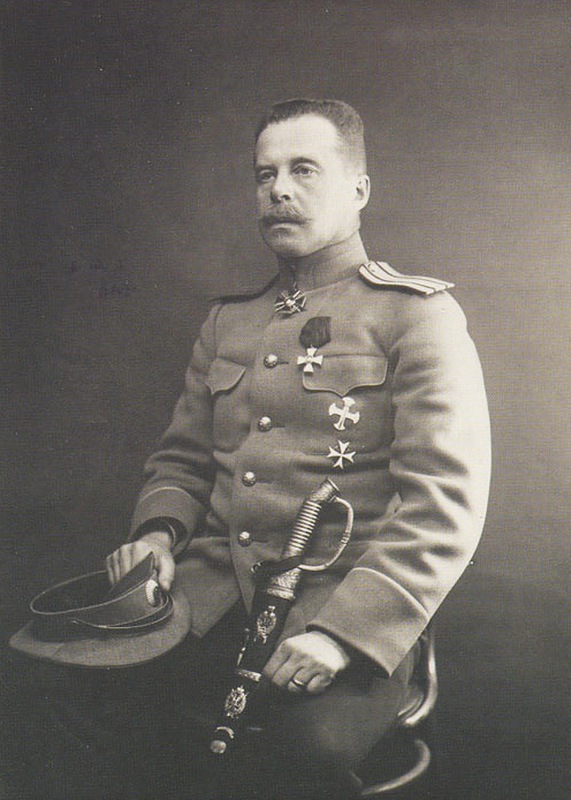
サーベル佩用のアレクサンドル・スヴェチニコフ（ロシア語版）大佐（1917年）
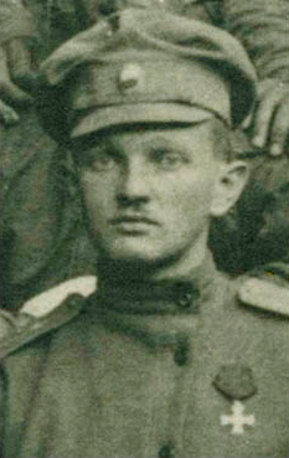
チェコスロバキア狙撃旅団所属のルドルフ・メデック（チェコ語版）軍曹(1917年)
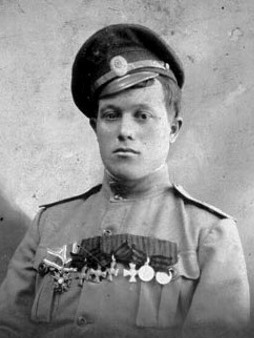
第16フィンランドライフル連隊所属のワシーリー・チェレミシン（ロシア語版）上級少尉(1917年)
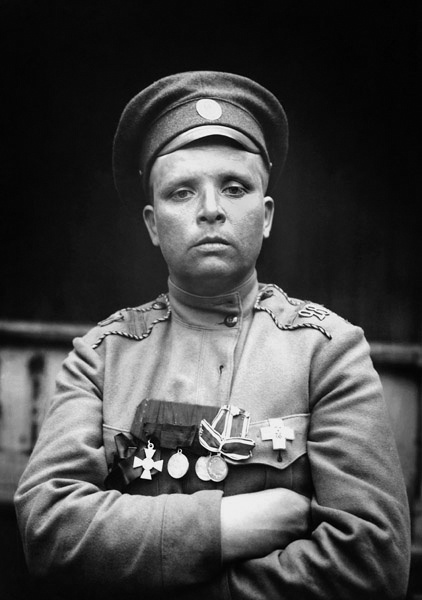
女性大隊（英語版）指揮官マリア・ボチカリョーワ中尉(1917年)
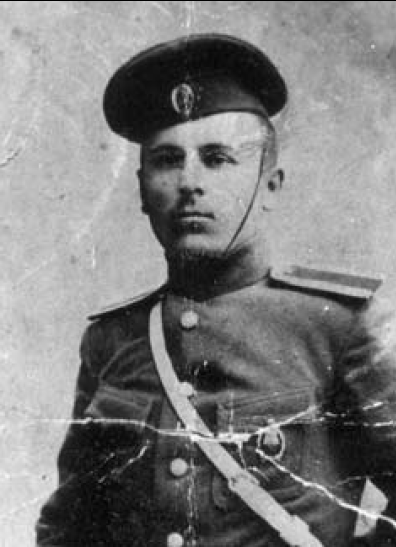
第2オレンブルクコサック連隊（ロシア語版）所属のヴァシーリー・アントーノフ（ロシア語版）百人隊隊長(1917年)
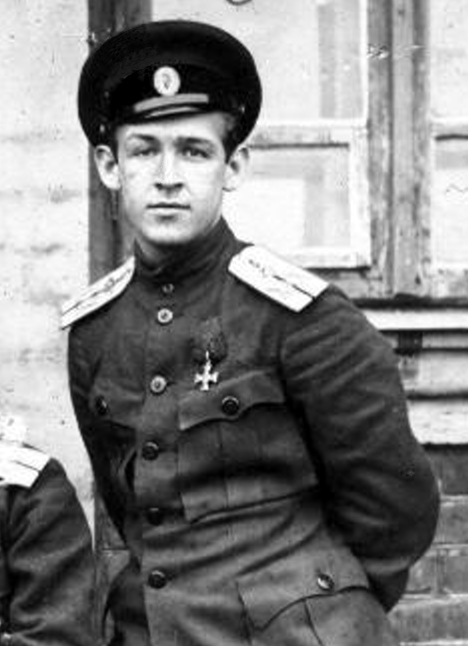
第1航空工兵中隊所属のフョードル・アレリューヒン（ロシア語版）参謀大尉(1917年)
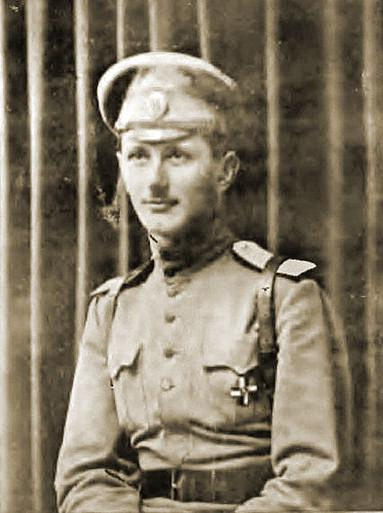
トゥーラ予備歩兵連隊所属のウラジミール・オスキルコ（ロシア語版）少尉(1917年)
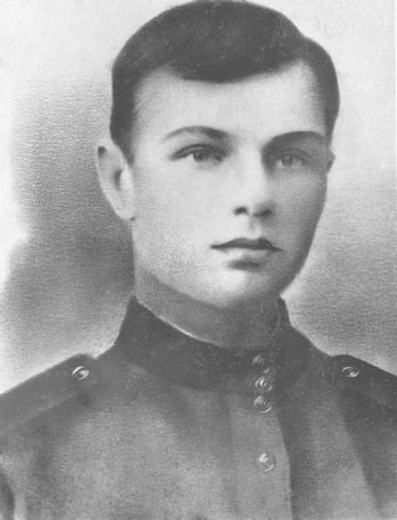
アントン・シャリー・ボガンスキー（ロシア語版）一年志願兵(1917年頃)
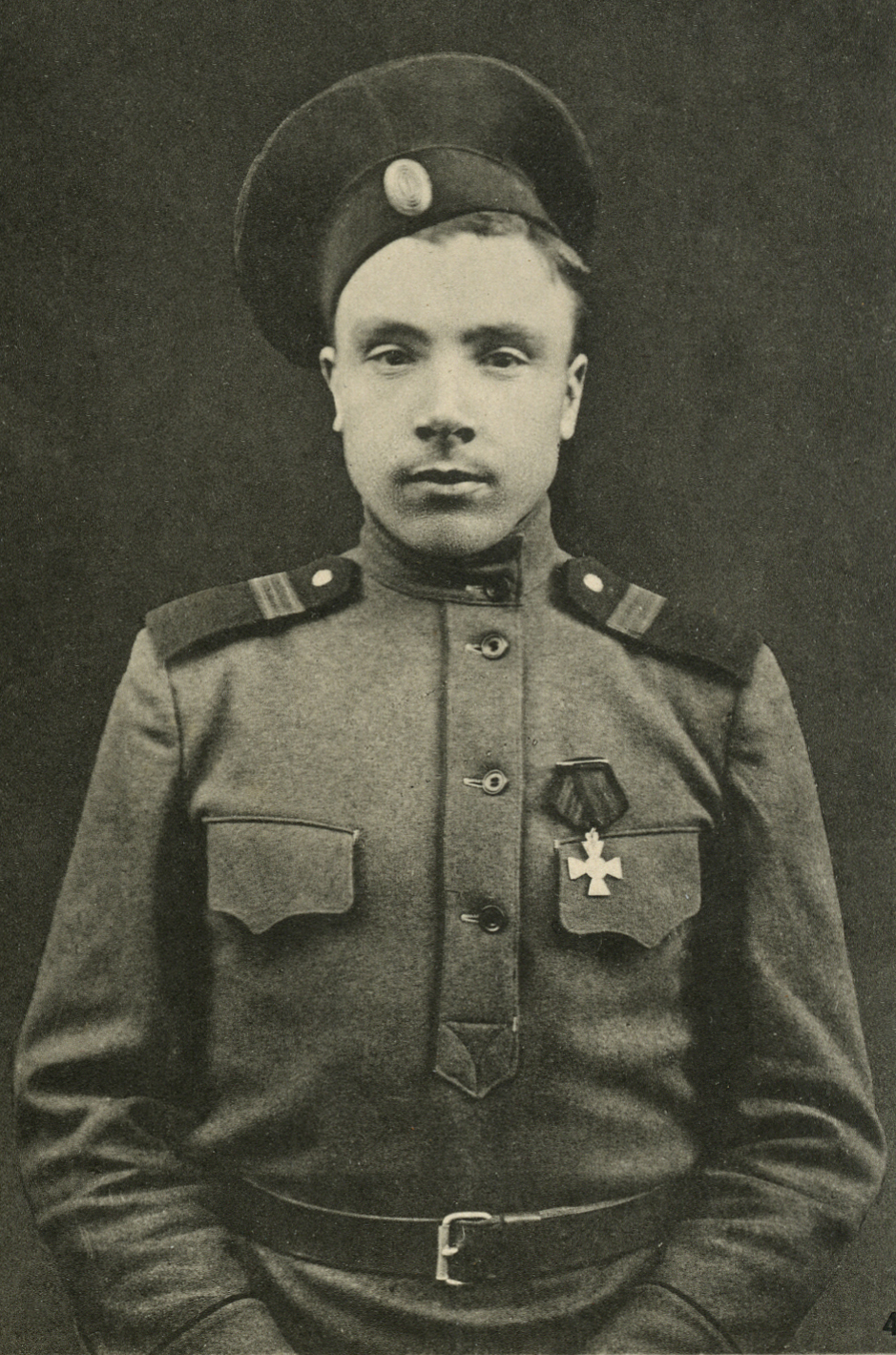
ティモフェイ・キルピチニコフ（ロシア語版）上級軍曹。ギムナスチョルカは将校に近い作り。
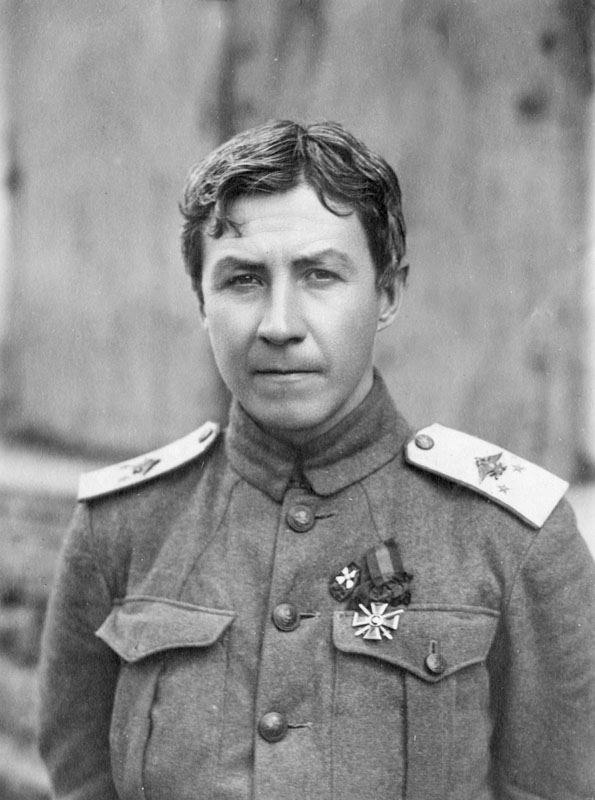
肩章に航空徽章を付けているドン陸軍（ロシア語版）航空司令官たる白軍少将ヴャチェスラフ・バラノフ（ロシア語版）(1917年〜1920年頃)
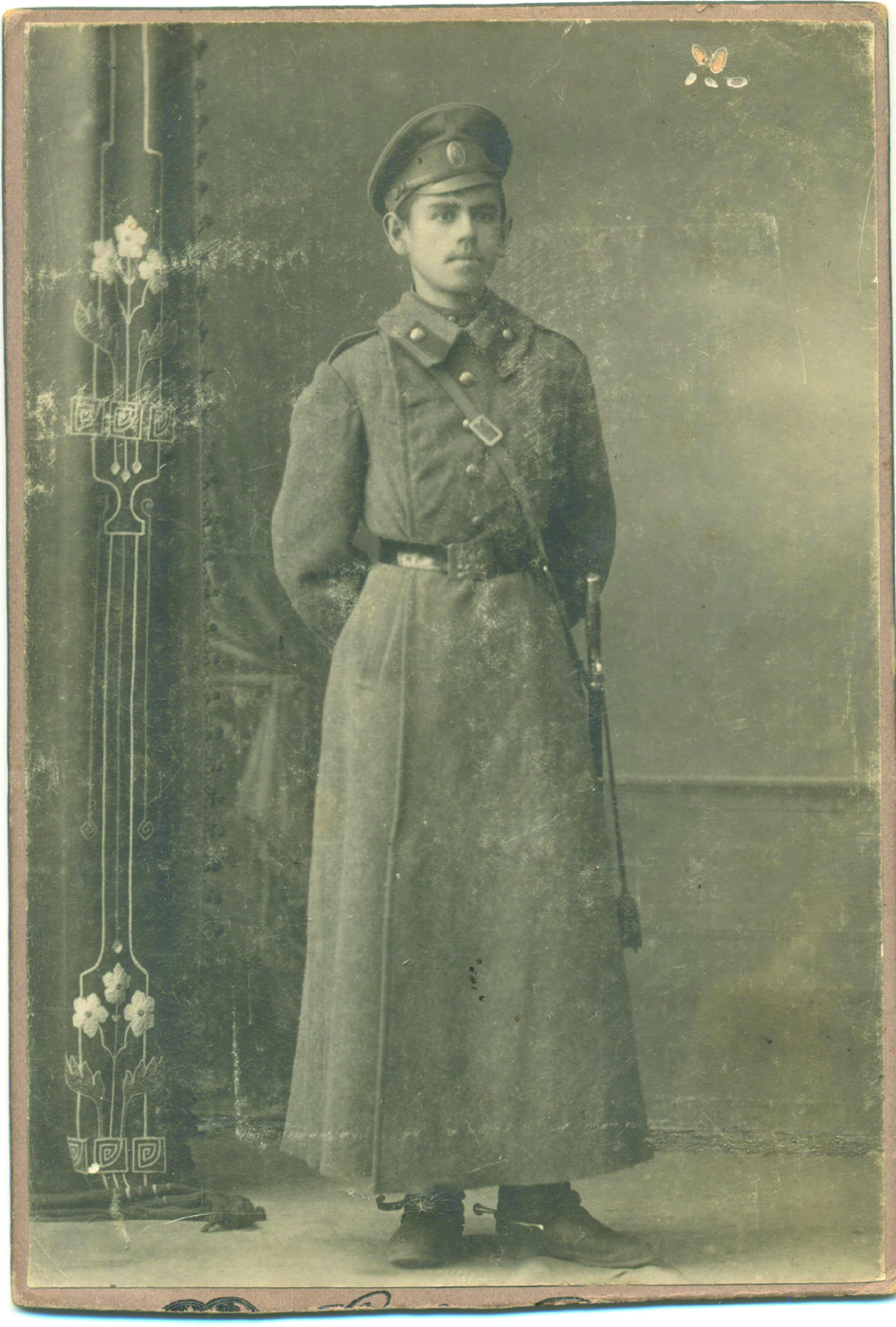
第1馬山砲兵師団 (白軍)所属のアレクサンドル・アヴァシュキン少尉(1917年〜1918年頃)
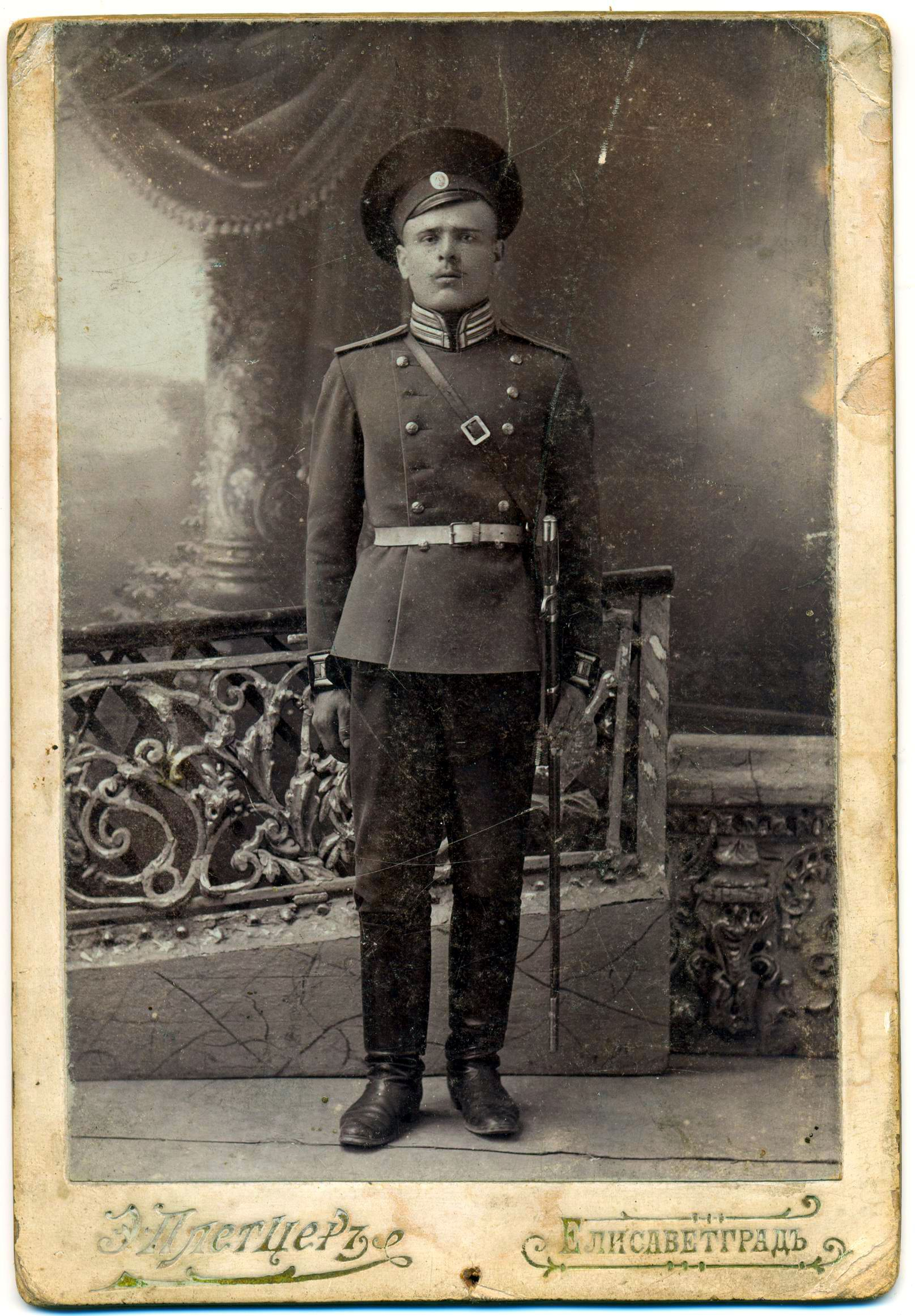
第3ザームール国境歩兵連隊所属のミコラ・ギブツ＝ボンダレンコ（ウクライナ語版）(1918年頃)
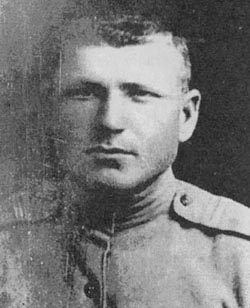
コレスニコフの乱（ロシア語版）の首謀者、イワン・コレスニコフ（ロシア語版）軍曹(1918年)
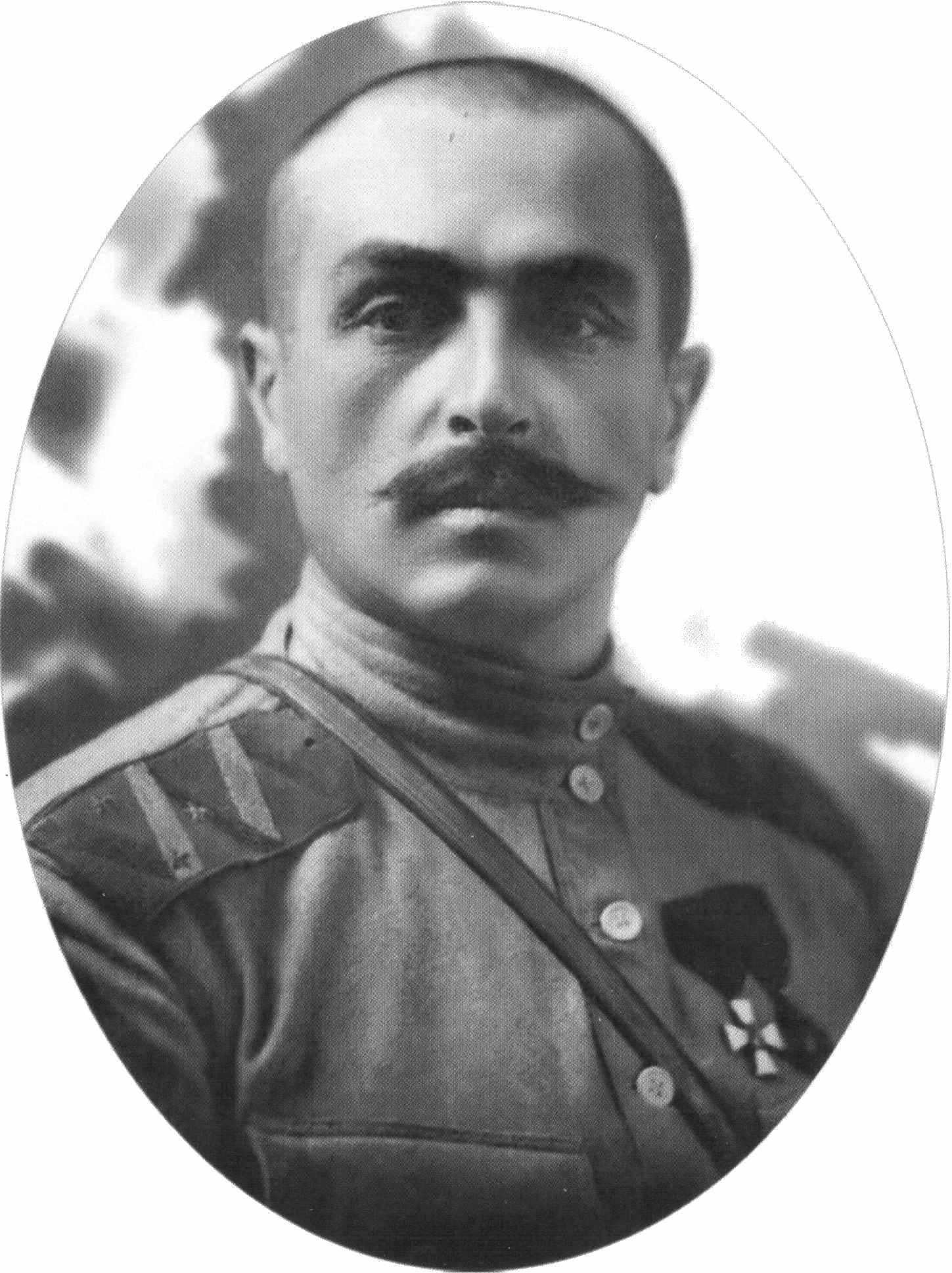
第15シベリアライフル連隊所属のウラジミール・ゴリツィン（ロシア語版）少将(1918年以前)
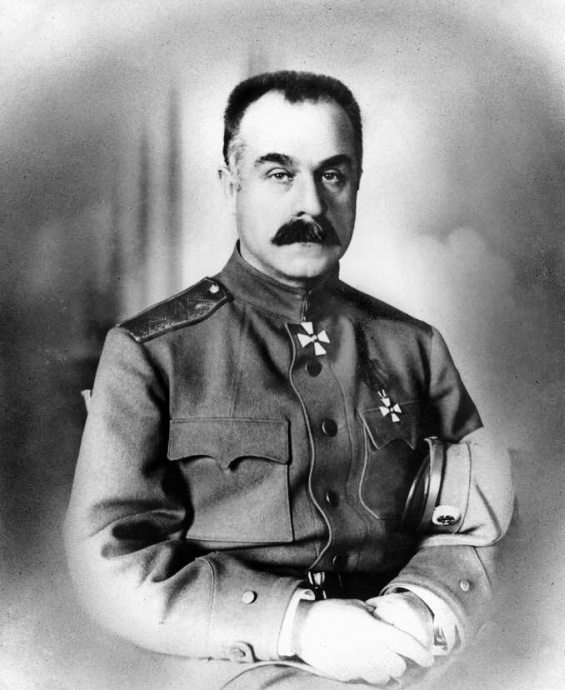
キーチェリをギムナスチョルカに近い仕立てとしている。アレクセイ・カレージン
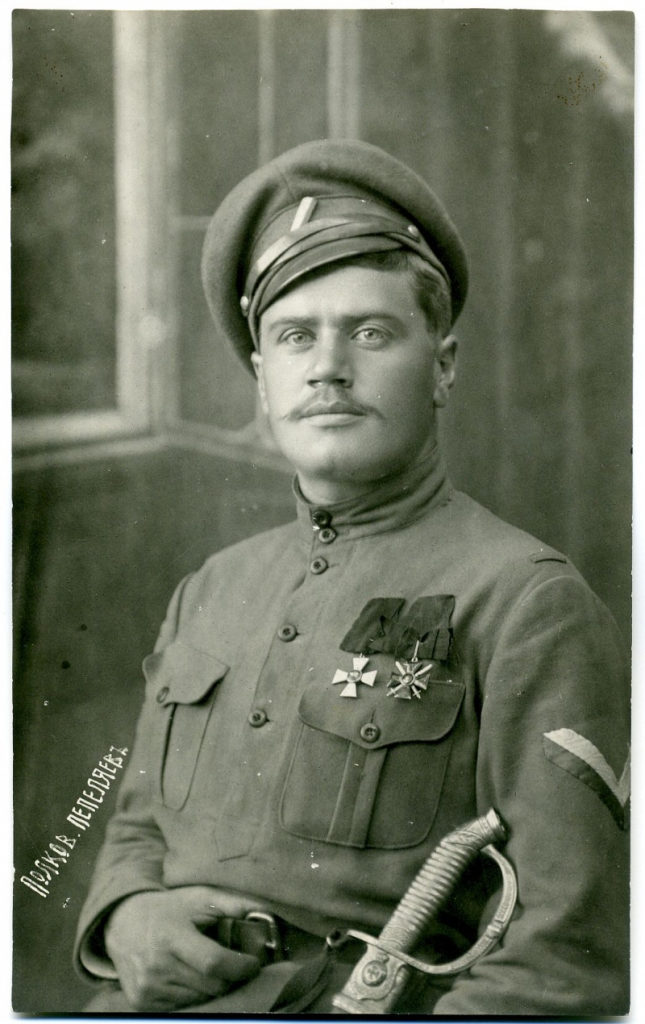
第1中央シベリア軍団（ロシア語版）所属のアナトリー・ペペリャーエフ（ロシア語版）将官(1918年)
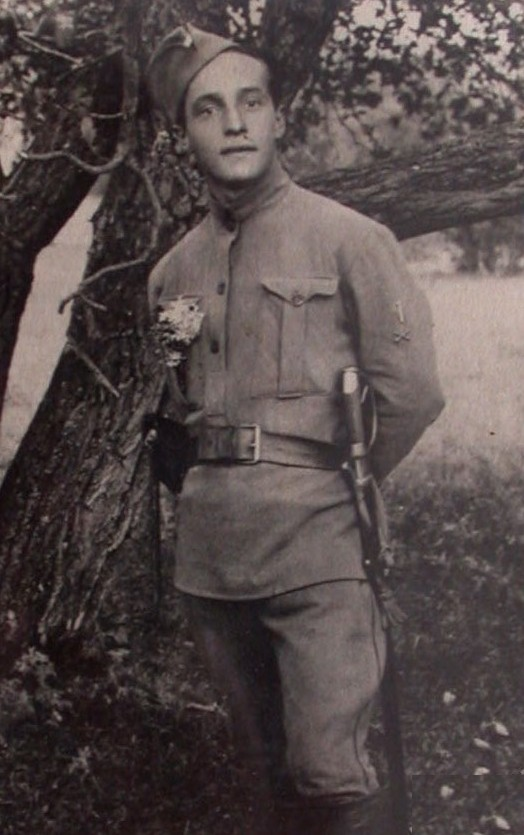
チェコ軍団所属のカレル・ネジェドリー（チェコ語版）二等兵(1918年)
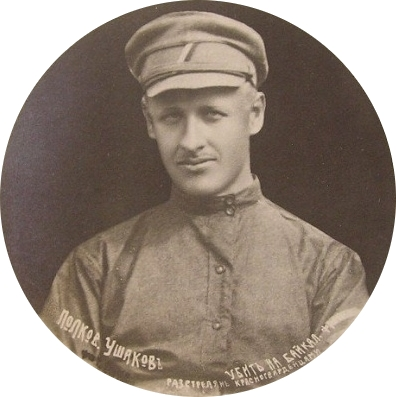
チェコ軍団所属のボリス・ウシャコフ（ロシア語版）大佐(1918年)
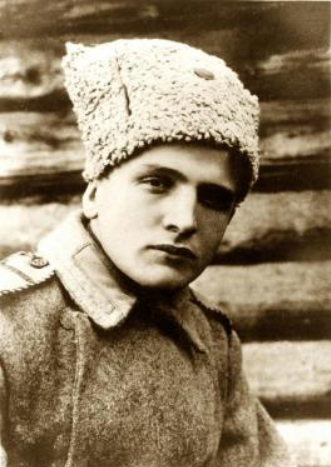
第3ヤンジシュカ歩兵連隊所属のヤロスラフ・ストロンバッハ（チェコ語版）一年志願兵(1918年)
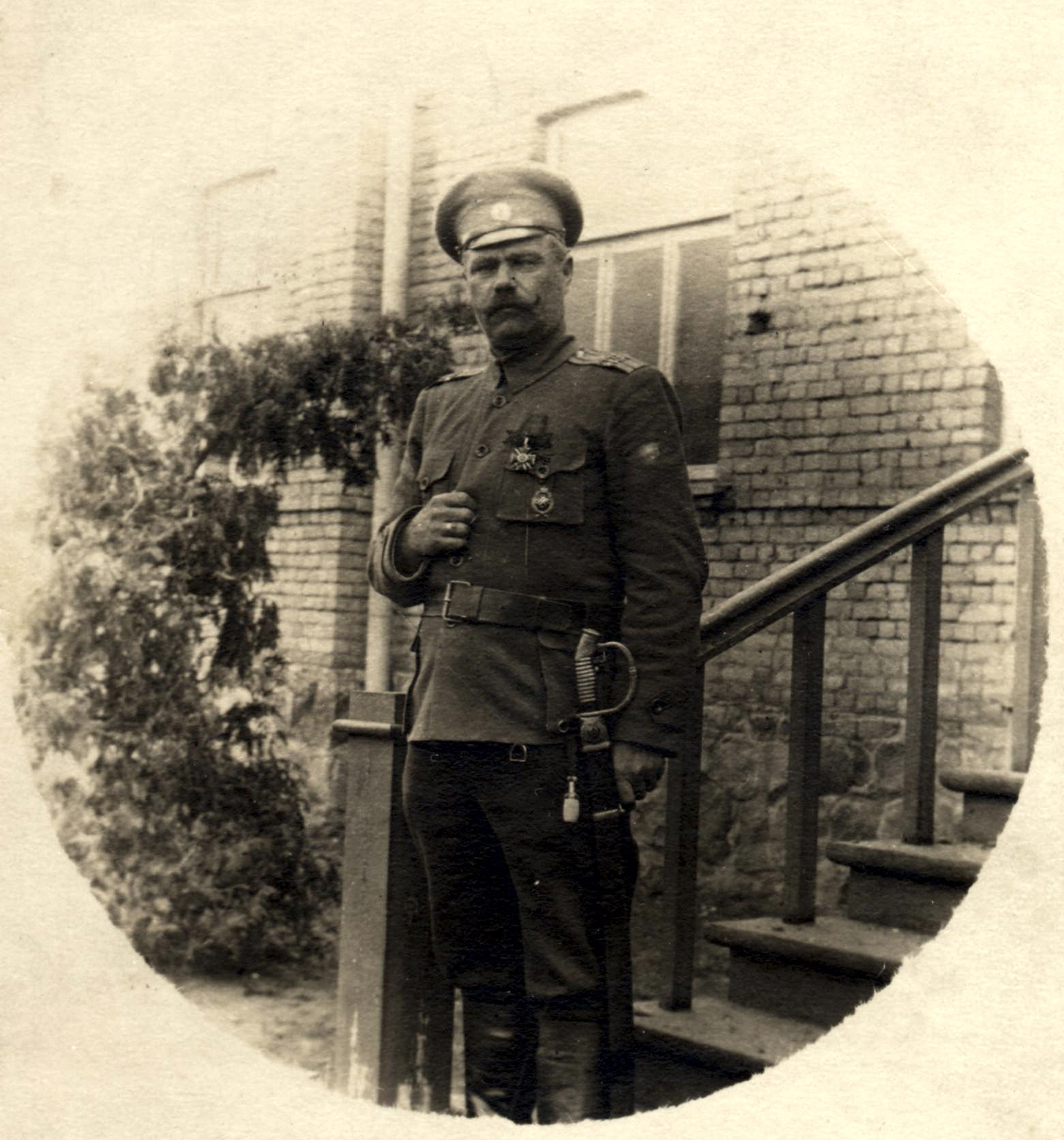
第67タルチンスキー歩兵連隊所属のピョートル・スレイヴン（英語版）大佐(1918年頃)
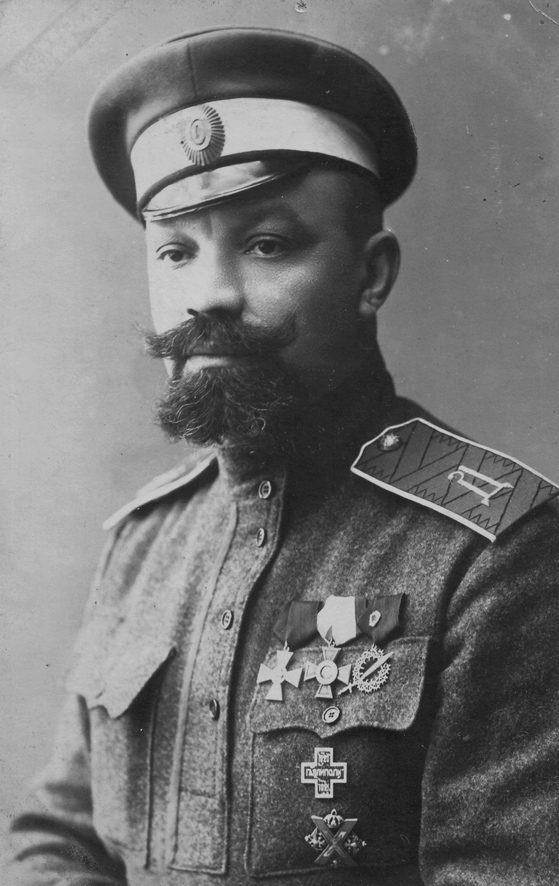
ドロズドフ軍団アレクサンドル・クテポフ将官(1918年頃)
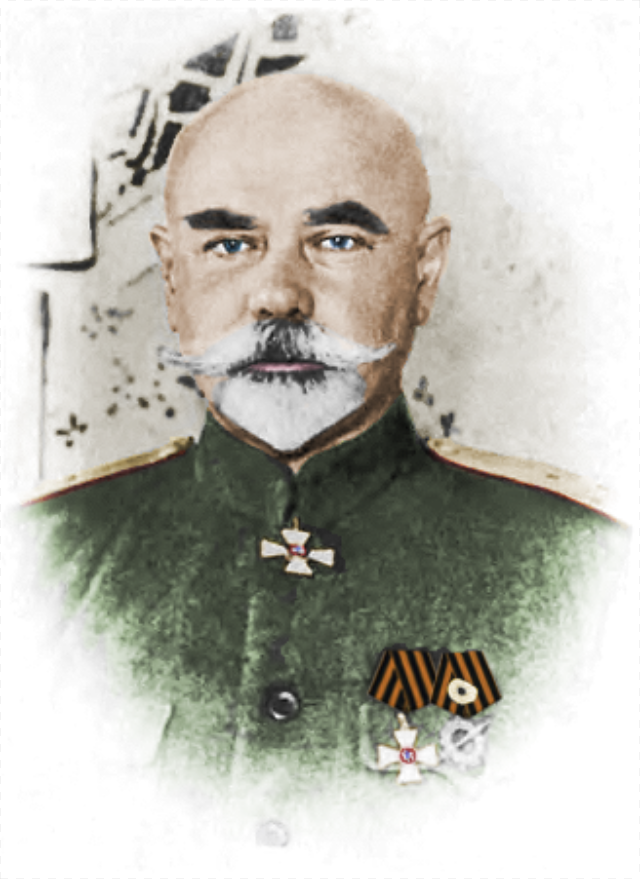
義勇軍所属時のアントーン・デニーキン少将(1918年〜1919年頃)
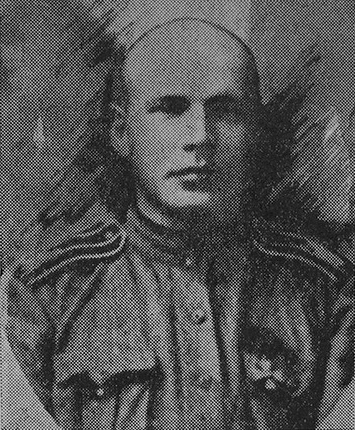
第1将校マルコム連隊所属のアレクセイ・ブラトキン（ロシア語版）大佐(1918年〜1919年頃)
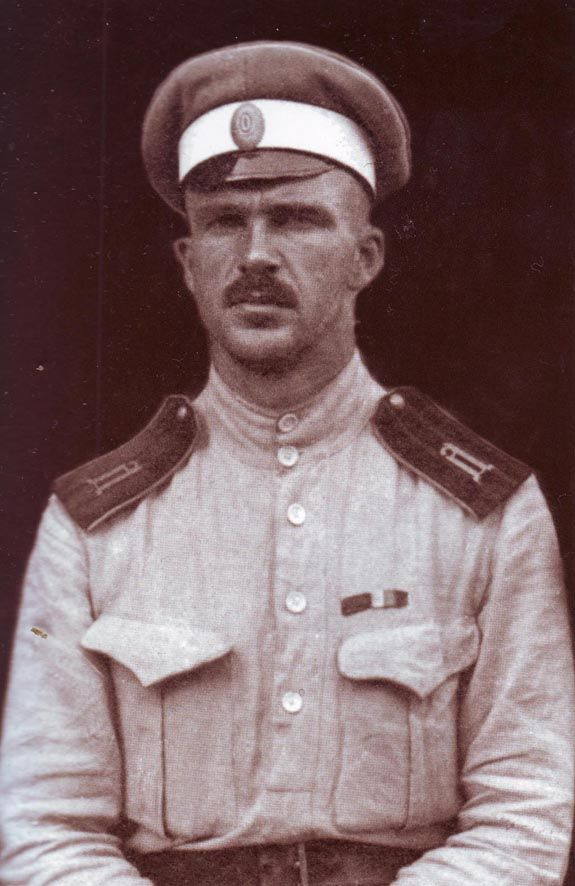
白軍将校のウラジミール・ルンメル（ロシア語版）大佐(1920年)
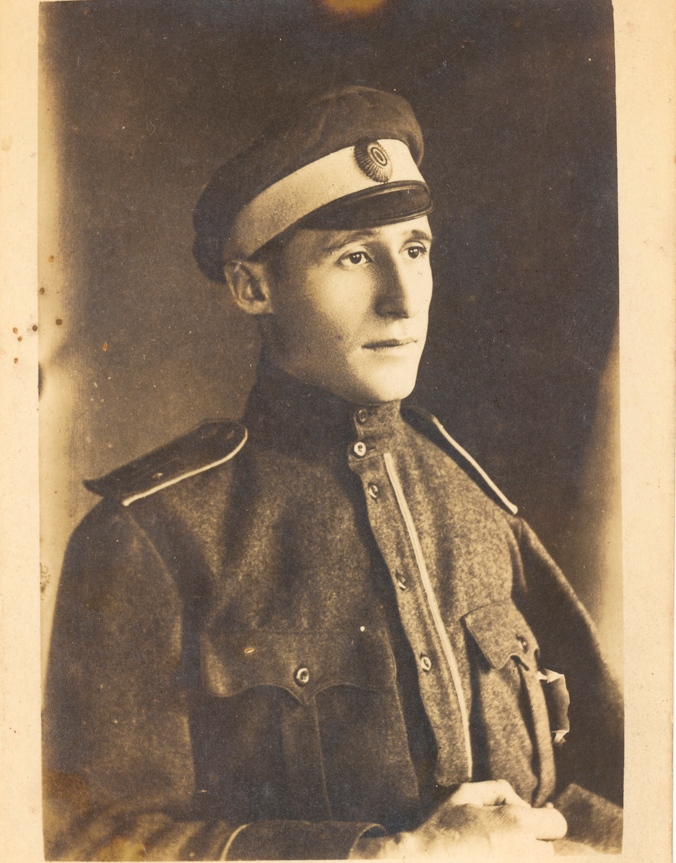
第1将校マルコム連隊（ロシア語版）所属のウラジミール・マンシュタイン（ロシア語版）少将(1921年)
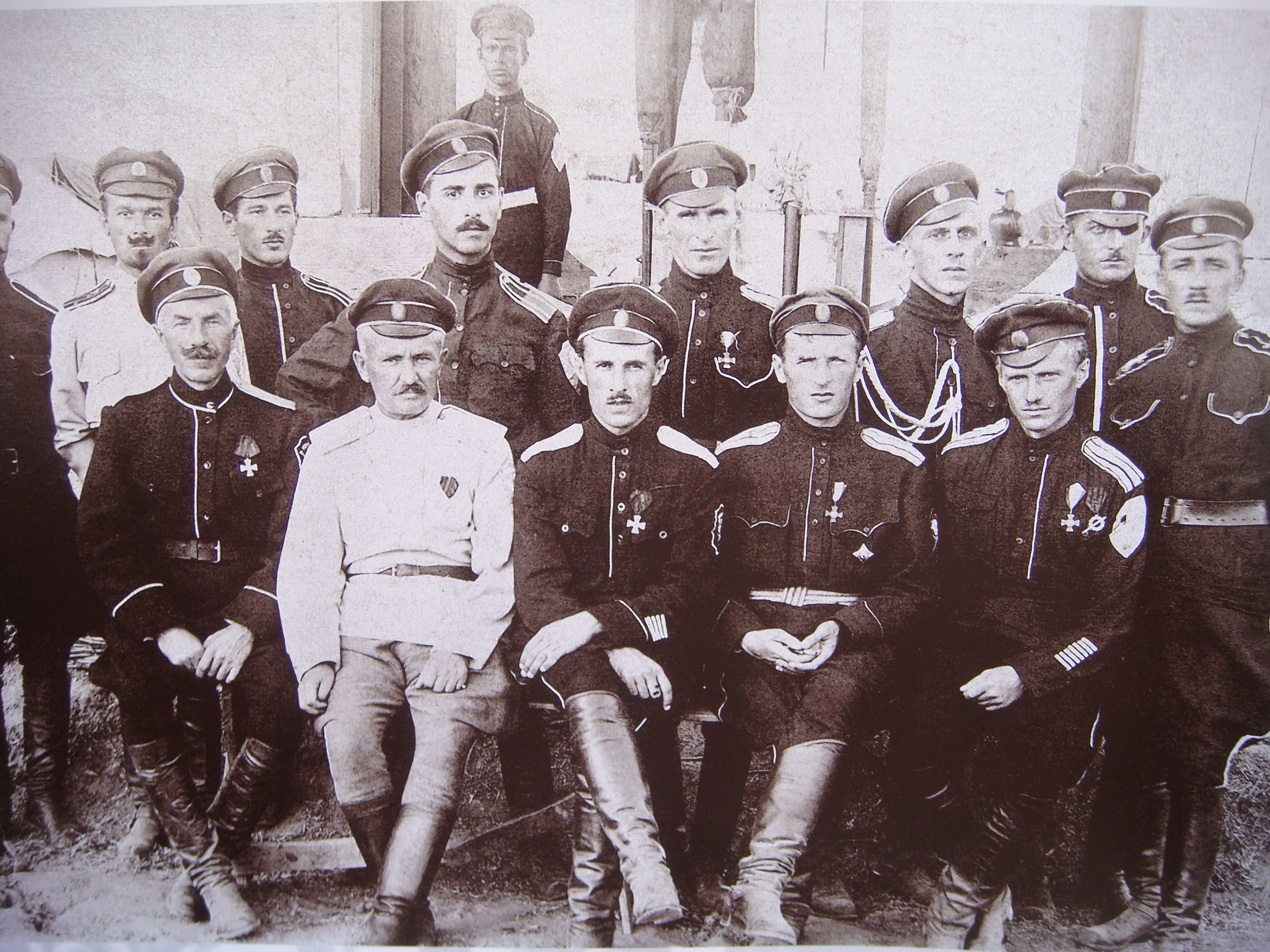
第一コルニーロフ突撃連隊（ロシア語版）の陸軍将校(1921年)
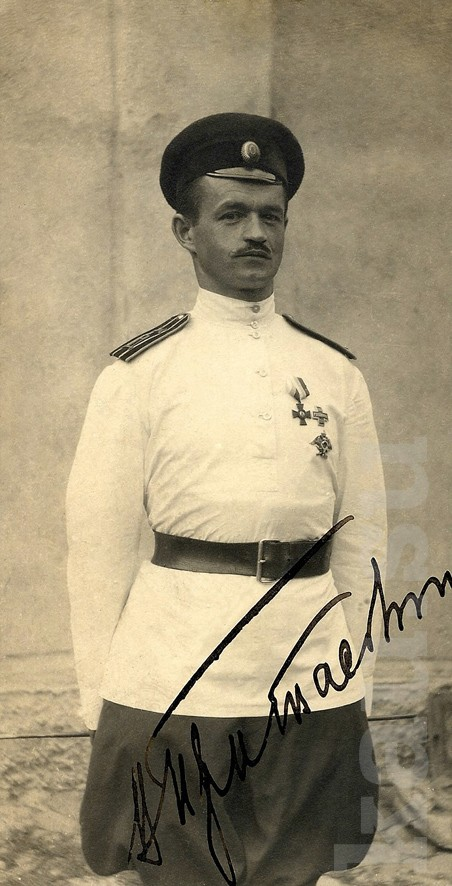
義勇軍第3師団（ロシア語版）所属のヴィクトル・プロタソヴィッチ（ロシア語版）大佐(1922年)

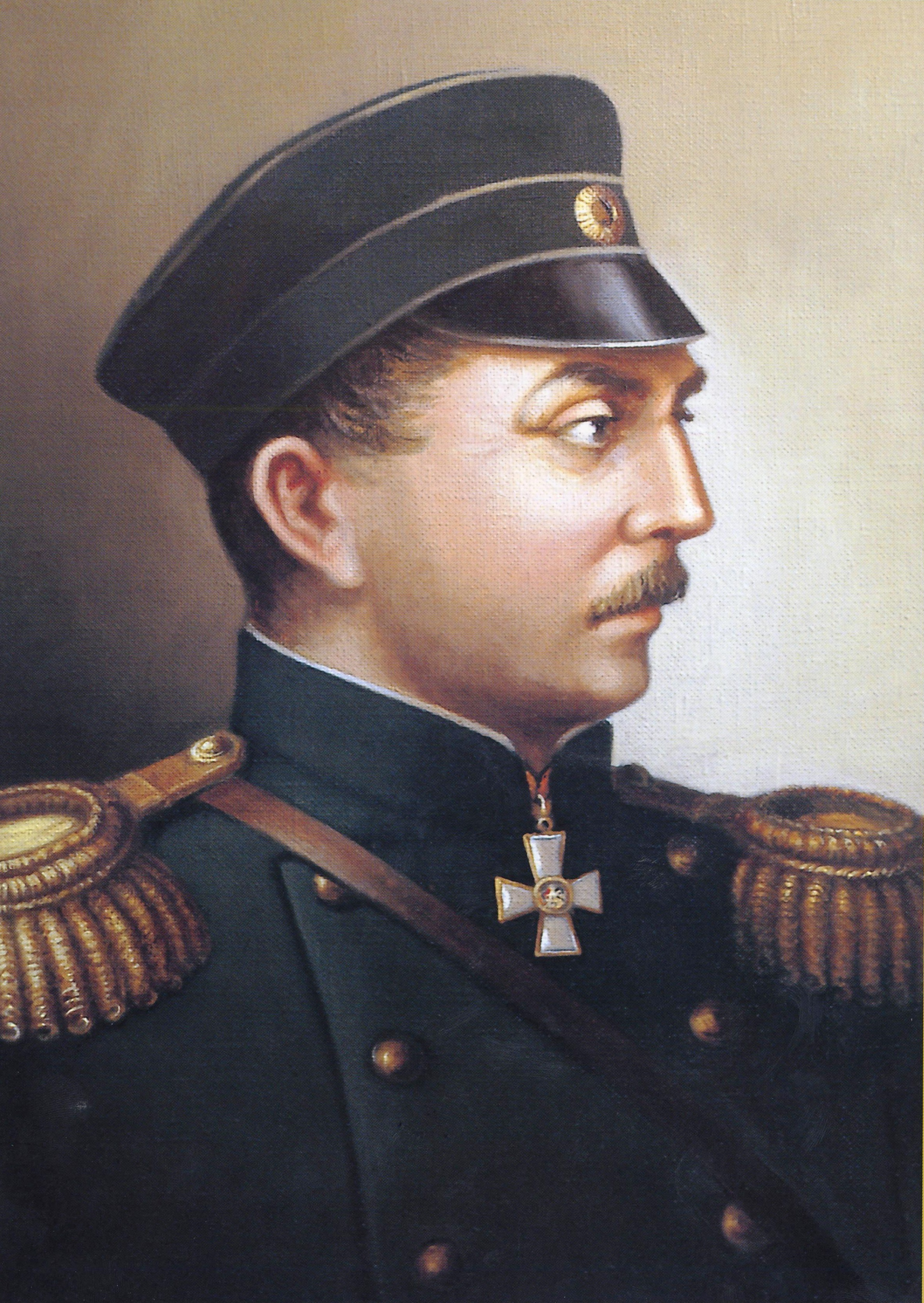
海軍提督。パーヴェル・ナヒーモフ。
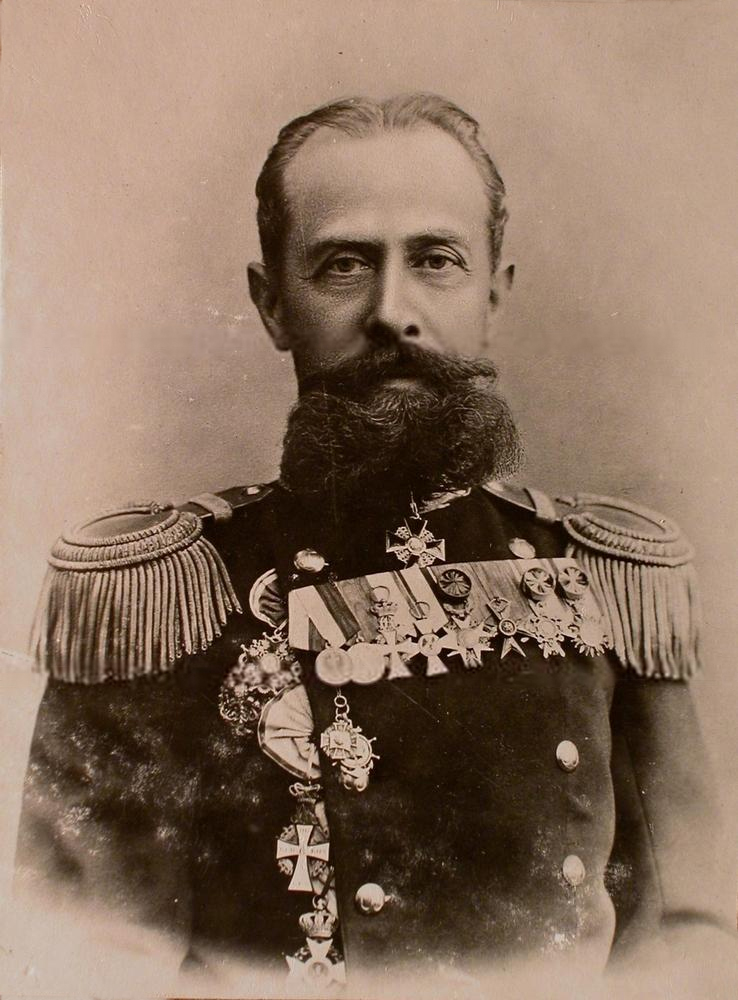
海軍大佐（ニコライ・ヤコブレフ（ロシア語版）1904年）
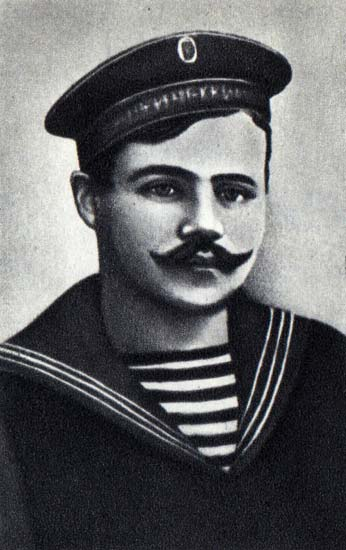
ポチョムキンの叛乱（ロシア語版）首謀者のグリゴリー・ヴァクレンチュク下士官(1905年)
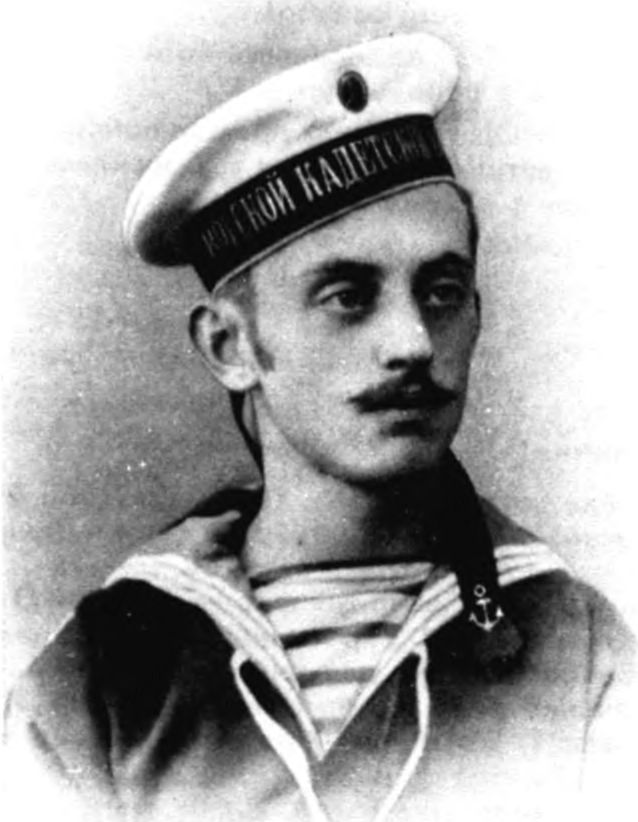
海軍士官学校卒業時のニコライ・グダン（ロシア語版）(1906年)
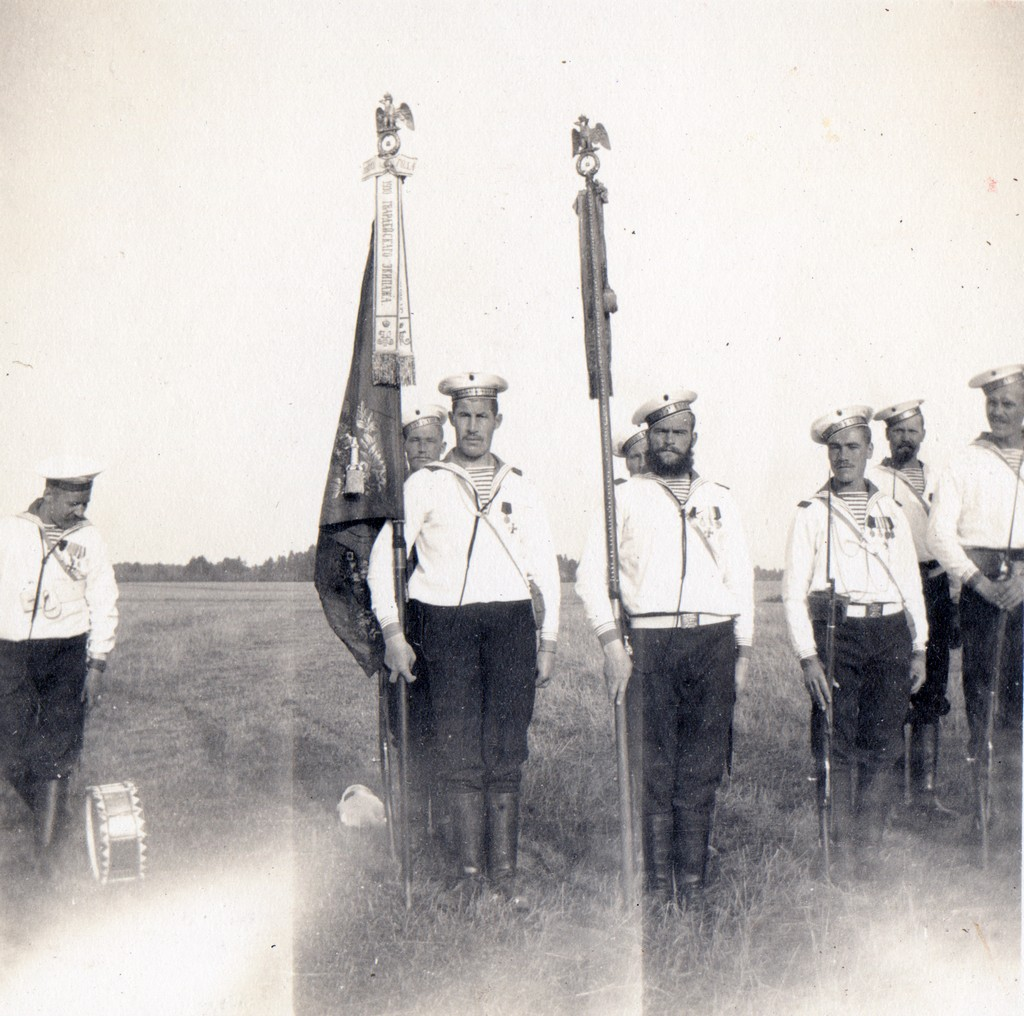
水兵夏服（1912年8月）
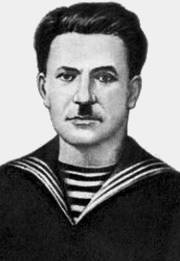
バルチック艦隊勤務時のアレクセイ・モクルソフ（ロシア語版）船員(1912年1月2日)
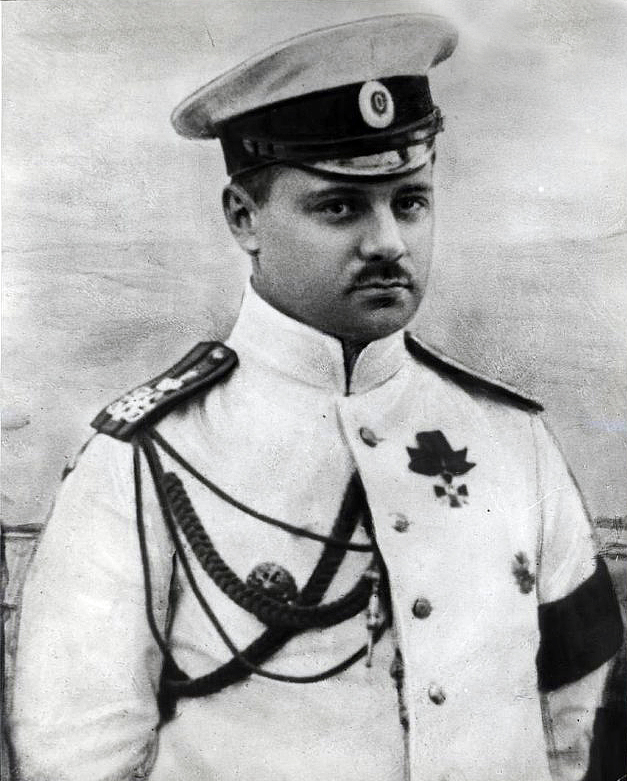
海軍将校服（夏季）の着用例（ボリス・ヴィリキツキー）
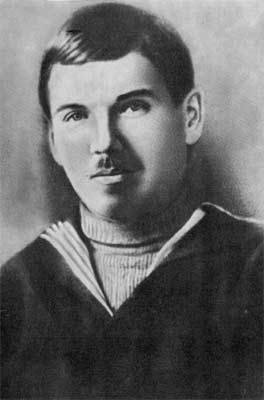
バルチック艦隊勤務時のニコライ・マルキン（ロシア語版）船員(1910年代)
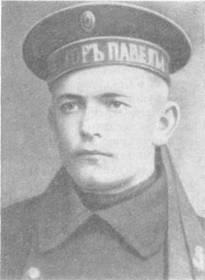
バルチック艦隊勤務時のニコライ・ホヴリン（ロシア語版）船員(1910年代)
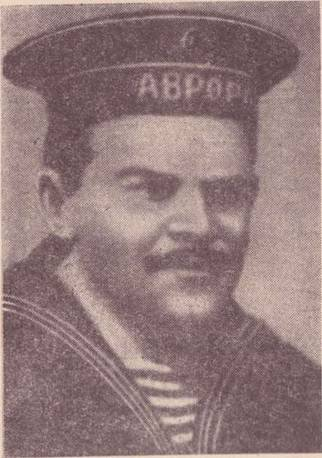
バルチック艦隊勤務時のエヴドキム・オグネフ船員(1910年代)
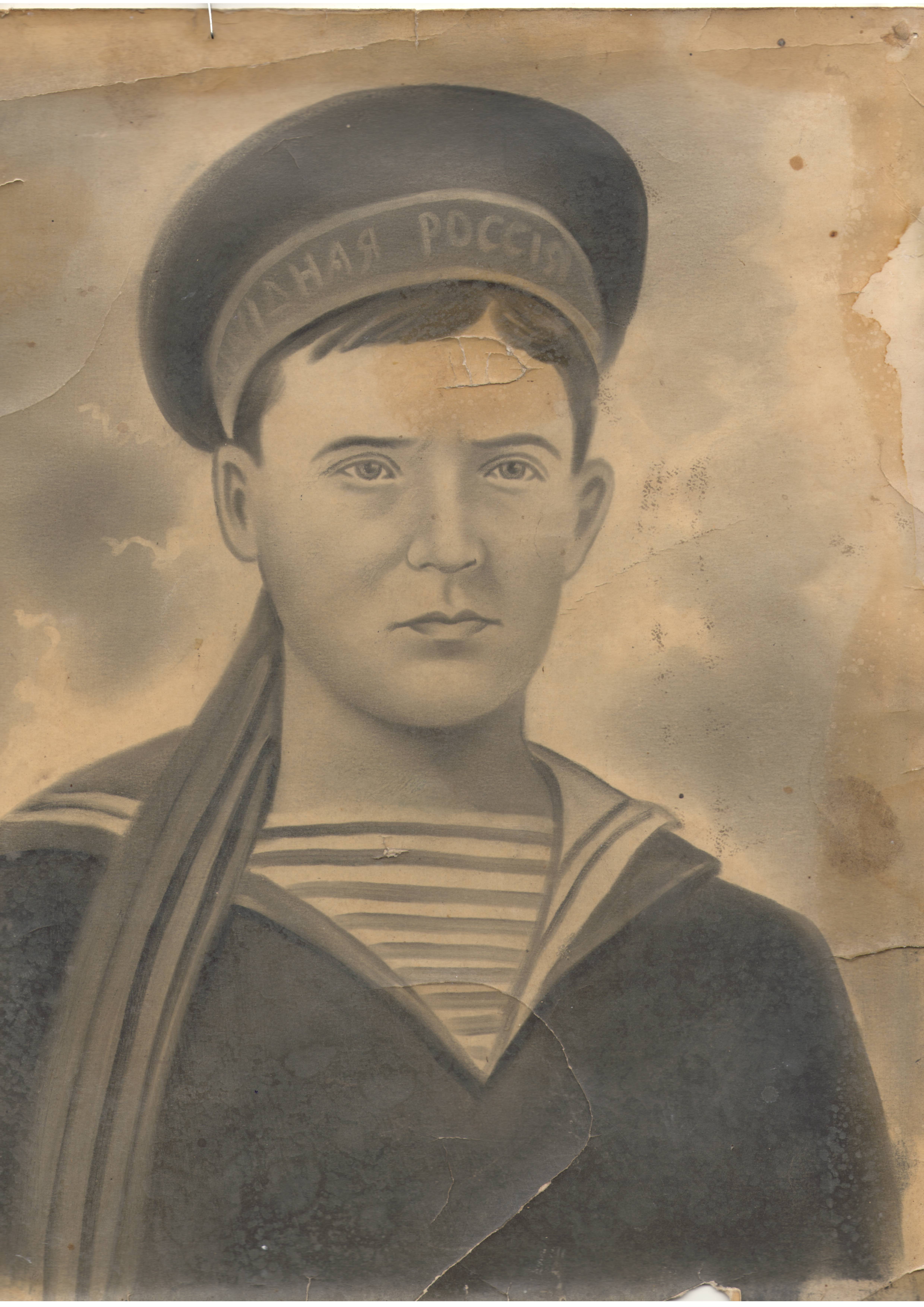
黒海艦隊勤務時のフョードル・シュクス（英語版）船員(1915年)
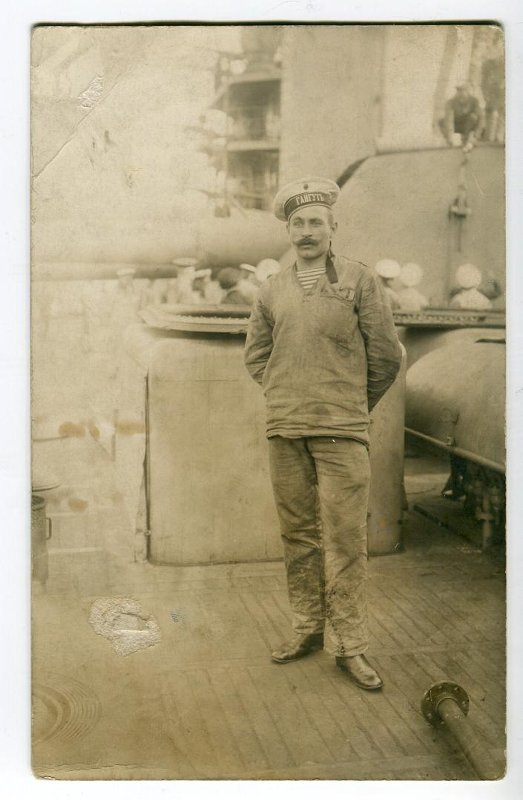
バルチック艦隊勤務時のウラジミール・ポルヒン船員(1916年)

ロシアの軍服は第一次世界大戦前から、ロシア帝国を汎スラブ主義の盟主と仰いでいた東ヨーロッパのいくつかの国の軍服に影響を与えていた。例：ブルガリア、セルビア（第一次世界大戦後ユーゴスラビア王国となる）等。それは肩章で表される階級章のパターン（後述）に最も顕著に現れている。

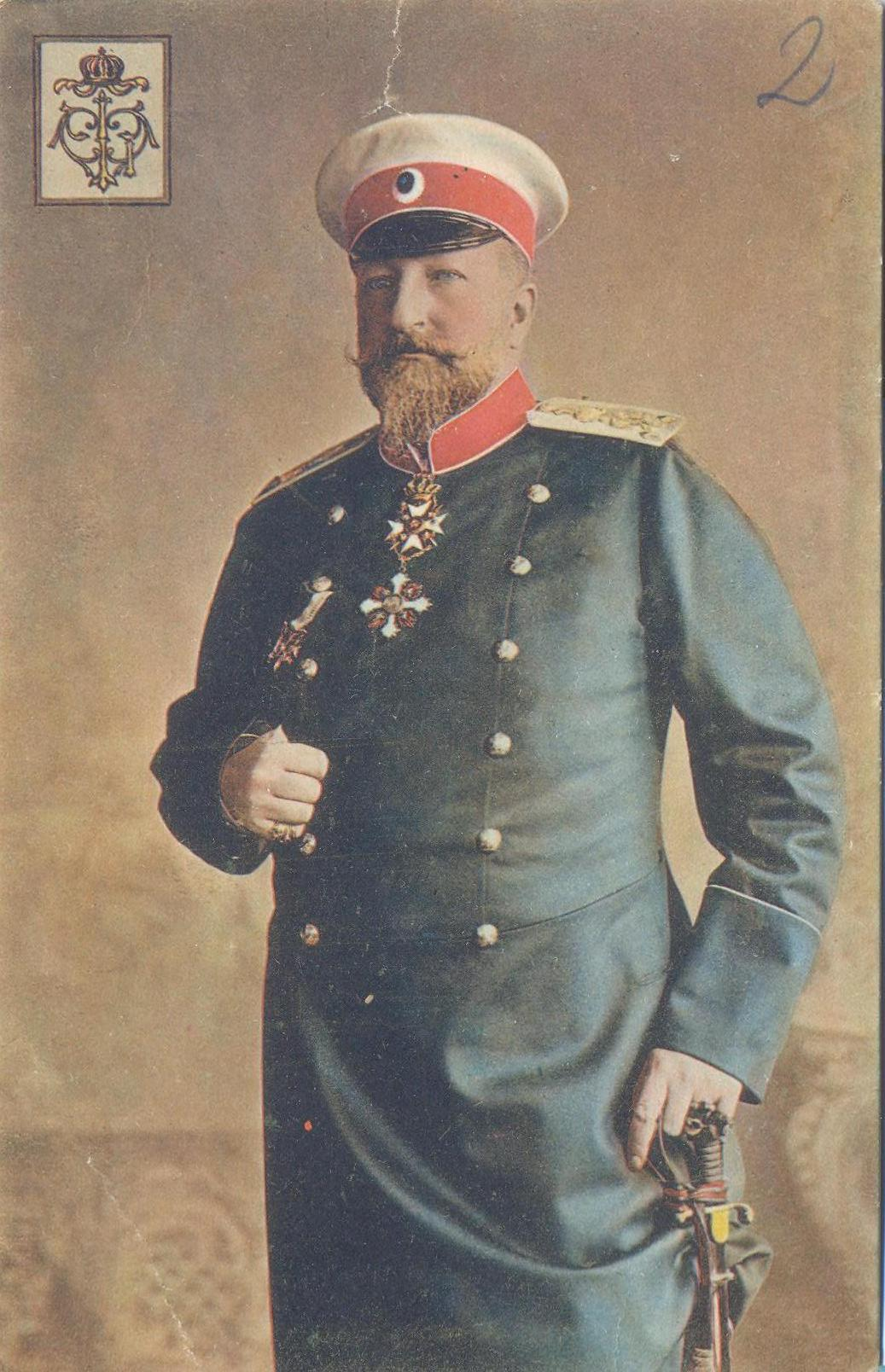
ブルガリア国王フェルディナント1世
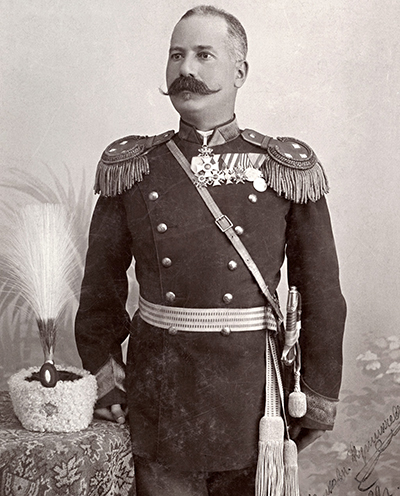
ブルガリア軍将官礼装
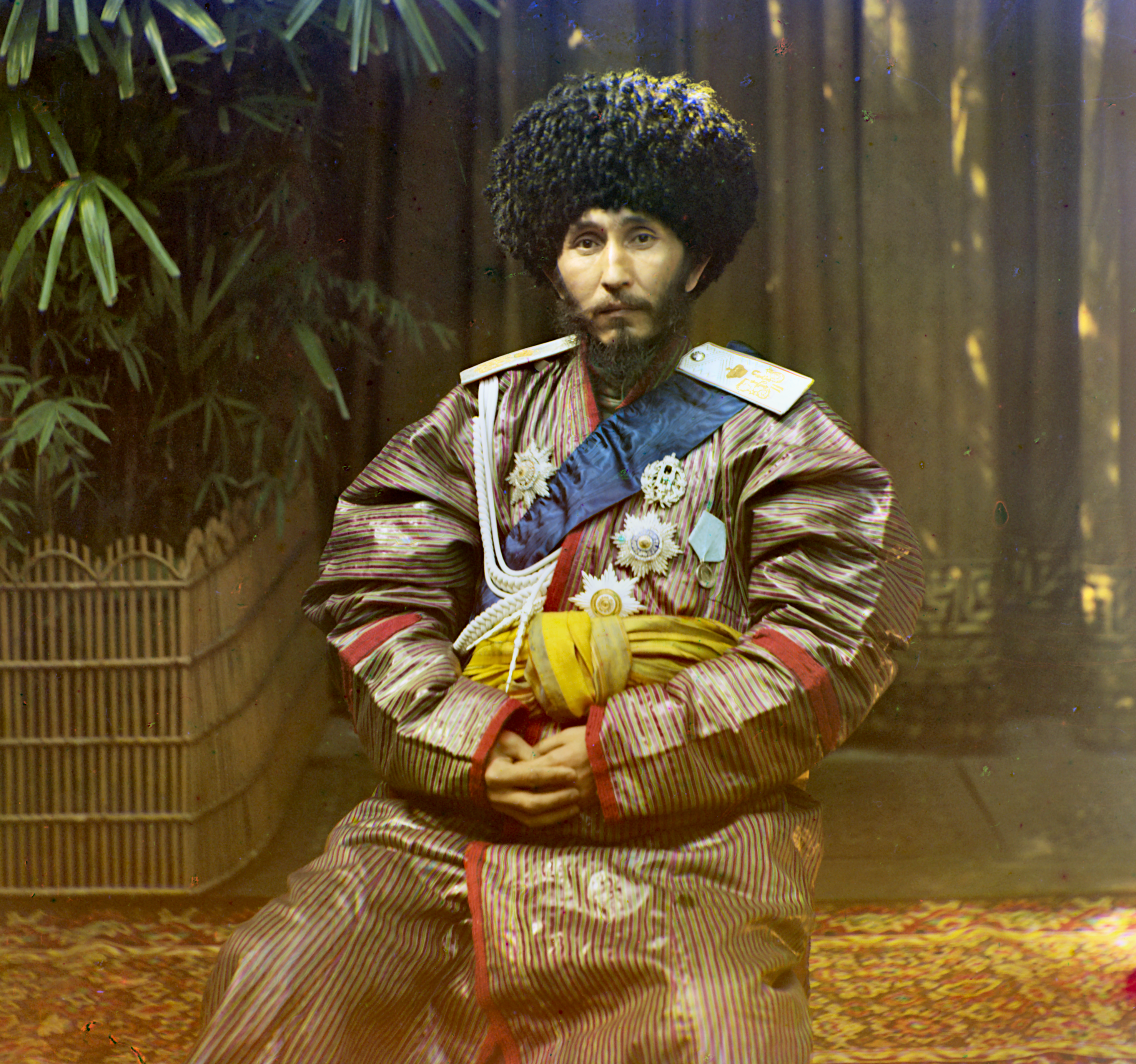
イスファンディヤル・ハン

## ソビエト連邦の軍服
だが当のロシア国内では第一次大戦中にロシア革命が発生、その結果誕生したソビエト連邦の労農赤軍（1946年に「ソビエト軍」と改称）では、軍服のデザインにおいて旧体制のイメージにつながる要素の一新が図られた。すなわち、縦長の楕円形の帽章にかわって、共産主義を象徴する赤い星に金色の鎌とハンマーを組み合わせた帽章、上着は立襟にかわって折襟、階級章は肩章にかわって襟章（台布は一部の兵科を除き陸軍は赤、空軍は空色）が用いられるようになった。一方海軍は兵・下士官は世界共通の水兵服、将校は立襟の上着、階級は袖章（金色の横線の数）で表した。多少の変更を含みながら1943年までこのパターンは続き、また各国の共産党指揮下の武装組織（中国の紅軍やユーゴスラビアのパルチザン、国家の軍隊としてはモンゴル人民共和国）の軍服にも影響を与えた。

### 革命直後～内戦期

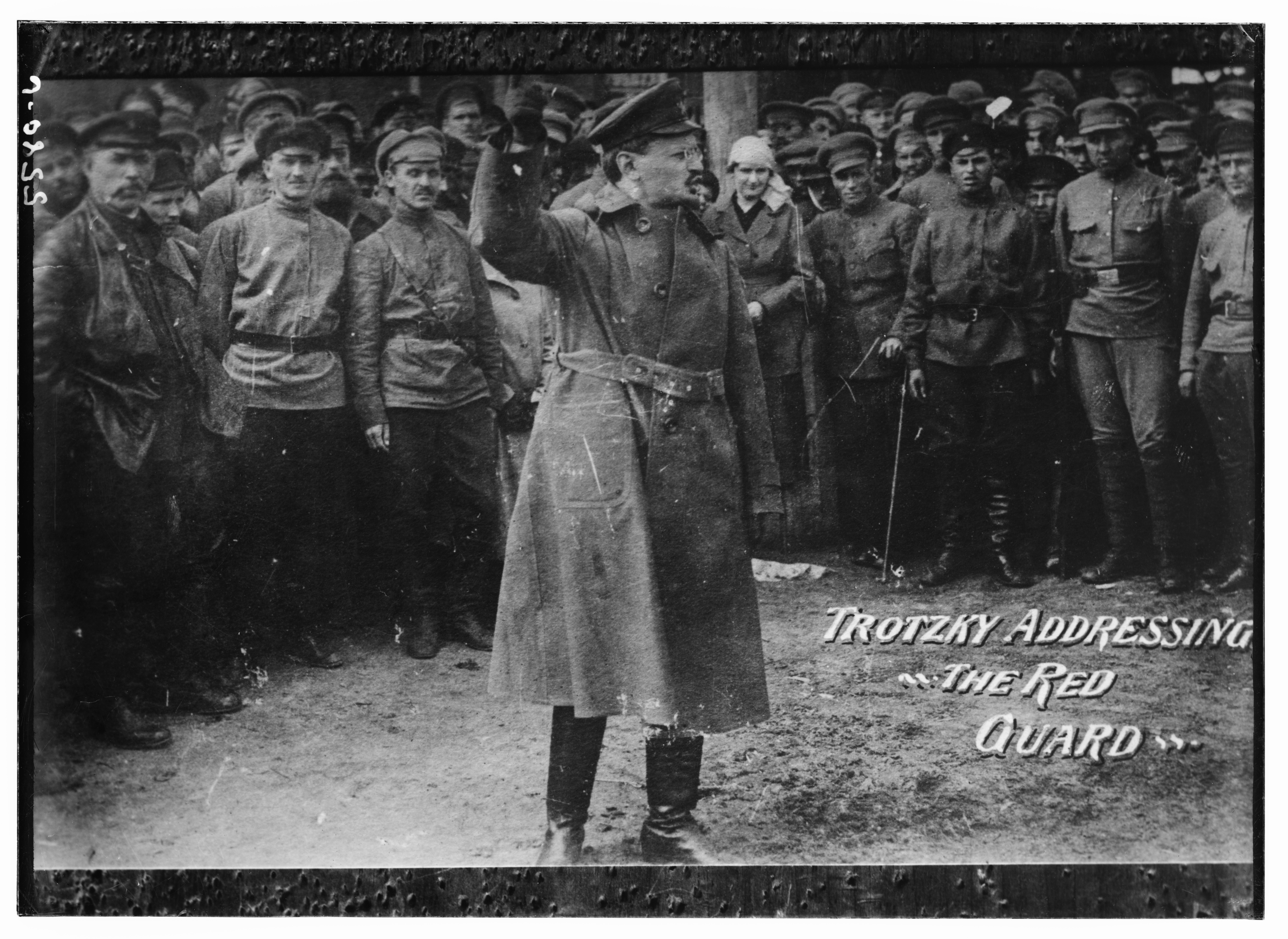
赤衛軍を鼓舞するトロツキー。赤衛軍兵士らは帝政期のギムナスチョルカを着用（1918年）
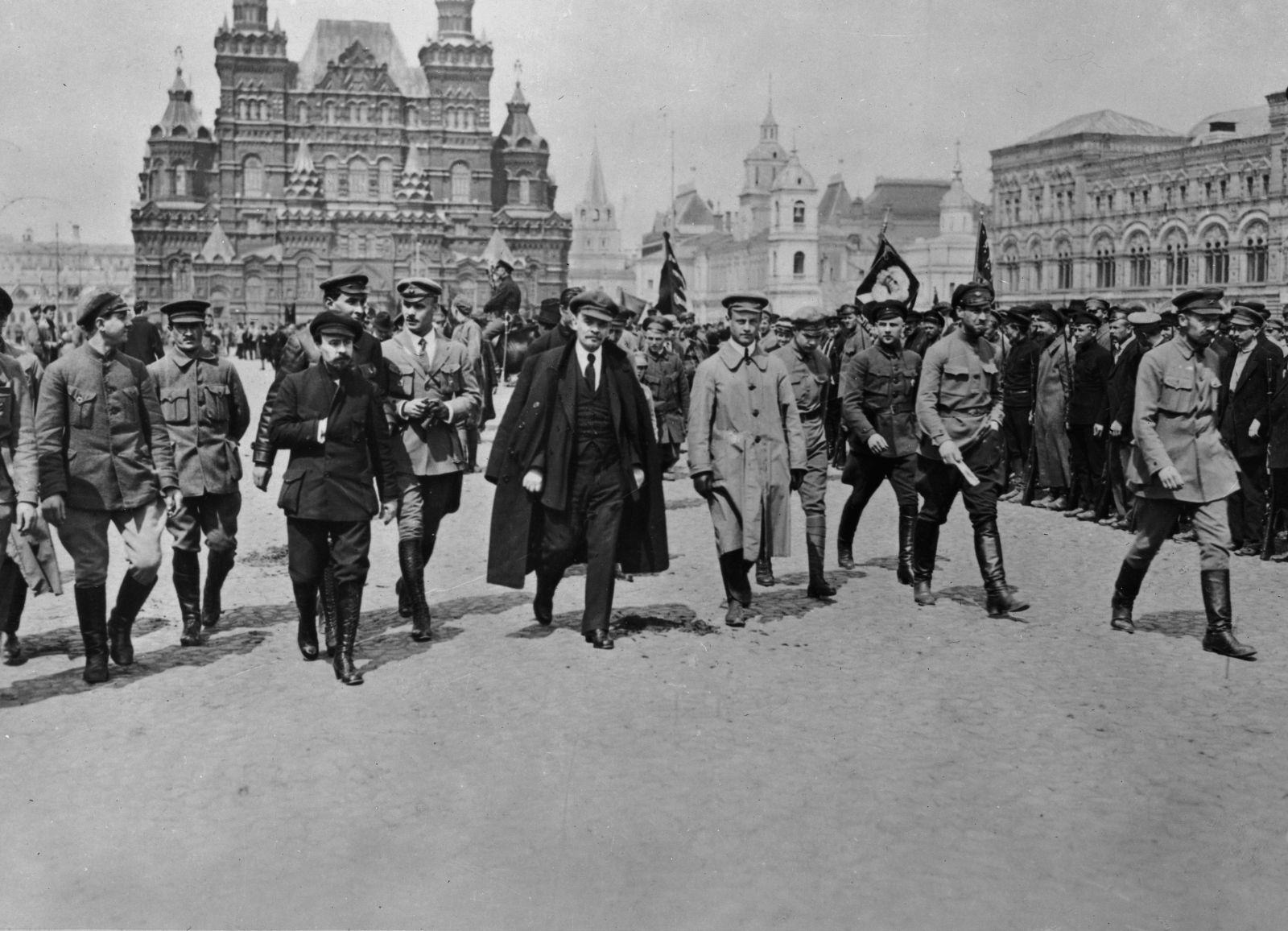
赤軍部隊を観閲するレーニン。指揮官らはフレンチ型や背広型など雑多（1919年5月）
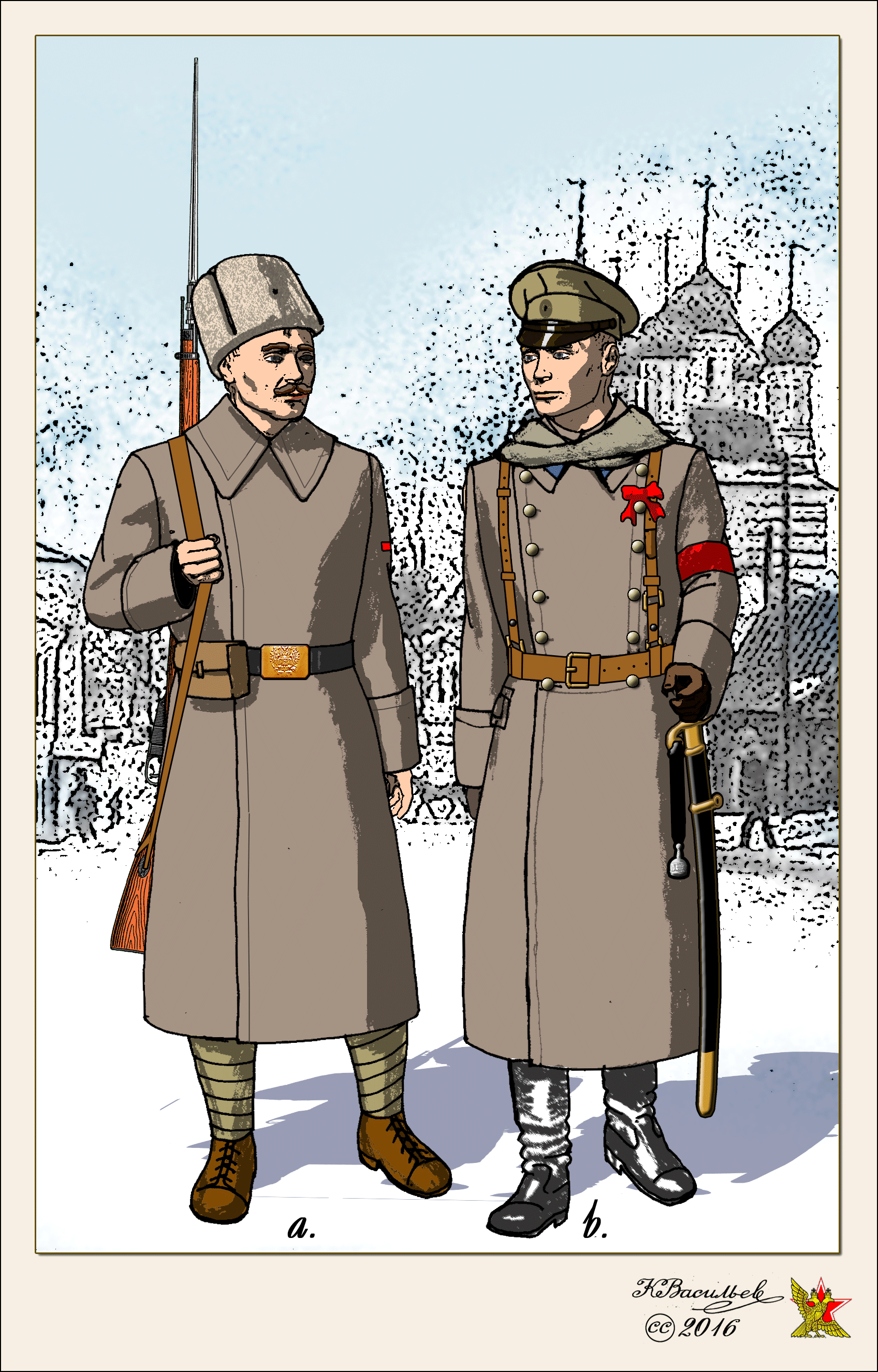
第1コストマ軍事革命支隊（ロシア語版）の軍装
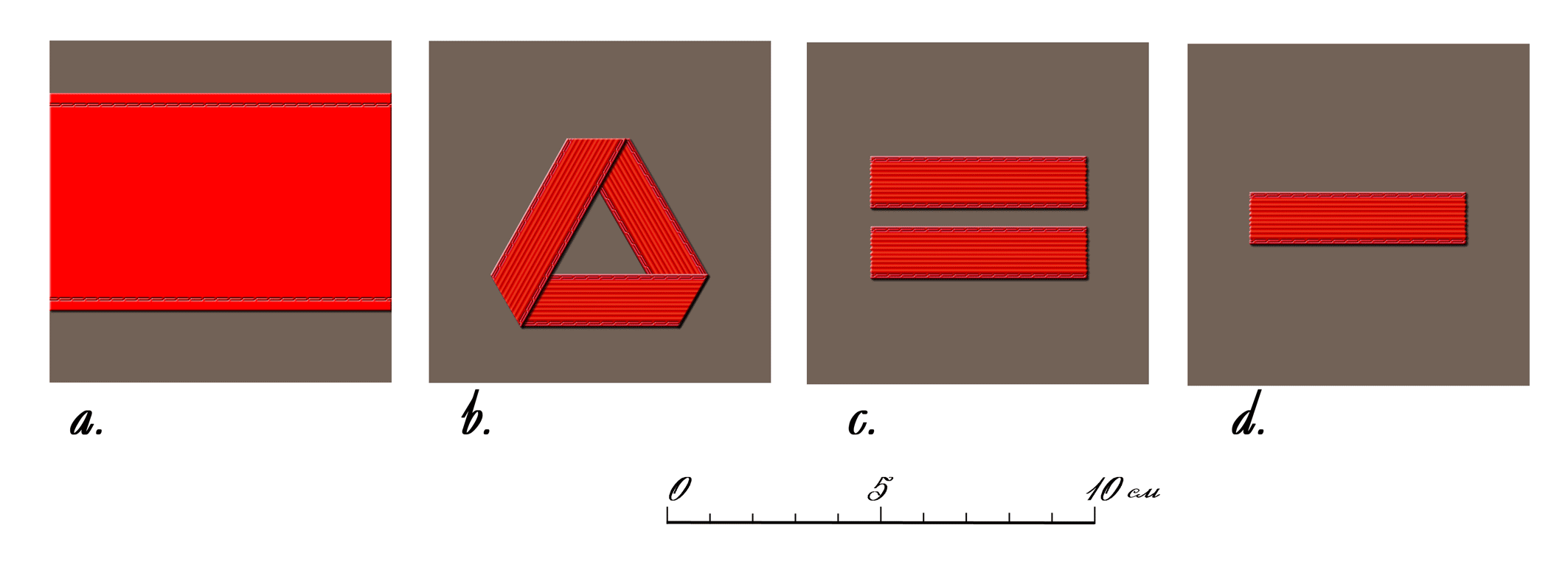
第1コストマ軍事革命支隊階級章
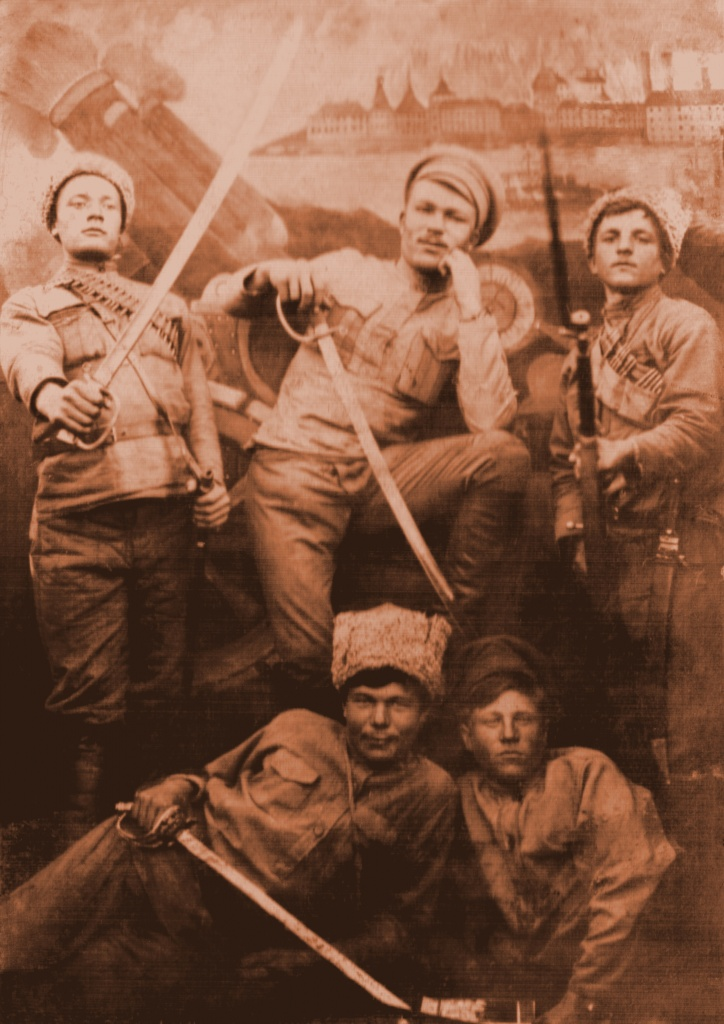
1918年頃の赤軍兵士(上左の人物がセルゲイ・モジャエフ)

1919年 / 1922年制式
革命後の赤軍は、しばらくは階級徽章一切を取り外した帝政期の軍服や鹵獲した海外干渉軍の被服を使用した。中でも英軍戦闘服は好まれ、それを模倣したもの（ジョン・フレンチから「フレンチ」と呼称されていた）も多く作られた。1918年の4月に帽章が制定され、1919年の革命軍事評議会第116号指令にてシェレム（ブロードのヘルメットの意、俗称ブジョノフカ、セミョーン・ブジョーンヌイに由来する）と呼ばれる帽子とルバーハ（ギムナスチョルカ）、カフタン（外套、のち帝政期呼称のシネーリに戻す）が制定された。ルバーハは詰襟で、正面合わせには騎兵の肋骨服のような装飾が配され、階級に相当する役職章を袖に示した。帽章と肋骨は兵科によって塗り分けられていた。歩兵は赤、工兵は黒、砲兵は橙、航空兵は水色、騎兵は青、国境警備隊は緑である。1922年に量産化のため折襟に変更などの改正がなされたが、鮮やかな襟の装飾は現代戦では不適当であるとのことから、1924年にフレンチ型に変更された。しかしブジョノフカはのちのピロートカに取って代わられるまで長らく使用され、冬戦争でもブジョノフカを使用していた兵士がいた事が鹵獲品から確認できる。

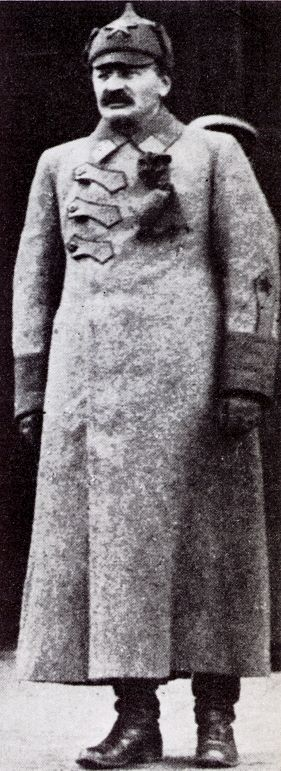
創設当初の赤軍の軍服を着たトロツキー（1919年）
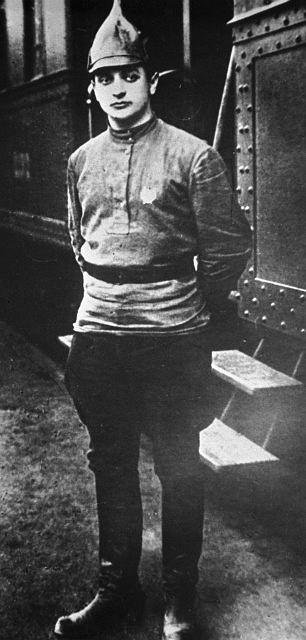
1920年のミハイル・トゥハチェフスキー
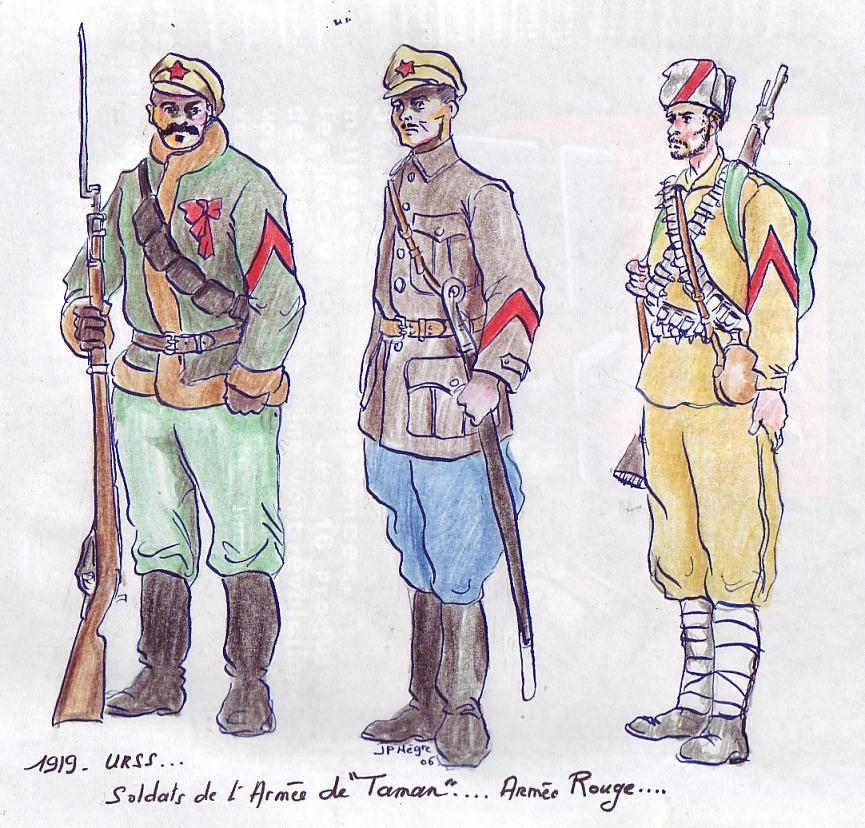
タマン赤軍兵士（1919年）
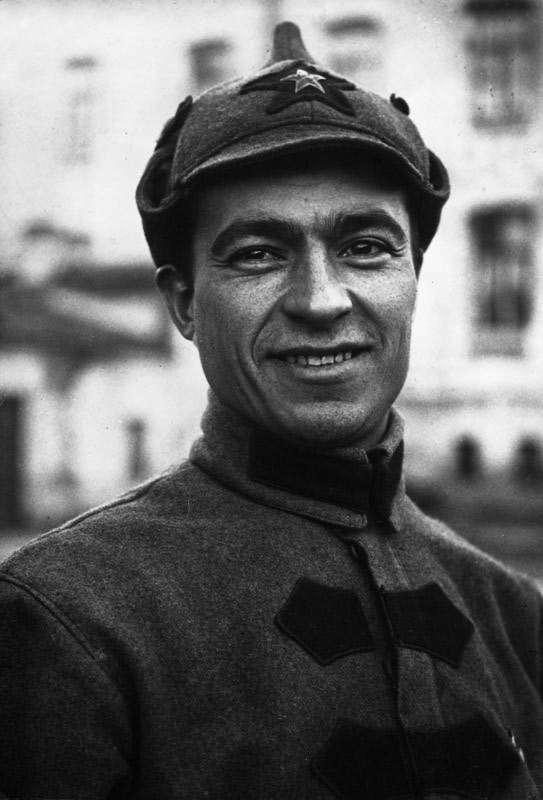
ブジョノフカを被った兵士（1926年）
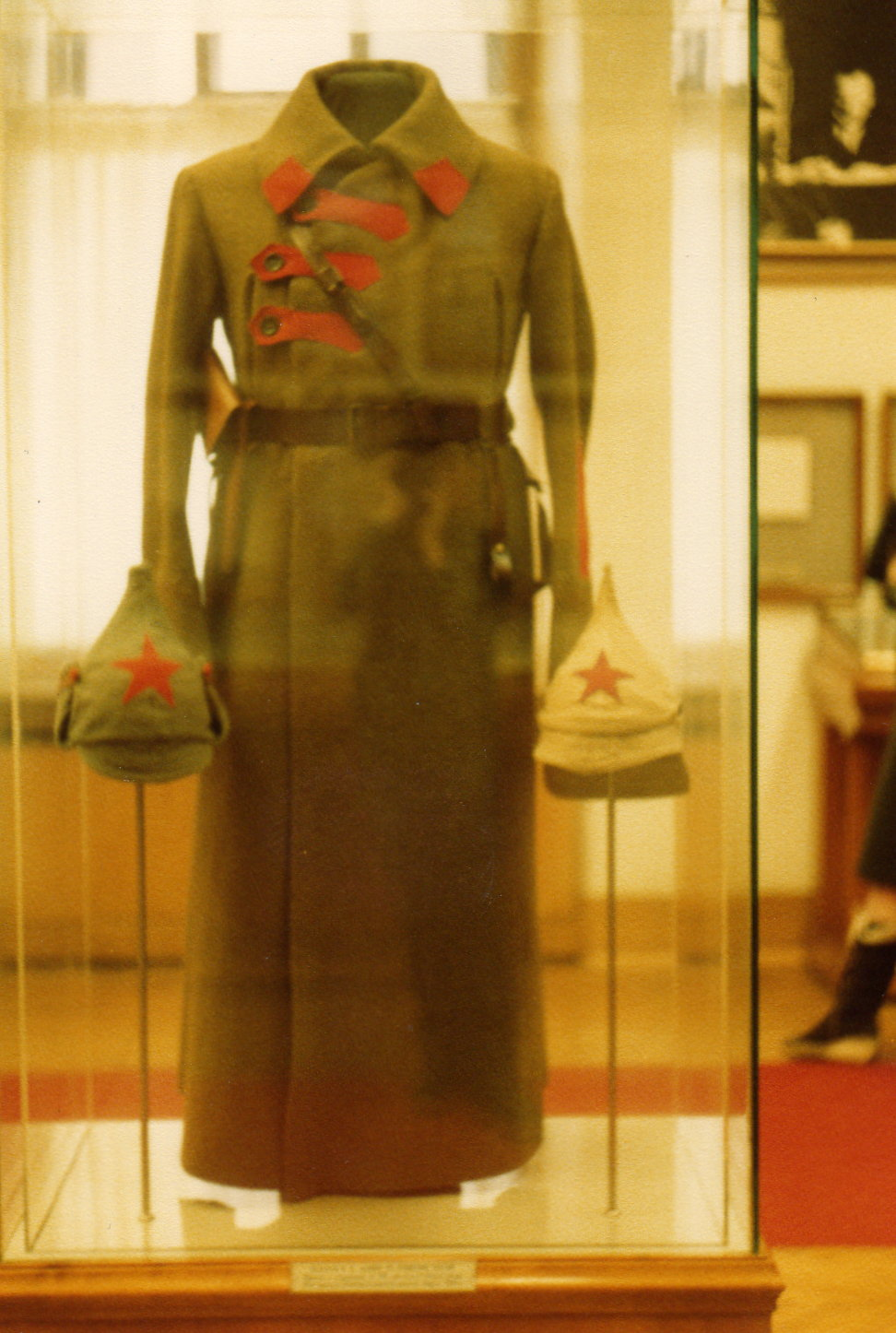
帽子とコート。コートの赤い飾りは歩兵科であることを示している。
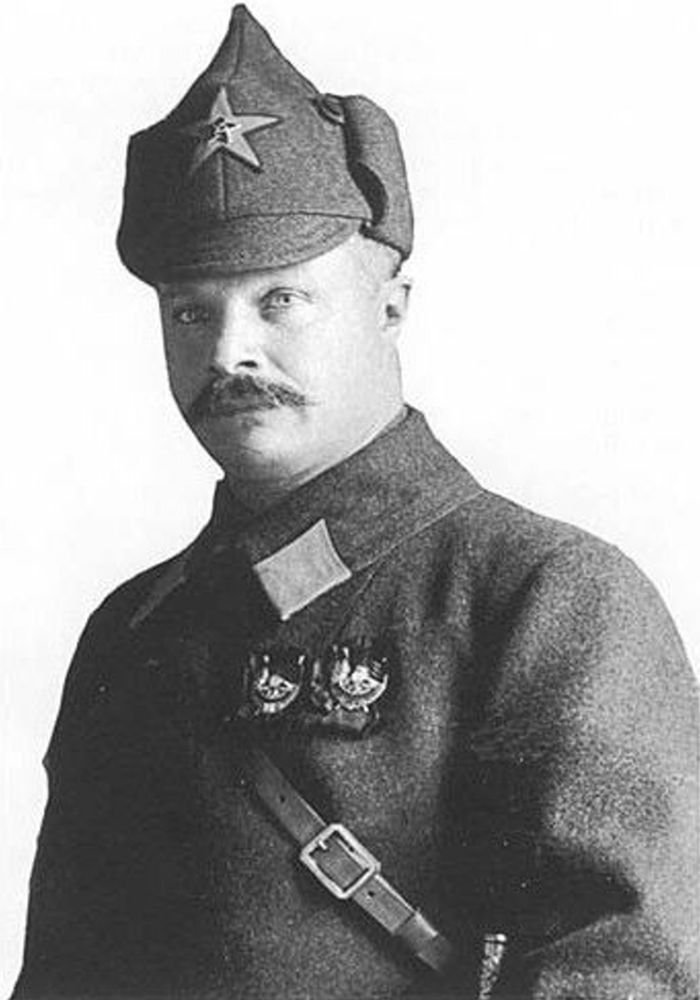
ブジョノフカを被った将官。ミハイル・フルンゼ
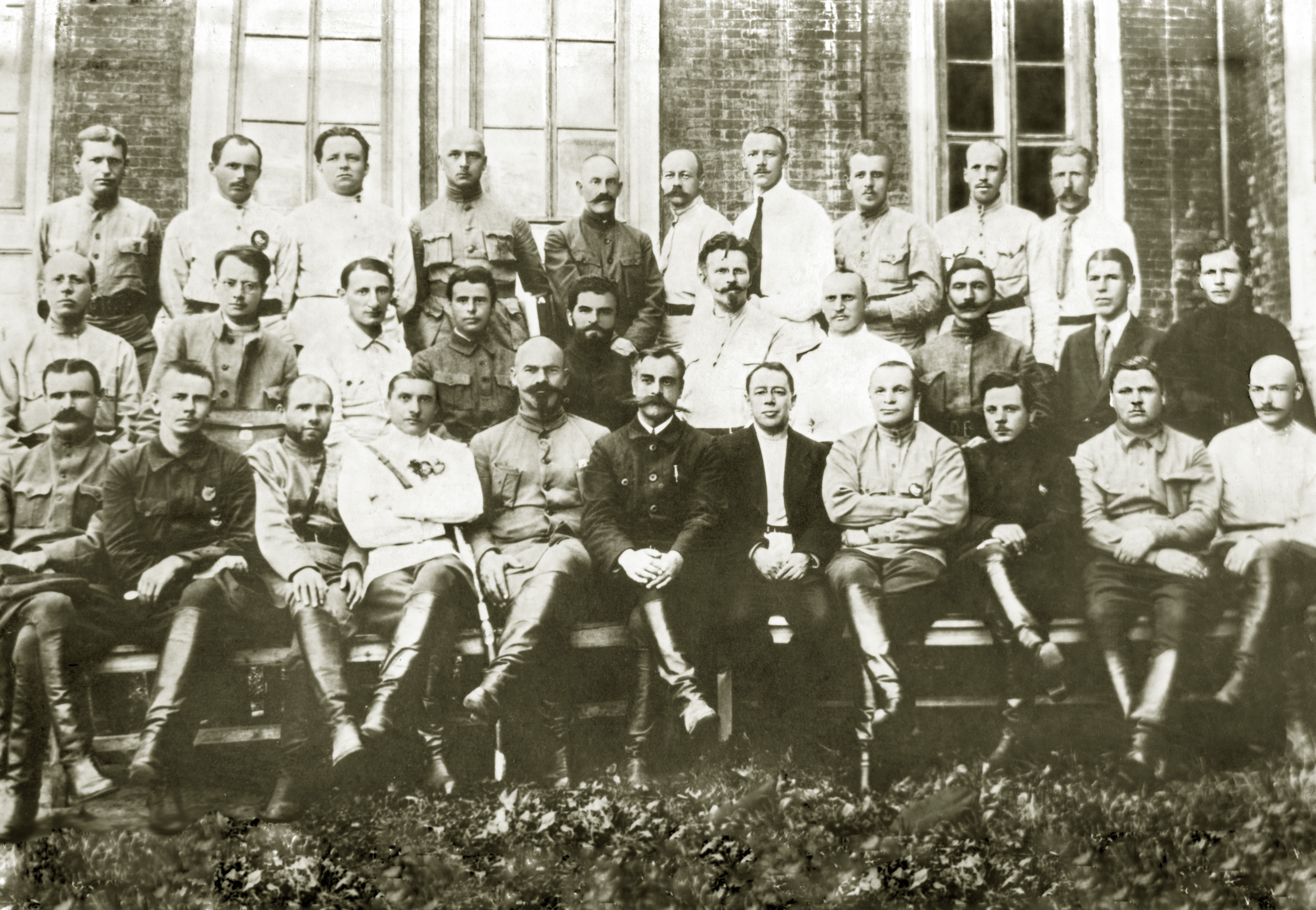
赤軍指揮官。帝政期の軍服やフレンチ服を着用（1921年）
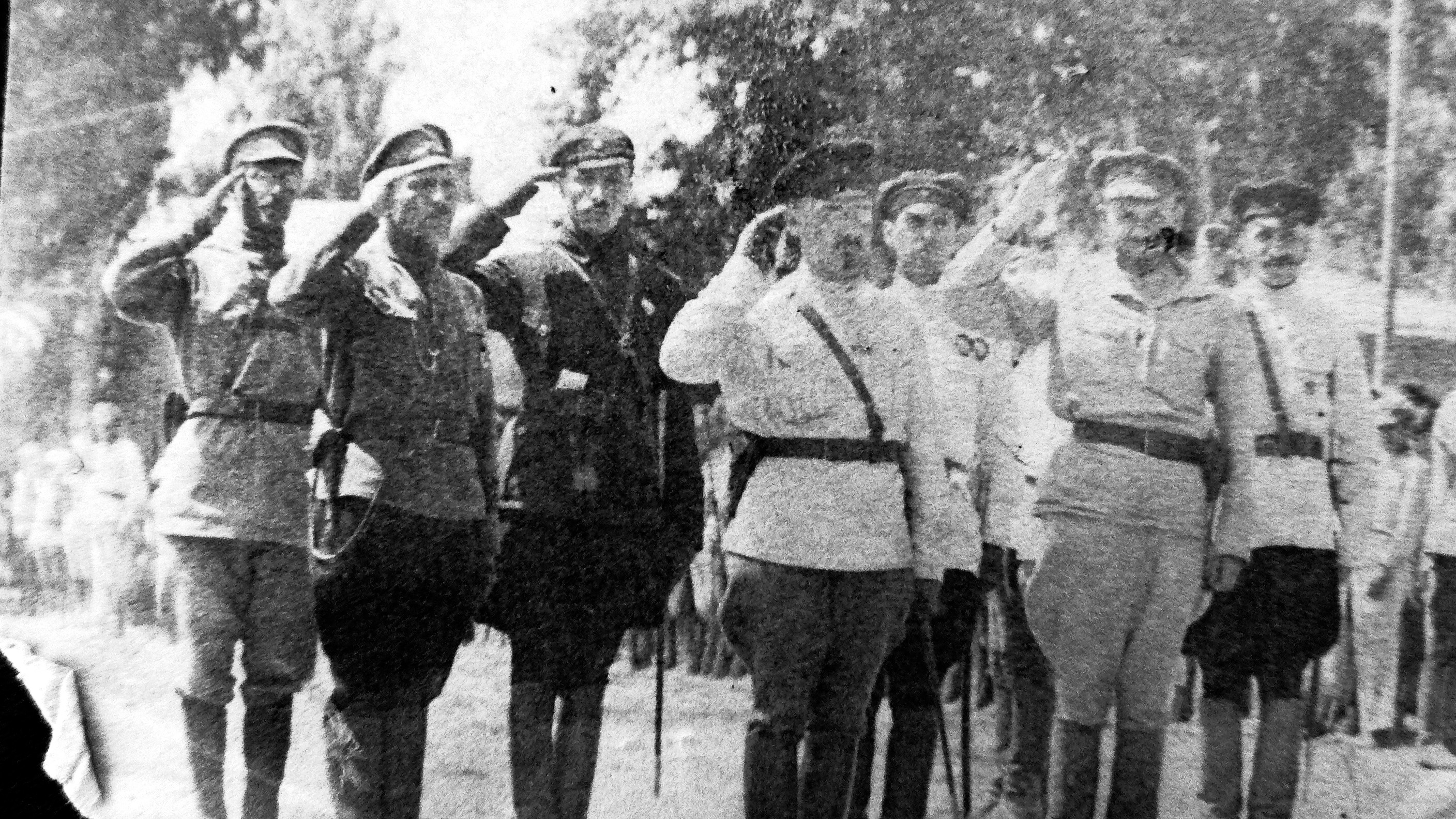
第4軍（ロシア語版）の指揮官ら。左奥以外はM1919ではなく帝政期の軍服やフレンチ服を着用（1920年）

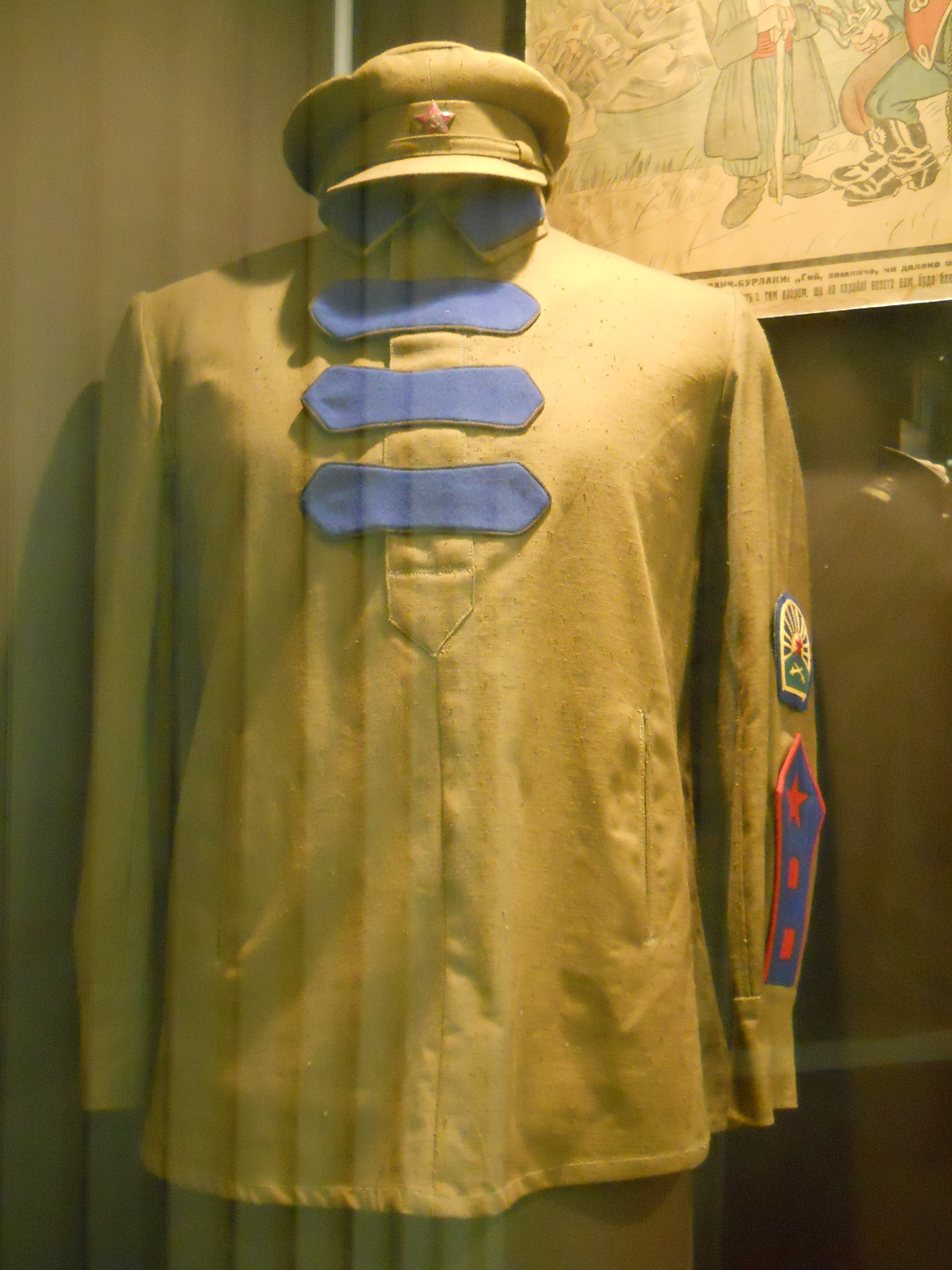
M22上衣。袖章より内務軍中隊長ないし副中隊長。
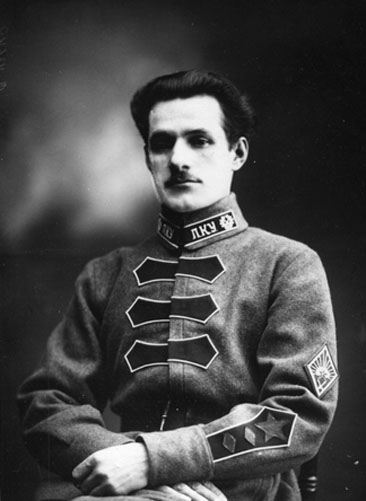
M22着用の司令官室長（師団長相当）。襟章は「ペトログラード司令官室」の頭文字。
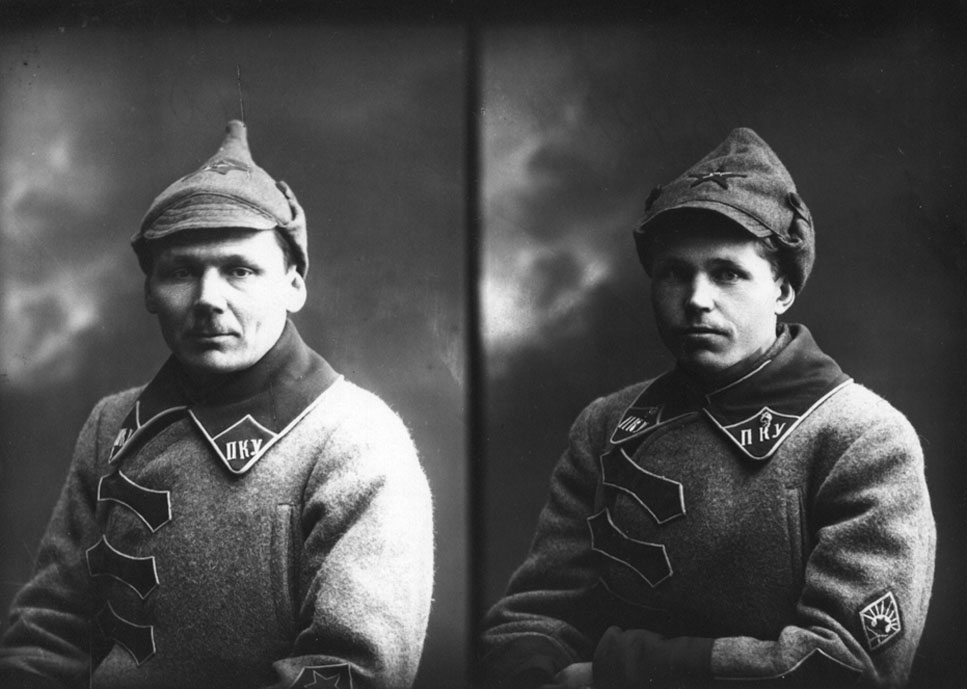
M22シネーリの軍楽兵。襟章は同じくペトログラード司令官室の所属を示す。
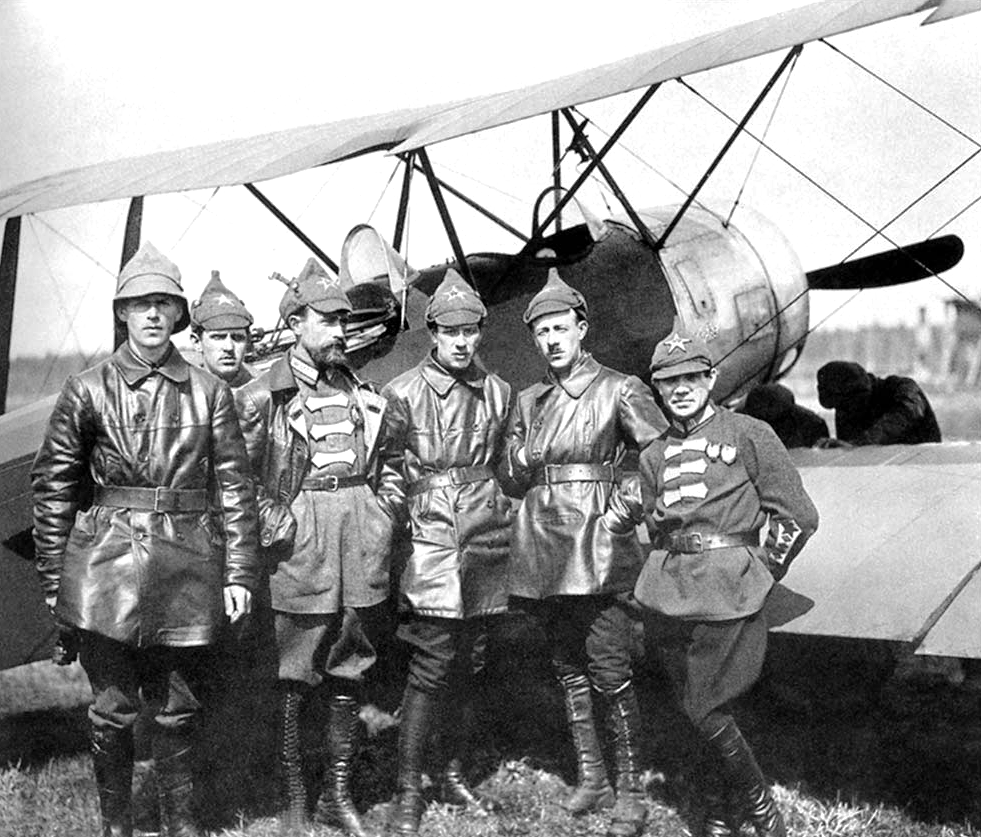
M22着用の空軍搭乗員
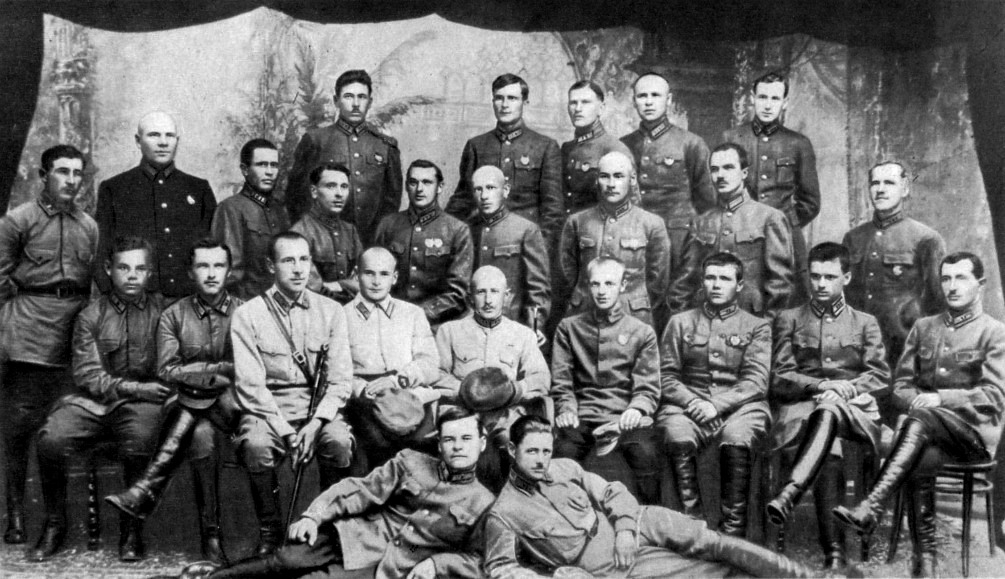
M24着用の騎兵生徒（1925年）

#### 極東共和国の軍服
極東共和国では正式な軍服というものは存在しなかった。帝政時代のキーチェリの流用やフレンチ、フランス軍の軍服などを個人調達によりめいめい独自のものを着用しており、1920年11月30日付の極東共和国軍事関係官庁指令No.62により、袖に階級に順ずるものを縫い付けていた

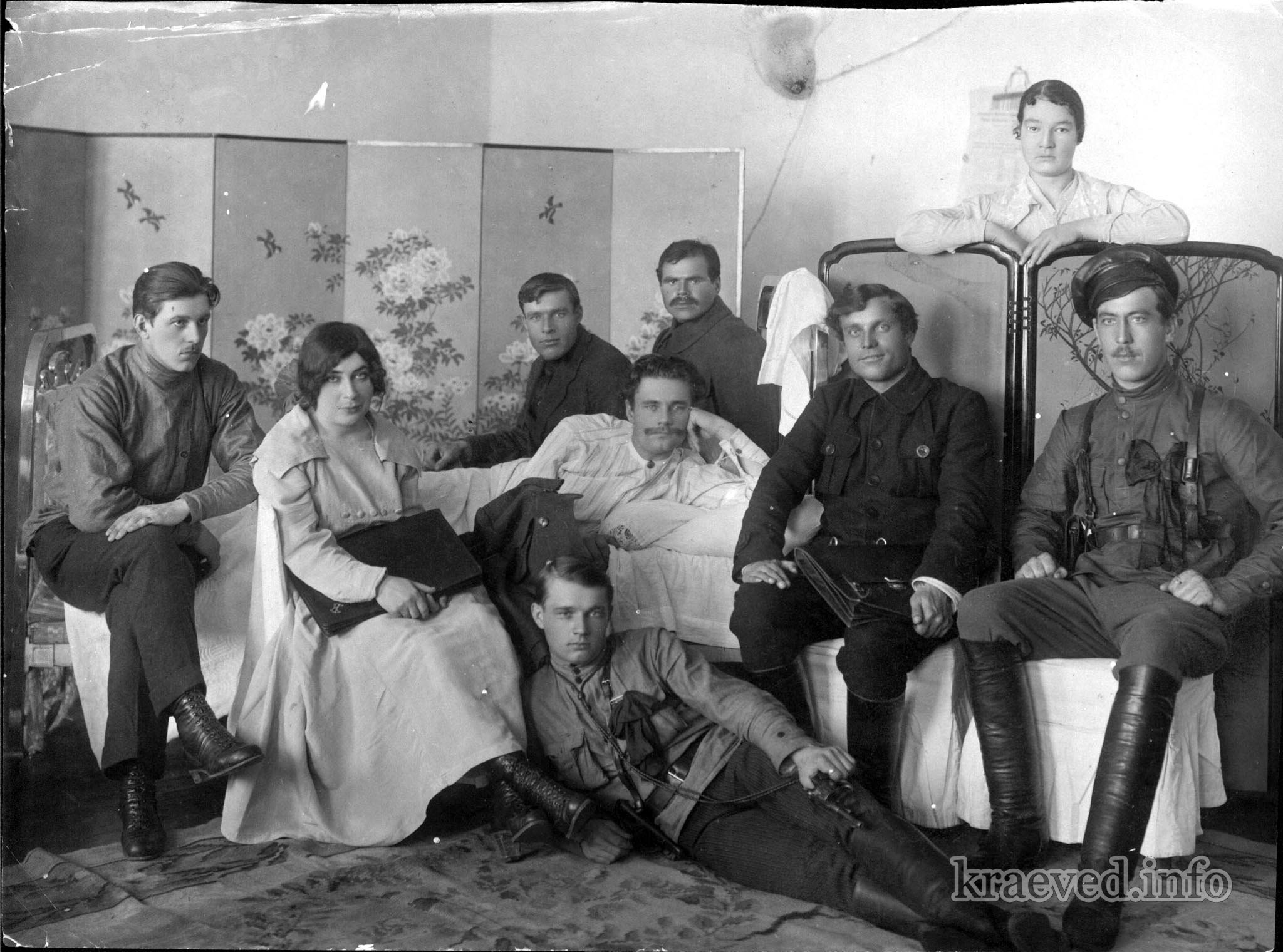

### 戦間期～大祖国戦争
1935年
1930年代に入ると、スターリンによる統治が安定して近代化・工業化が進み、赤軍にも現代戦術に適応するための専門性が求められるようになる。こうして有資格者としての将校の身分が復活、軍服も兵との区分化が図られるようになった。
1935年12月3日付軍令176号により、制帽の鉢巻に兵科色が入り、庇は黒革となった。上衣はフレンチ、ギムナスチョルカ共通して襟と袖のパイピング、ズボンの側線に兵科色が入り、袖にV字型の階級章が付く。1936年3月10日付軍令33号により兵科徽章が改定。
また、戦車兵と航空兵にはそれぞれ灰色とダークブルーのブレザー制服が導入される。1941年2月1日付け軍令005号により、フレンチ制服、戦車兵と航空兵開襟制服、士官用ピロートカが廃止される。

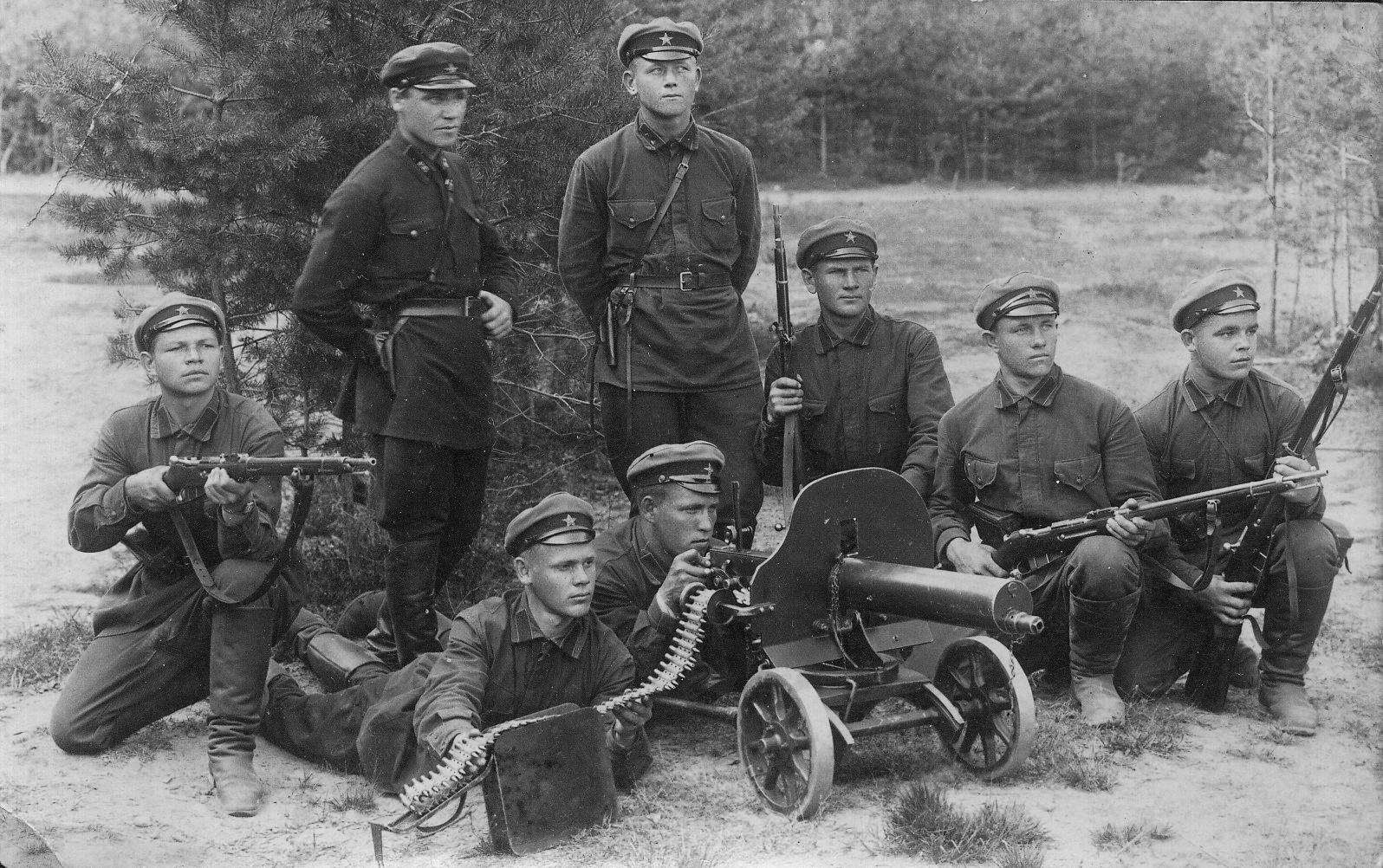
M1935制帽を被る機関銃隊。ギムナスチョルカはいずれもM1924と思われる。PM1910重機関銃とモシン・ナガンで武装
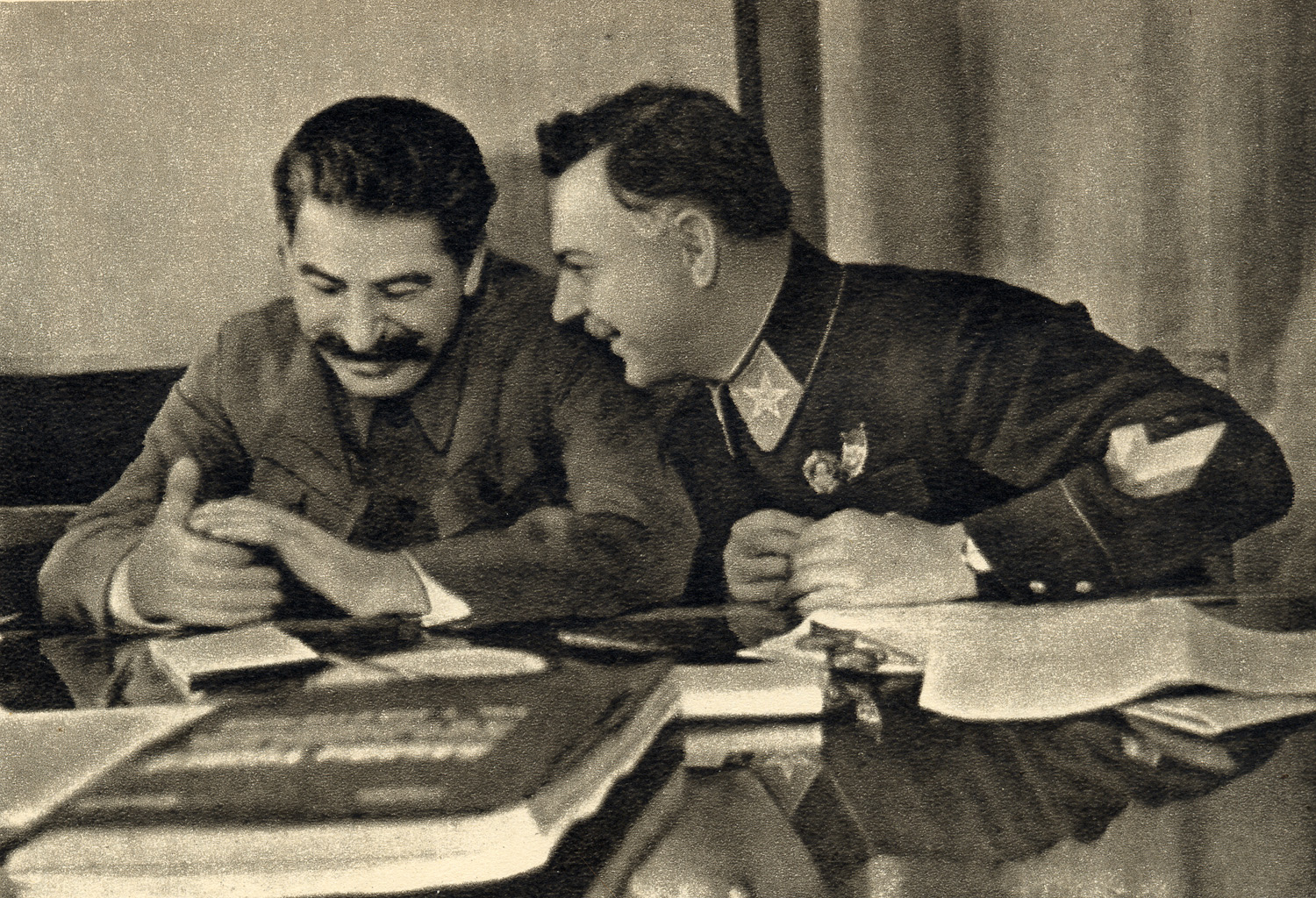
スターリン（左）と談笑するヴォロシーロフ（赤軍元帥の制服を着用）、1935年。
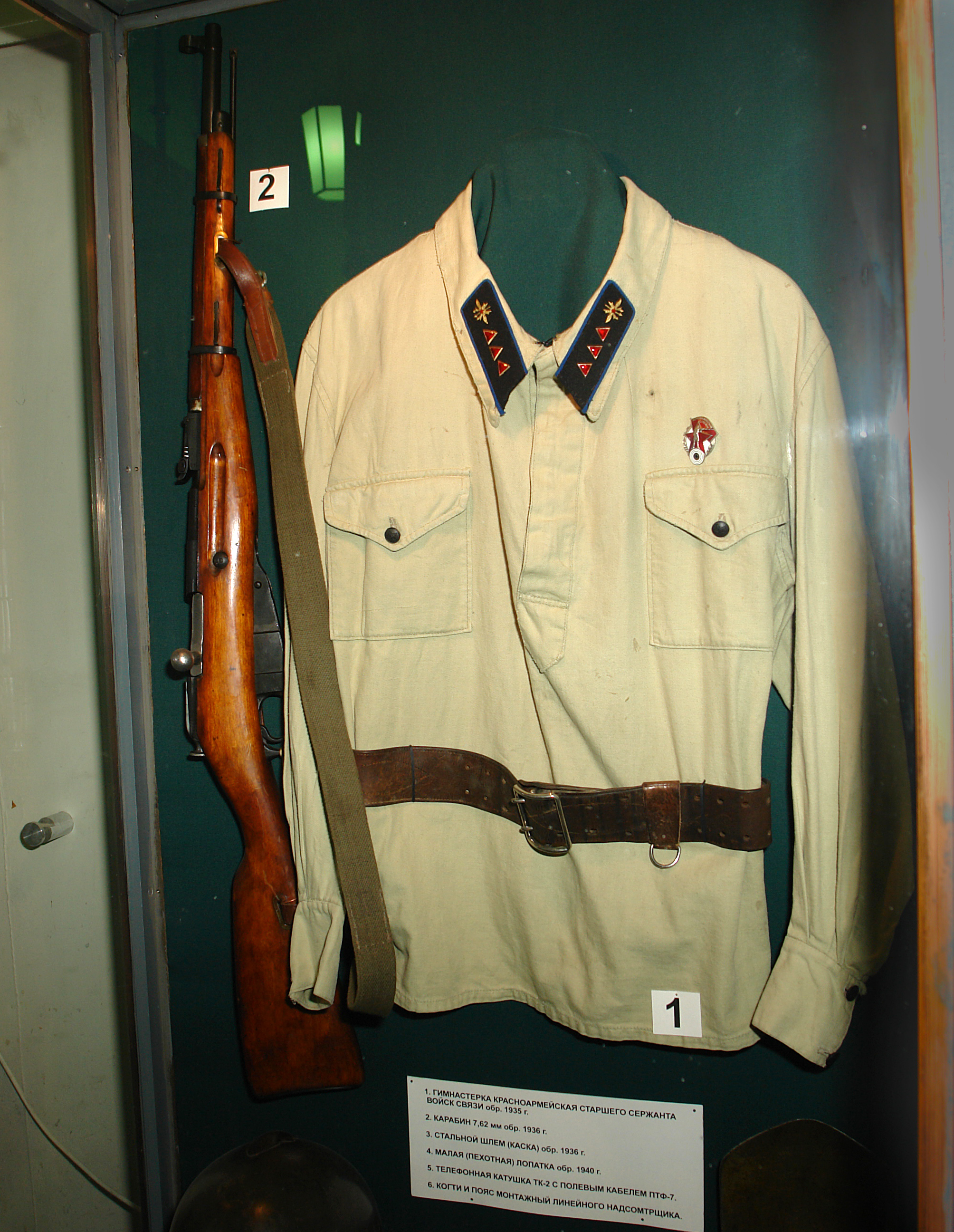
M1935ギムナスチョルカ（スモック式の上衣）。兵科は通信兵で、階級は下級小隊長（上級軍曹）
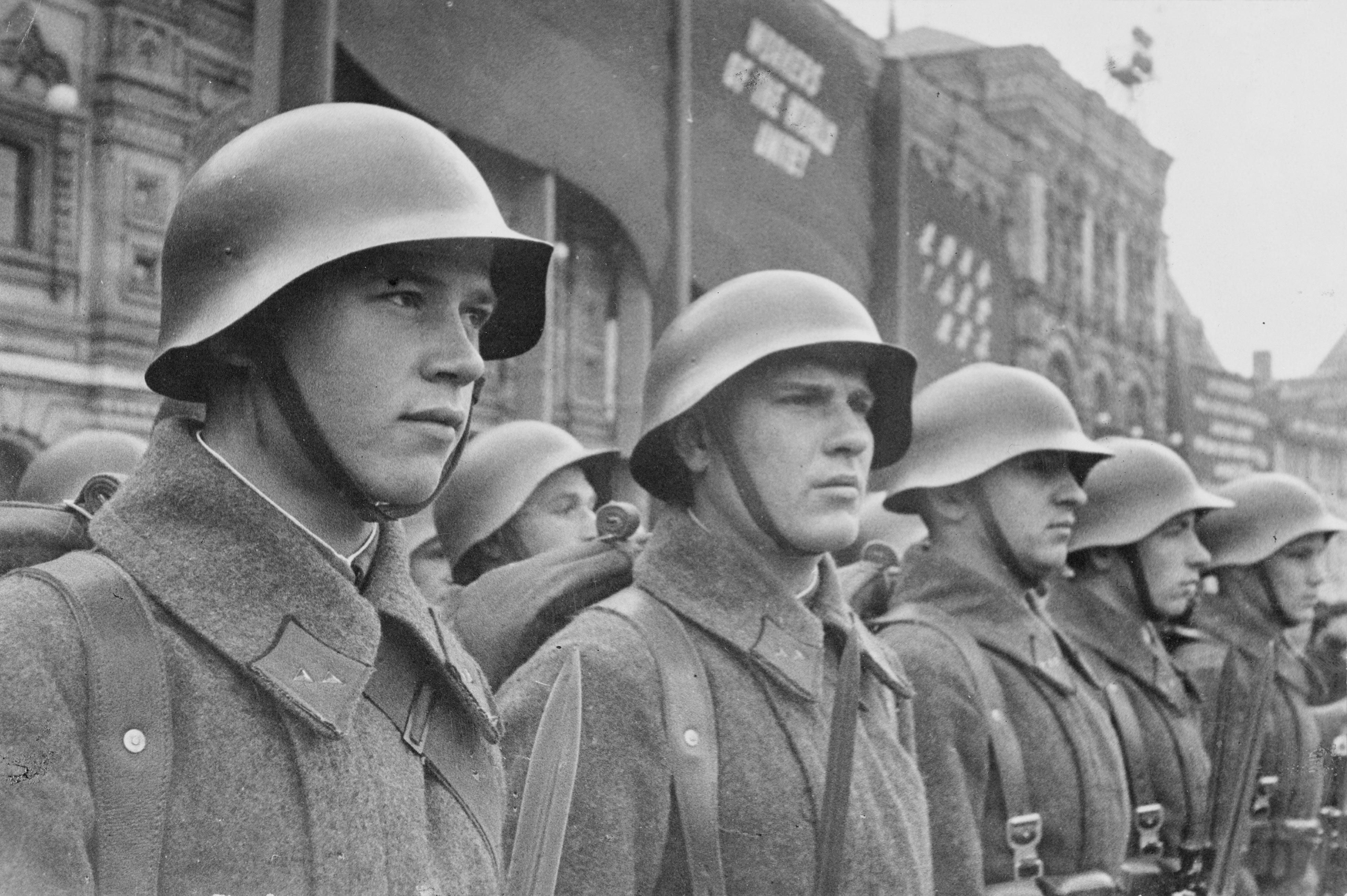
整列するソ連赤軍兵士、1941年。
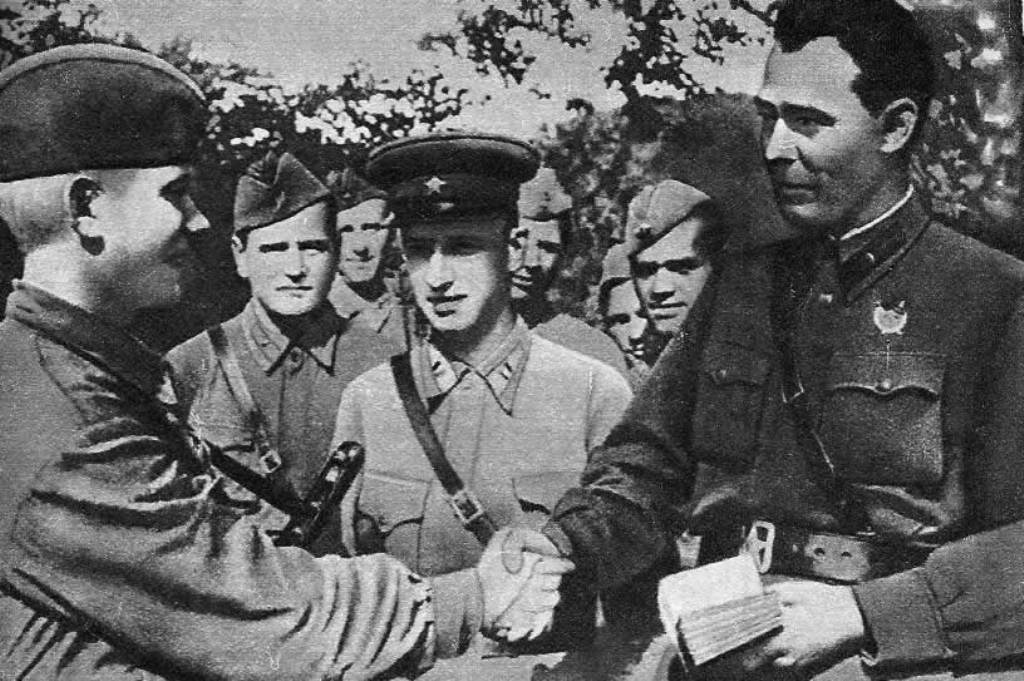
1942年ごろの赤軍の軍服（右端、兵士と握手している人物はブレジネフ）
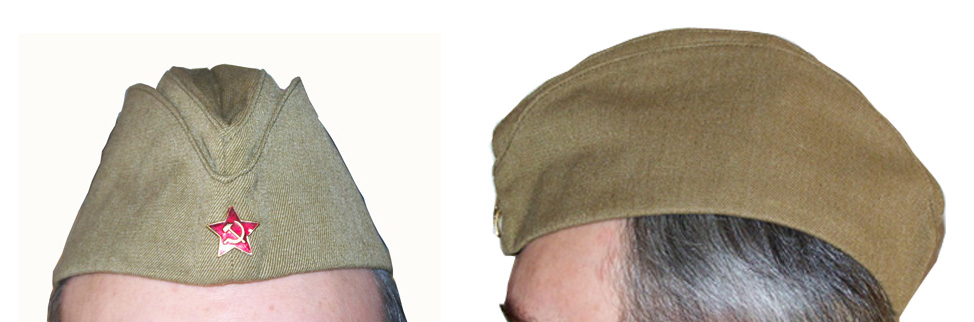
1941年に制定されたギャリソンキャップ（ピロートカ)(ピロトカとも呼ばれる)
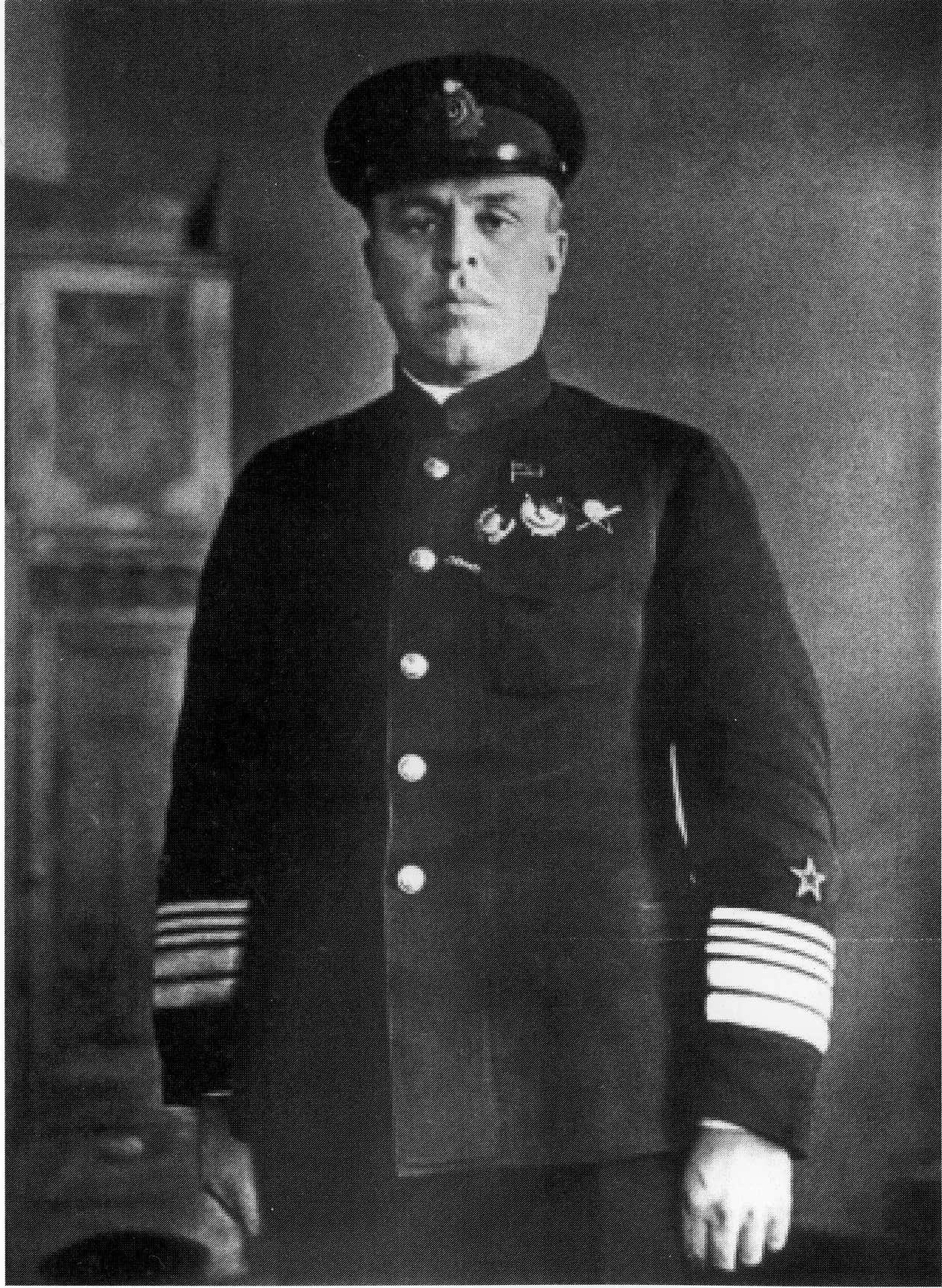
海軍士官冬季制服の一等艦隊司令官（ミハイル・ビクトロフ（英語版）、1937年）
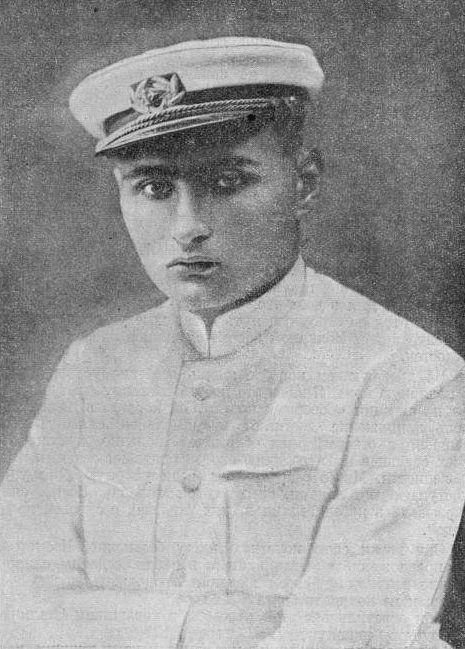
海軍夏季制服（コンスタンティン・バディーギン（ロシア語版））

1943年改正
第二次世界大戦（独ソ戦）最中の1943年、ナショナリズムを鼓舞する意図からか、赤軍の軍服に、先述の帝政ロシア軍の要素が大幅に導入（換言すれば「復活」ないし「復古」）された。すなわち、縦長楕円形の帽章（中心に従来の赤い星がくる）、立襟の上着（従来の折り襟と併用）、肩章で表す階級章である。加えて、将官には制帽や襟の装飾に金の葉模様刺繍をふんだんに用いた礼服も制定された。第二次世界大戦後の社会主義陣営の軍隊にも大きな影響を与えたソ連軍の軍服にはこうして、「共産主義の軍隊」と「ロシア軍」の2つの要素が混在することになった。
1943年以降のソ連軍がロシア軍から引き継いだもっとも顕著な軍服の特徴は肩章であろう。それは19世紀に各国で一般的であった「エポレット」の影響を色濃く残す幅の広い肩章で、概ね以下のようなパターンで階級を表す。
- 正式（礼服・勤務服に用いる）
  - 兵・下士官は兵科色の地色（以下同）に金色の横線の刺繍の数で表す。
  - 尉官は2本、佐官は3本の太い金色の縦線の刺繍が入り、その上に付く星の数で表す。
  - 将官は地色（兵科色）を縁に細く残して肩章全体を金色の刺繍が覆い、その上に星の数で表す。
- 略式（戦闘服、後には勤務服にも用いる。迷彩効果を高めたもので、正式の肩章とは「地」と「柄」の関係が逆転している）
  - 兵・下士官は服生地と同じ色の肩章（以下同）に兵科色の横線の数で表す。
  - 尉官は兵科色の縁取りに1本、佐官は2本の兵科色の細い縦線が入り、その上に付く銀色の星の数で表す。
  - 将官は兵科色の縁取りに、金色の星の数で表す。
- また元帥は大きな1個の星とソビエト連邦の紋章を並べて表されるが、これは帝政ロシアの「双頭の鷲」の紋章をあしらった階級章にヒントを得たものと思われる。

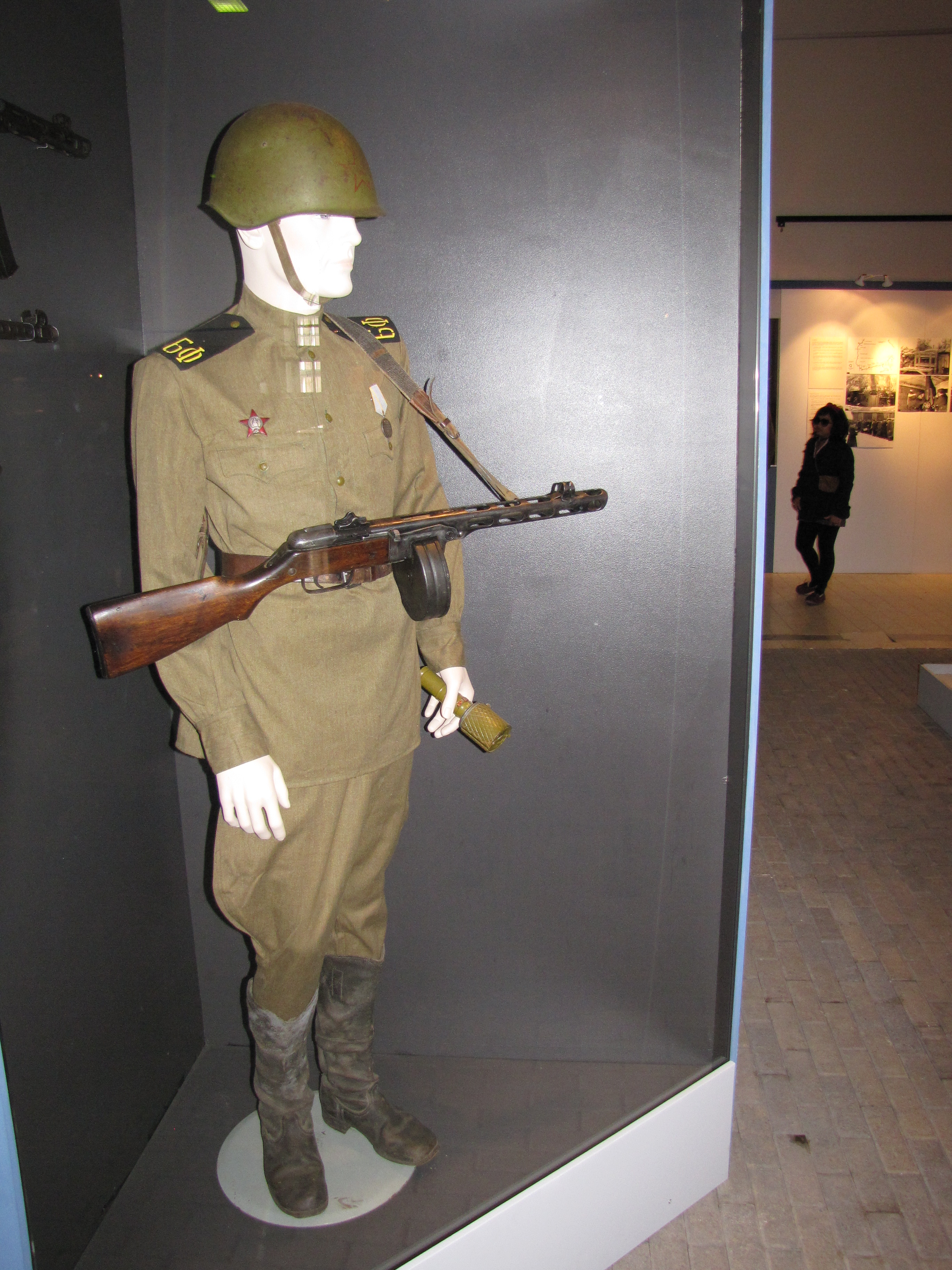
1943年以降の野戦服を着用し、PPSh-41と RGD-33手榴弾を携帯したいわゆる一般的な赤軍兵士のスタイル。肩章はバルチック艦隊を示し、海軍歩兵を再現した展示だが、野戦服自体は全軍で用いられた。
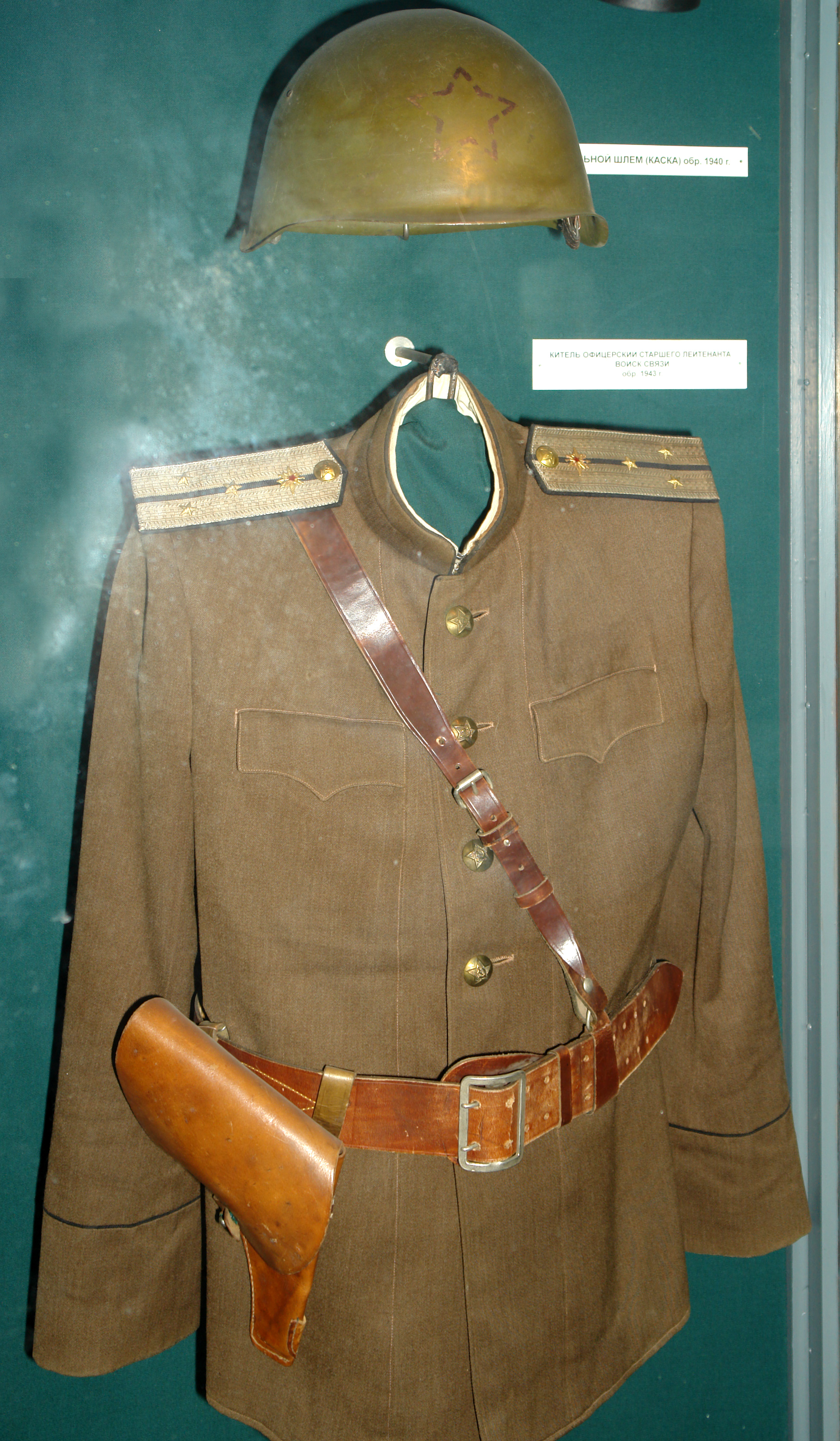
1943年式の士官上衣、大尉の階級章が付いている
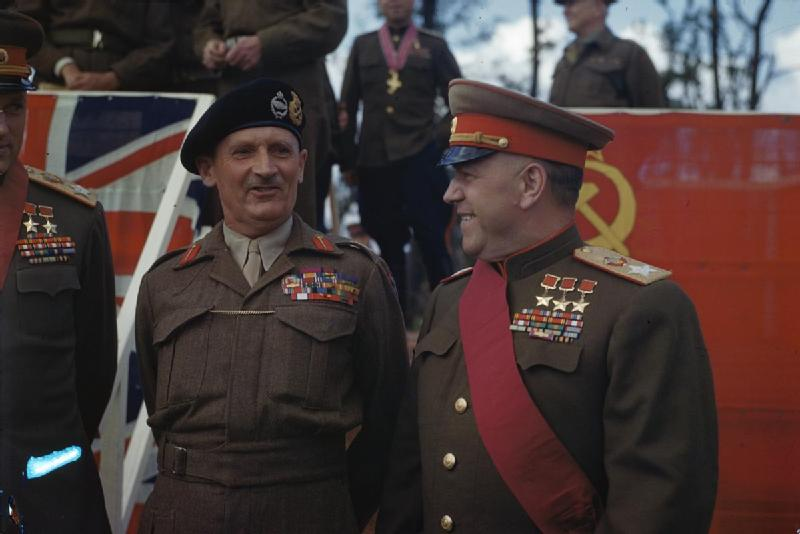
ゲオルギー・ジューコフ
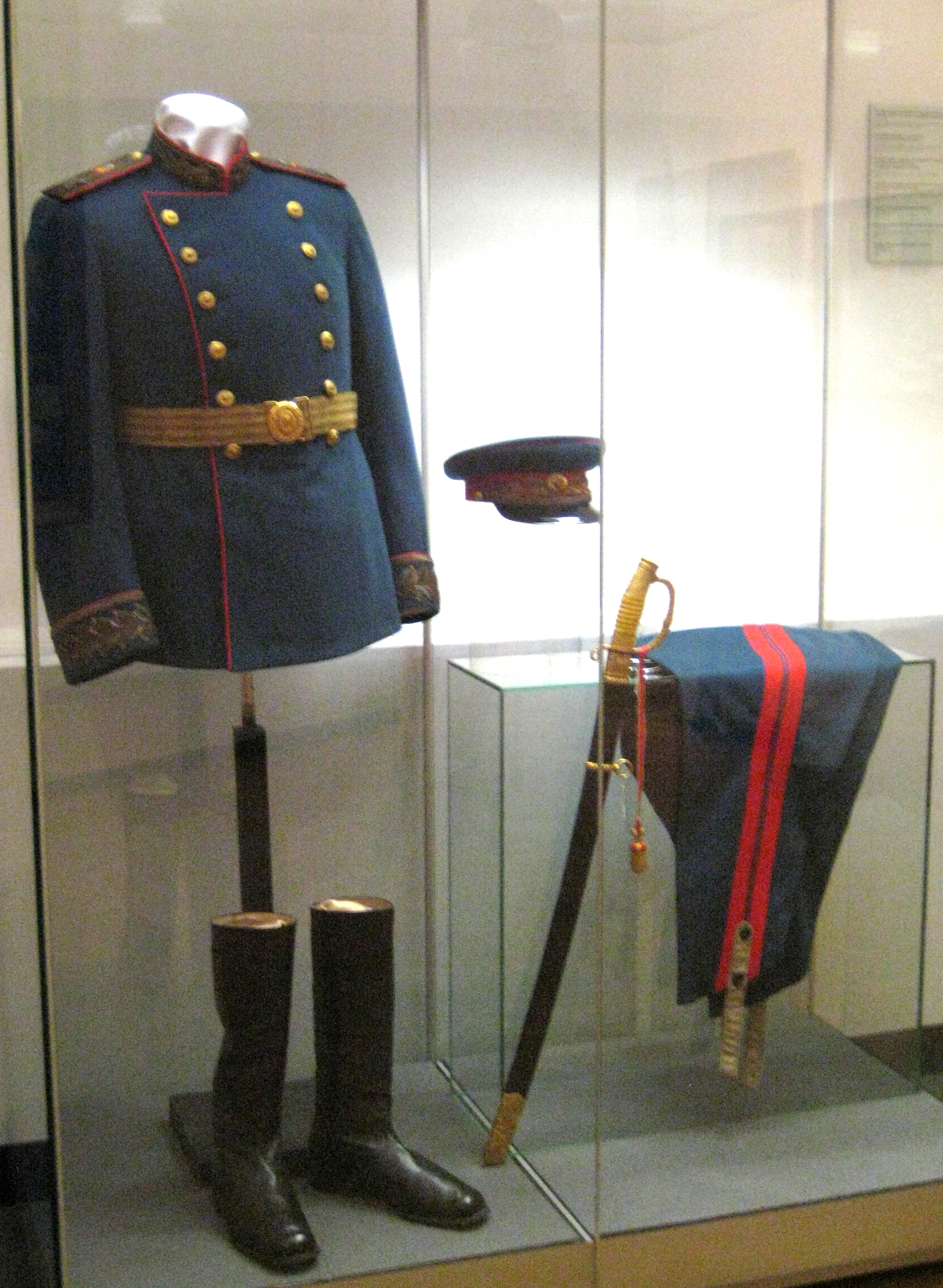
元帥用礼装。ゲオルギー・ジューコフの着用していたもの。
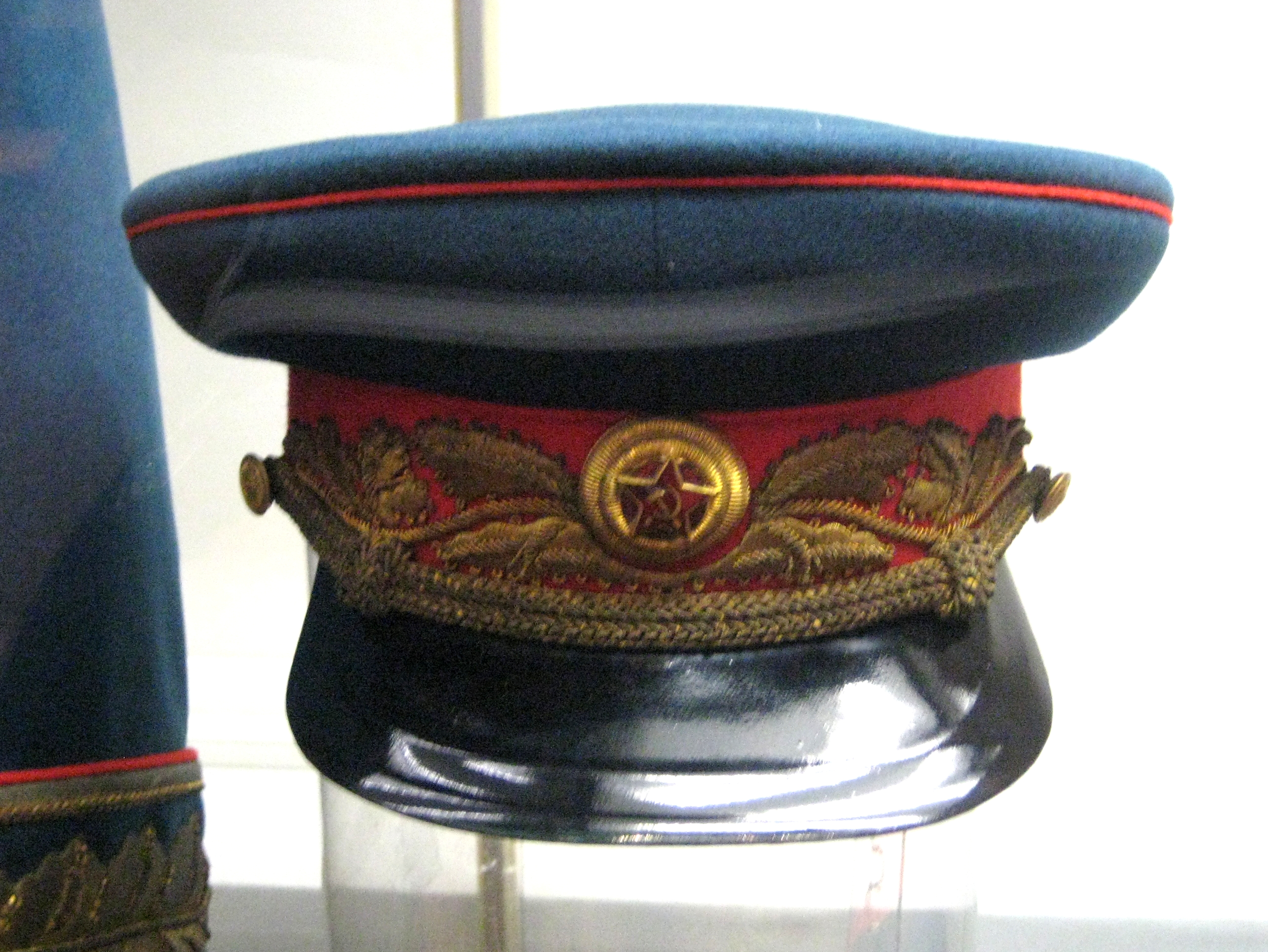
元帥用礼装の正帽

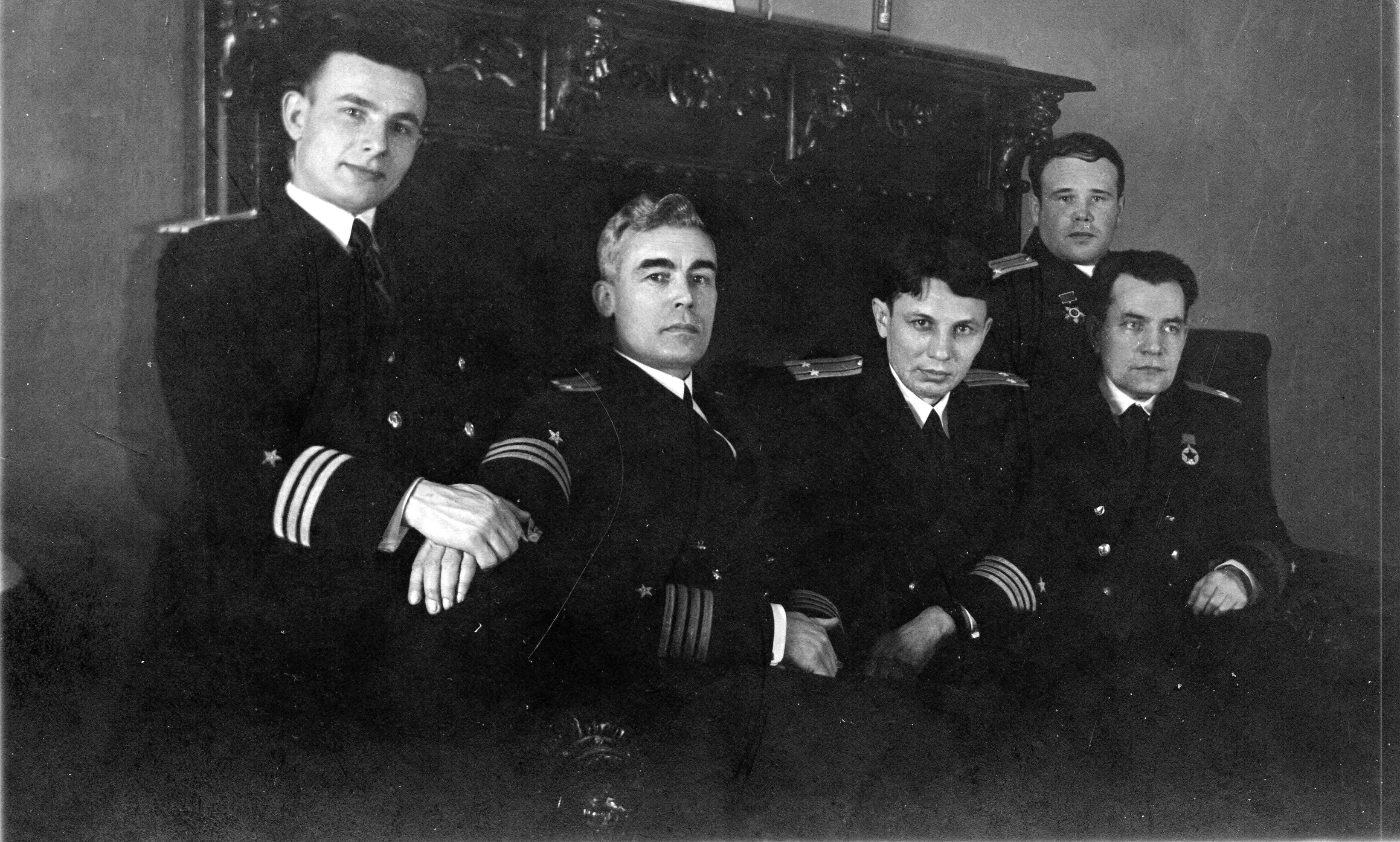
冬季開襟制服（1943年）
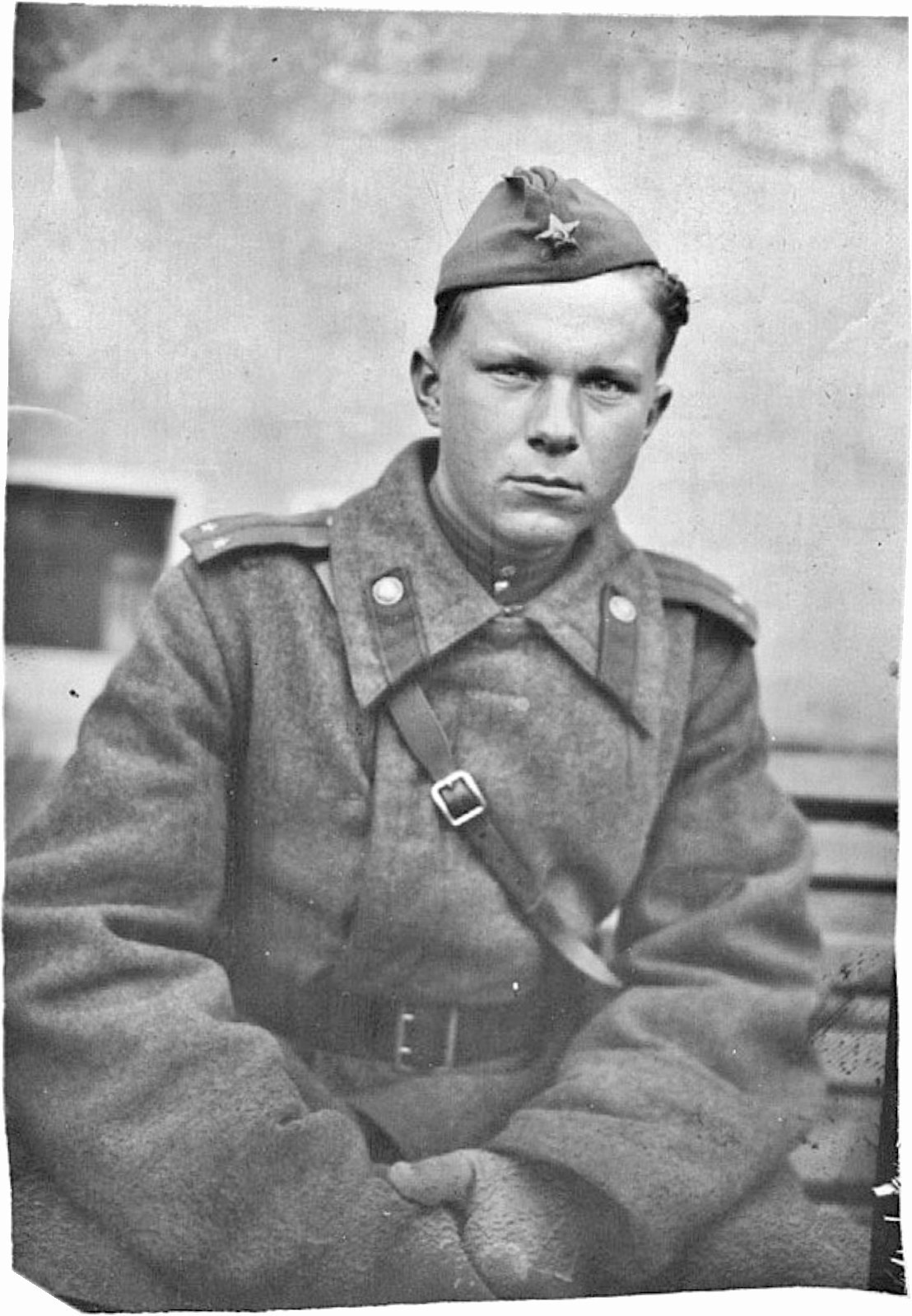
外套にピロートカの赤軍中尉（ヴァシル・ビカウ（ロシア語版）、1944年）
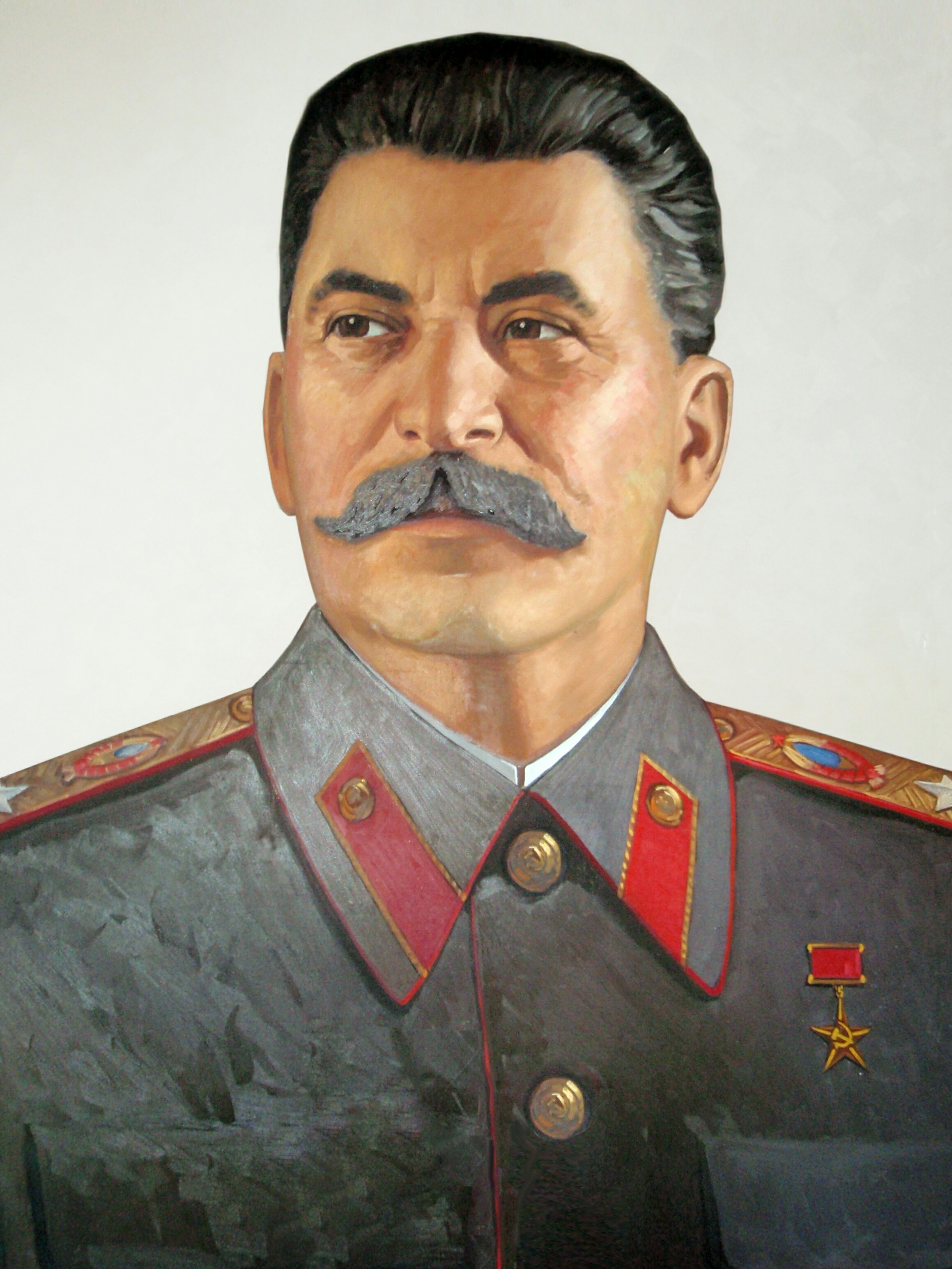
「ソ連邦大元帥」の軍服を着たスターリンの肖像
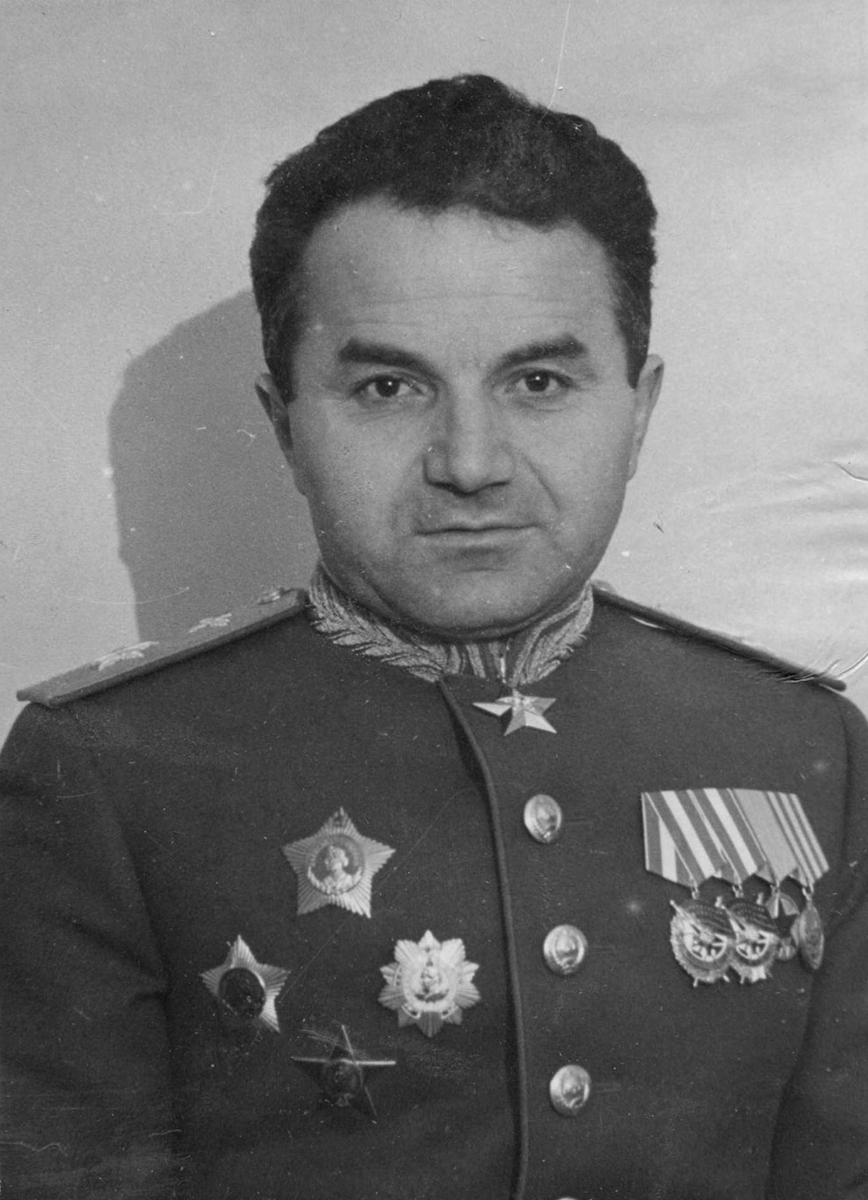
空軍元帥（セルゲイ・フジャコフ（英語版）、1944年）
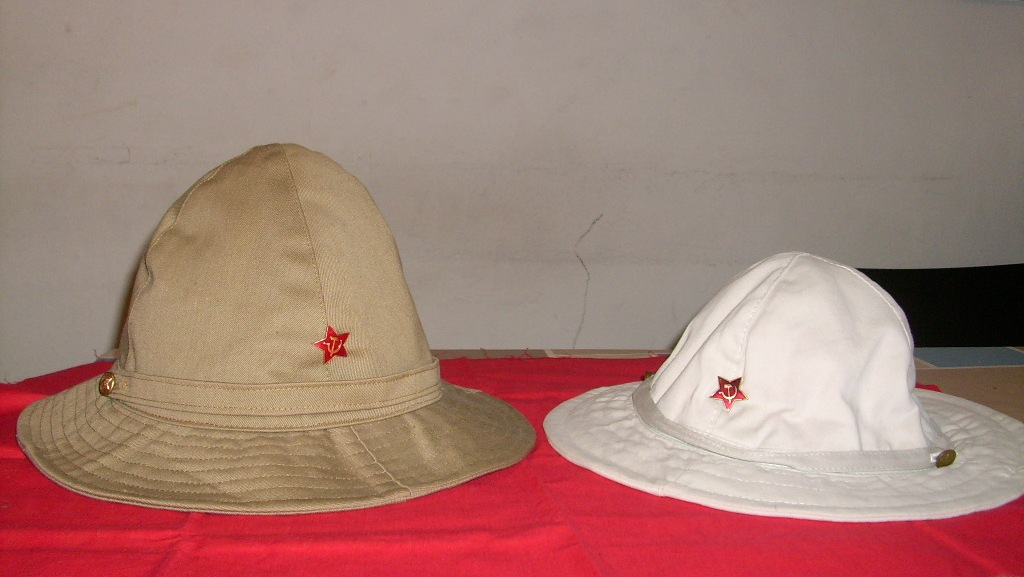
熱帯地で使用されたパナマ帽
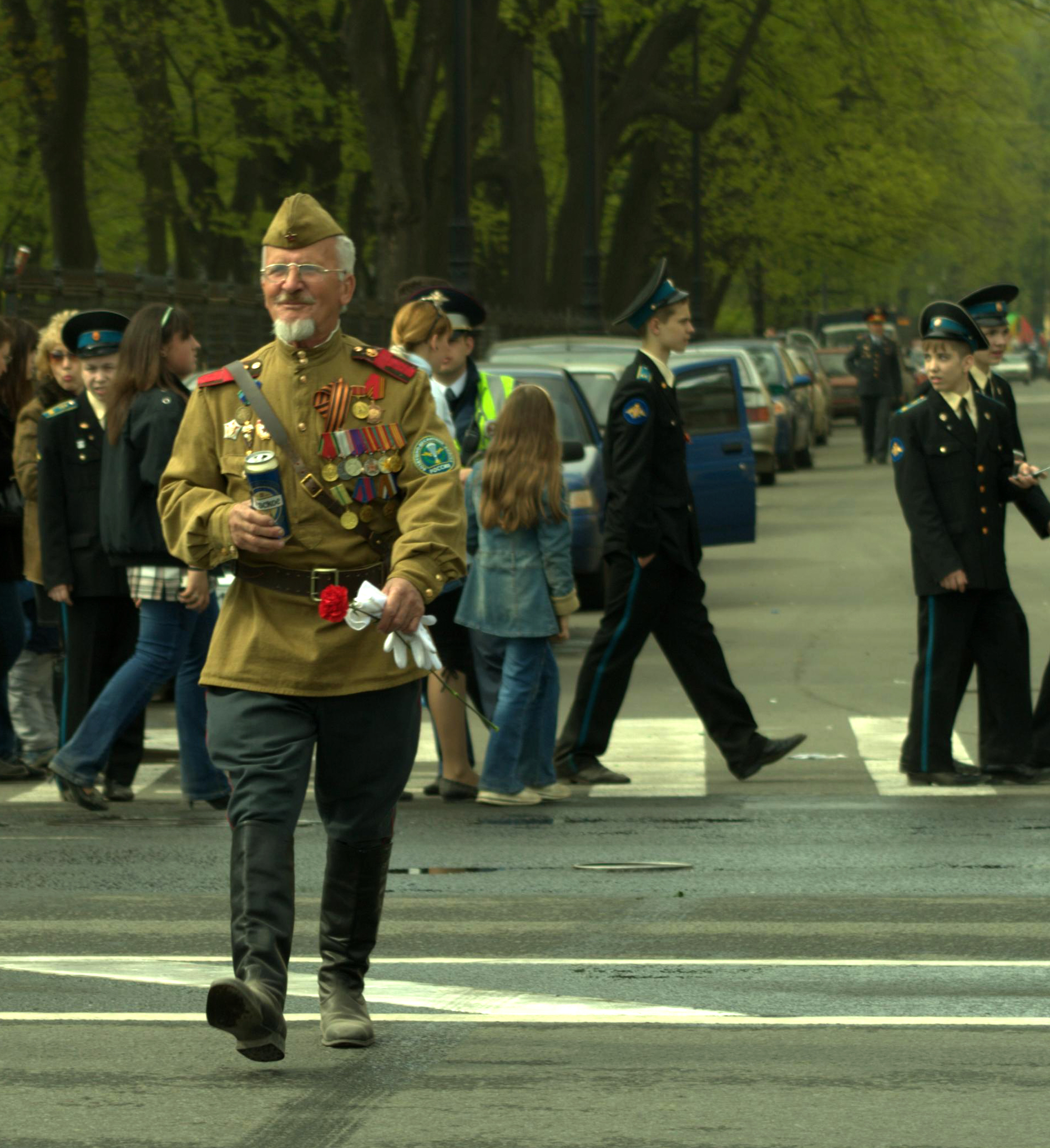
大祖国戦争当時の軍服を着用した退役軍人（2008年）

### 第二次大戦後
第二次大戦後、ソ連の軍服は社会主義陣営の国々の軍服に大きな影響を与え、特に上述の「ロシア式」肩章が多くの国で採用された。例：モンゴル、北朝鮮、中国（1955～65年、1988年～）、ルーマニア、アルバニア（1945～66年）、キューバ、南イエメン、モザンビーク等。
一方、東ドイツ、ポーランド、チェコスロバキア、ハンガリーでは50年代にはソ連軍式の階級章になったもののその後60年代には戦前との連続性の強い階級章が導入された。またブルガリアはソ連式の階級章を導入したが、先述のようにブルガリアの軍服には戦前からロシア軍の影響が強かったので（戦中はこれにドイツ軍の影響を加味したデザインであった ）、その意味では伝統の踏襲とも取れる。これらについては、ドイツ民主共和国の軍服、中・東欧の軍服なども参照。
戦闘服については、兵は常勤服と共用する古めかしいデザインであったが、アフガニスタン紛争をきっかけにより機能的な被服が求められ、1980年代に入ってからは迷彩柄の新型が採用された。戦闘用の軍靴についても、第二次大戦以来の革製の長靴が長らく使用されていたが、1980年代以降は半長靴へ移行していった。
その他、ソ連軍から各国の軍服に広まった軍服の要素としては、ヘッドホンを内蔵し緩衝パッドをつけた戦車帽、水兵や空挺軍、海軍歩兵、特殊部隊兵士が着用するテルニャシュカ（白地に青の横縞が入ったボーダーシャツ）等がある。
また独力で内発的に抵抗戦争と革命を達成したとの自負の強い国々では、ソ連式ではない或いはソ連式に近いが異なる、独自形式の階級章を導入している例：ユーゴスラビア、アルバニア、中国、ベトナム、キューバ等（うちアルバニアと中国では1960~80年代に階級制度と階級章自体が廃止）。
1950年代～60年代
69年大改正以前の改訂は細部に留まり、1943年改訂以来のキーチェリやギムナスチョルカが使用された。士官は、1955年にスチールグレーの礼装が導入される。1956年には帽章・制帽が改正。1958年には礼服・外出服・常勤服として平時より完全に開襟となった。また下士官兵ではパレード制服が1956年に外出服兼用となり使用範囲が広まった。

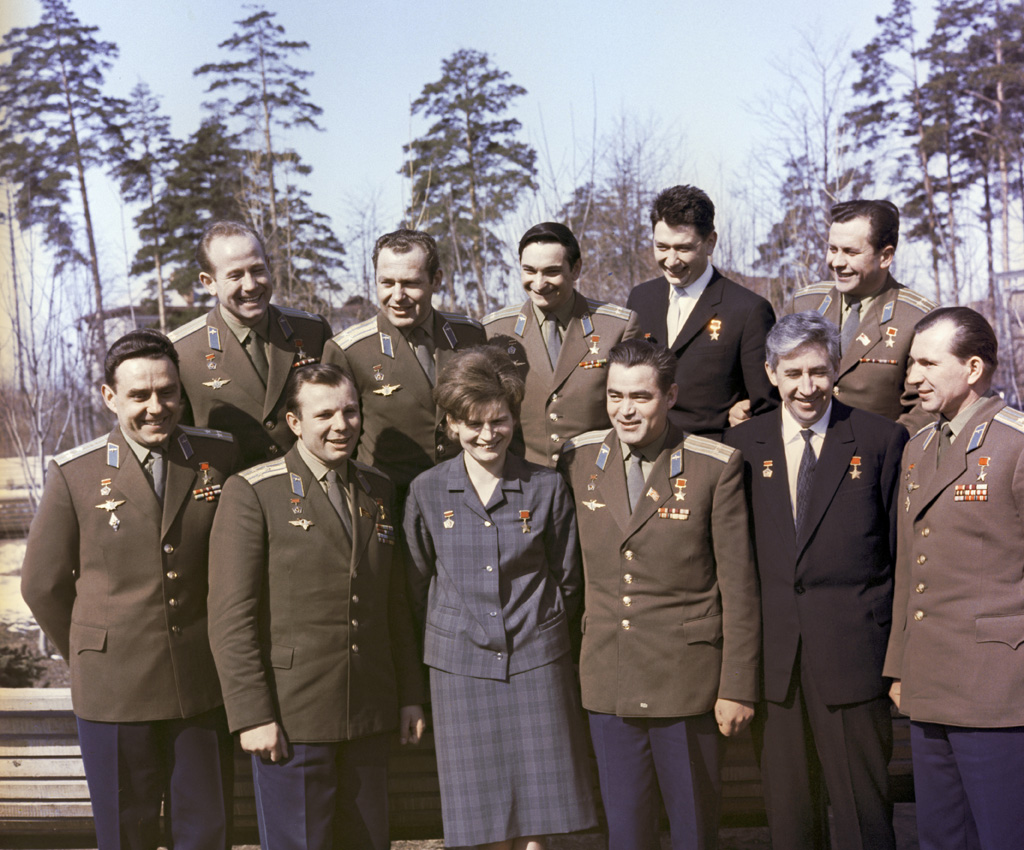
空軍将校礼装（前列左からウラジーミル・コマロフ、ユーリ・ガガーリン、ワレンチナ・テレシコワ、アンドリアン・ニコラエフ、コンスタンチン・フェオクチストフ、パーヴェル・ベリャーエフ、後列左からアレクセイ・レオーノフ、ゲルマン・チトフ、ヴァレリー・ブィコフスキー、ボリス・エゴロフ、パーヴェル・ポポーヴィチ、1965年7月）

1969年改正
将校はM58を継承しているが、それまで礼服用だった縁取りの入る襟章が外出服・常勤服で使用されるようになる。野戦服では折襟で徽章・ボタンを保護色化した被服が使用されたが1988年改訂で廃止され、代わってブルゾン型被服が使用された。兵士は折襟となり、徽章を取り換える事で野戦服・常勤服を兼ねた。外出服兼礼服では将校と同型の開襟被服を着用するが、帽章が異なる。
1981年に「アフガンカ」と呼ばれる機能性の高い2ピース型の戦闘服が導入された。迷彩服としては、野戦服の上より着こむオーバーオール型のKLMK（КЛМК、Камуфлированный Летний Маскировочный Комбинезонの略）のほか、特殊部隊向けに2ピース型のKZM、化学戦向けのKZSなどが使用された。これらの迷彩は「白樺迷彩/Березка」（Berezka、ベリョーズカ、日本ではベレスカと表記されることが多い）と呼ばれる2色迷彩が使用された。1985年にTTsKO（ブタン迷彩）と呼称される3色迷彩のアフガンカ型野戦服を導入。このほか、KGBでは「P-79」や「スペツォデジダ」と呼ばれるアフガンカ型迷彩服が使用された。
空挺軍はテルニャシュカの上より地上軍の熱帯地野戦服に似た開襟常勤服を着用。また、1988年には開襟ブレザー型のパレード制服を導入した。ただし、このパレード制服は1986年の10月革命記念閲兵式などで既に着用が見られ、慣習化していたものを88年に追認したものと思われる。

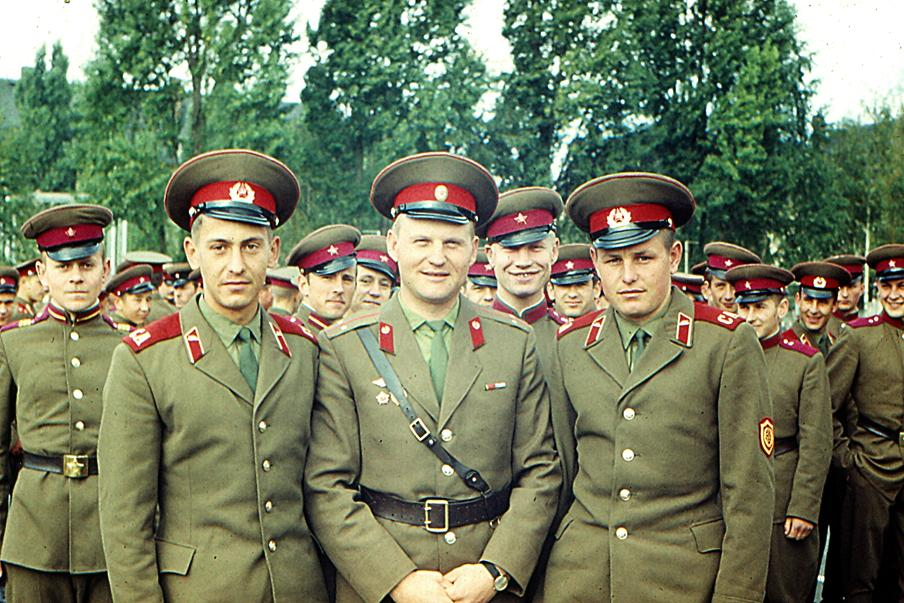
M69外出服の兵と将校（中央）それぞれの帽章の違いに注目。また、将校の襟章はM58のままで、後方の兵士も旧式のM56外出服を着用（1970年）
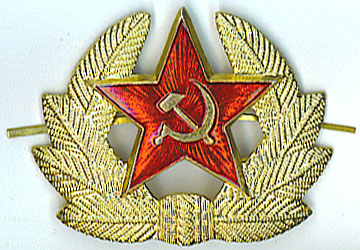
下士官兵用帽章
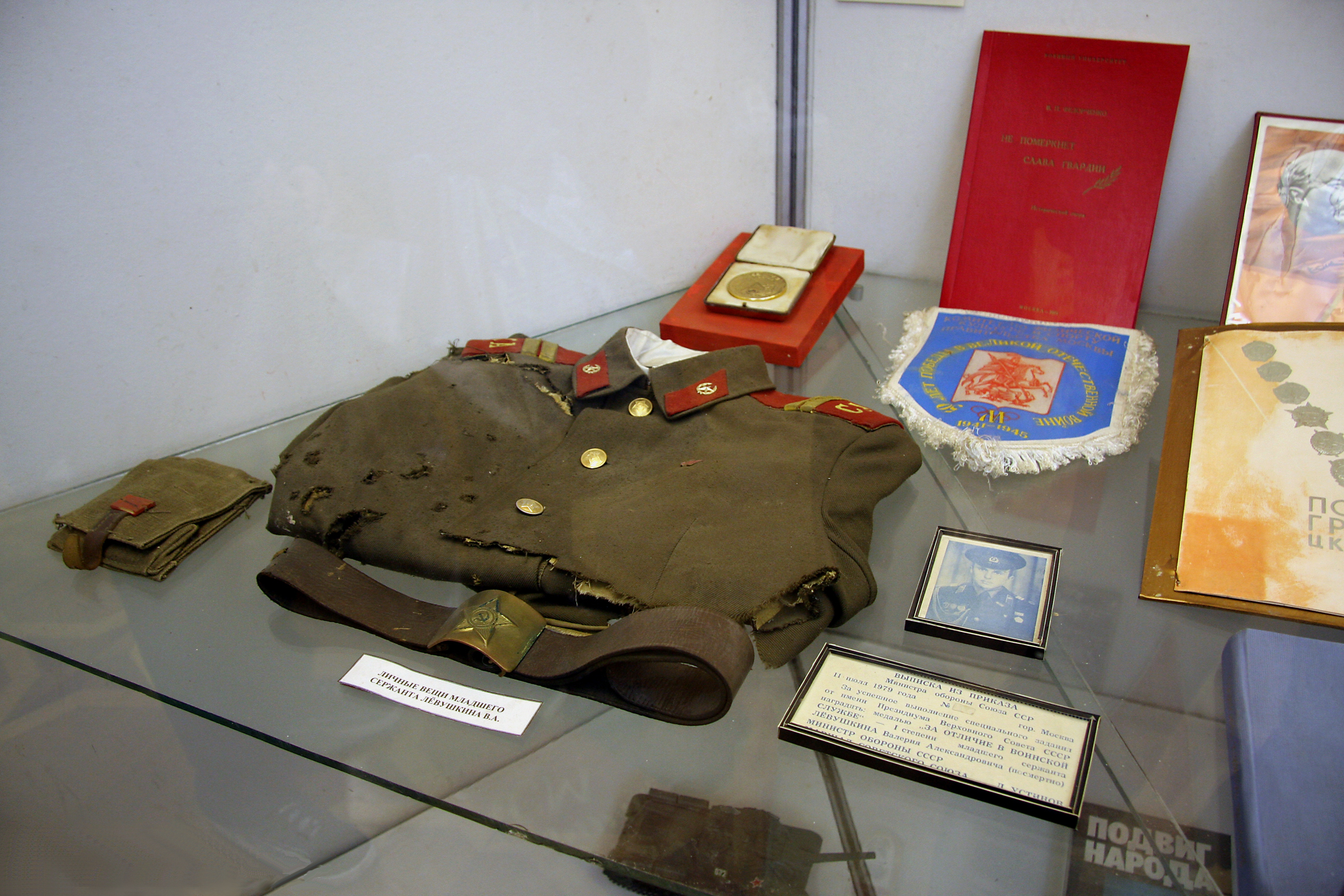
M69兵用常勤・野戦服上衣。
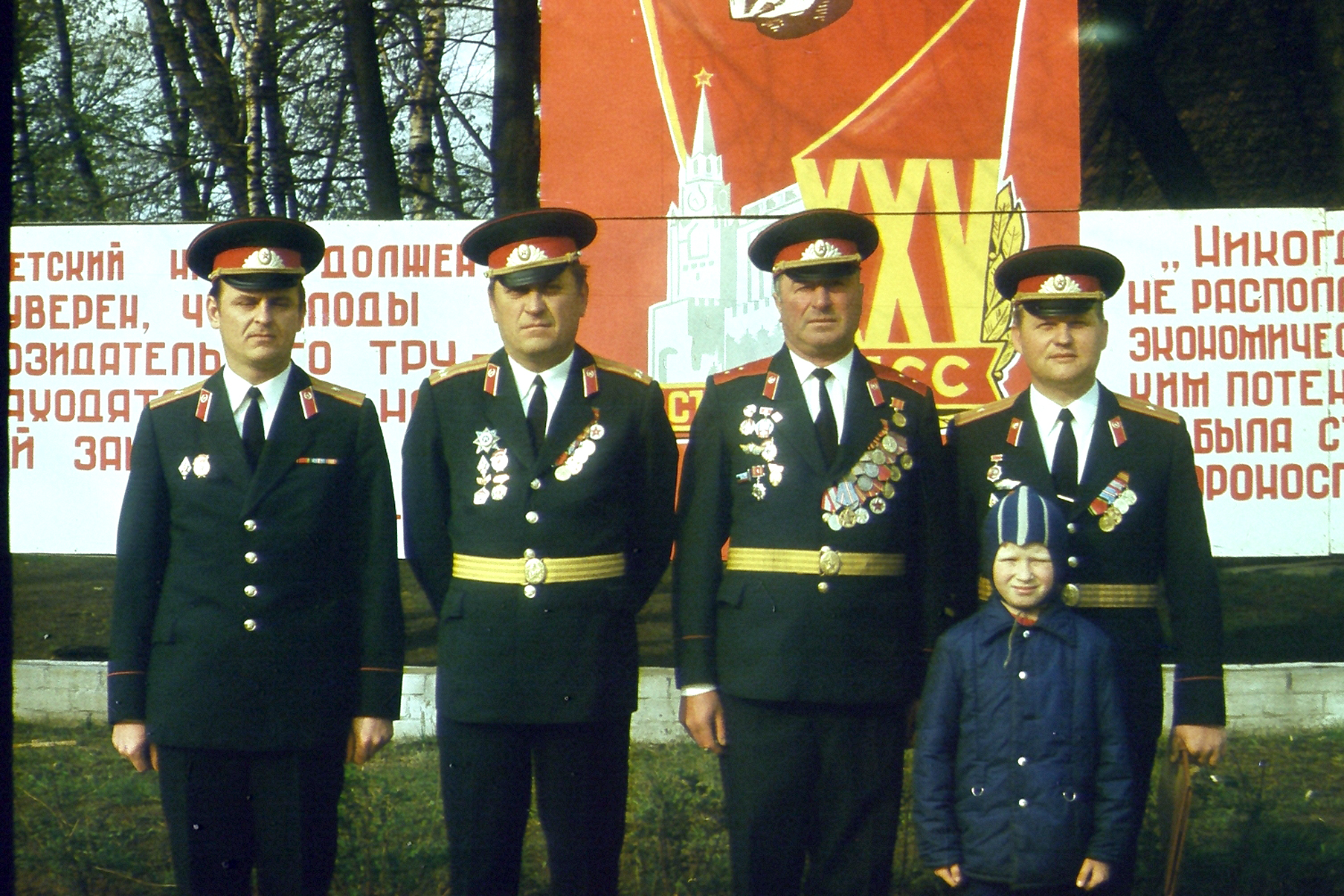
M69礼装の地上軍佐官ら（1978年9月）
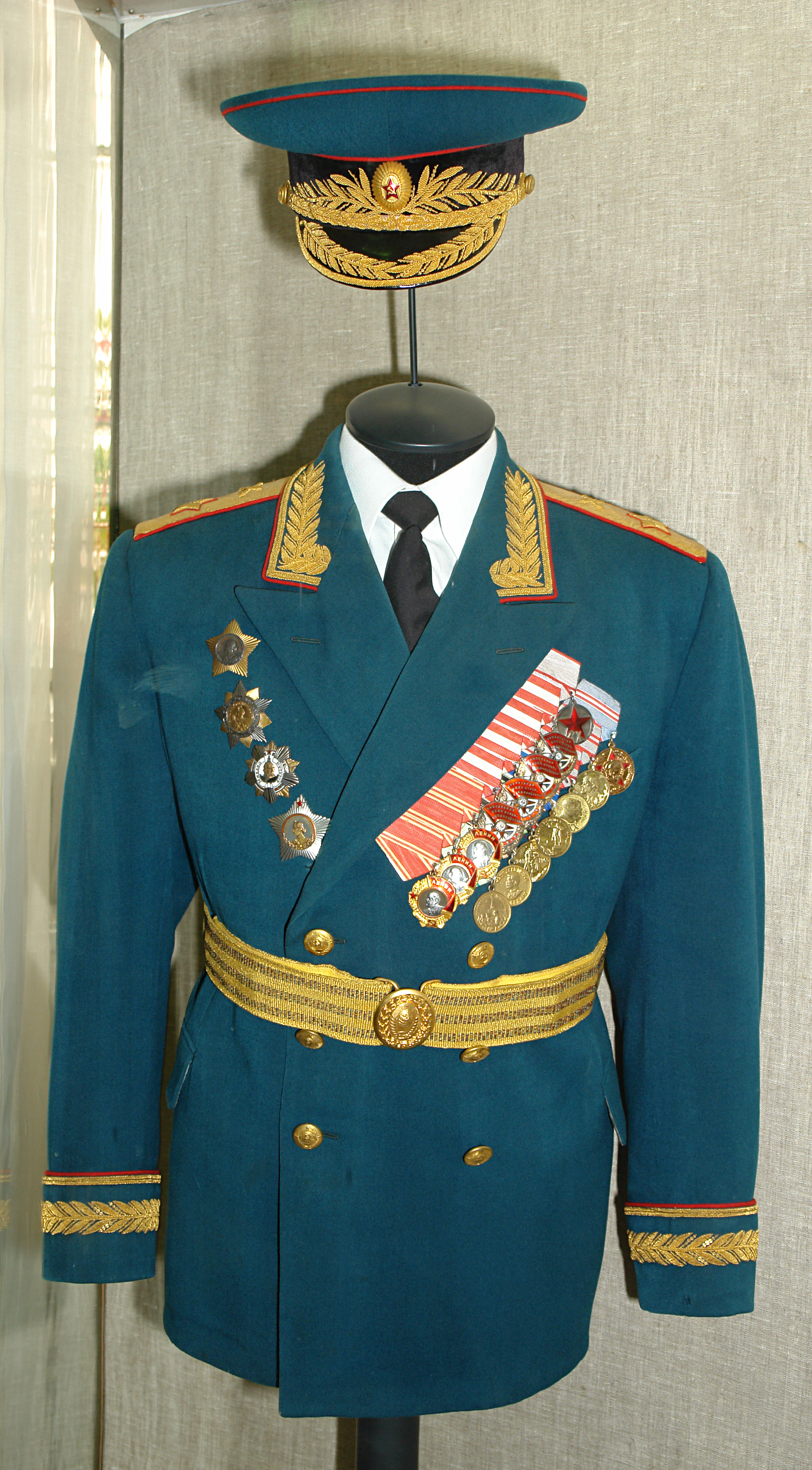
砲兵総元帥のM69将官礼装。
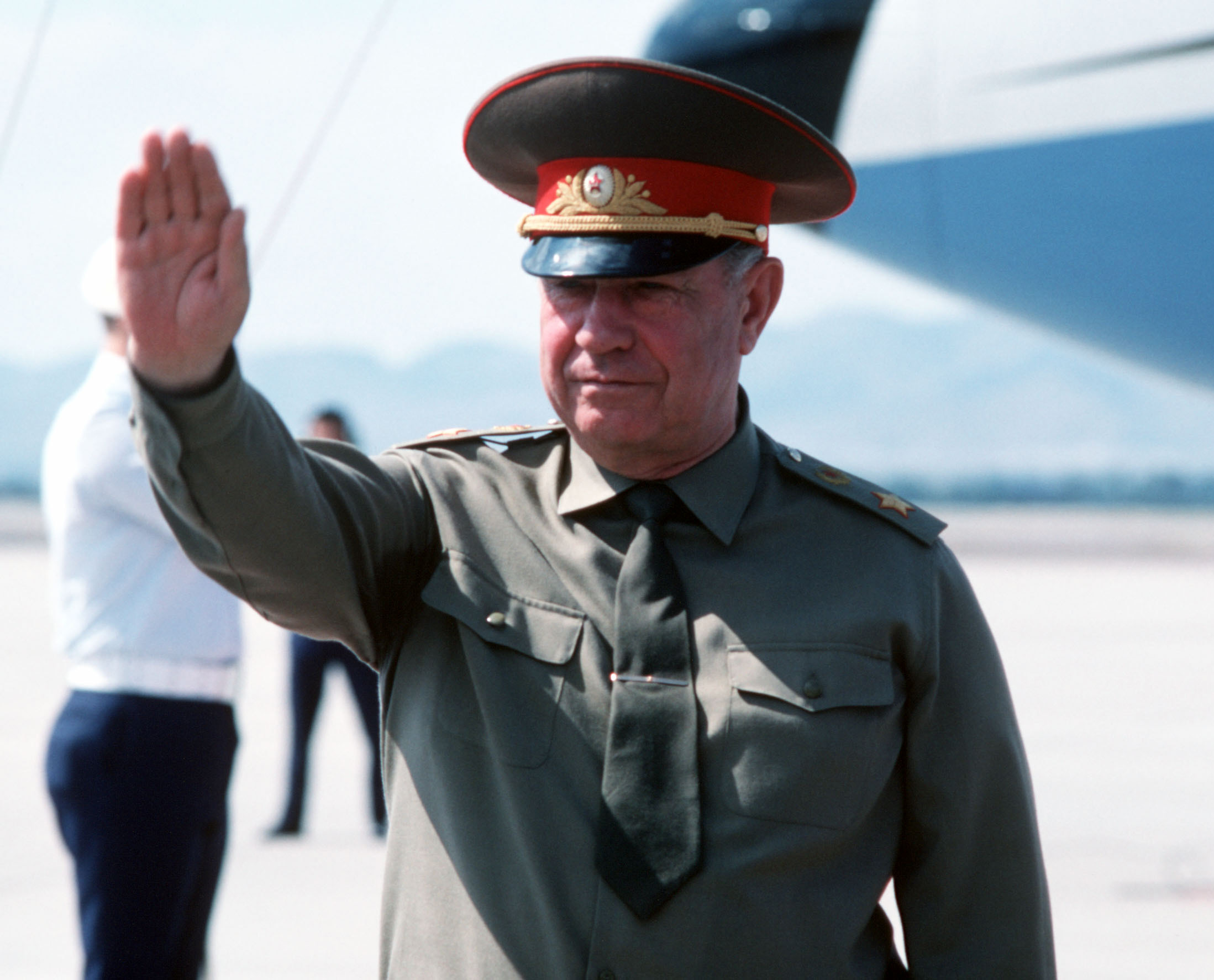
盛夏服（ドミトリー・ヤゾフ、1989年10月10日）
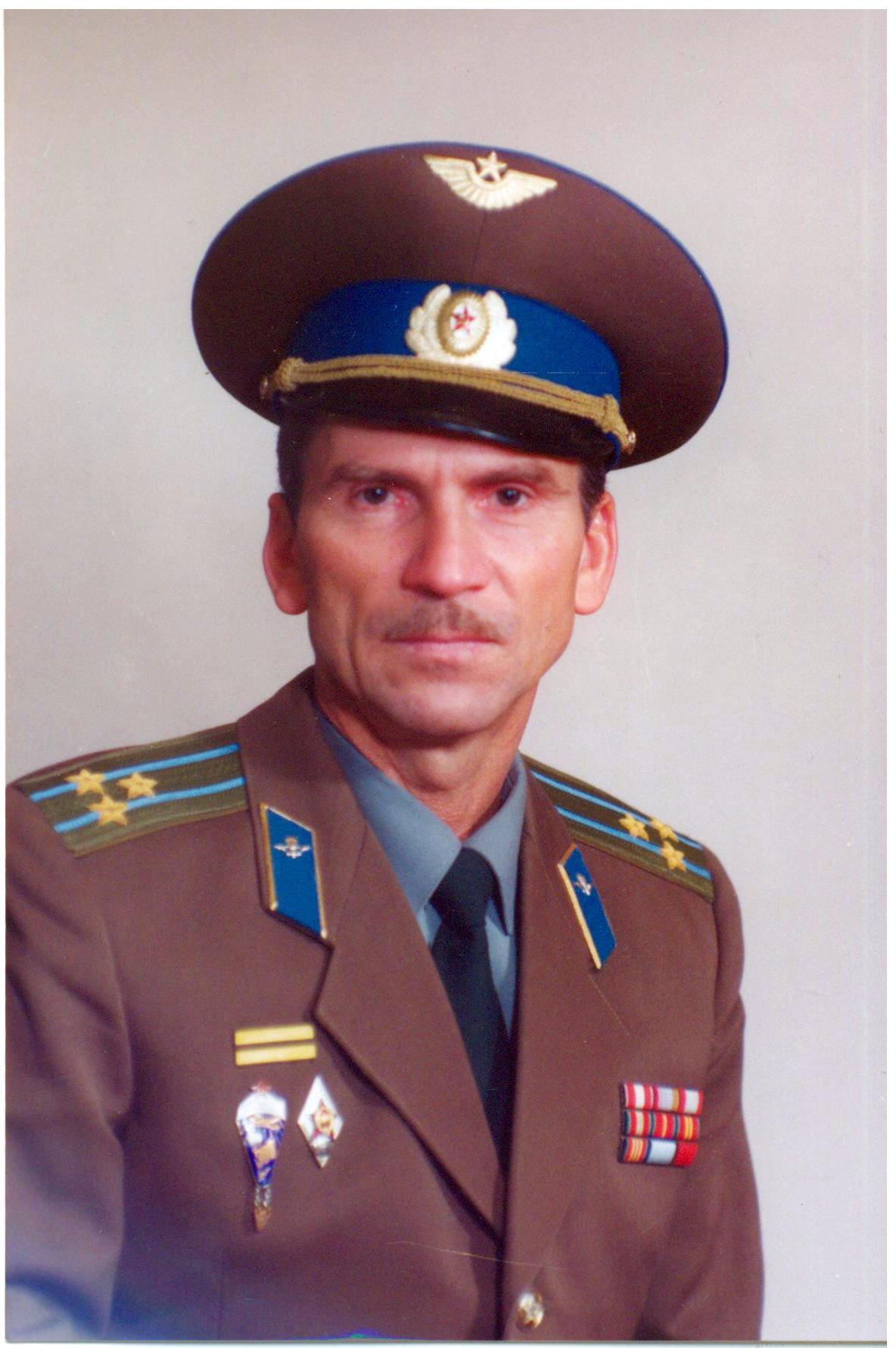
M69常勤・外出服の空挺軍大佐
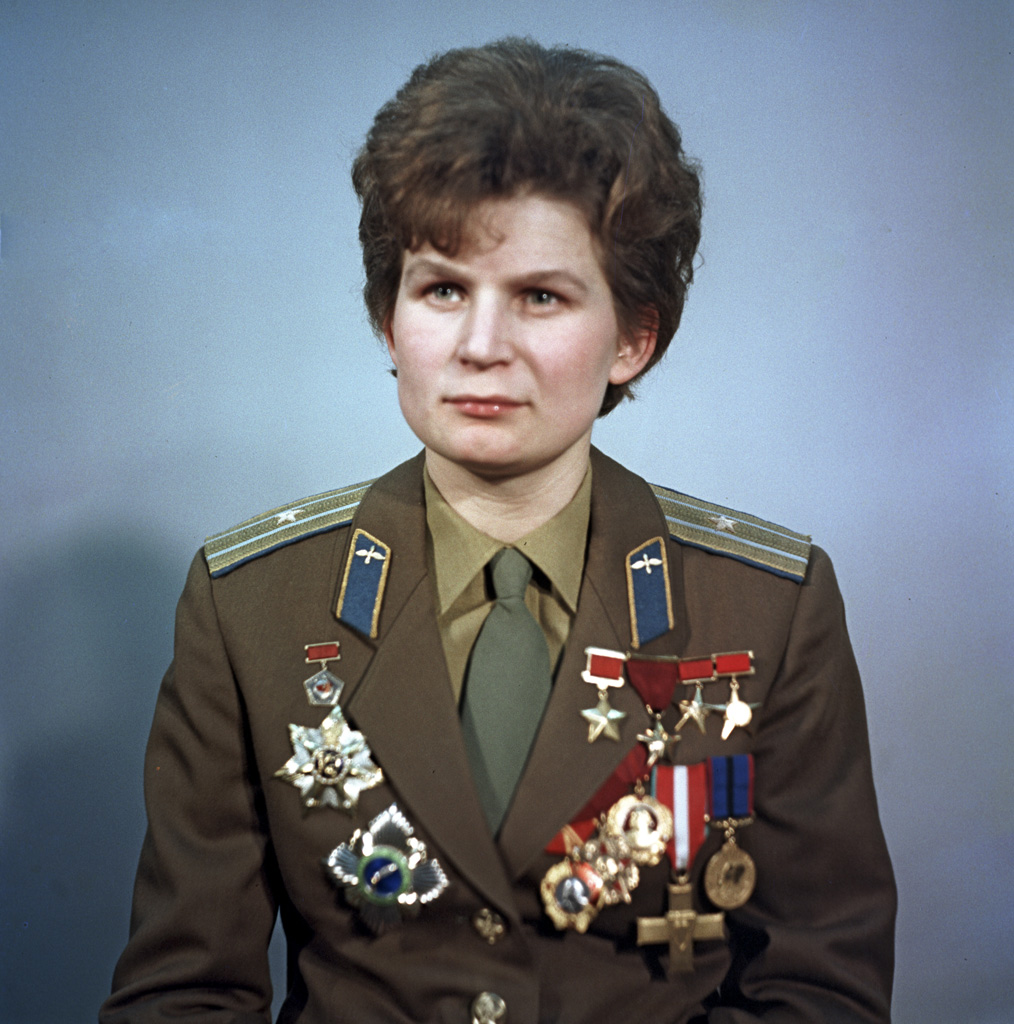
M69女性用常勤・外出服の空軍少佐。（ワレンチナ・テレシコワ、1969年）
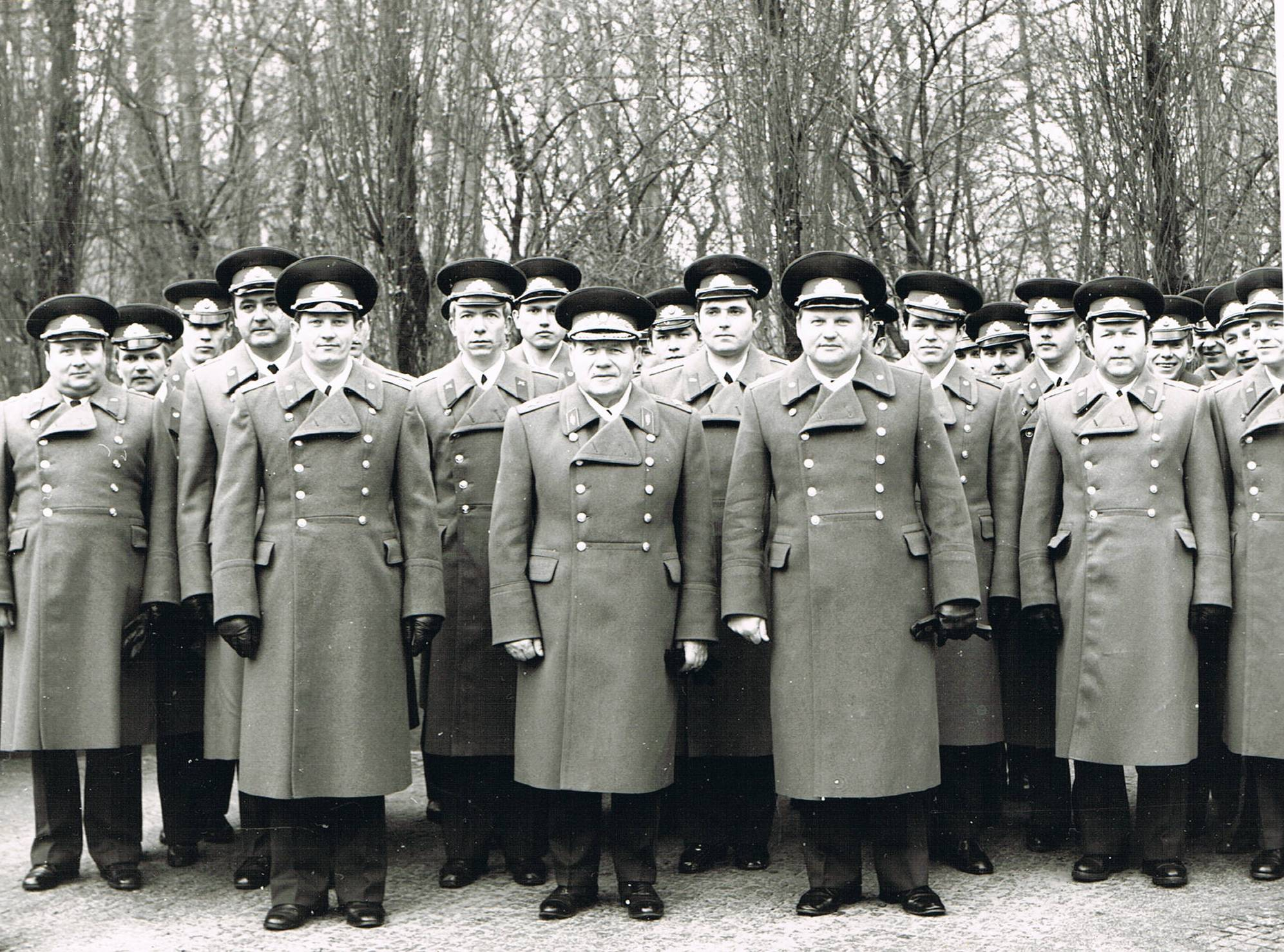
M69野戦・常勤用外套（1982年）
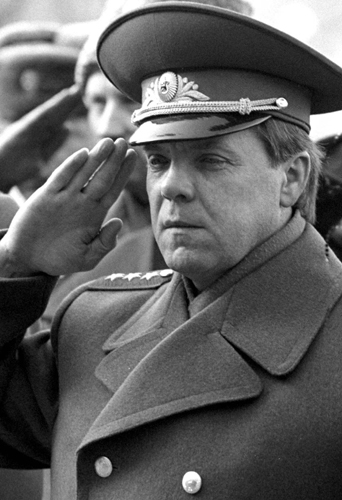
外套（ボリス・グロモフ、1989年）
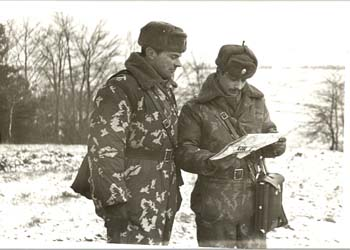
防寒服を着用した兵士（1985年）
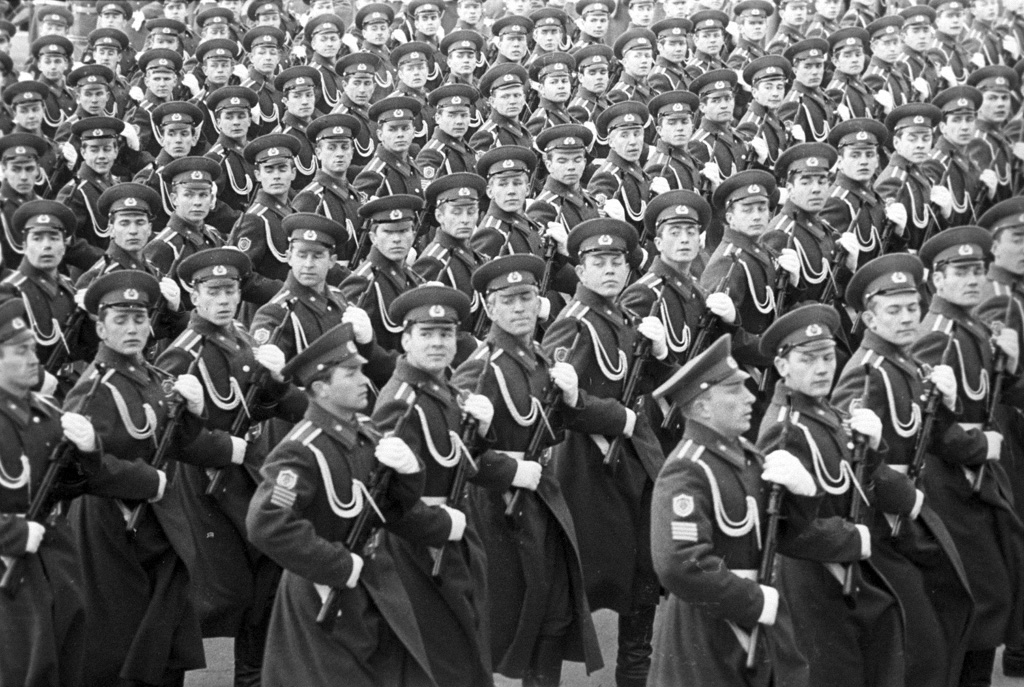
パレードに望む内務省モスクワ国境士官学校（英語版）生徒（1972年11月7日）

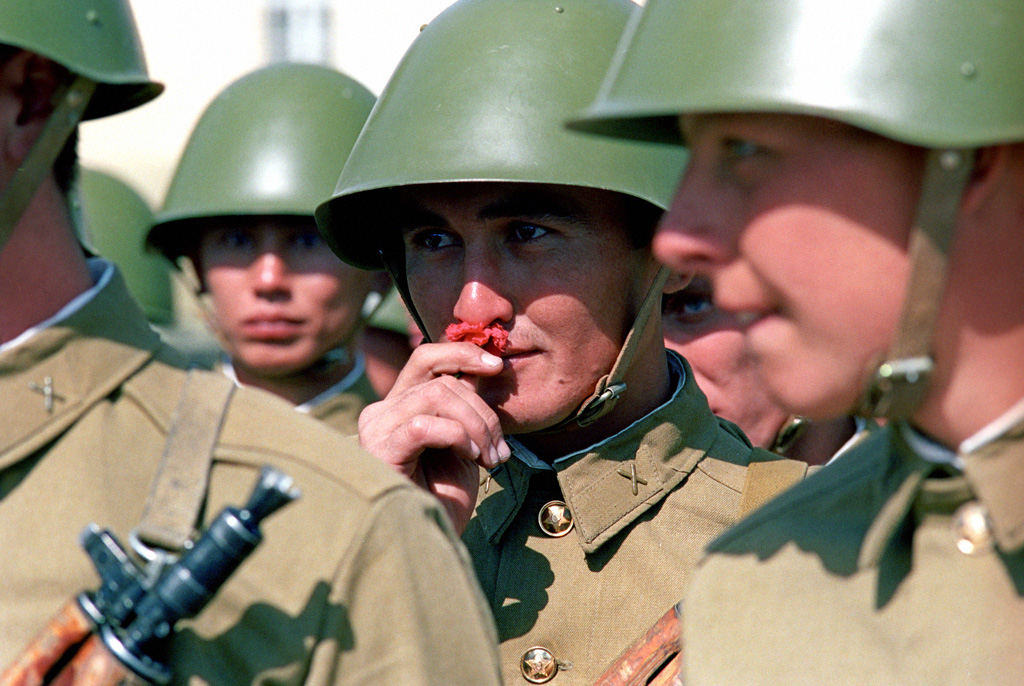
野戦徽章（1986年10月）
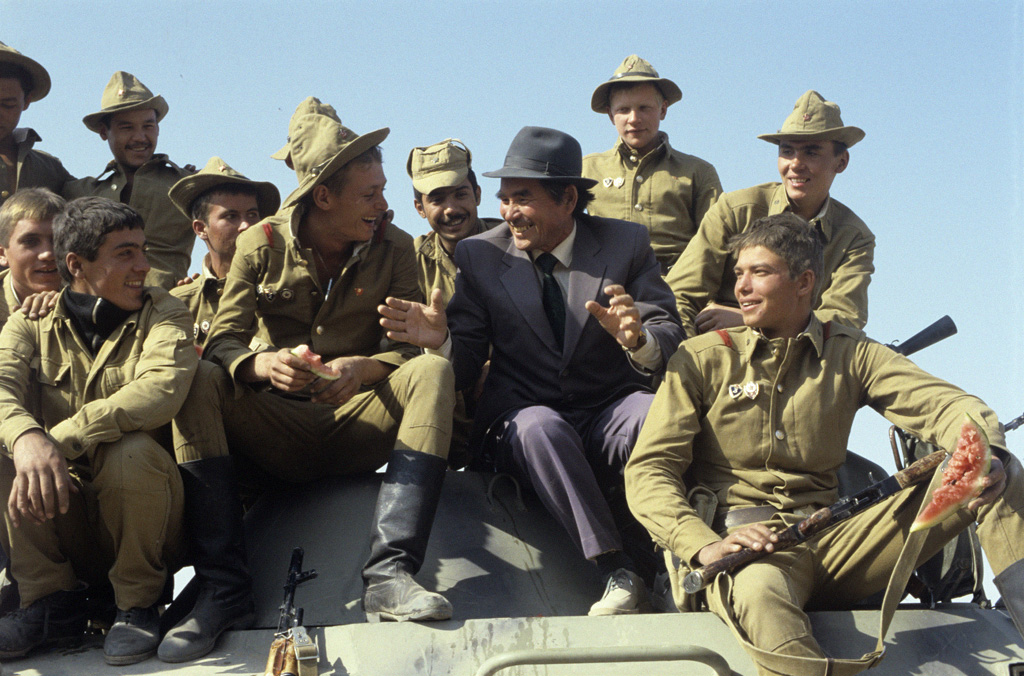
M69熱帯地野戦服（1986年10月20日）
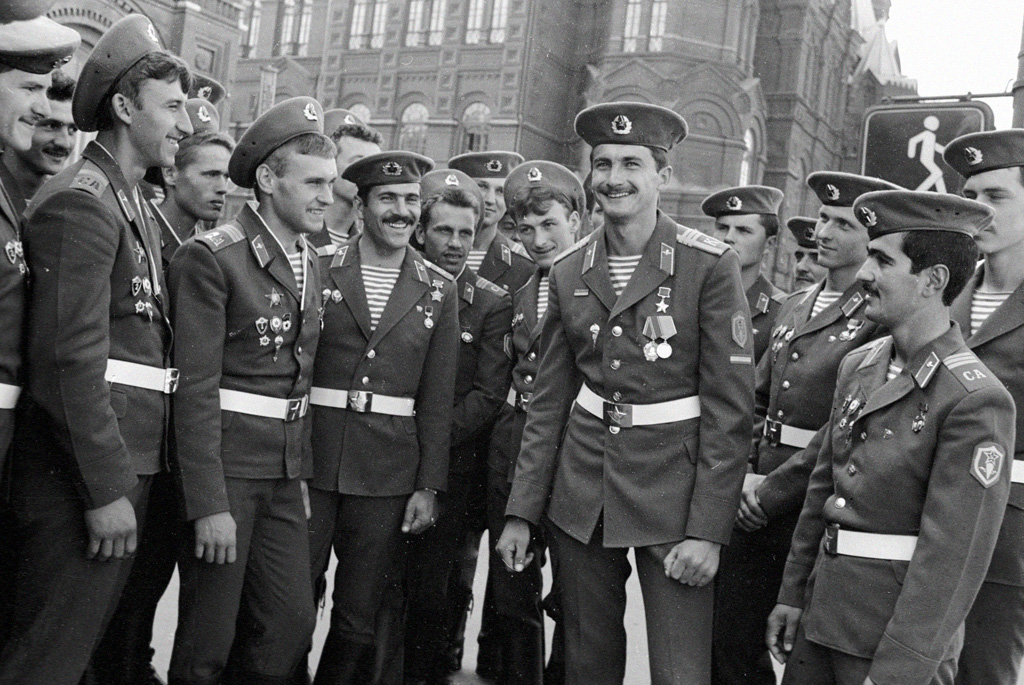
空挺軍パレード制服。88年の正式導入前（1986年11月）
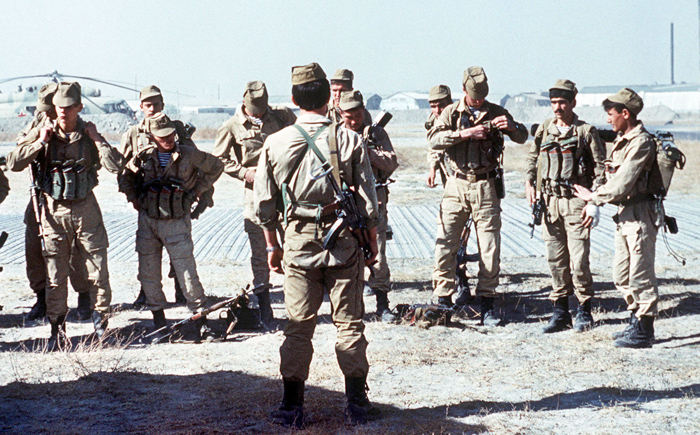
ソ連軍戦闘服の着用例（アフガニスタンにおけるスペツナズ、1988年）
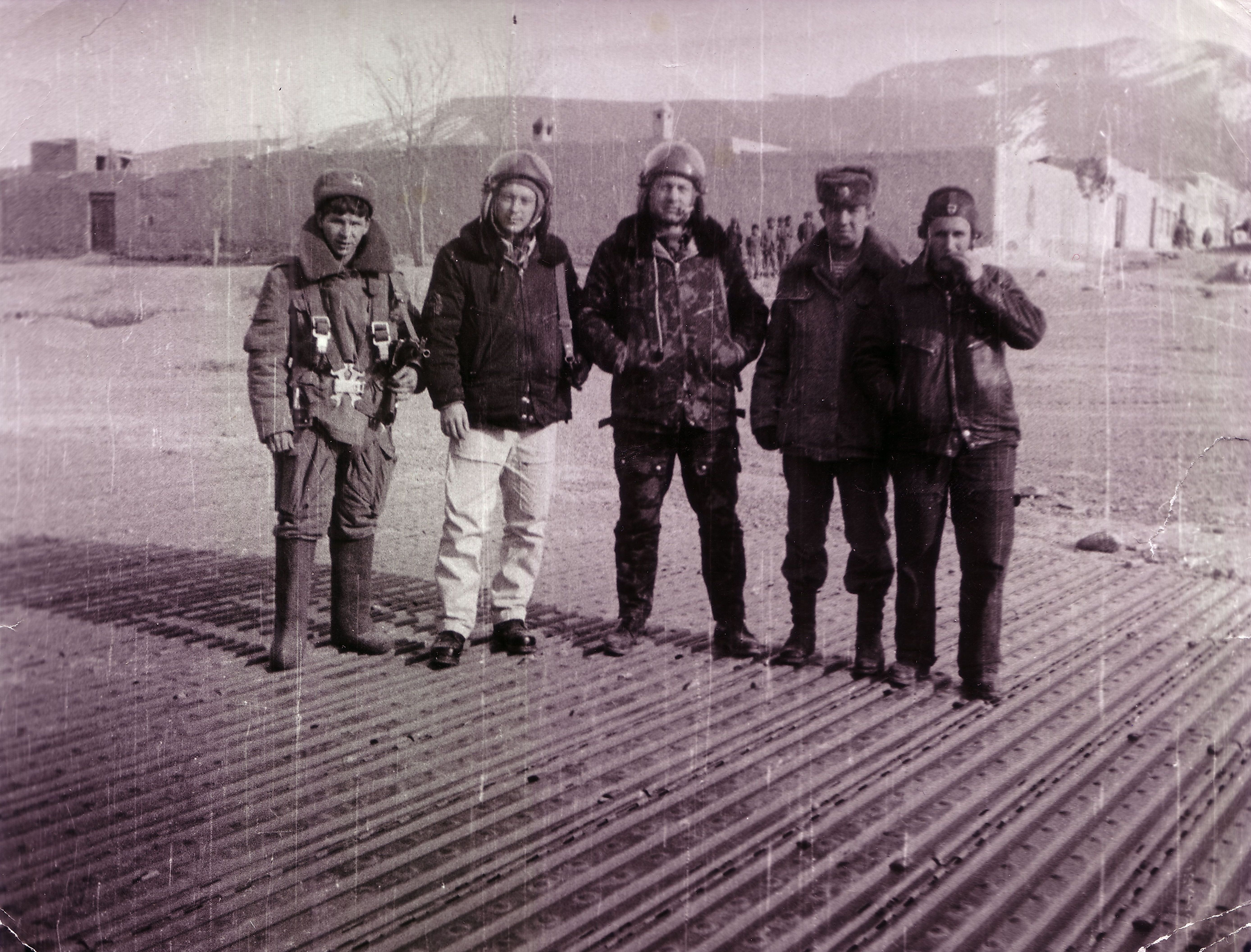
空挺要員。（1987年）
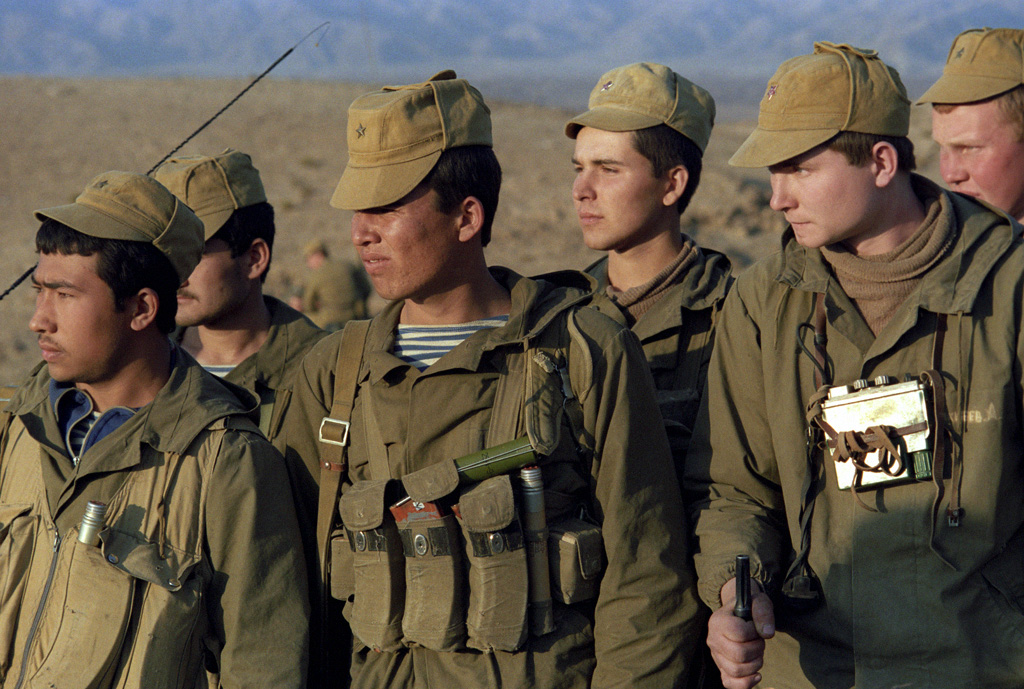
M55降下服の上より弾薬ベスト着用の特殊部隊（1988年2月）
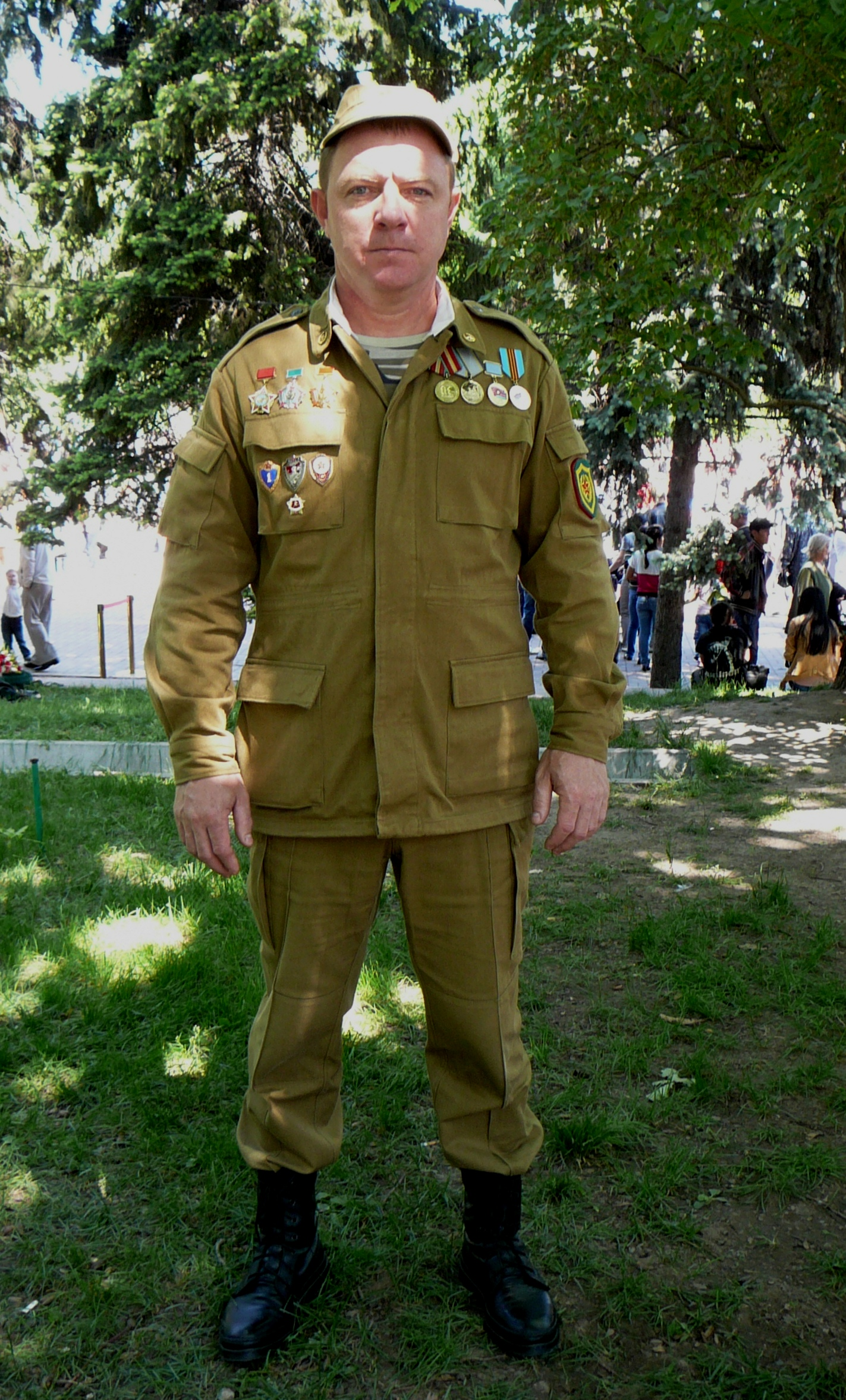
M81夏季「アフガンカ」着用例
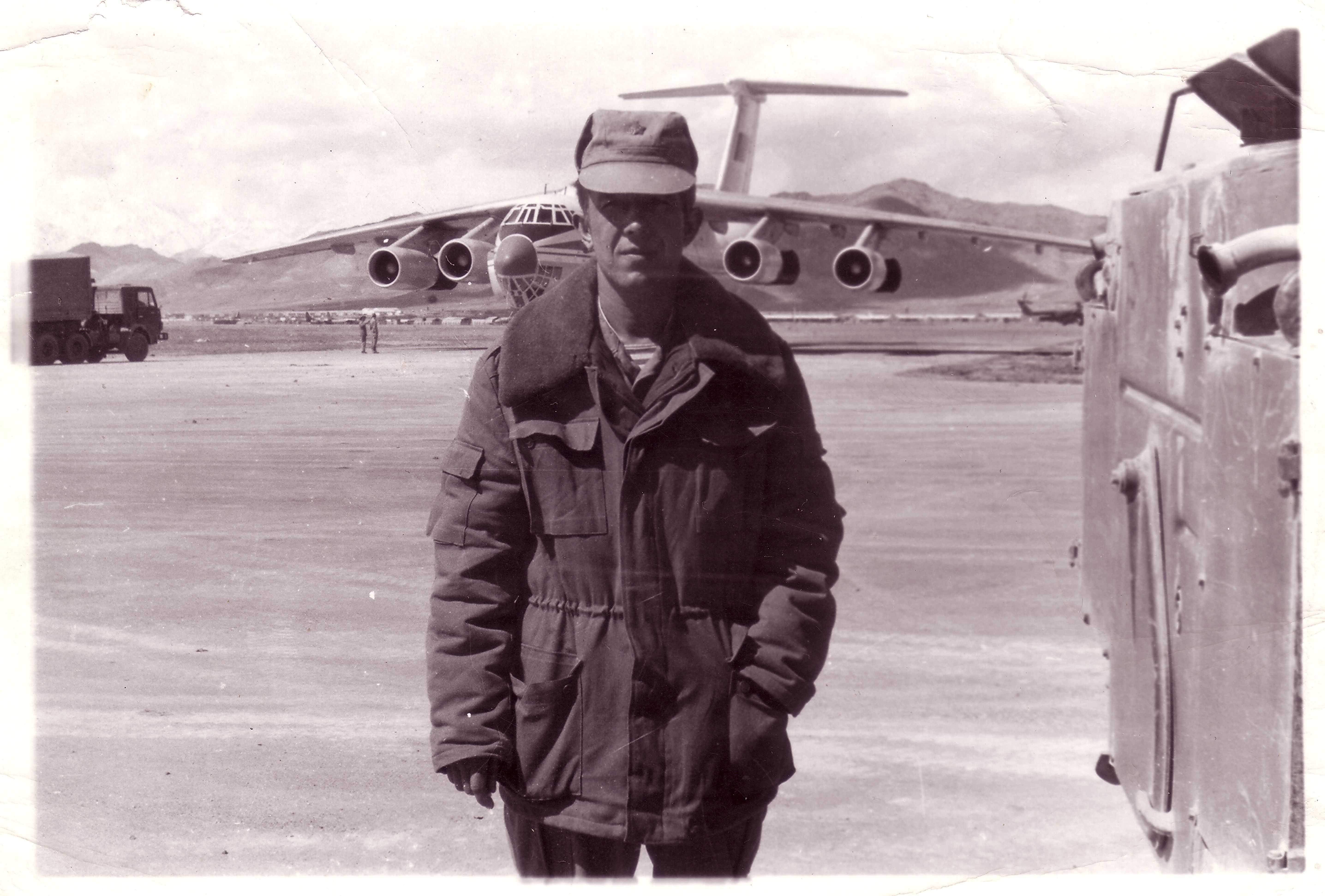
M81冬季「アフガンカ」着用例
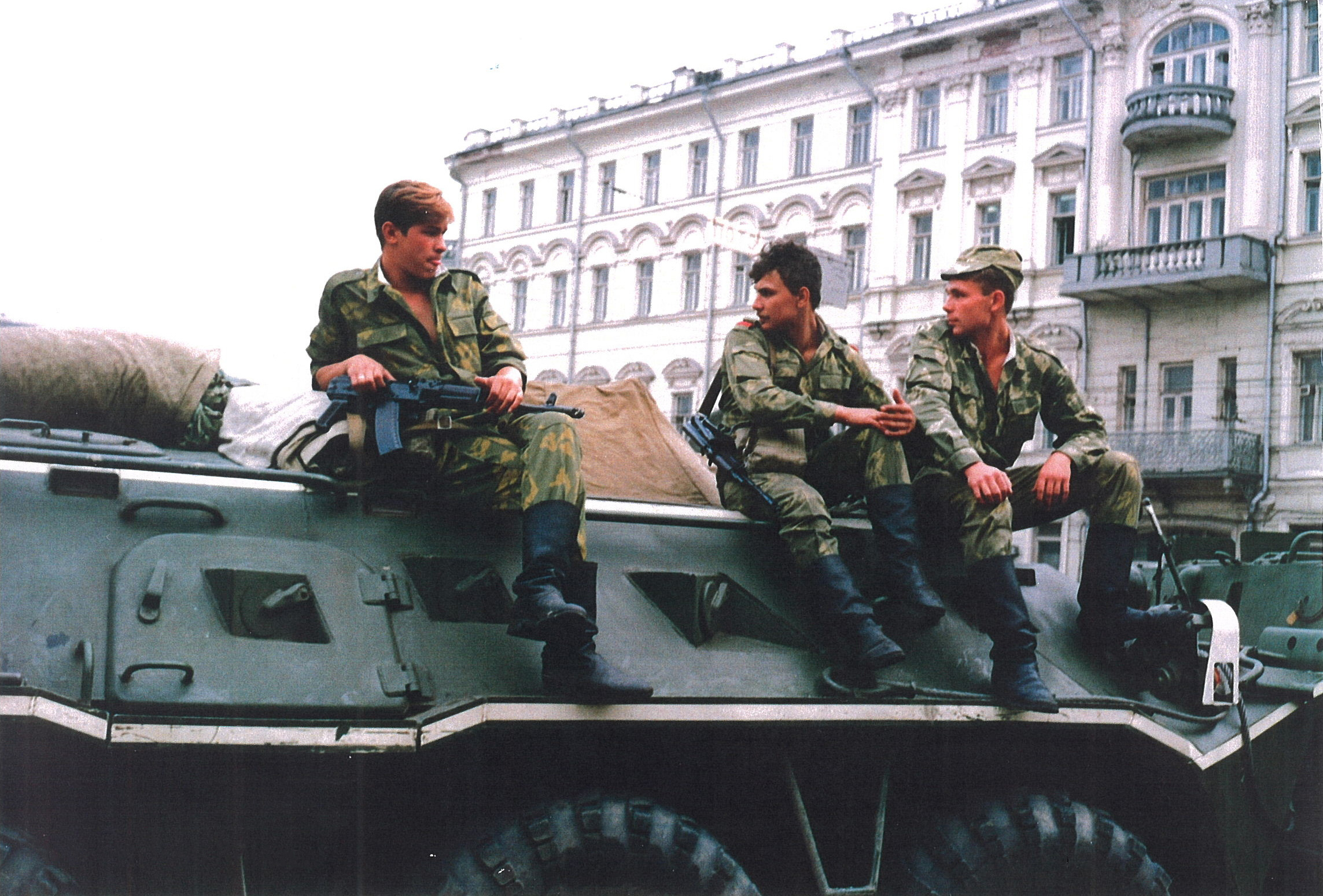
8月クーデターにてTTsKO着用の地上軍兵士（1991年8月）
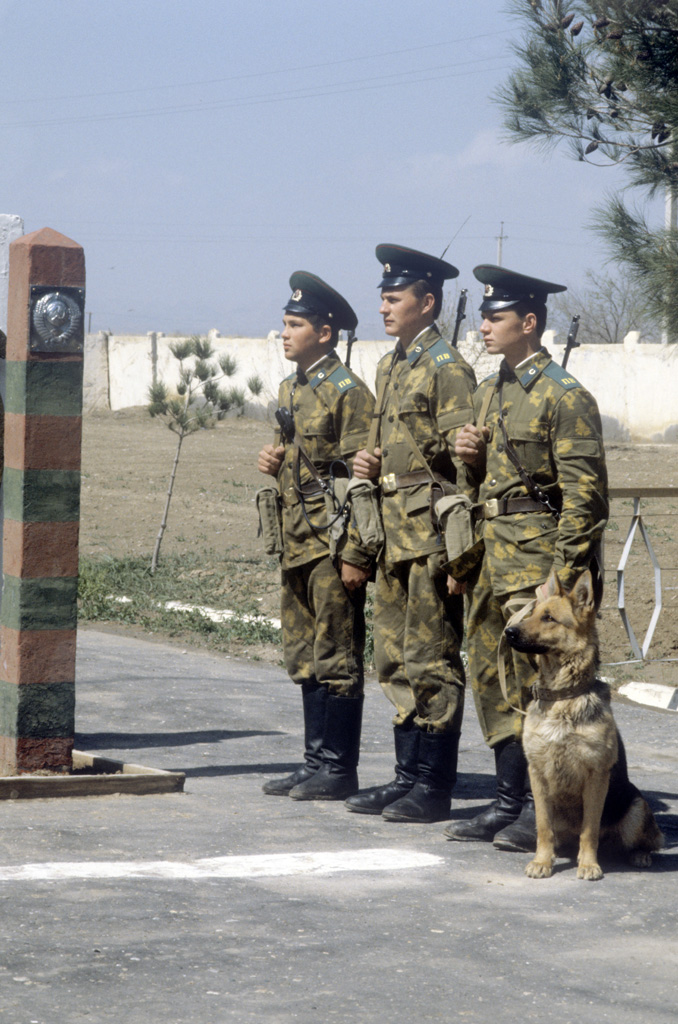
スペツォデジダ着用のKGB国境警備要員（1988年7月）

海軍は1号～6号に分類され、それぞれ用途が異なる。1号は上下ともに白、2号は上が白で下は黒、3号は上下ともに黒。

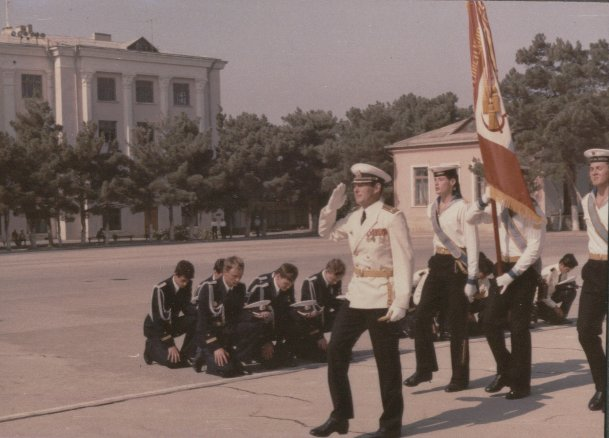
2号軍装の中佐と水兵（1989年）
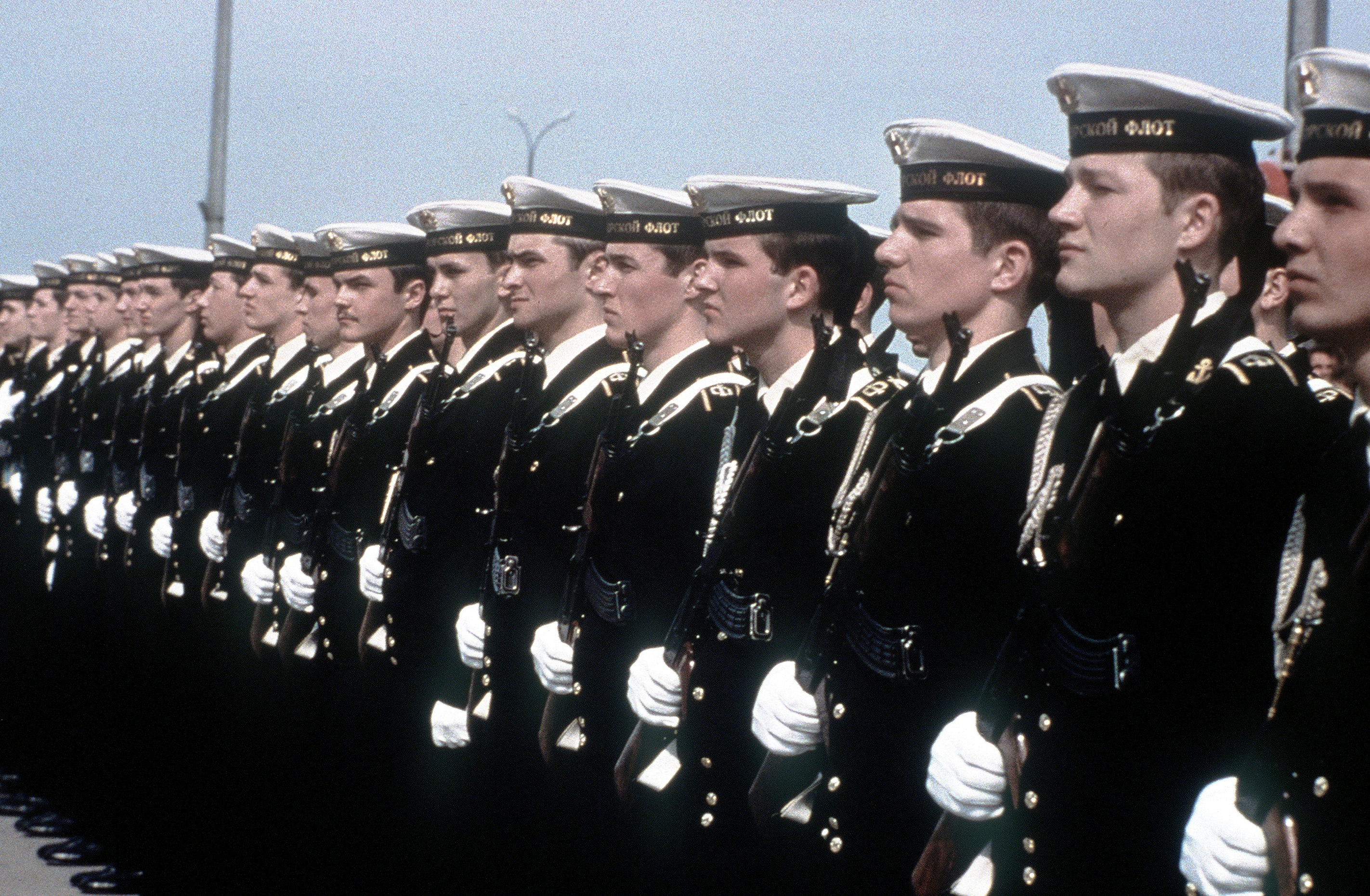
海軍儀仗兵（1982年3月1日）
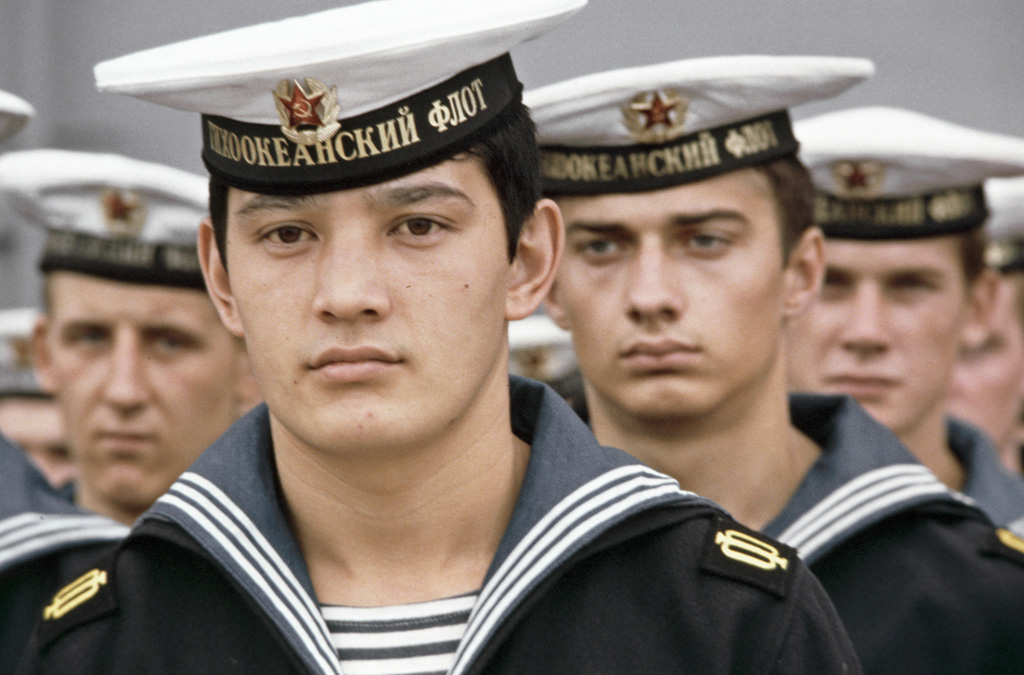
3号軍装の水兵（1984年8月）
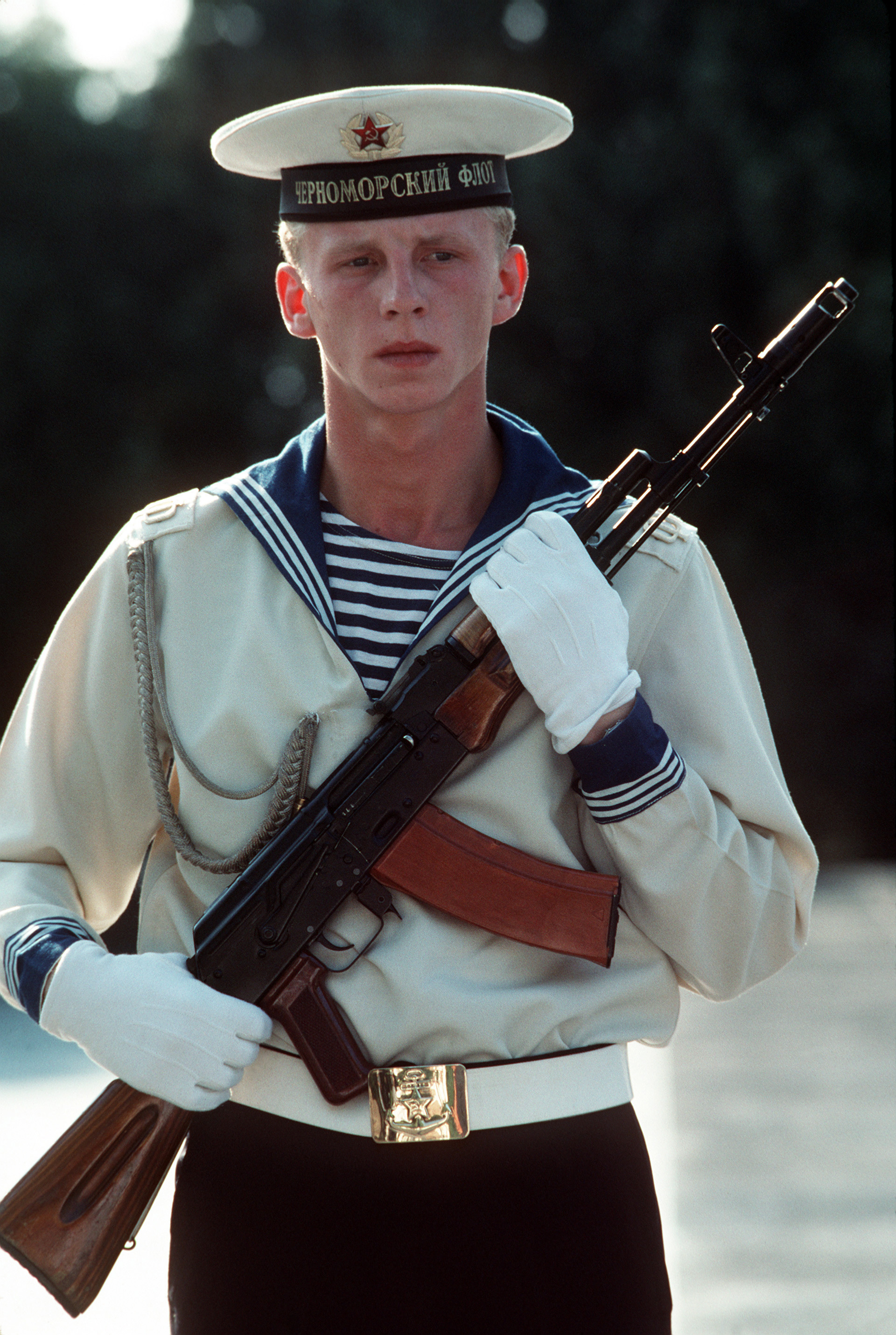
2号軍装の水兵
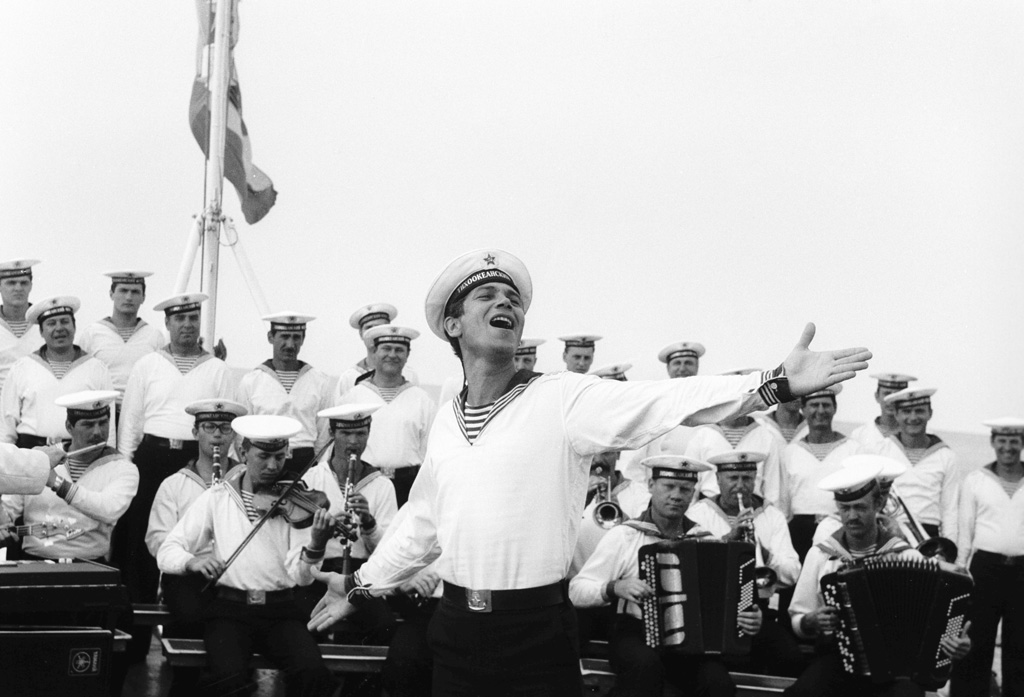
水兵（1984年6月1日）
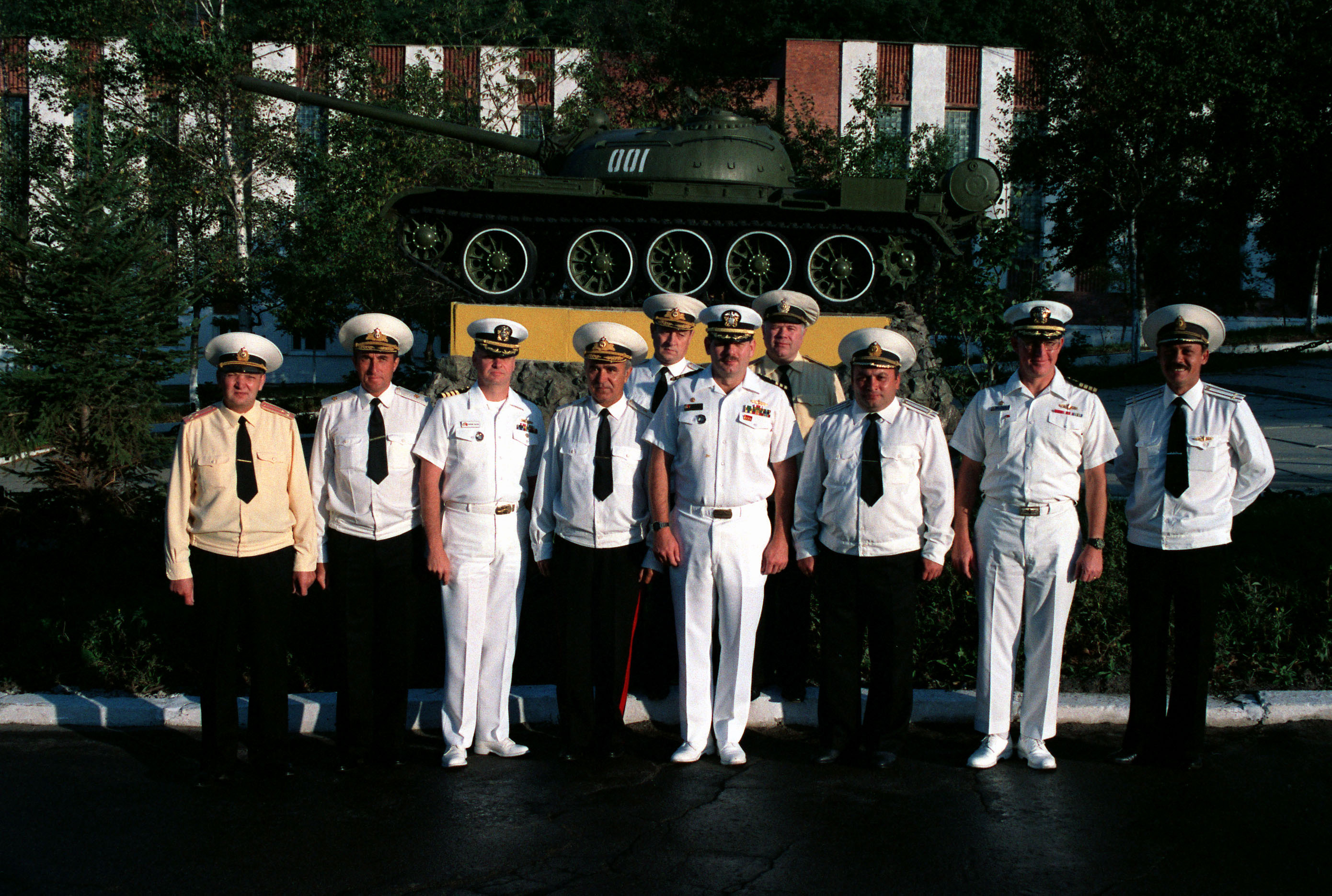
盛夏服（1990年9月）
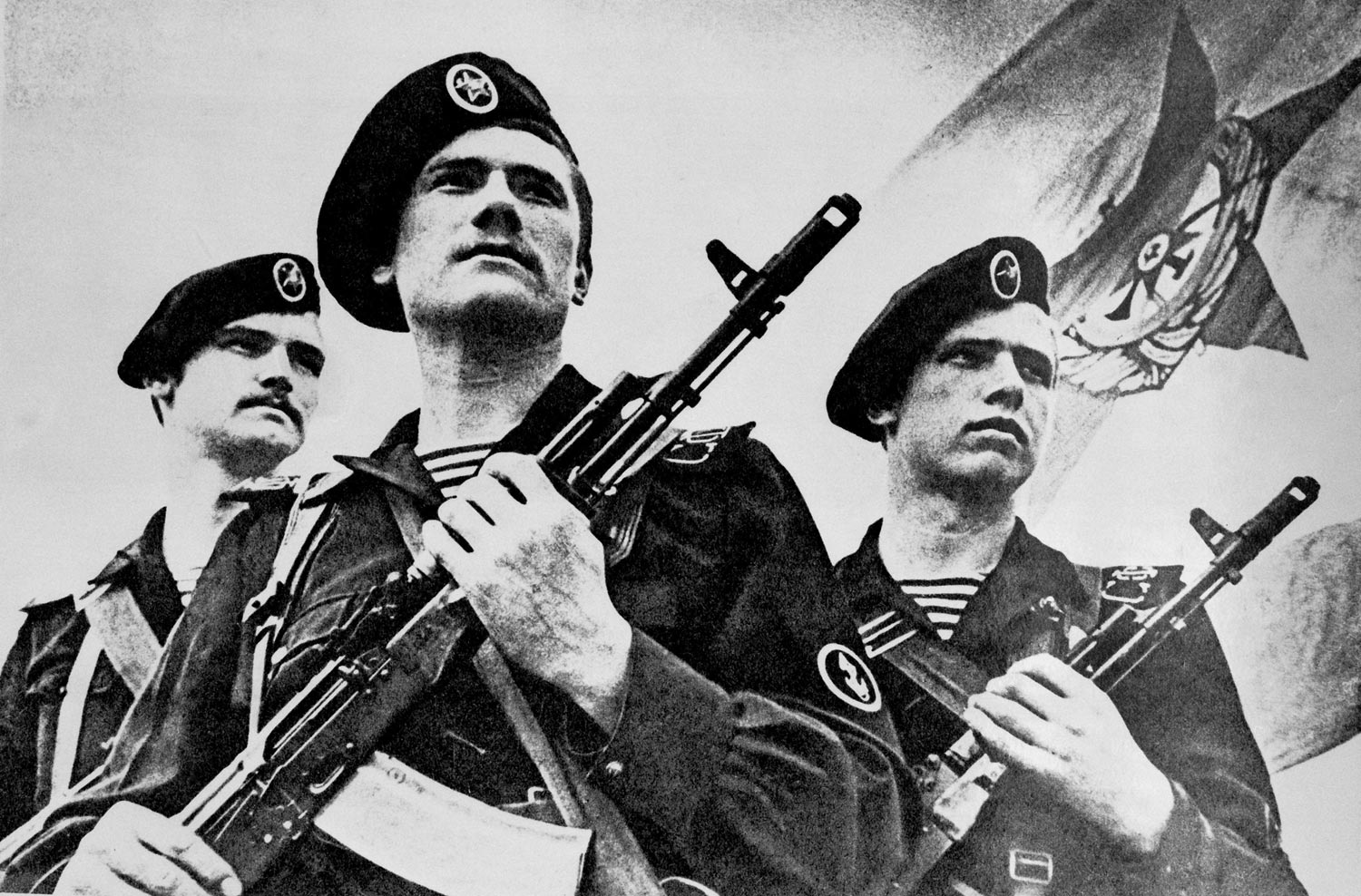
海軍歩兵夏季野戦服（1985年10月30日）
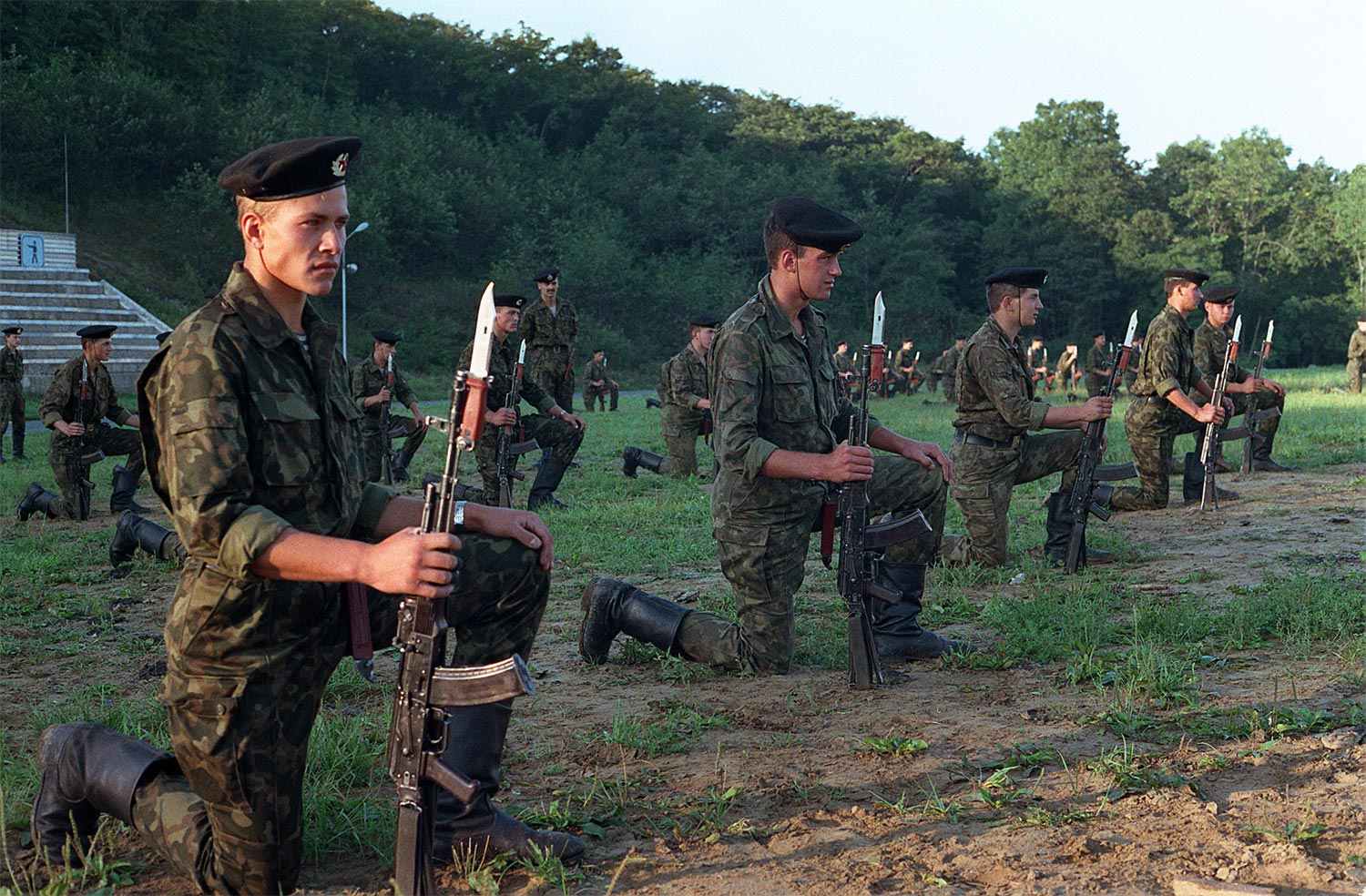
海軍歩兵M88夏季野戦服（1990年9月10日）

## ソビエト連邦解体後

### ロシア軍の軍服
1991年にソビエト連邦が解体して後のロシア軍の軍服は、ソ連軍の軍服から「ソ連」「共産主義」につながる意匠（赤い星等）を排除する一方、1943年に復活した「ロシア軍」の要素と、第二次大戦後に新しく加えられた要素（開襟ネクタイ式の上着や迷彩服等）をほぼそのまま踏襲したものになっていた。
ソ連解体後に新たに加わった要素としては、従来の楕円形の帽章の上に付く「双頭の鷲」（東ローマ帝国の後継者と自任するロシアの象徴）の帽章などがあげられる。また、大統領連隊では帝政ロシア時代の親衛隊の礼服を復活させるなど、他の軍隊がそうであるように伝統回帰の傾向が見られる。また、戦闘用軍靴についても、革製の半長靴から、靴紐が付いた合皮製の編上靴へと変化している。
2008年、ファッションデザイナーであるヴァレンティン・ユダシュキン  のデザインによる新型軍服が採用された。制服はいくつかの変更点が見られるものの、依然として旧ソ連軍の軍服に近いデザインとなっている。しかし、この制服は機能性よりデザインを重視していたため、2010年には厳冬の中250人ほどの兵士が風邪を引いたり肺炎を起こしたりしたことが問題となった。
一方で迷彩服には、UCPのような、ドットで構成されたデジタル迷彩柄「デジタルフローラ」が採用された。この迷彩服は防寒ジャケットの重ね着により15℃から－40℃までの気温変化に対応可能であり、南オセチア紛争以降急速に普及した。
また、ロシア軍はかねてより特殊部隊など部隊単位でさまざまな柄の迷彩服を着用している。中にはフィンランド軍のM05迷彩服に酷似したものもあり、フィンランド国防省が調査に乗り出したこともあった。
現場での悪評を受けて、デザインを手がけたヴァレンティン・ユダシュキンは、セルゲイ・ショイグが国防相に就任した2012年11月にもう一度制服を作り直すことを表明した
。
2014年より順次常勤服のネクタイを廃止し、ファスナージャケットにＴシャツといった作業服スタイルの制服となった。この制服にはショイグ国防相の意向が反映されたと言われる。
2017年からは将校向け礼装に帝政ロシア時代のものに類似した詰襟制服が採用された。
諸外国と同様にロシア軍においても歩兵の戦闘行動を支援するシステムの開発がなされている。ラトニク（露：Ратник、戦士の意）はロシア軍の先進歩兵装備システムであり、2011年の航空ショーMAKS2011で公開され2012年より軍でのテストを開始、2015年に初納入した。
ラトニクはロシア版GPSであるGLONASSと連携したウェアラブル端末や部隊指揮官向けタブレット、音声や映像の送受信が可能なストレレッツシステム（露：Стрелец、銃兵隊の意）、熱線暗視装置を内蔵したヘッドセットのほか各種タクティカルベスト、防弾ベスト、ヘルメットなど10系統59種類の装備で構成される。報道によれば、ロシア国防省は毎年50,000セットを購入し2020年までに7割超の部隊がラトニクを装備する予定である。
- ロシア連邦陸軍・海軍・空軍の階級章

現在の制服

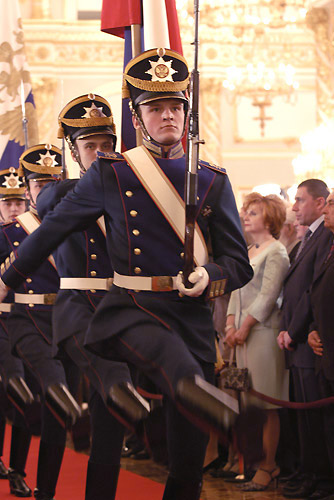
大統領連隊の兵士。シャコー帽を被っている（2006年）
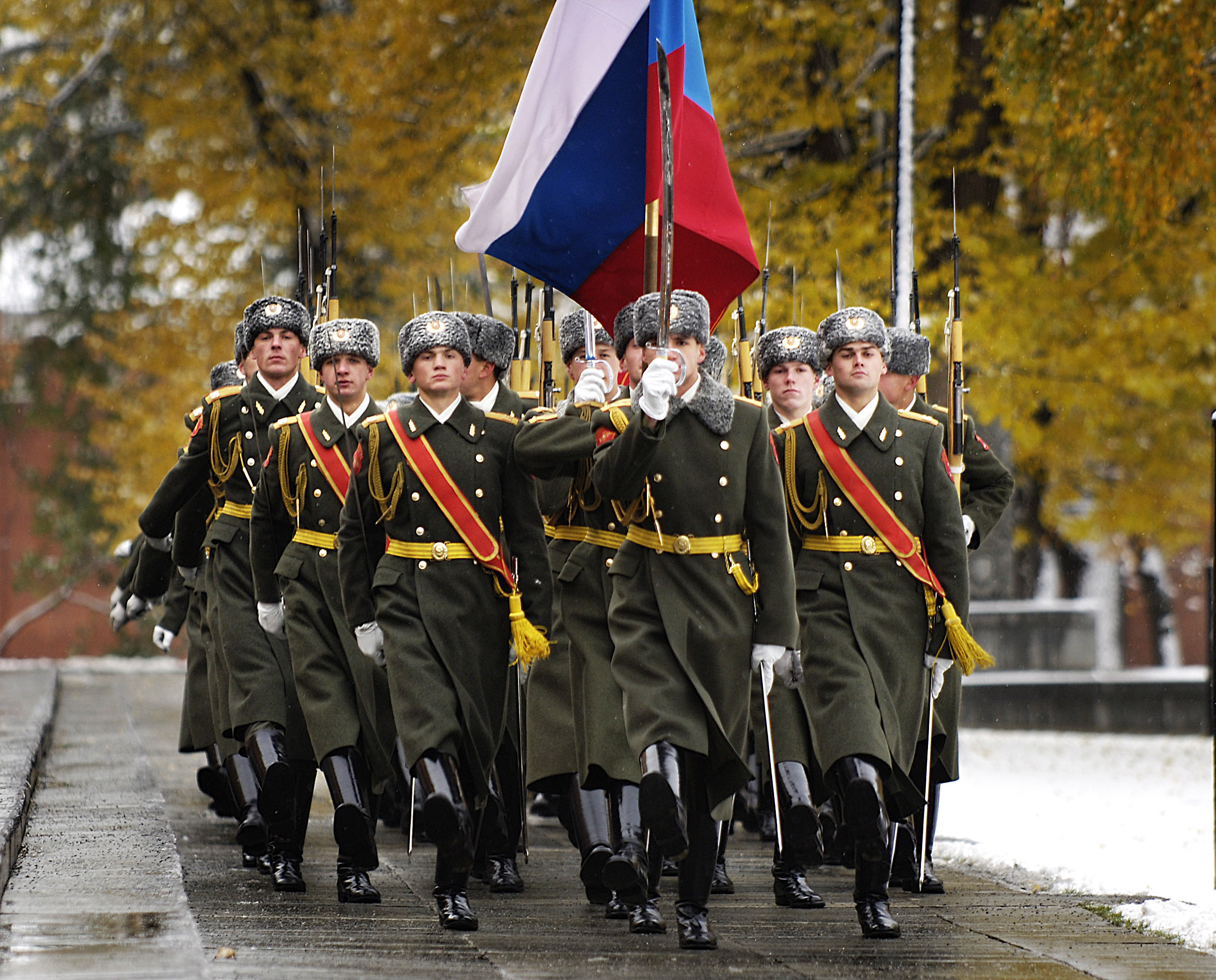
ウシャンカとコートを着用した儀仗兵（2006年10月30日）
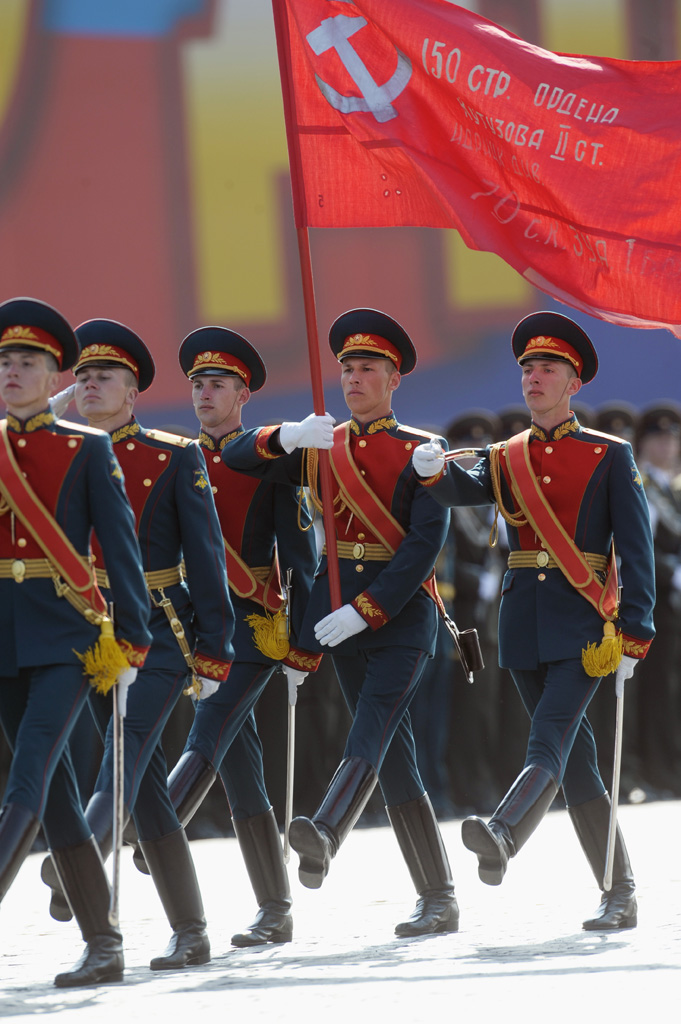
大統領連隊の兵士（2008年）
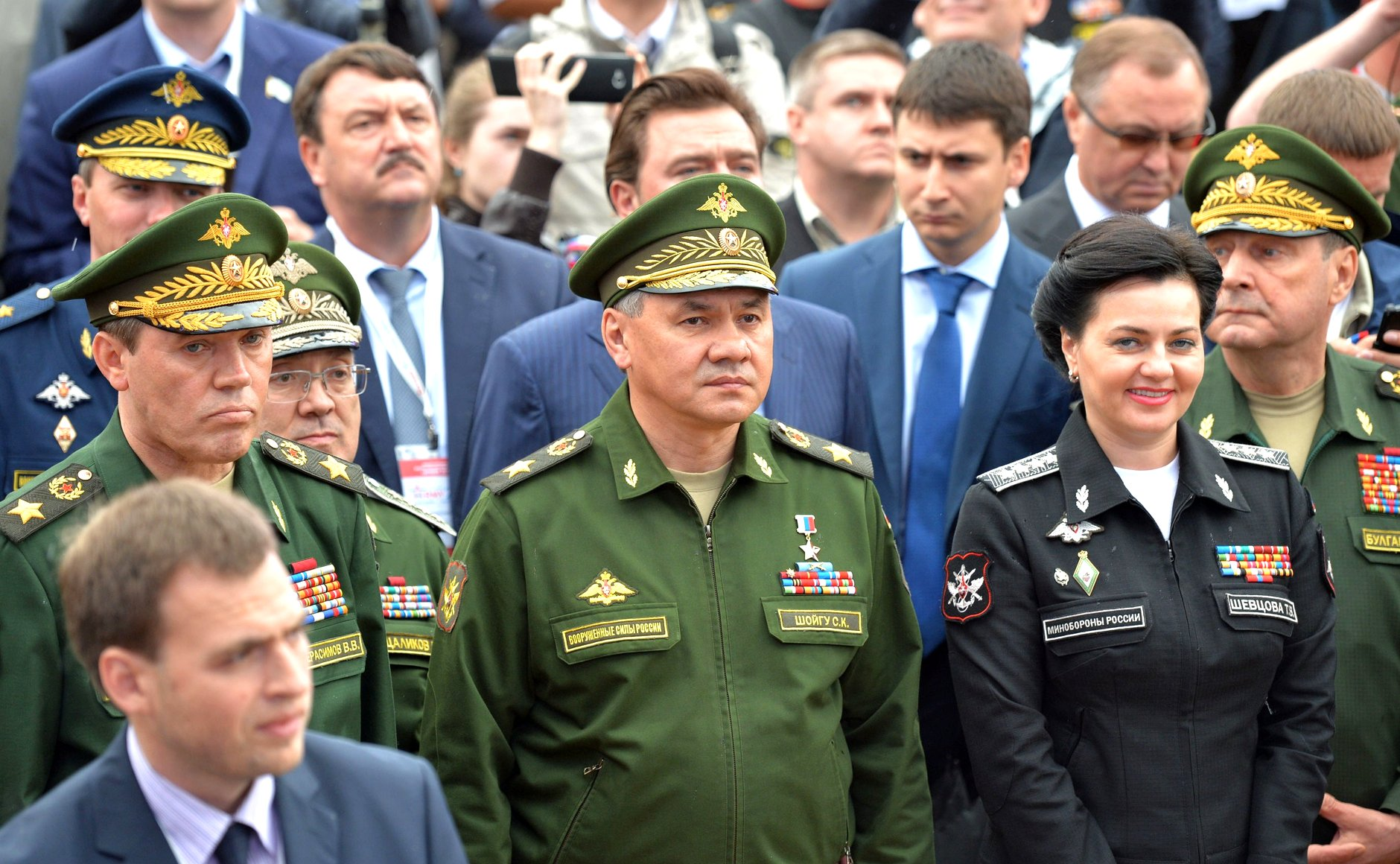
ネクタイを廃止した新制服を着用するショイグ国防相（2015年）
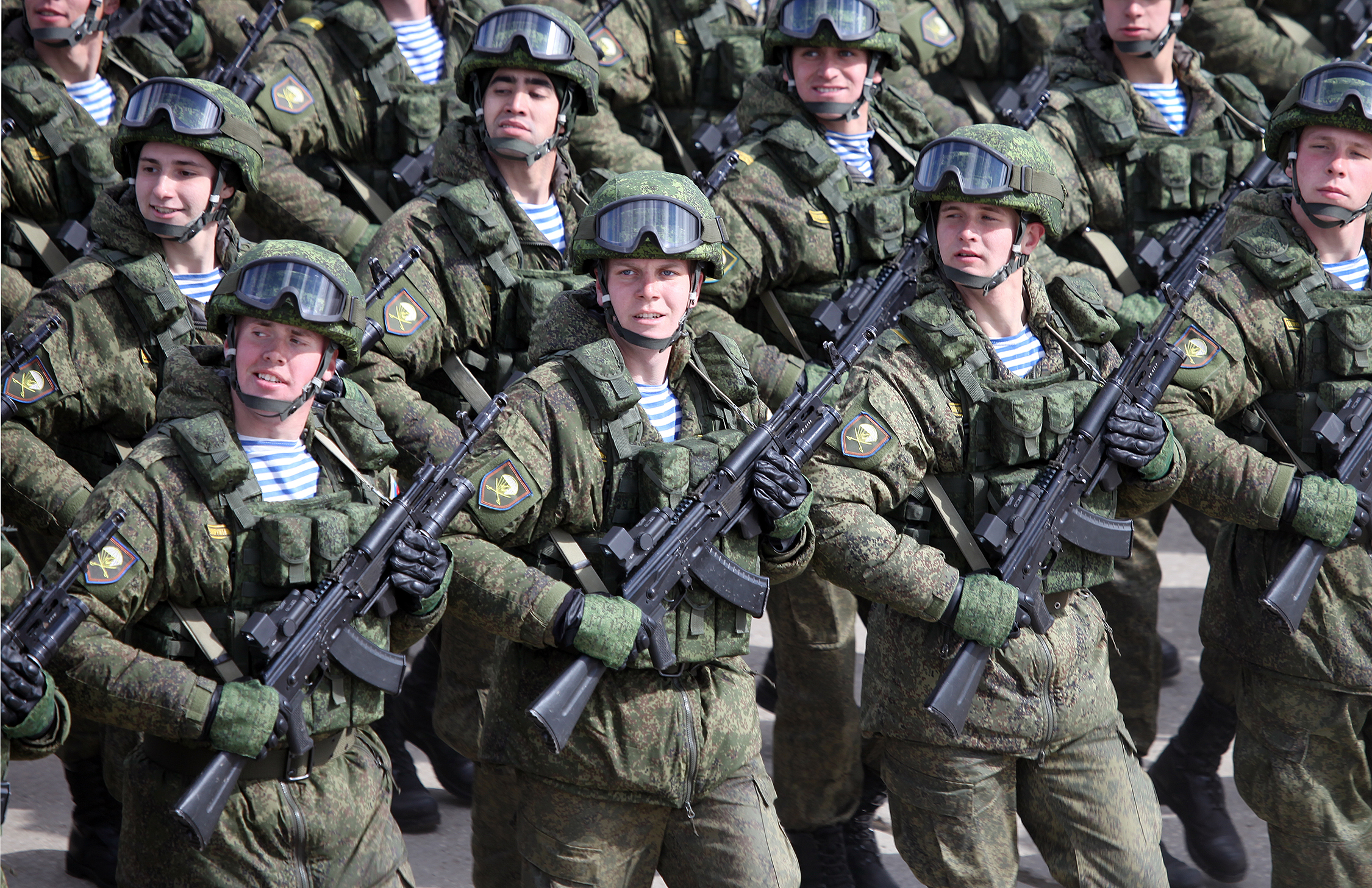
デジタルフローラの迷彩服を着用した空挺軍兵士（2015年）
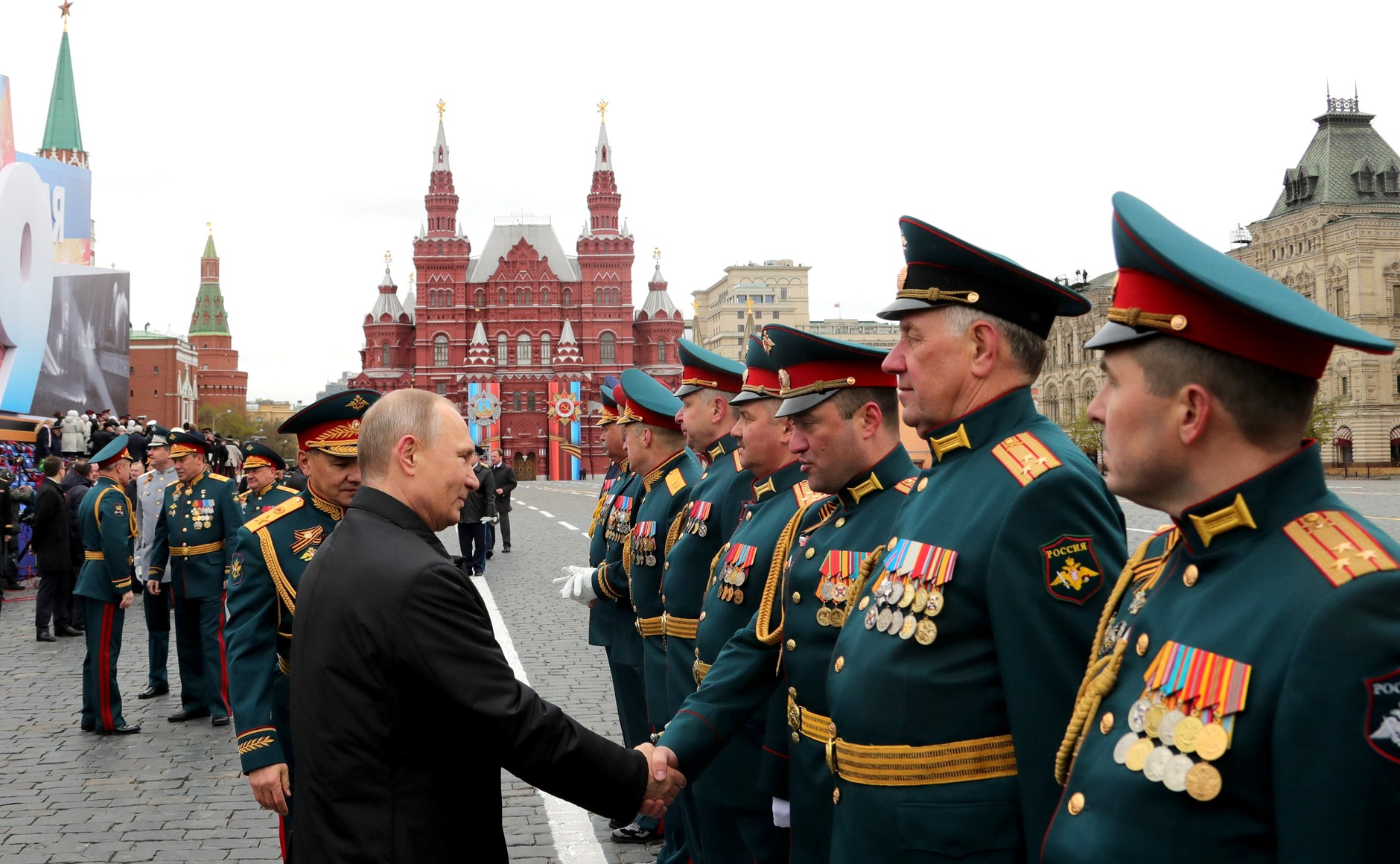
礼装を着用した陸軍の行進部隊指揮官（2017年）

過去の制服

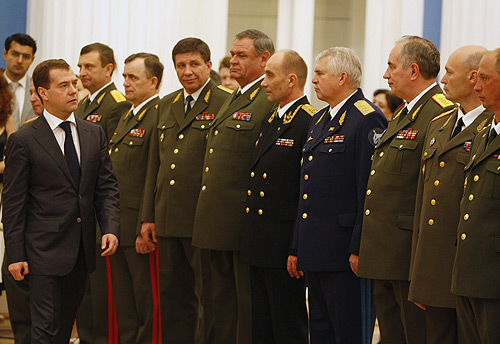
2008年以前の陸海空軍常勤服
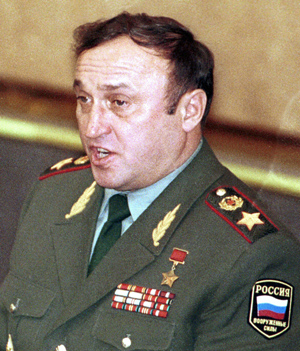
元ロシア国防相パーヴェル・グラチョフ（1994年）
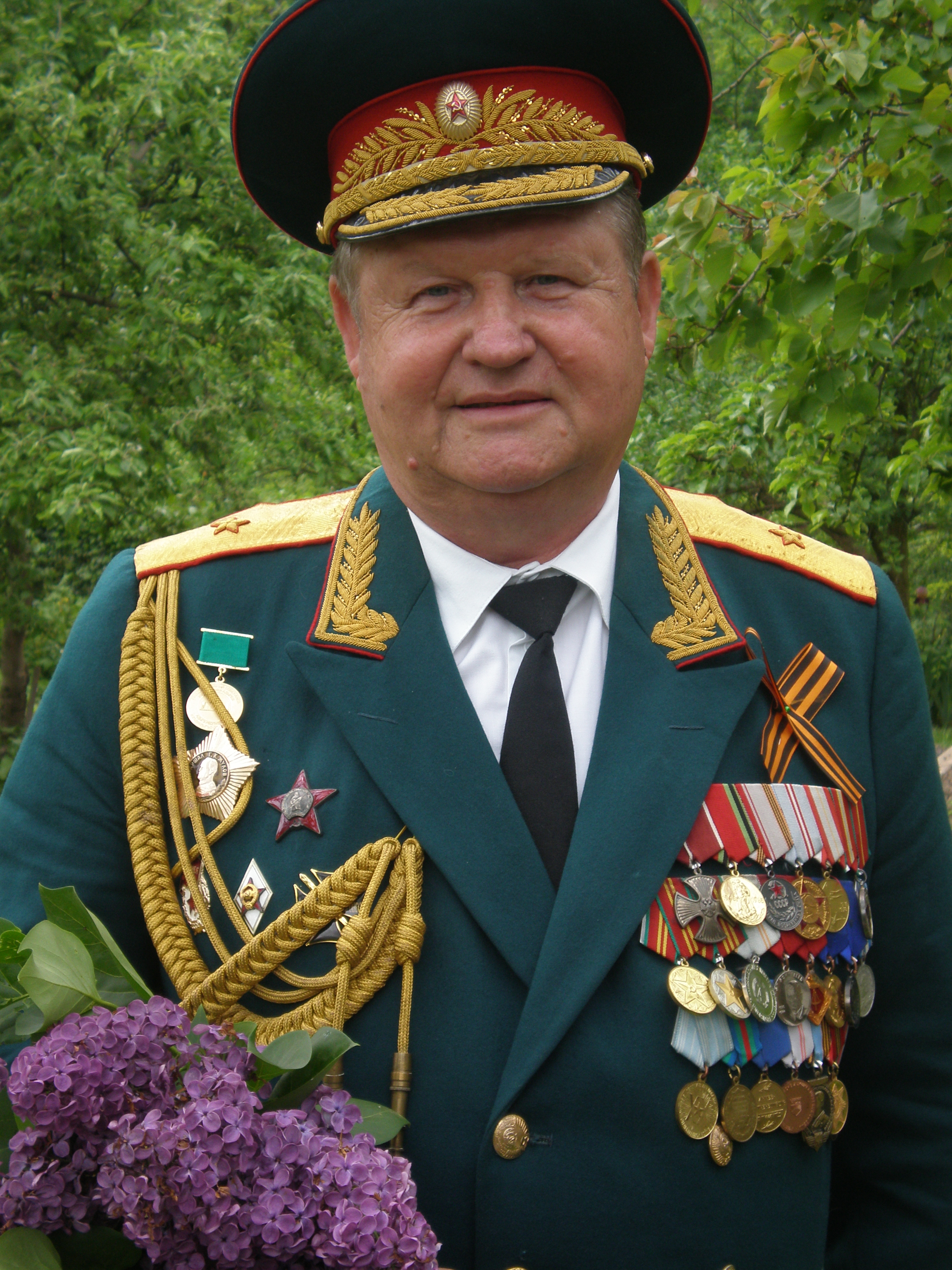
陸軍将官礼装（2010年5月9日）
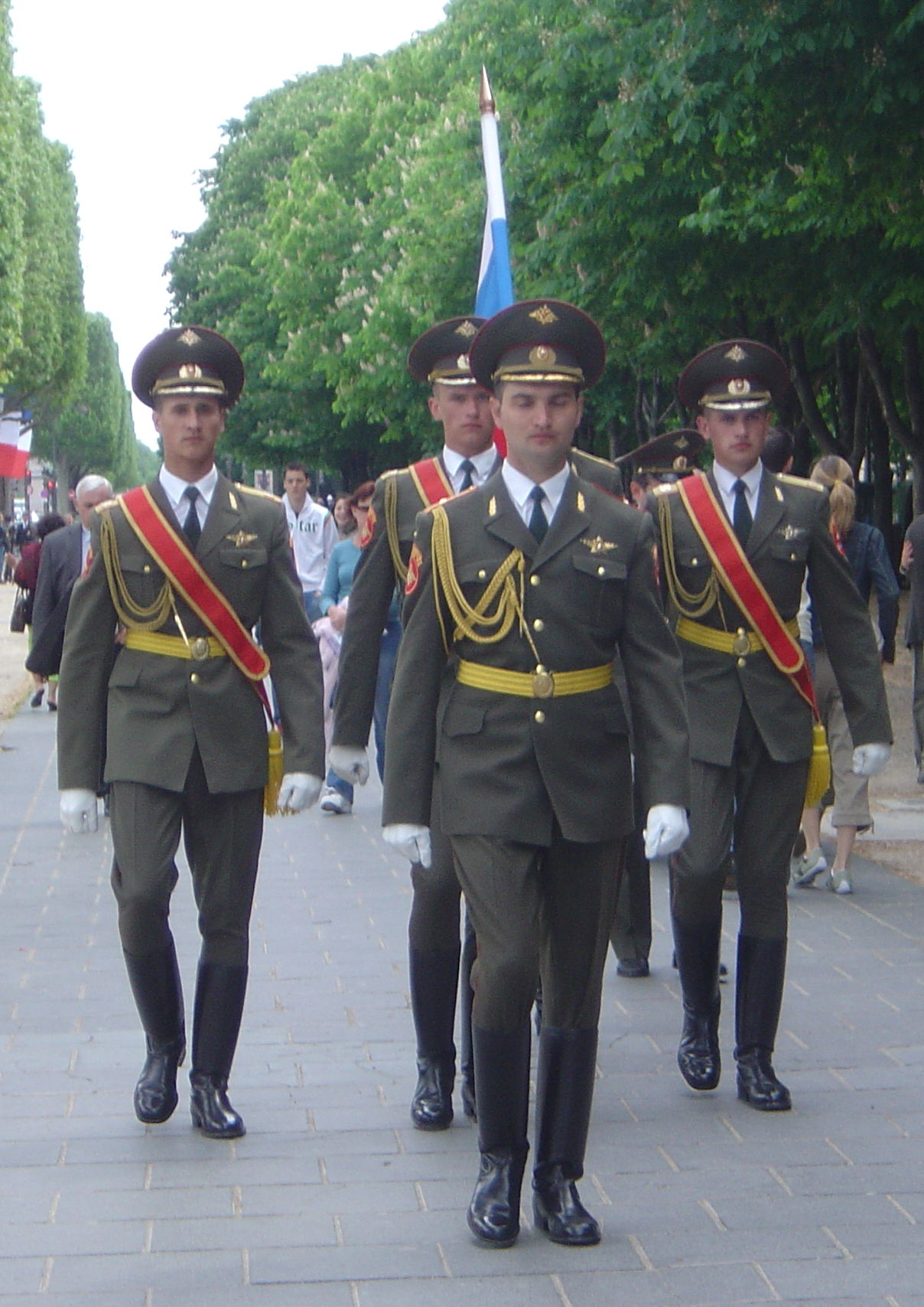
対独戦勝60周年記念日のパレードに参加してシャンゼリゼ通りを行進するロシア軍兵士（2005年5月8日）
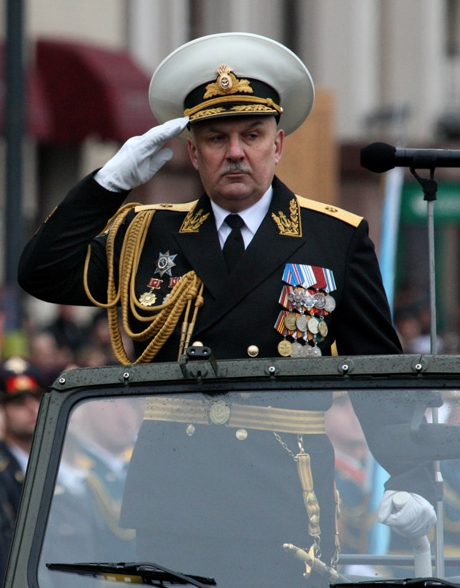
海軍少将（2012年5月9日）
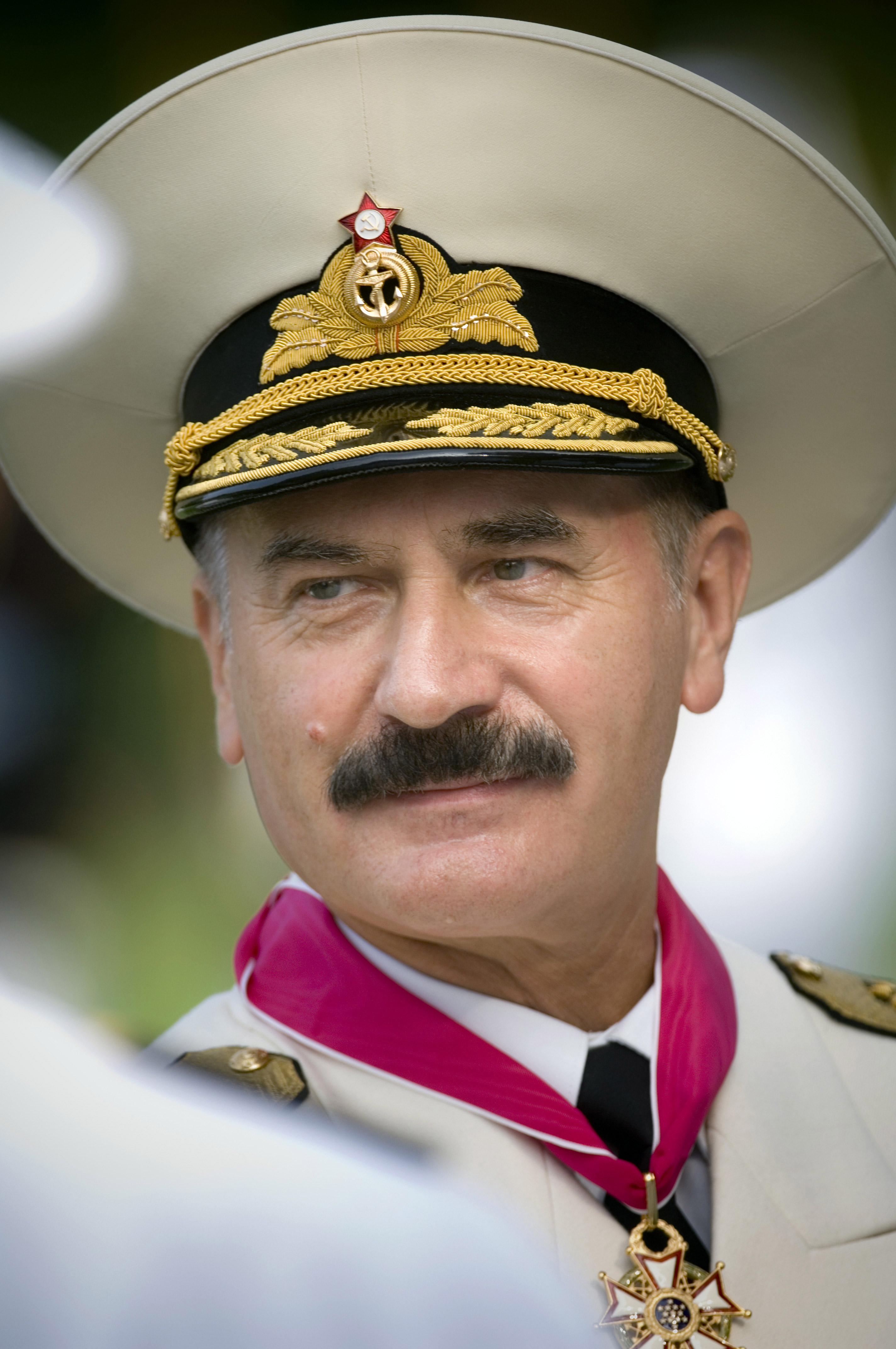
元ロシア海軍総司令官ウラジーミル・マソリン
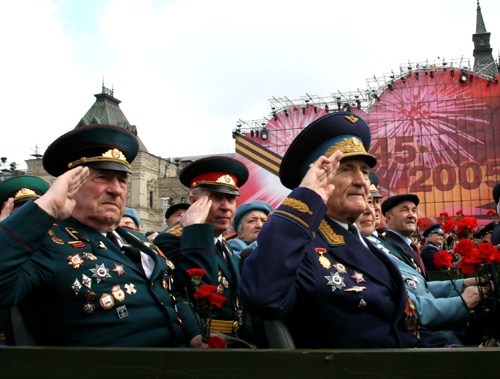
退役軍人の将官ら（2005年5月8日）
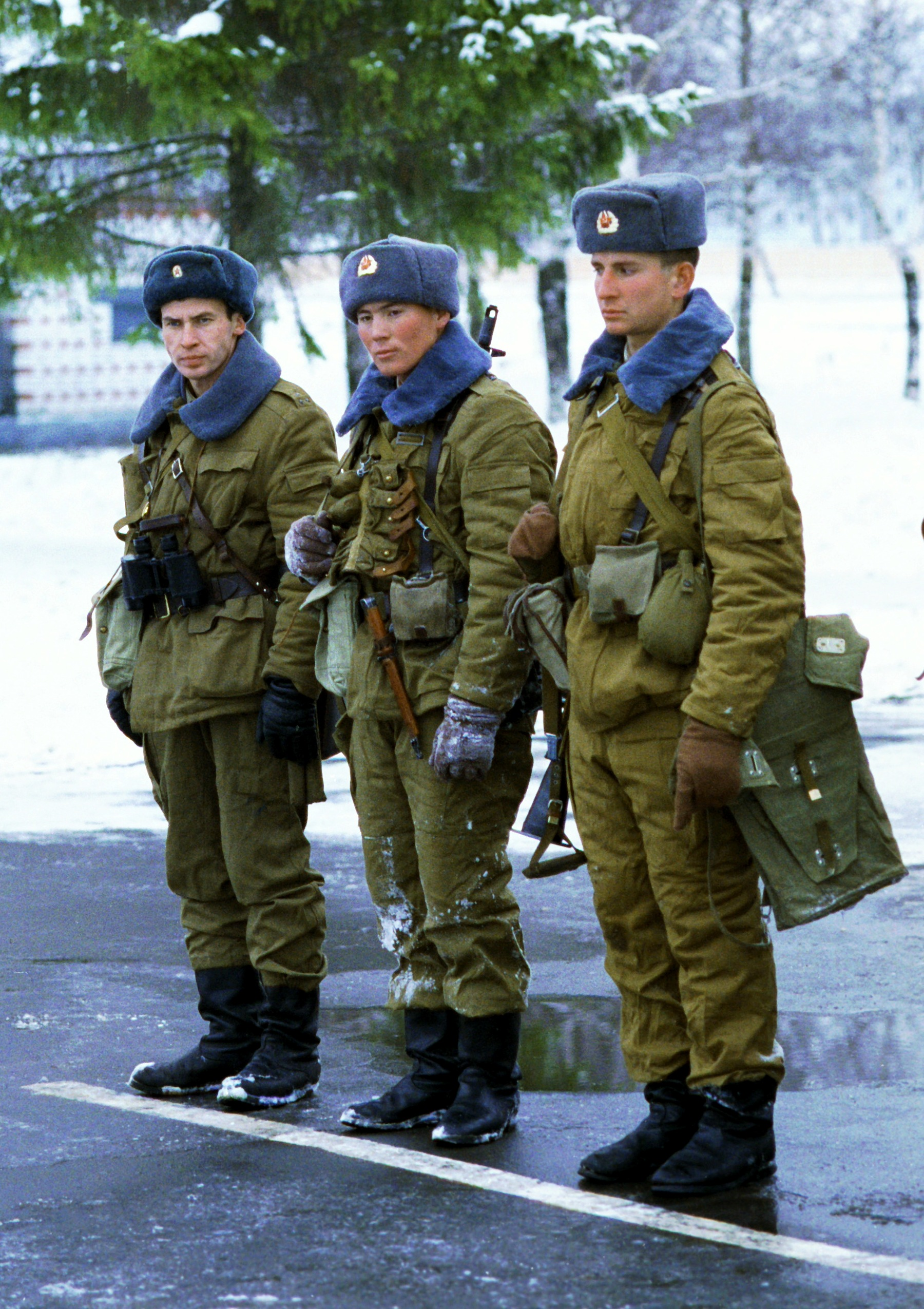
タマンスカヤ師団の兵士。ソ連時代のアフガンカの冬服とウシャンカを着用（1992年1月3日）
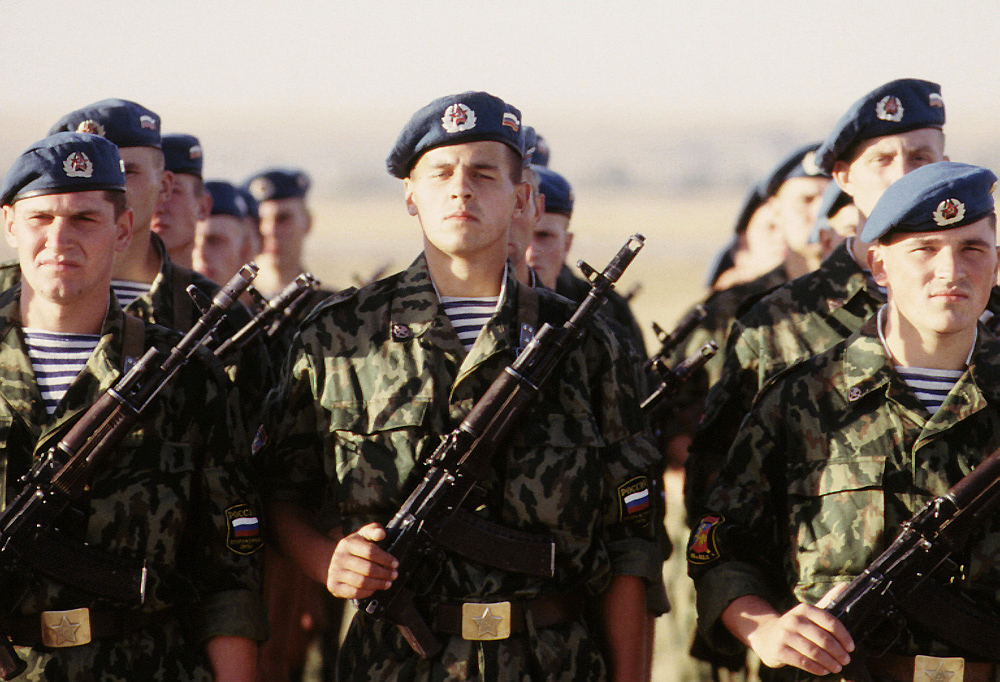
第106親衛空挺師団の兵士。ベレー帽とベルトはソ連時代のものを使用
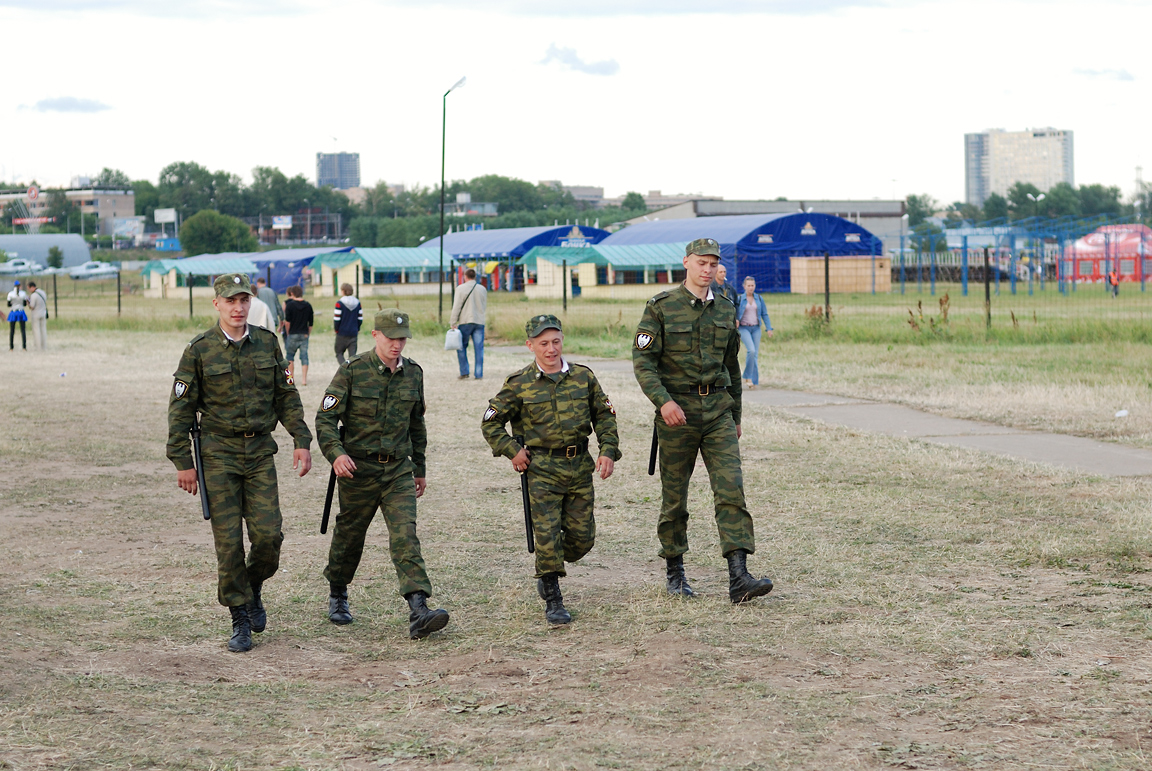
ロシア国内軍の兵士
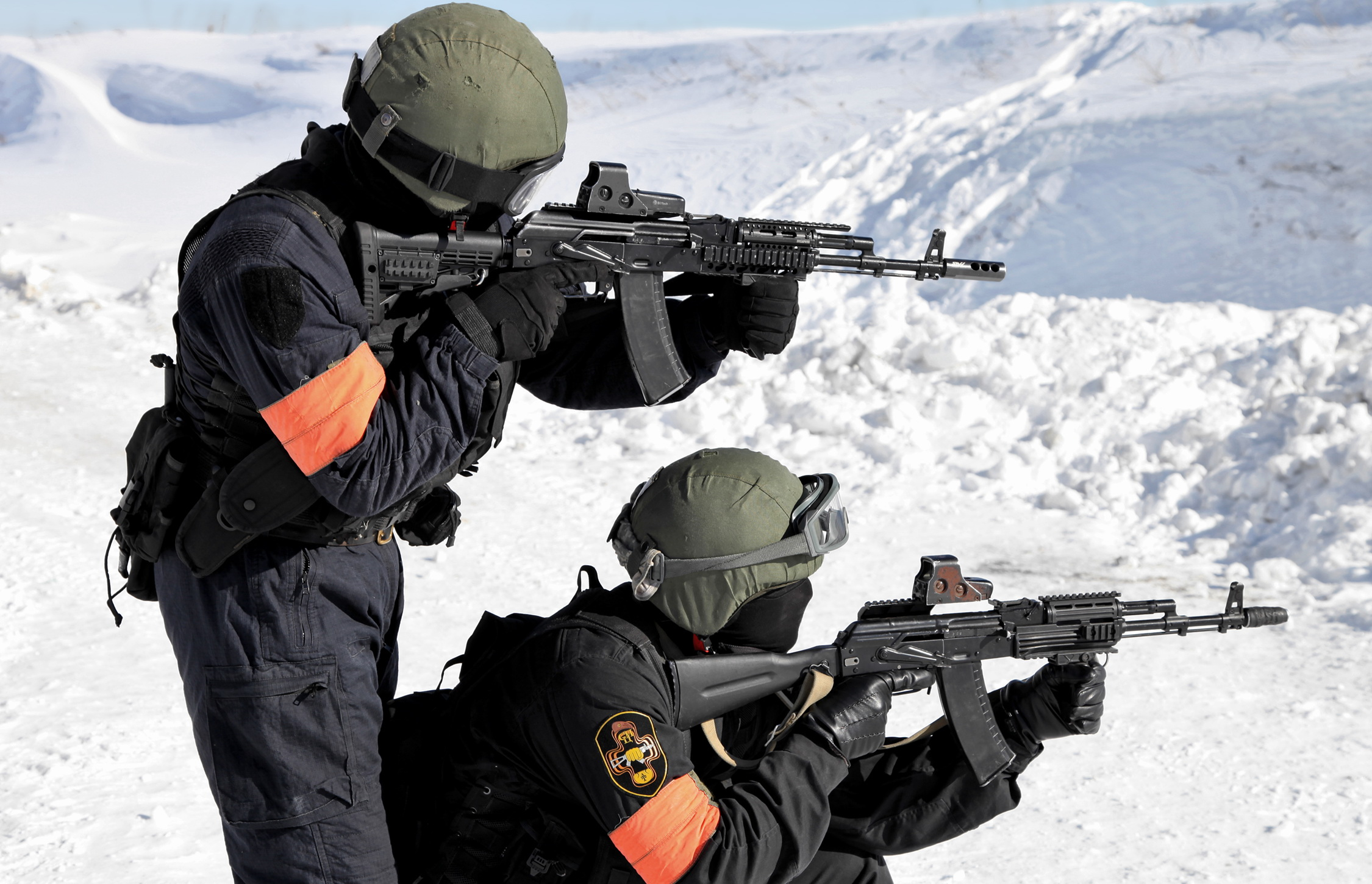
ロシア国内軍のスペツナズ（2013年）
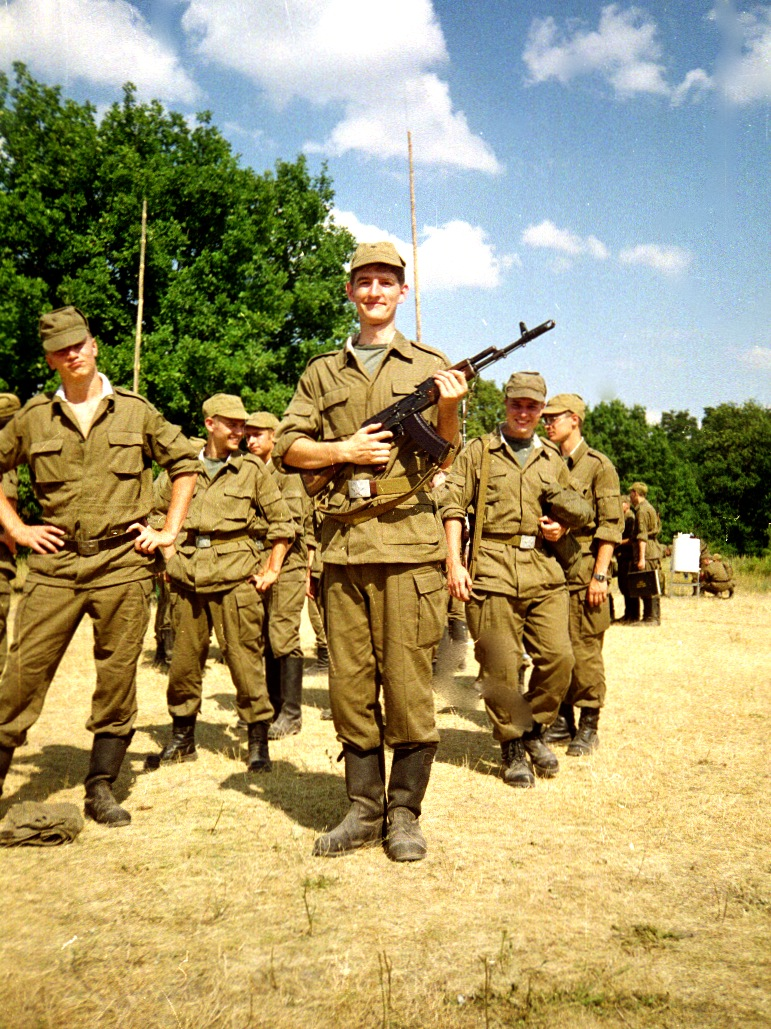
作業服を着用した防空軍兵士。ベルトはソ連時代のもので、キャンパス生地にアルミ製バックルの作業ベルトを装着する兵士が多い中、左端の兵士は茶色の人工皮革にOD色バックルの野戦ベルトを使用している（2002年7月1日）
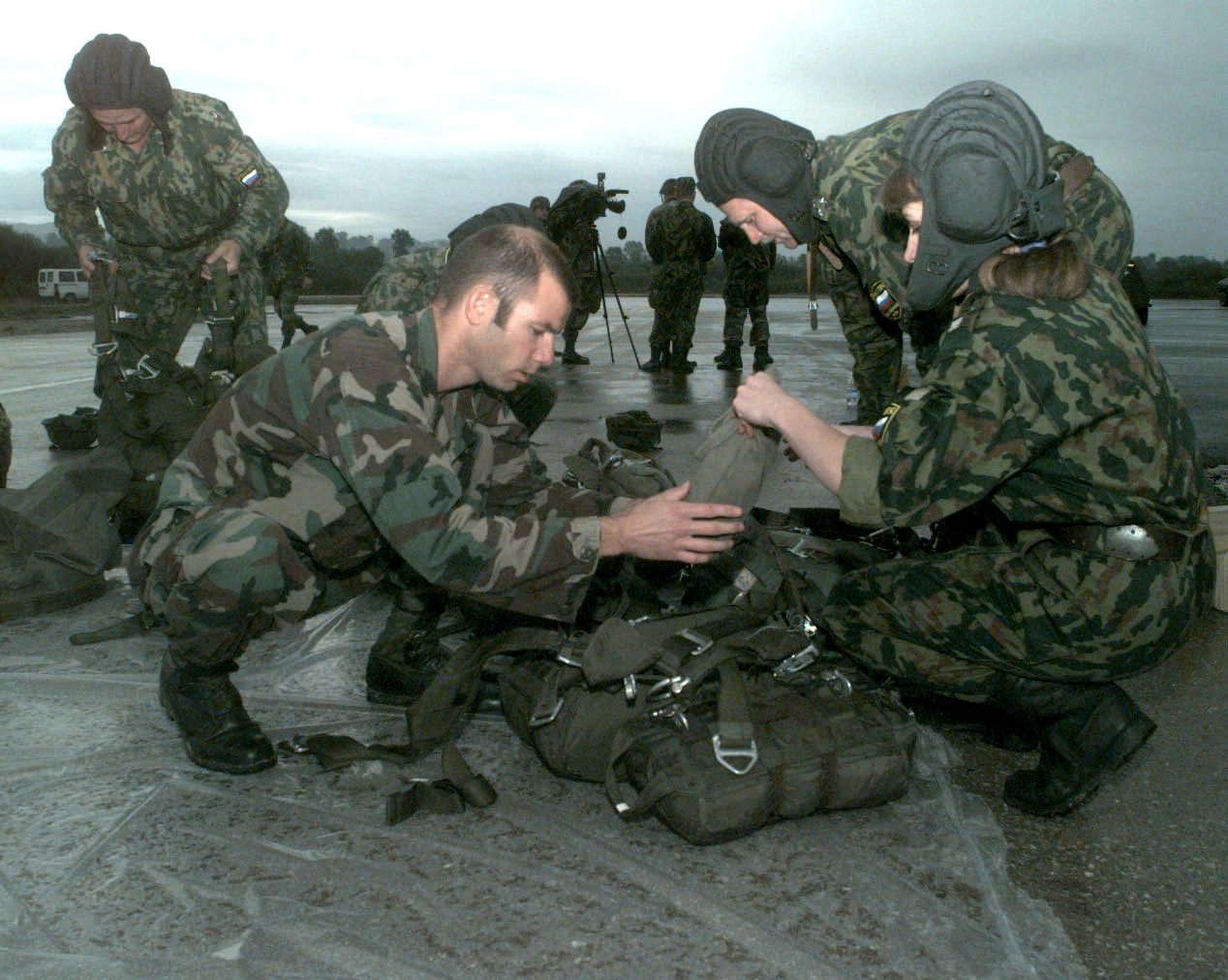
ロシア軍の緩衝パッドつき空挺ヘッドギア、戦車用も類似のデザイン
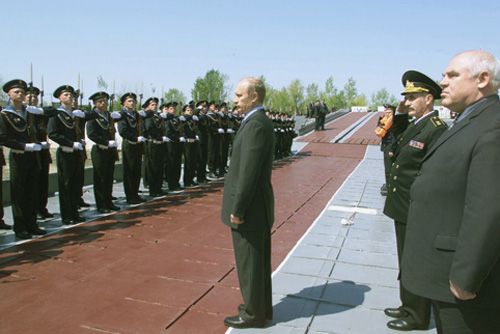
海軍水兵（2002年9月）
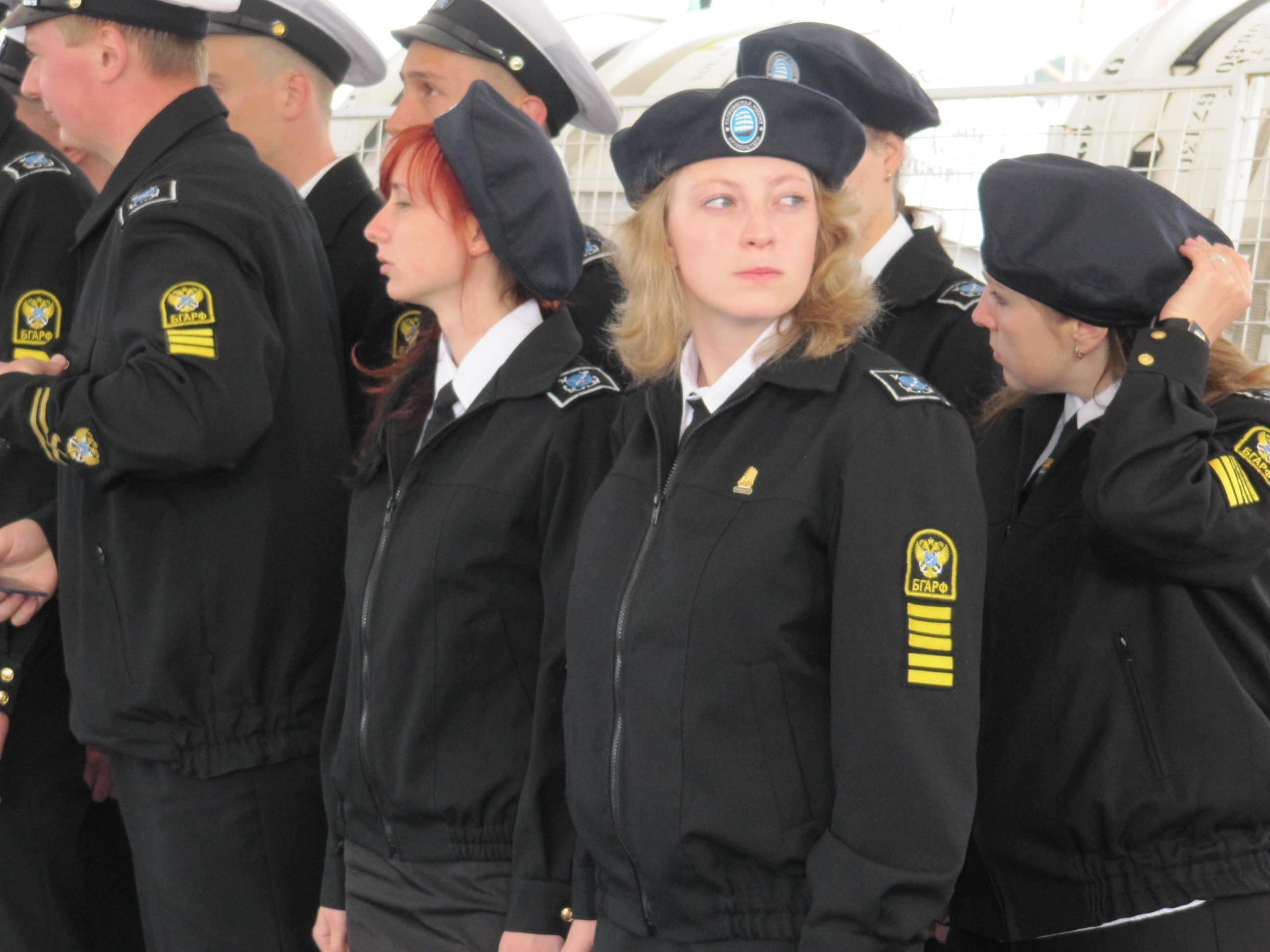
女性水兵（2012年7月14日）
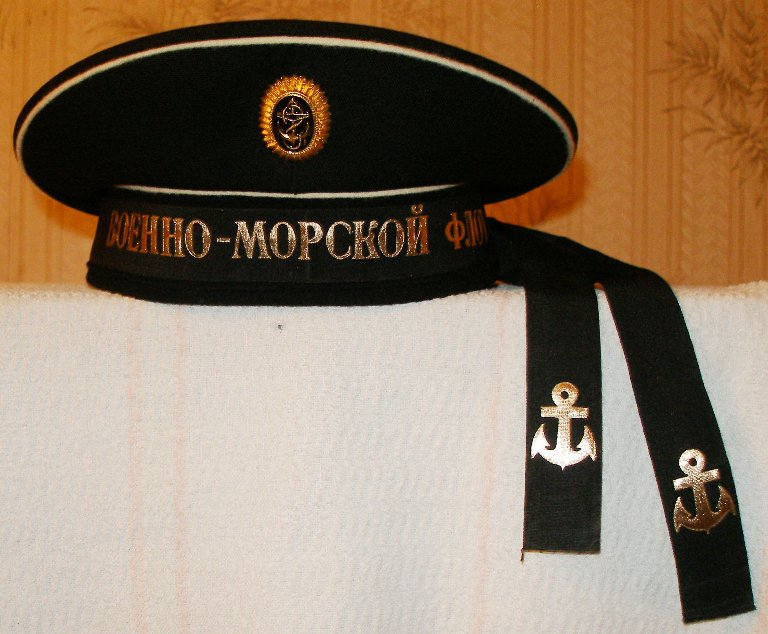
水兵帽
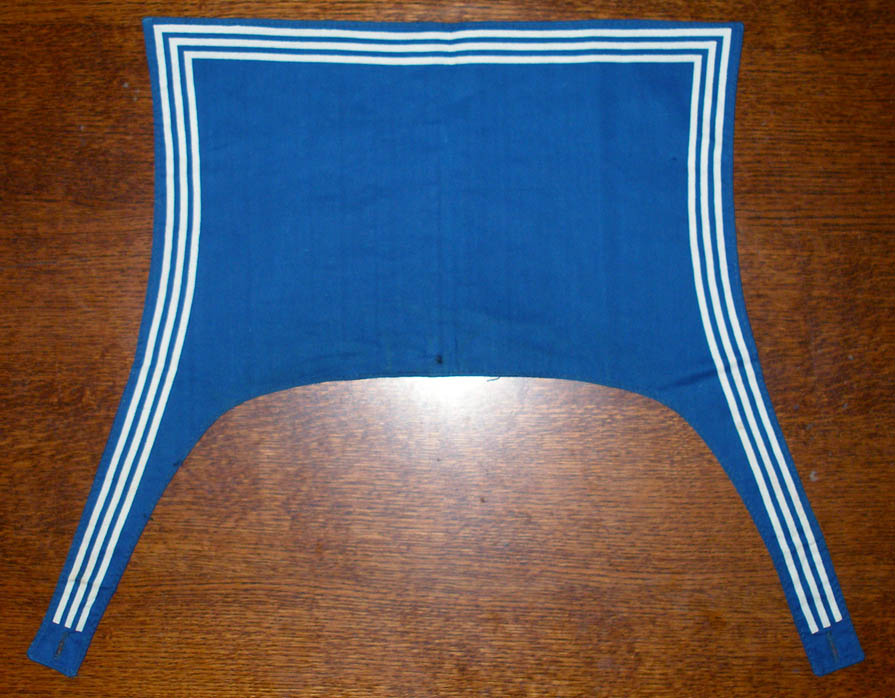
水兵服の襟
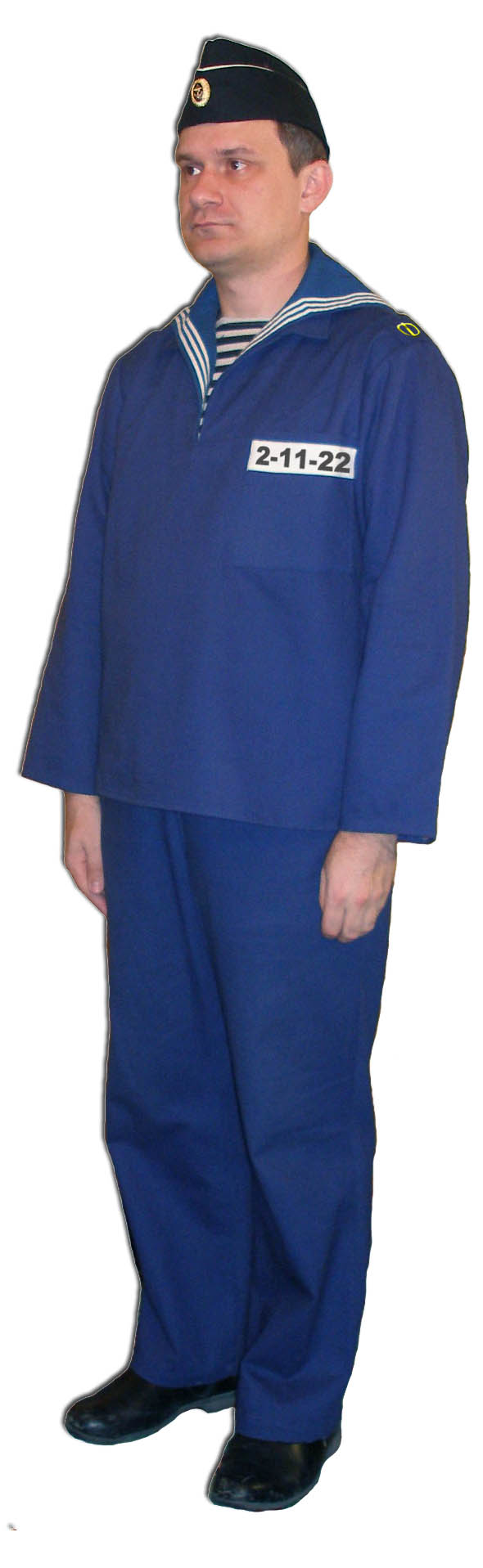
海軍の作業服装
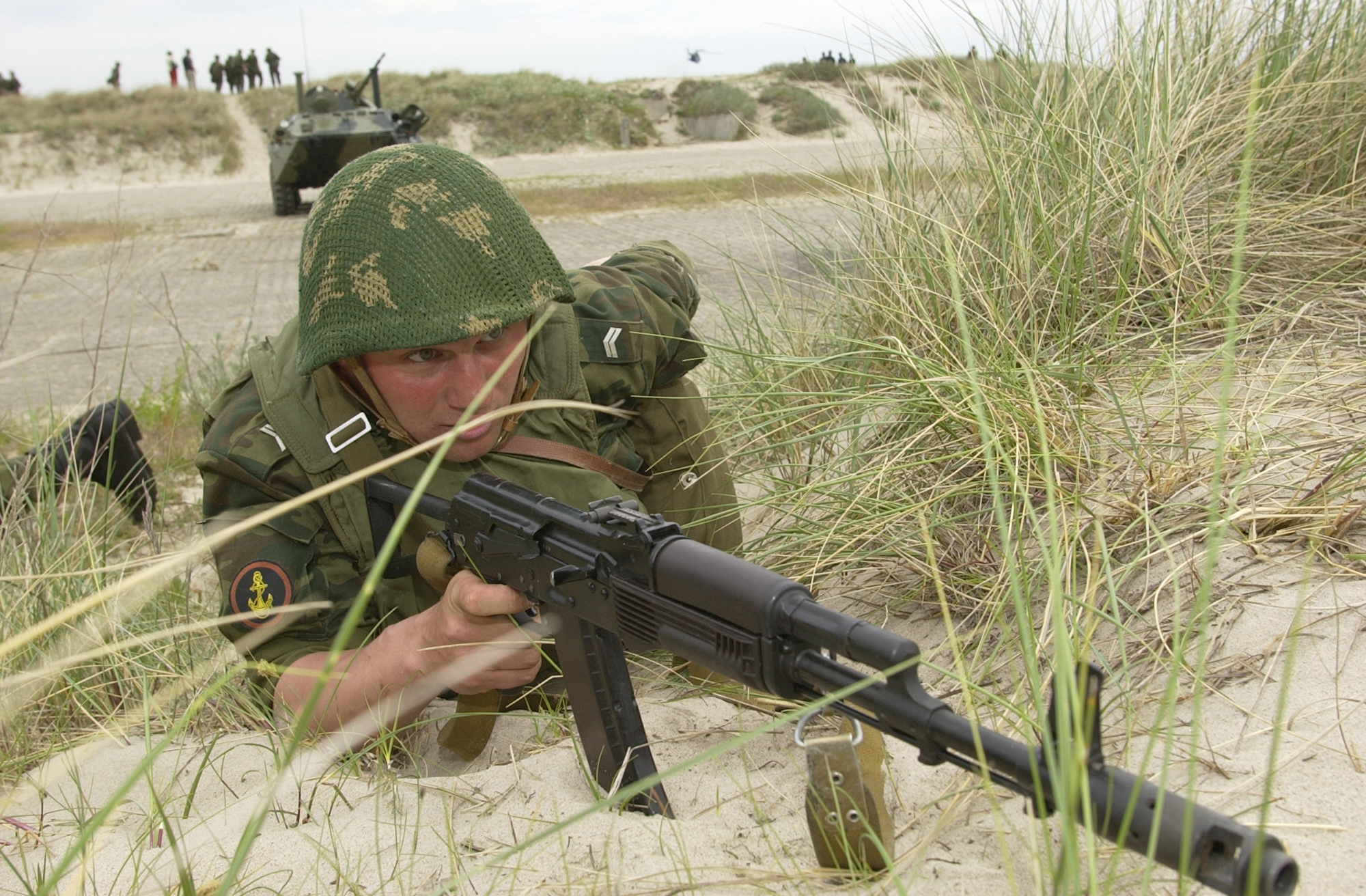
ロシア海軍歩兵（2003年）
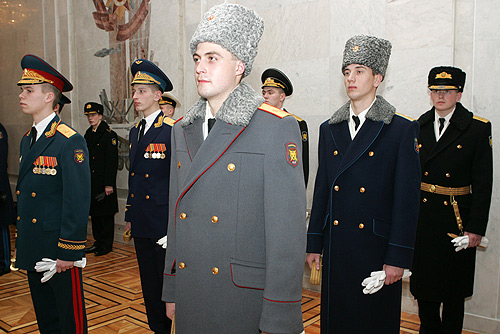
2008年制定の制服。現場での評判が悪く、短命に終わった。
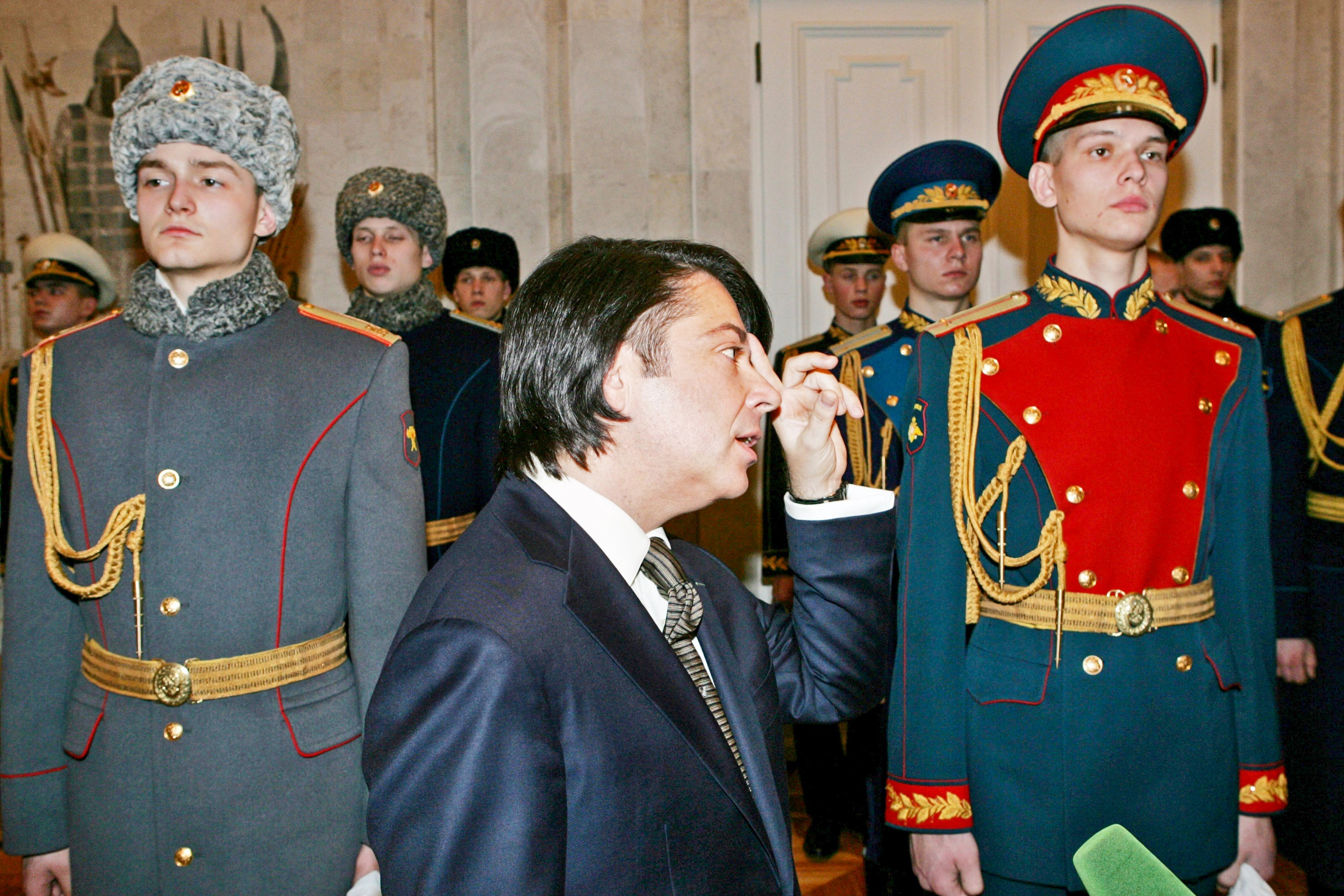
ヴァレンティン・ユダシュキンと2008年制定の制服。一部は現在も使用されている。
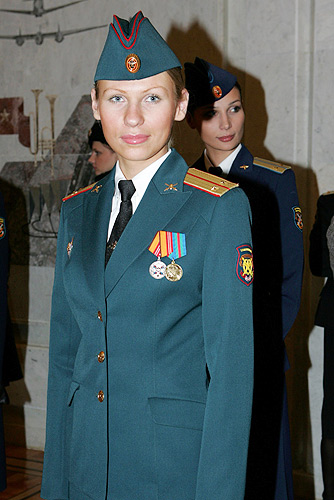
略帽を被った陸軍中尉（2008年1月28日）

### その他の旧ソ連諸国の軍服
中・東欧の軍服も参照。
ロシア以外の旧ソ連諸国の軍服のうち、ベラルーシ、カザフスタン、キルギスタン、トルクメニスタン、ウズベキスタン、タジキスタン等のCIS諸国では旧ソ連との連続性（ロシア軍との共通性）が強い。他方、ソ連への併合に対する反感が根強かったバルト三国（リトアニア、ラトビア、エストニア）等では独自色の強い軍服が採用されている。かつてロシア軍と似たデザインであったウクライナも、ロシアとの紛争を経て西側諸国に近いデザインに刷新された。
コーカサスの国ではアルメニアの軍服はロシア軍との共通性が強い軍服であるが、
アゼルバイジャンではトルコ軍に近い軍服が近年になり採用され
グルジアでは米軍式の軍装が取り入れられつつある。
これはコーカサス三国同士およびロシアとの歴史的、宗教的、政治的な関係、対立、背景が影響している。
また旧ソ連諸国ではないが軍服や階級制度などが共通したものであったモンゴルにおいても米軍の軍装に近い軍装となったが依然としてロシア軍と共通性の高い軍服を採用している。
ソ連崩壊直後のCIS軍隊では、ロシア軍同様に多量に余ったソ連時代の軍装品が使用され続けた一方で、ウズベキスタン軍など中央アジアの軍隊では東ドイツなど第三諸国の余剰軍装品も他国から供与され使用された。このように近隣諸国軍には旧ソ連時代からの迷彩服が多く残っており、南オセチア紛争では敵味方を識別するためロシア兵が腕に白色の布を巻いて行動した。

#### ベラルーシ

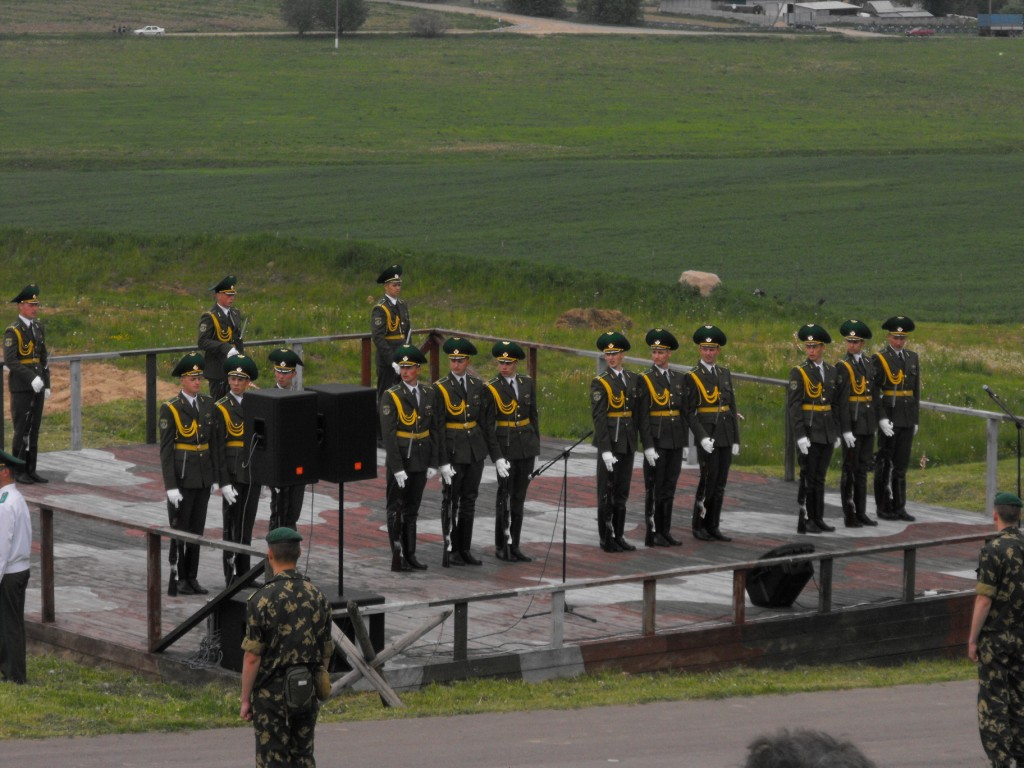
制服を着用した儀仗兵。手前の戦闘服を着用した兵士はベレー帽を被っている（2011年5月28日）
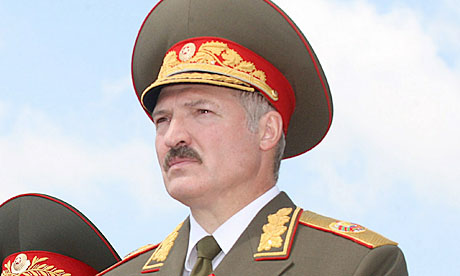
陸軍元帥。アレクサンドル・ルカシェンコ（2001年6月20日）
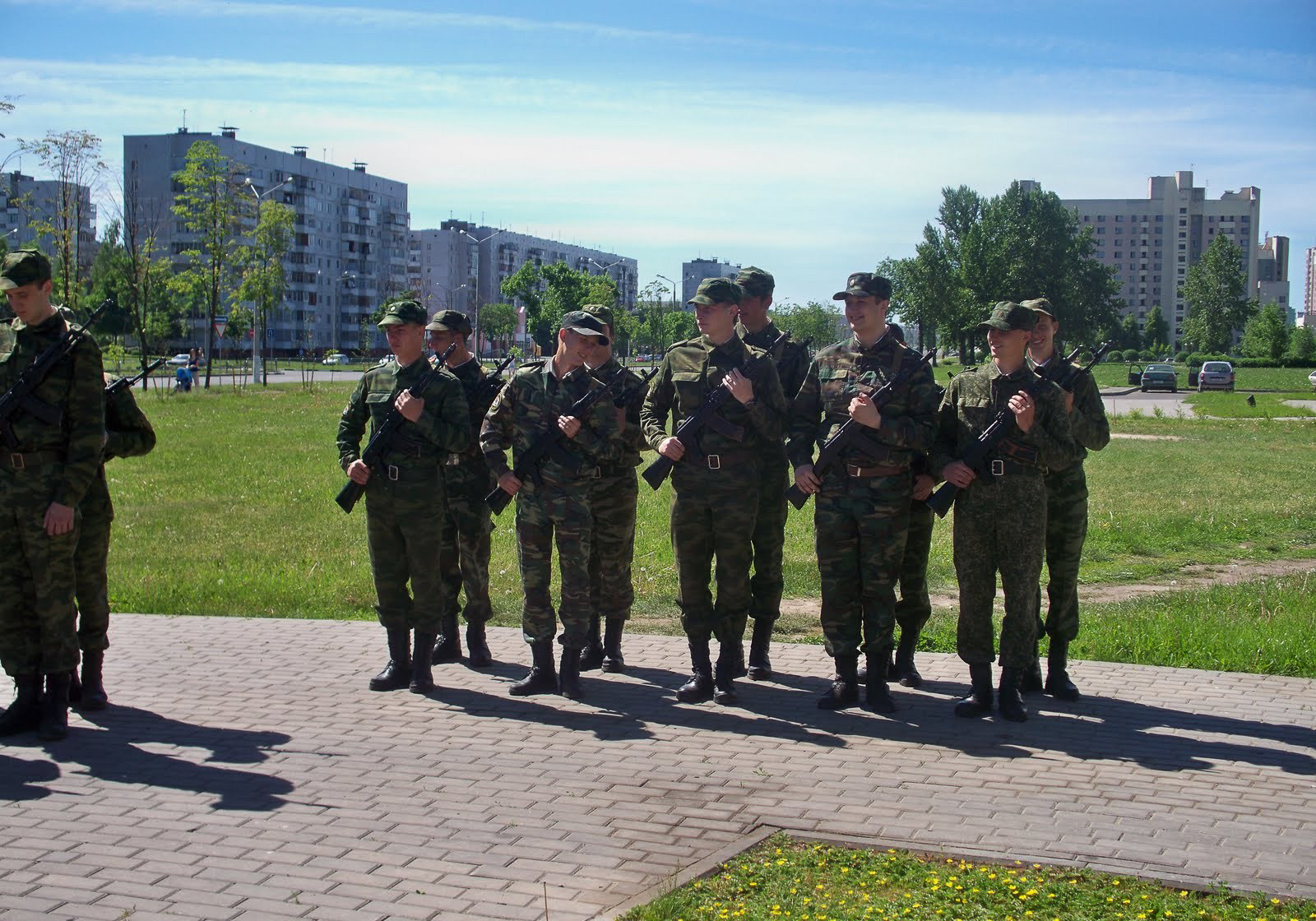
戦闘服を着用した兵士（2011年5月9日）
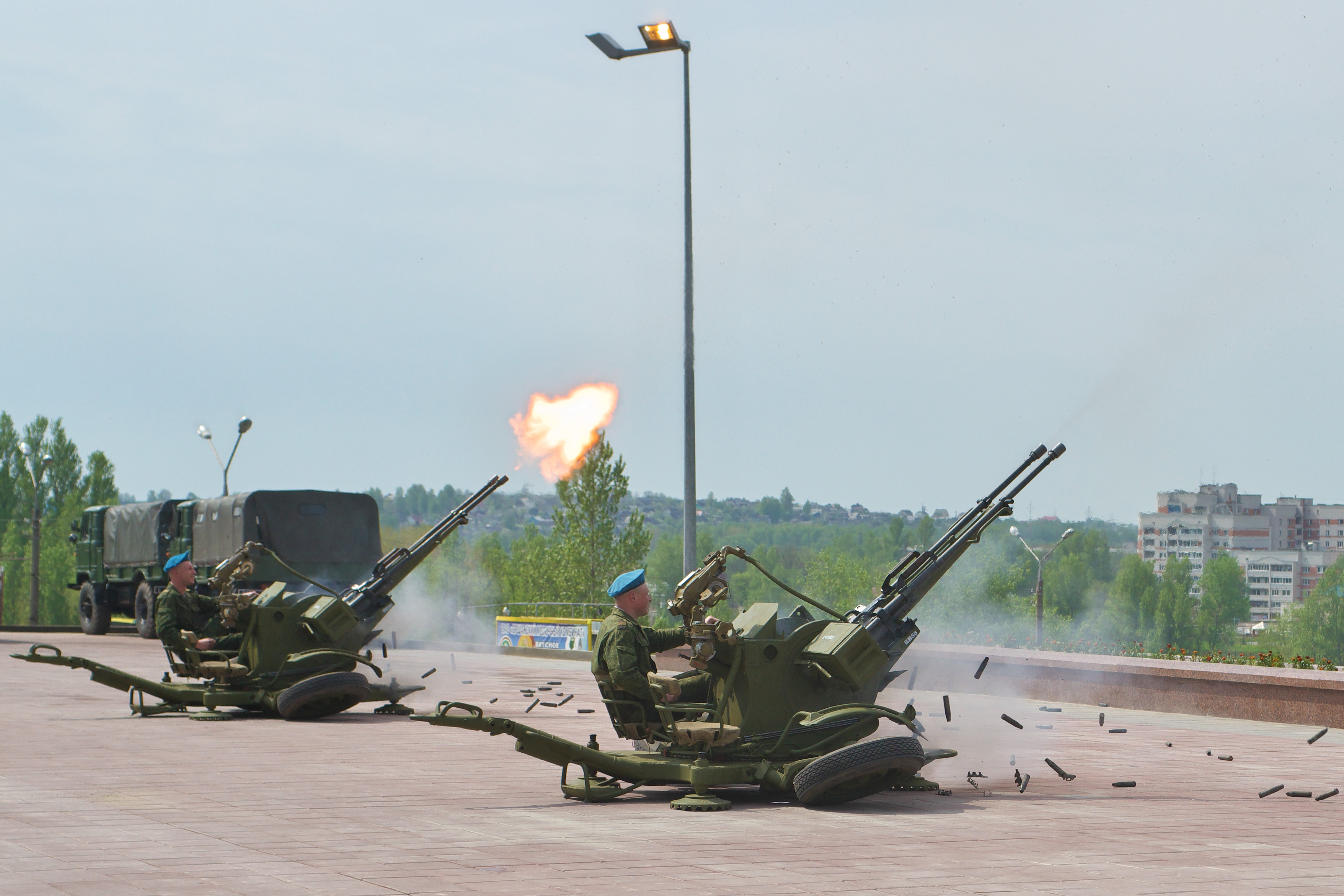
ZU-23-2を使用する空挺軍兵士
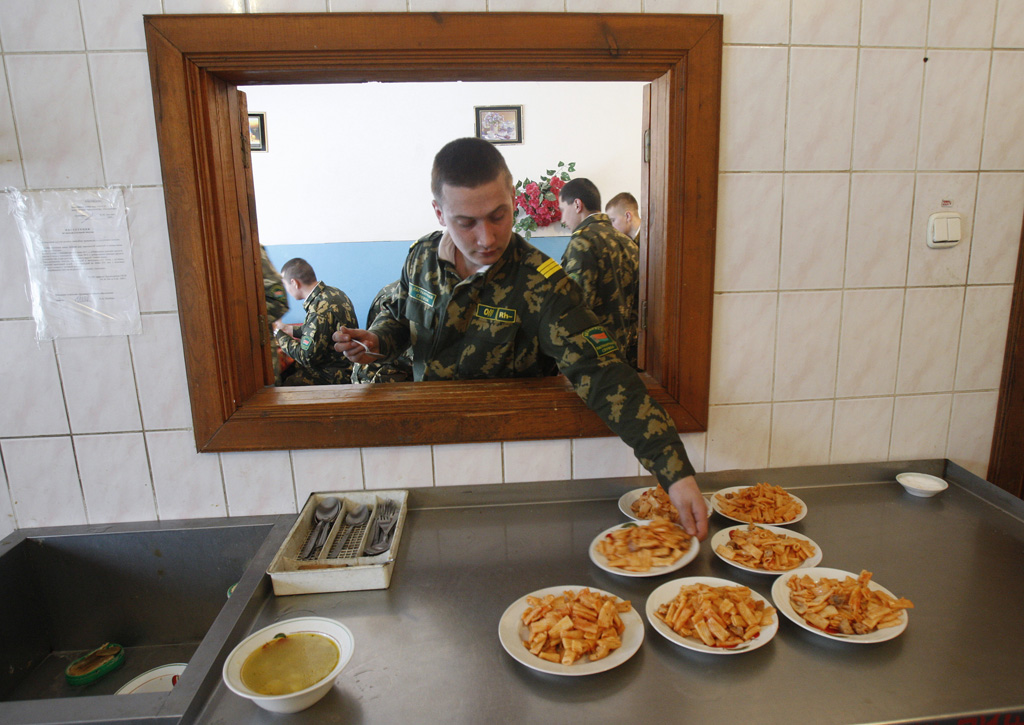
迷彩服を着用した軍曹（2012年2月23日）
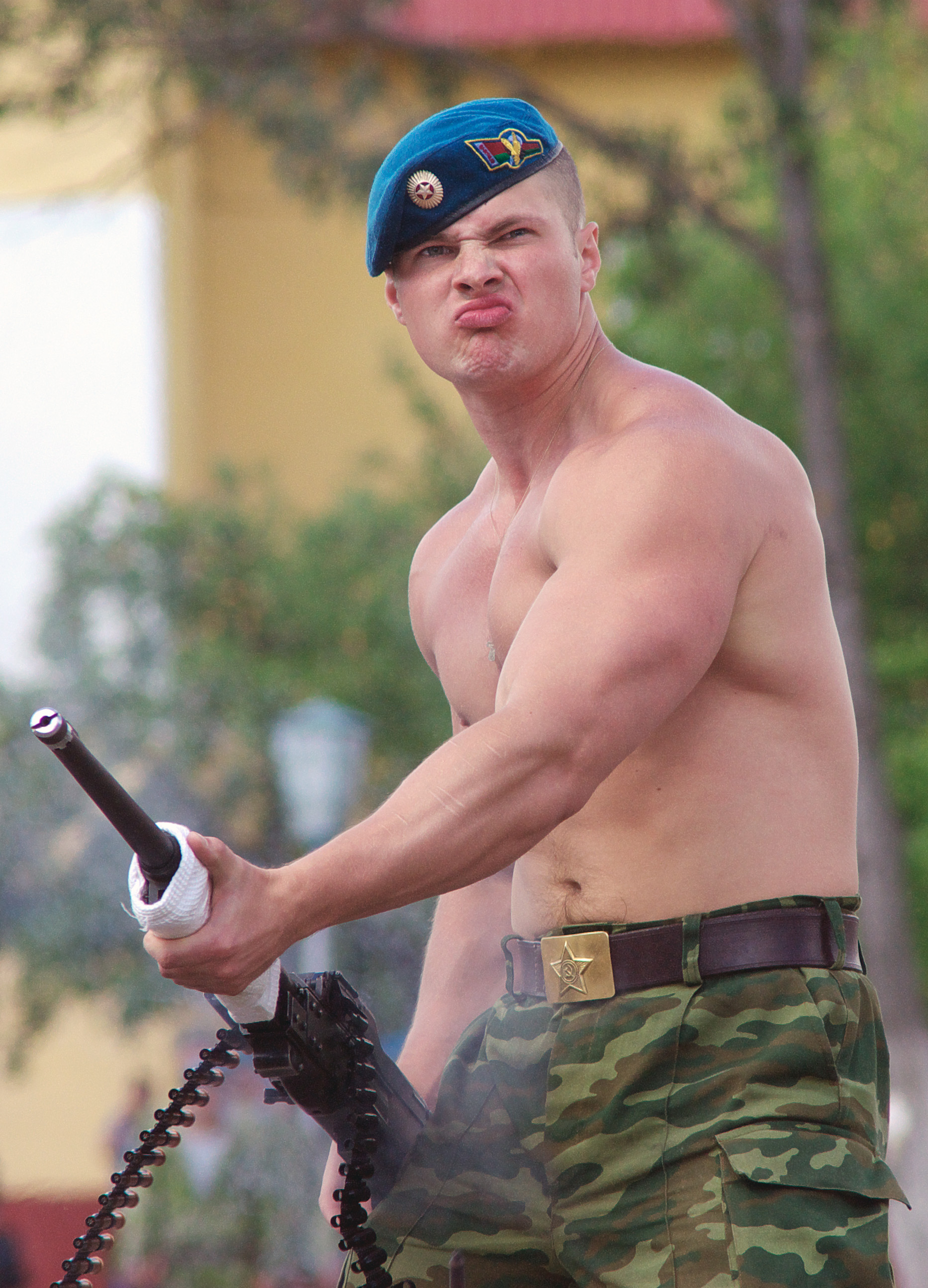
第103空挺連隊（en）の兵士。ベルトがソ連時代のものである点に注目（2007年8月2日）
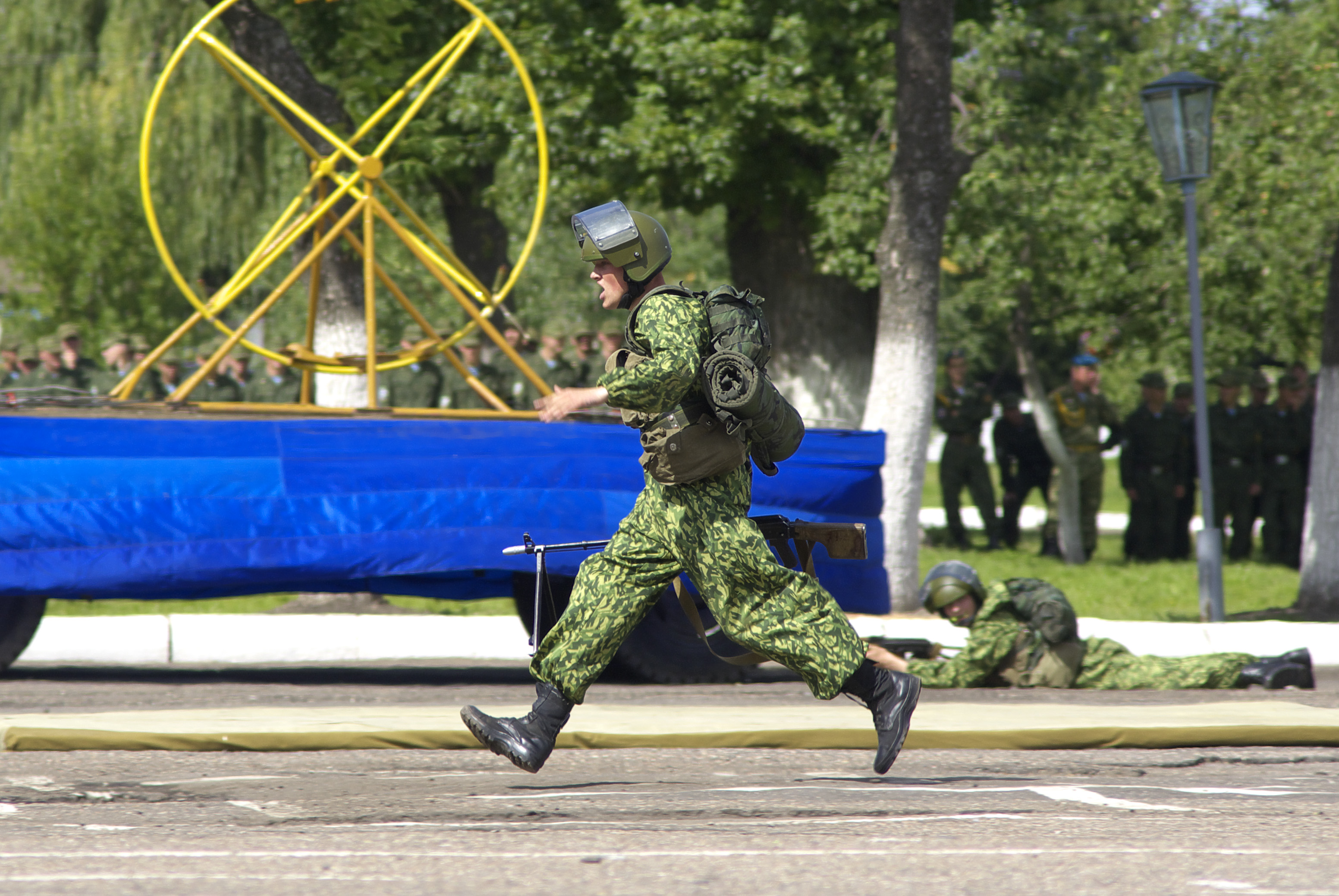
同じく第103空挺連隊の兵士。迷彩服の柄が特異（2009年8月2日）
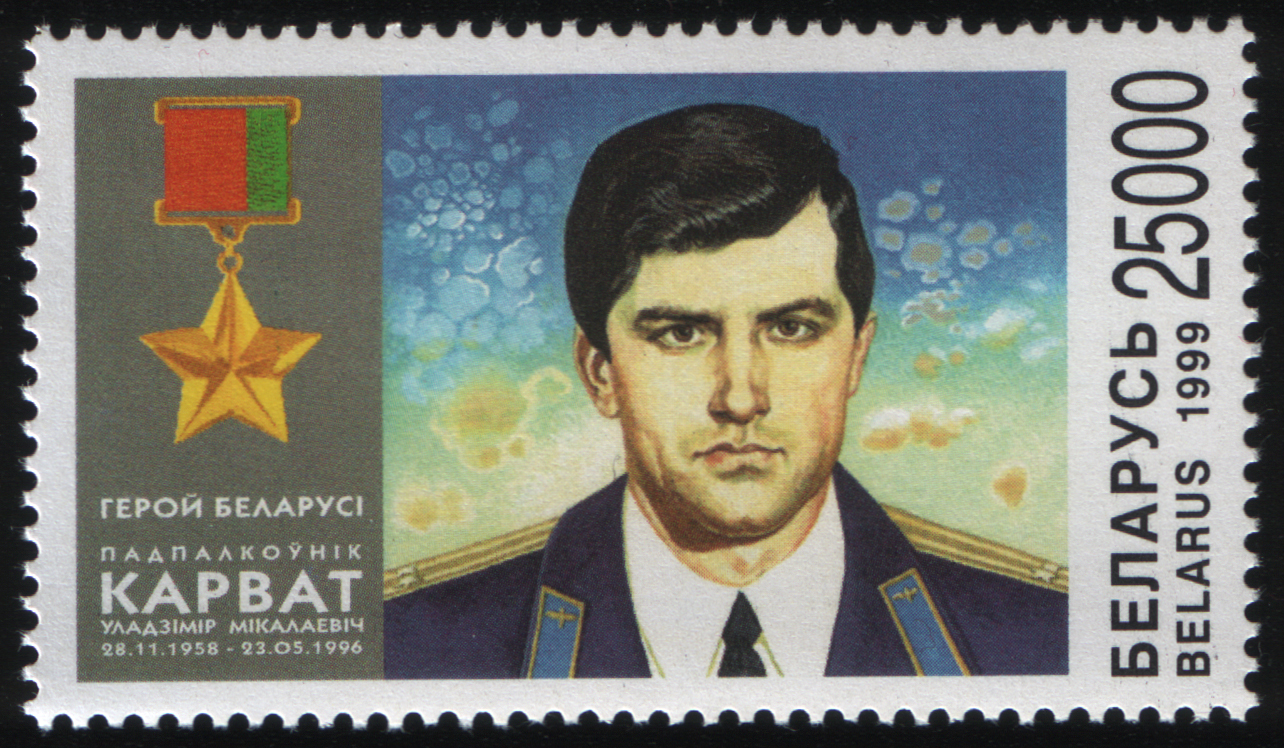
空軍中佐。
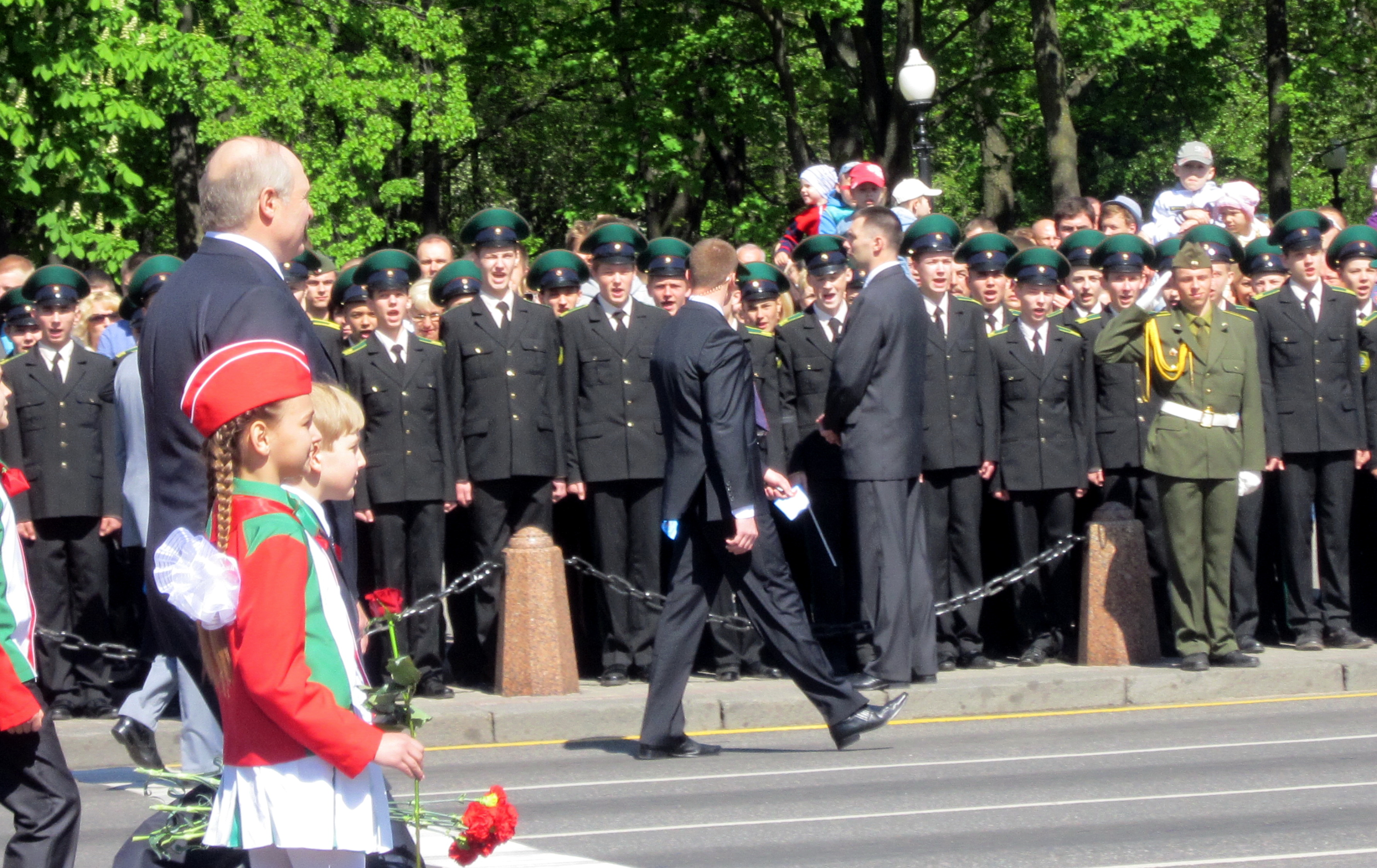
国境警備隊の士官候補生（2012年5月9日）

#### カザフスタン

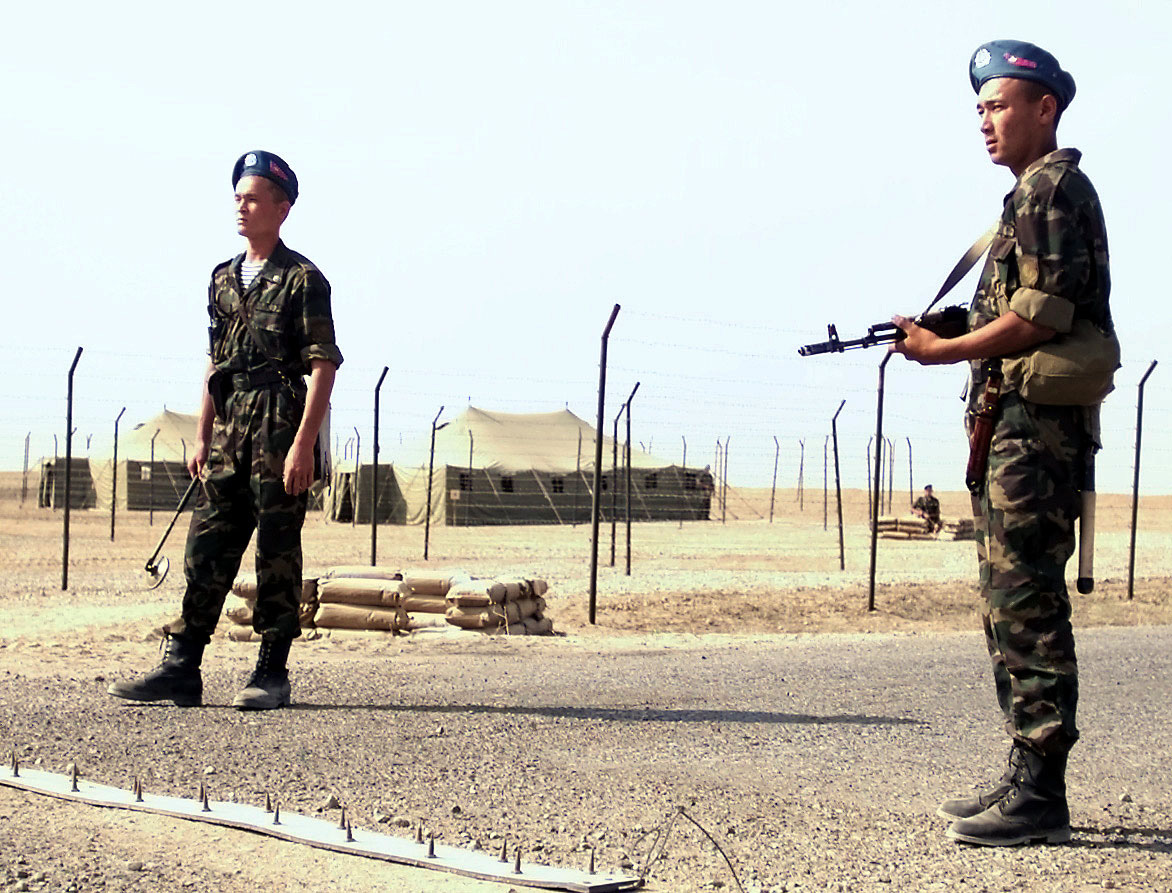
カザフスタン軍空挺兵

#### アゼルバイジャン

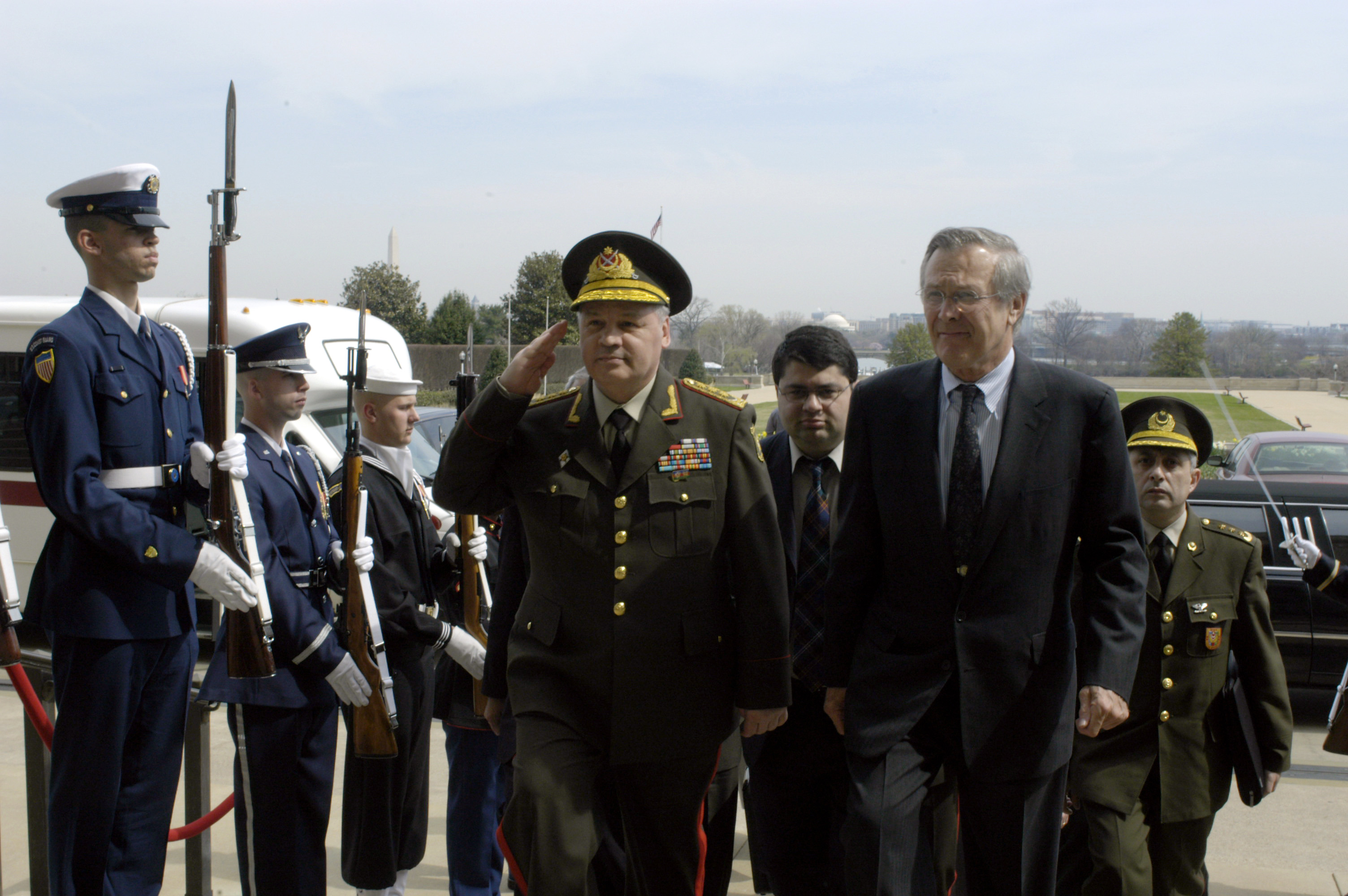
アゼルバイジャン国防相サファール･アビエフ(中央)